# Arquitectura de Suiza

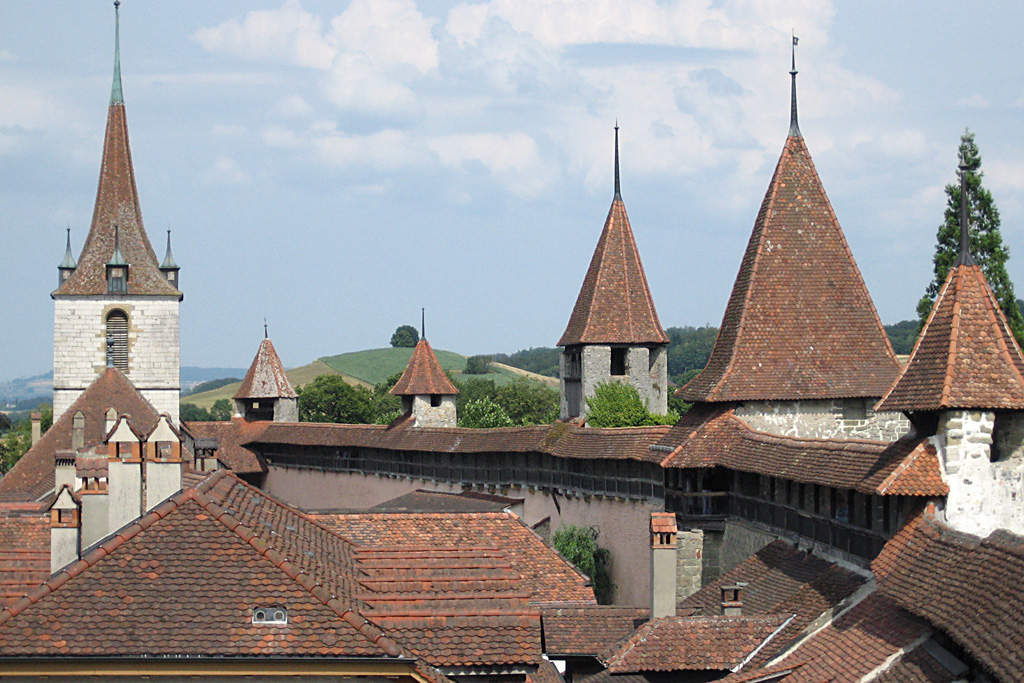
Muro de Morat.

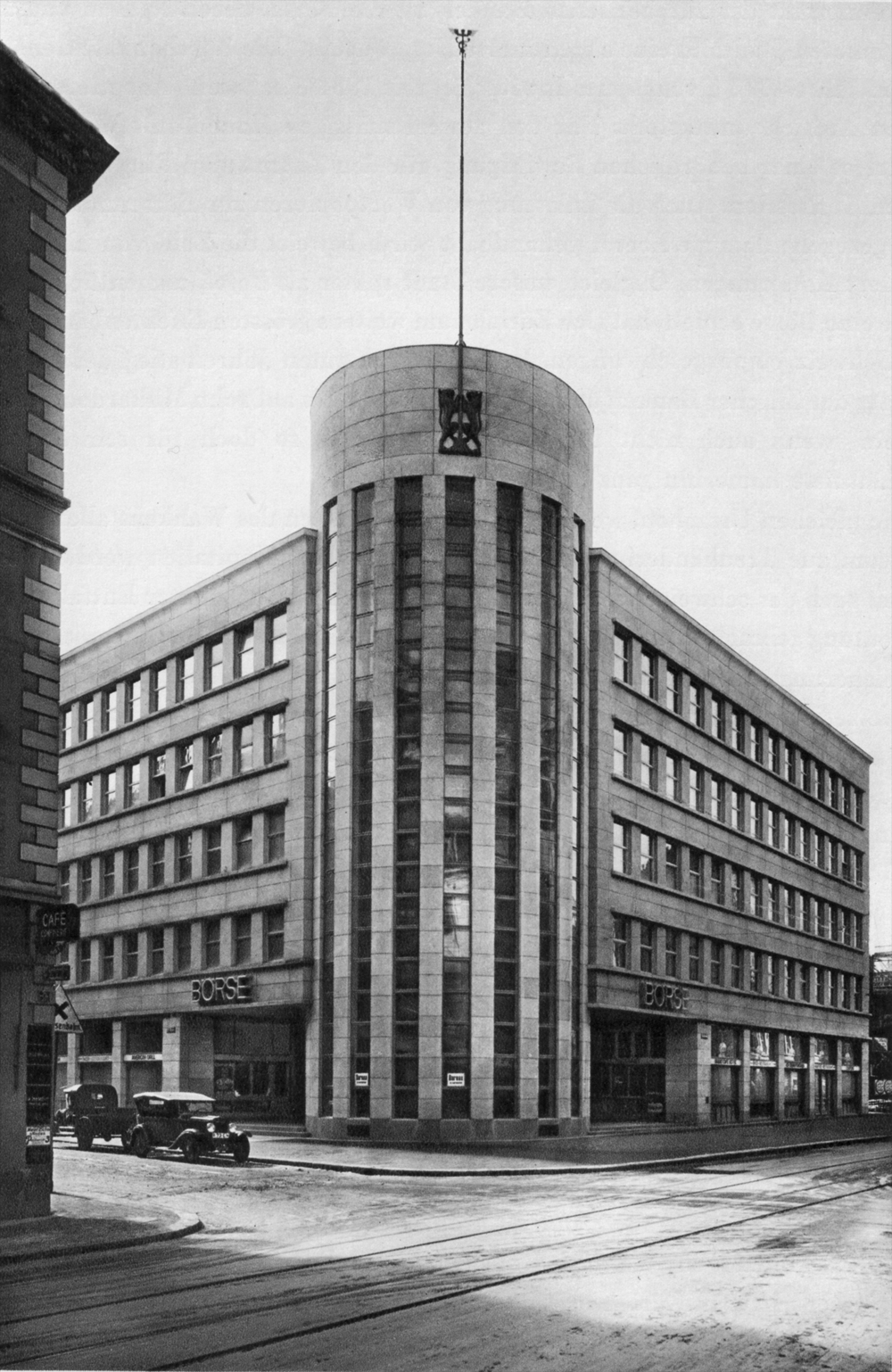
La Bolsa de Valores Zúrich (1930)

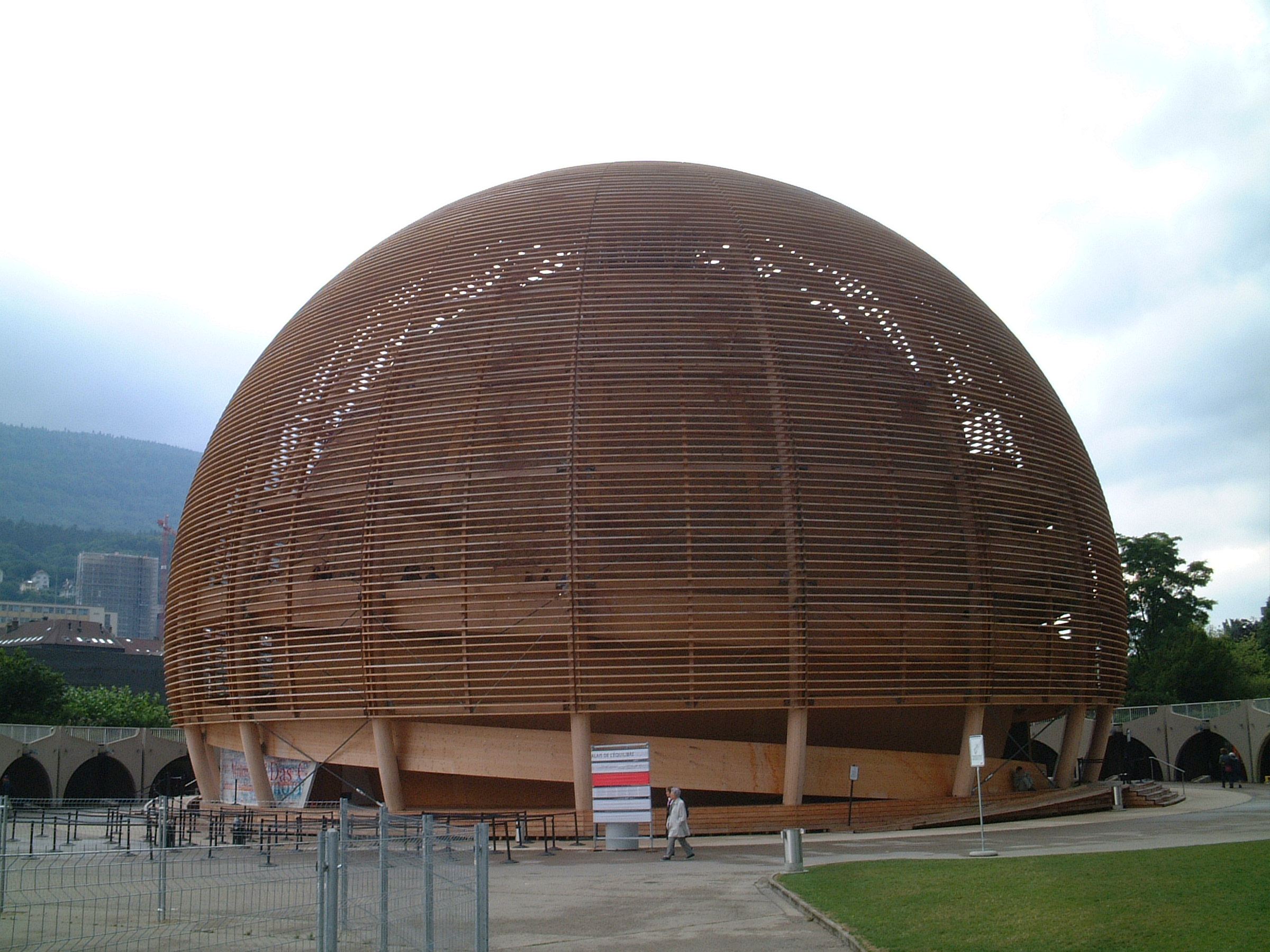
Edificio para la Expo'02

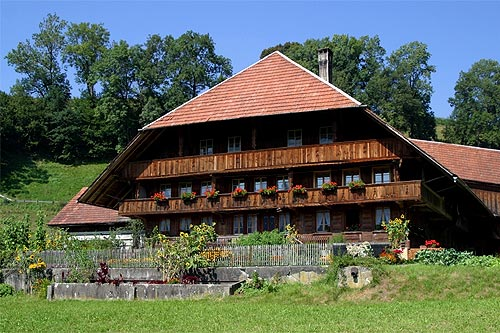
Granja del Emmental

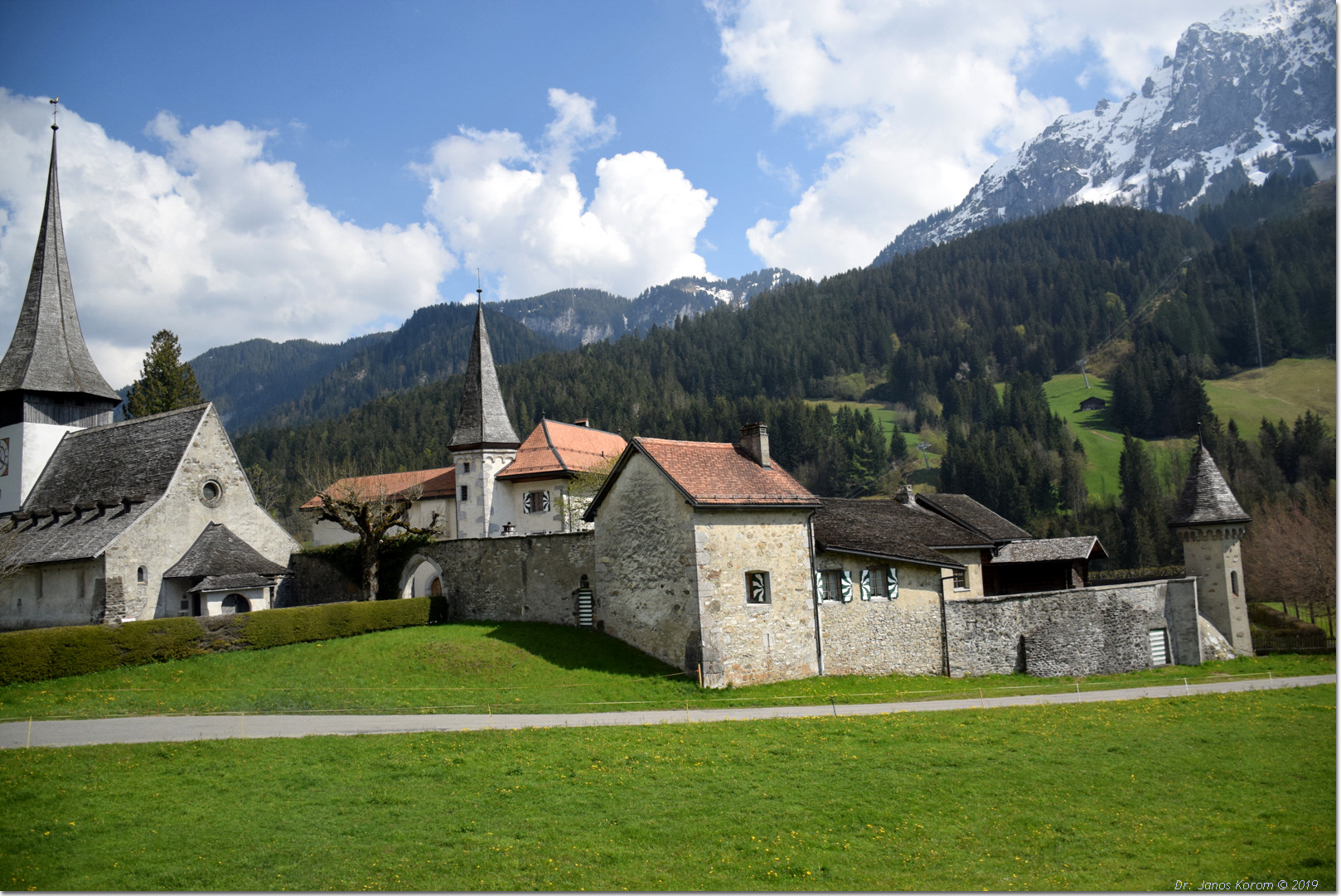
Conjunto histórico de Saanen

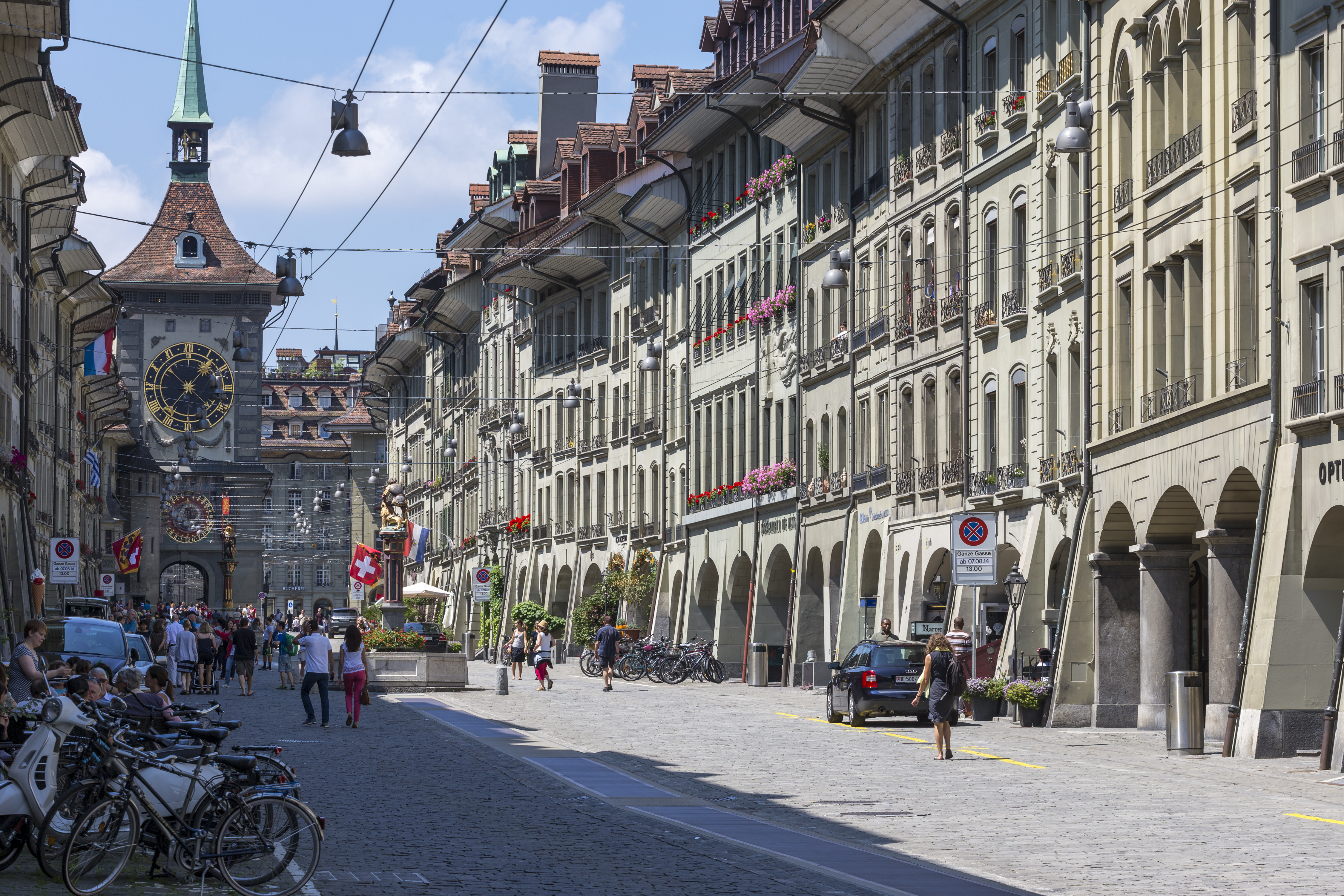
La Kramgasse en Berna

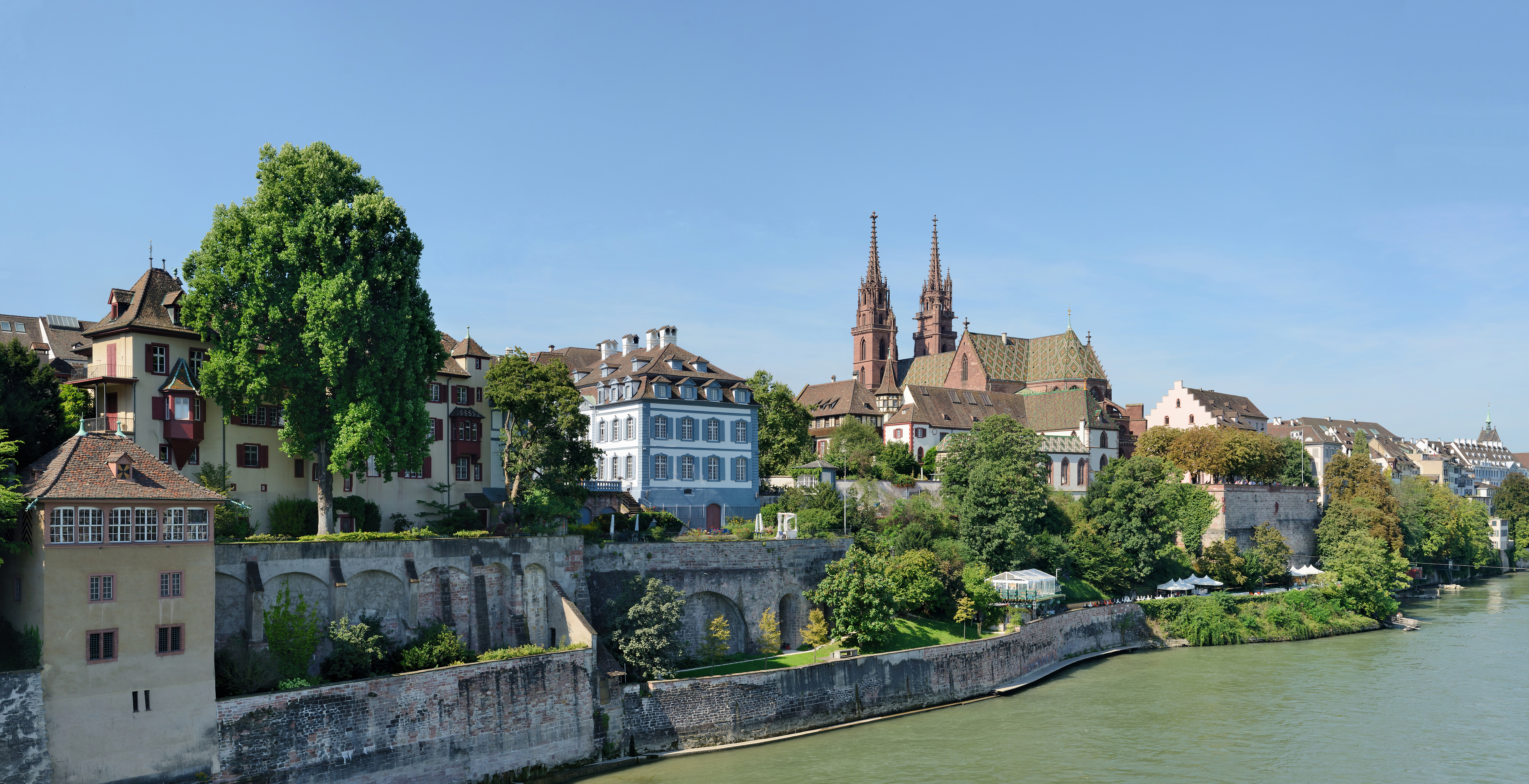
La catedral de Basilea.

La arquitectura de Suiza se refiera a todas las formas de este arte presentes en el territorio de la actual Suiza, así como de las resultantes de la actividad de los arquitectos suizos en el extranjero —como Pietro Antonio Solari, Pietro Lombardo, Domenico Fontana, Carlo Maderno o Francesco Borromini, a lo largo del Renacimiento y del Barroco, o los actuales, con gran reputación internacional, Mario Botta (1943),  Peter Zumthor (1943, premio Pritzker en 2009), Bernard Tschumi (1944), Diener & Diener (1950), Herzog & de Meuron (n. ambos en 1950, premio Pritzker en 2001). Le Corbusier (1887-1965), nacido en La Chaux-de-Fonds, puede considerarse uno de los principales representantes del movimiento moderno y en junio de 1928 contribuyó a organizar, junto con Hélène de Mandrot y Sigfried Giedion, el primer Congreso Internacional de Arquitectura Moderna (CIAM) en el castillo de La Sarraz.
En el país ya hay vestigios edificados desde el Neolítico, construcciones sobre pilotes erigidas por las culturas Pfyn, Horgen, Cortaillod y La Tène entre los años 4000 y 500 a. C.. Luego, entre el siglo I y el siglo IV, se conservan restos de las primeras colonias romanas militares, en particular las de la Colonia Julia Equestris y de Colonia Augusta Raurica. 
En la temprana Edad Media se desarrolló el cristianismo y los primeros edificios religiosos se establecieron alrededor de 350 en Ginebra y en 381 en Octodure. La abadía territorial de San Mauricio de Agaune fue fundada en 515. Se construyeron monasterios, iglesias y catedrales, entre los que sobresalen las abadías de San Galo, de Einsiedeln, de San Mauricio de Agaune y de Romainmôtier y las catedrales de Basilea y de Lausana.
También en la Edad Media, las familias dinásticas construyeron muchos castillos y fortificaciones que les sirvieron tanto como residencias como de lugares defensivos, destacando los castillos de Chillon, Lenzburgo, Mesocco, Burgdorf, Kyburgo o los tres castillos de Bellinzona. Las villas medievales estaban fortificadas y algunas, como Murten/Morat, conservan y mantienen sus murallas, aunque en la mayoría de los casos solo quedan vestigios en el corazón de ciudades, como la Zeitturm de Zug, la puerta de Spalen en Basilea o la Zytglogge de Berna. Aparecieron nuevas villas después del primer milenio de la era cristiana y se multiplicaron a finales del siglo XII y especialmente en el siglo XIII. Las casas particulares, hechas de piedra, se hicieron más comunes a partir del siglo XIV. La casa campesina, a veces de madera, a veces de piedra, varíaba en su arquitectura según fuesen los espacios naturales (Alpes, meseta y Jura).
Desde el siglo XV, aparecen las casas civiles de estilo gótico en piedra, por ejemplo, la Grimmenturm de la Spiegelgasse en Zúrich, la casa Tavel en Ginebra, la Haus zum Rüden en Zúrich, la Haus zum Ritter en Schaffhausen, el hotel de Ratzé (1583-1586) en Friburgo y la casa Serodine (1620) en Ascona. Durante el Renacimiento, se abrieron arcadas en el Tesino y en el patio del castillo de Muralto, el antiguo Palazzo Rusca en Lugano y el Colleggio Papio en Ascona. En la Suiza alemana, el primer edificio renacentista fue el palacio Ritter (1556) de Lucerna. Las casas particulares barrocas estaban ricamente decoradas con ménsulas en uno o varios pisos, como en Schaffhausen, y tenían miradores de madera o piedra, como en San Galo. Por ejemplo, el Herrenstube y el Frontwagenturm en Schaffhausen. En Zúrich, se erigieron dos casas de corporaciones en piedra tallada y presentan un aspecto severo: Zimmerleuten (1708) y Saffran (1719-1723). La región occidental estuvo más influenciada por la arquitectura barroca francesa; este estilo se impuso en la Suiza romanda a finales del siglo XVII. Se trata de verdaderas mansiones en la rue des Granges en Ginebra, con patio de honor. También hay ejemplos de estilo rococó. Desde 1800, se diseñaron grandes villas clasicistas, como el palacio Eynard (1817-1821) en Ginebra. Ya en el siglo XX aparecen algunas realizaciones arquitectónicas del movimiento Moderno: la villa Le Lac (1923) y el inmueble Clarté (1931) en Ginebra de Le Corbusier o la Cité Halen (1957-1961) del Atelier 5, cerca de Berna, un ejemplo de casas individuales contiguas en terraza para la clase media.
Hay edificios públicos, algunos que datan de la época romana, como el anfiteatro de Avenches, y también ayuntamientos, siendo el más antiguo el de Berna (1406). El ayuntamiento de Basilea (1504-1514), con su fachada de color rojo, es muy característico. La torre cuadrada en el patio del ayuntamiento de Ginebra (1555) es una edificación típica de la tradición renacentista francesa en piedra tallada. En el siglo XIX, se erigen nuevos edificios públicos para oficinas de correos, estaciones de ferrocarril, museos, teatros, iglesias y escuelas, como el Palacio Federal, la estación central de Zúrich, el Museo Nacional Suizo, el Gran Teatro de Ginebra y la Universidad de Zúrich.

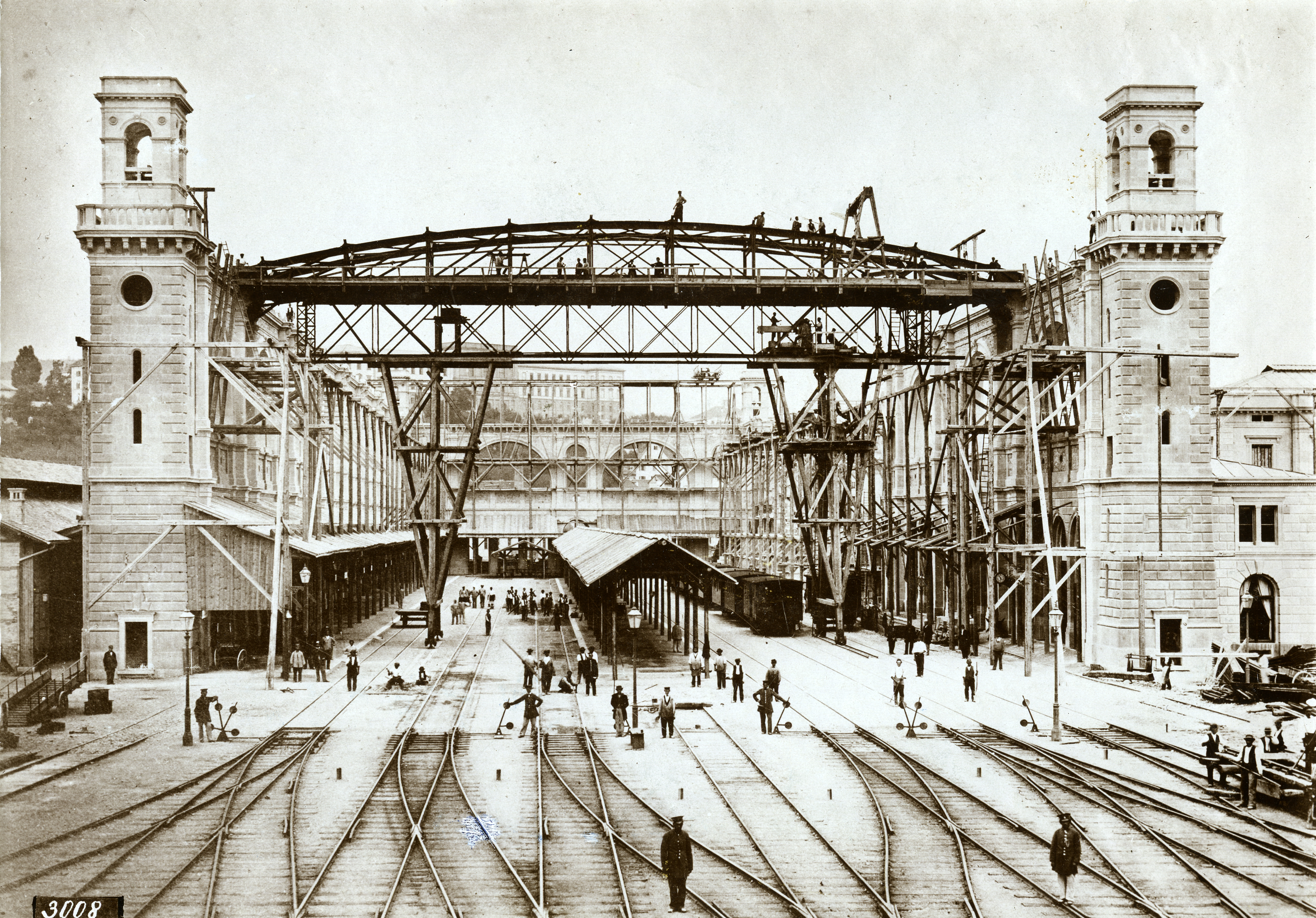
Construcción de la sala principal de la estación central de Zúrich en 1870

En el siglo XIX, la revolución industrial transformó profundamente las ciudades y la forma de vida de sus habitantes: se derribaron los antiguos recintos defensivos y las puertas urbanas. Los ingenieros constituyeron una nueva élite encargada de desarrollar las comunicaciones (carreteras, navegación a vapor, ferrocarriles) y de dirigir las grandes obras de saneamiento. En la Suiza francófona, Guillaume-Henri Dufour, Adrien Pichard e Ignace Venetz están entre los primeros ingenieros cantonales responsables de tal tipo de obras (urbanismo, carreteras y puentes). Después de la apertura de la Escuela Especial de Lausana (fundada en 1853, la primera escuela de ingeniería en la Suiza francófona), el Politécnico de Zúrich fue inaugurado en 1855. El director de esta última institución, el alemán Gottfried Semper, enseñó arquitectura allí y marcará el sector de la edificación pública por su estilo neoclásico.
Suiza tiene algunos conjuntos urbanos notables: el casco antiguo de Berna, con sus soportales, plazas y fuentes, es representativo de la ciudad medieval en Europa. Al final del siglo XIX, nacen nuevos distritos en el lugar que ocupaban las antiguas fortificaciones de las grandes ciudades, como la Bahnhofstrasse de Zúrich o el Cinturón fazyste de Ginebra. El crecimiento es objeto de planificación urbana: en 1834, La Chaux-de-Fond, que fue destruida por el fuego, se reconstruyó de acuerdo a una nueva estructura urbana (véase Ensemble urbain du XIXe siècle de La Chaux-de-Fonds). A principios del siglo XX se edificaron viviendas para los trabajadores basándose en el modelo de la Werkbund, como la parcelación de Freidorf (1919-1921) en Muttenz, síntesis entre el ideal de la ciudad jardín y del movimiento cooperativo. En el periodo comprendido entre 1945 y 1975 se construyeron en los suburbios de las grandes ciudades nuevas ciudades satélites, como Le Lignon en las afueras de Ginebra.
La diversidad de espacios naturales en Suiza se refleja en la gran variedad de casas rústicas, que se construyen en diversas variantes alpinas: las Gotthardhaus ('casas del Gotardo'), de madera, que se encuentran en los aislados valles de montaña del Tesino, del Valais y de los Grisones; la casa valaisanne, de madera, típica de la región del Valais y del Val d'Hérens; la casa tesinesa, del Tesino, en moellones; la casa engadinesa, decorada con pinturas murales y Sgraffitems; las casas del Oberland bernés y Simmental, de madera maciza trabajada con sierra, Strickbau o en maderos escuadrados, cortados con hacha. En la meseta suiza, las casas bernesas, cubiertas con enormes tejados en caballete con carpinterías decoradas con motivos esculpidos; las chaumières (cabañas) argovianas, las casas à colombages de madera en la meseta oriental y en Zúrich; las granjas de usos múltiples (Dreisässenhäuser) del noroeste y de la meseta romanda, construidas en piedra. En el Jura, las granjas jurasianas tienen grandes fachadas de piñón, totalmente en piedra recubiertas con cal.
Dado el accidentado relieve, son numerosas las infraestructuras viarias en el país, con destacados puentes y túneles. El puente del Diablo en el corazón de los Alpes en el camino hacia el paso de San Gotardo o el Mittlere Brücke, sobre el Rin en Basilea, son ejemplos históricos. Muchos puentes medievales son de madera, como el Kapellbrücke en Lucerna. En el siglo XIX, se construyeron algunos puentes suspendidos de cables de acero en Ginebra (puente de San Antonio) y Friburgo (Gran puente), que en 1834, en el momento de su construcción, era el más largo de su género. Muchos puentes y túneles para el ferrocarril, como el viaducto de Landwasser, los túneles de San Gotardo y del Simplon se construyeron en el cambio del siglo XX. El puente de Salginatobel (1929-1930) o el viaducto de Chillon son obras viarias del siglo XX.
La preocupación por la protección del patrimonio arquitectónico apareció en el país a finales del siglo XIX. Hoy, siete sitios culturales son parte del patrimonio de la humanidad: la ciudad vieja de Berna, la abadía de San Galo, el convento benedictino de Saint-Jean-des-Sœurs, los tres castillos de Bellinzona, los viñedos de Lavaux, el Ferrocarril Rético en el paisaje del Albula y del Bernina y el urbanismo relojero de las villas de La Chaux-de-Fonds y del Locle y en 2011 los Sitios palafíticos prehistóricos de los Alpes (56 del total de 111).

## Protohistoria

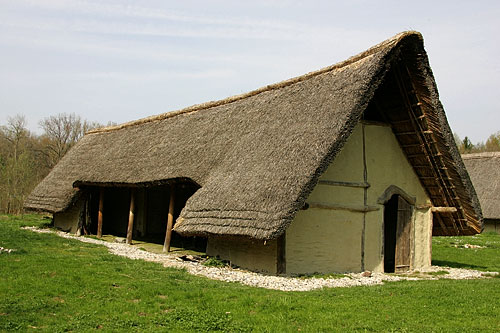
Pueblo lacustre neolítico de Gletterens

Durante el Neolítico, las poblaciones asentadas en la meseta suiza practicaban ya la agricultura. Construyeron aldeas cerca de los lagos y arroyos, integradas por casas rectangulares de entramado de madera con paredes formadas por ramas entrelazadas y revestidas de cubs. Se nota la presencia de planchas de madera y de numerosas estacas, así como de empalizadas que rodeaban los pueblos. Debido a las innumerables viviendas sobre pilotes descubiertas durante las excavaciones arqueológicas del siglo XIX, se creía que los pueblos prehistóricos se habían construido sobre vastas plataformas sobre las aguas. Esto dio origen al concepto de ciudad lacustre. Sin embargo, las investigaciones del siglo XX mostraron que esa visión era incorrecta, ya que las construcciones no estaban constantemente sobre el agua, sino solo sobre terrenos inundables. Por ello esas casas estaban construidas sobre pisos elevados para protegerlas contra las crecidas. Los historiadores ahora usan la denominación de «villas costeras». Varios de estos edificios tempranos se han reconstruido cerca de los sitios donde se descubrieron las ruinas.
Entre esas poblaciones, la civilización de Cortaillod se estableció a orillas del lago de Neuchâtel, entre 4500 y 3500 a. C. y ha dejado numerosos restos que se han descubierto en, y cerca, del pueblo de Cortaillod. En la Suiza central se encuentra la civilización de Egolzwil y en el este la civilización de Pfyn, entre 3700 y 3500 a. C., que está en el origen de la cultura de Horgen a orillas del lago de Zúrich. Los pueblos prehistóricos también se encuentran en las regiones montañosas de Grisons y Valais.
En la Edad del Bronce, entre 1800 y 750 a. C., se encuentran a orillas de los lagos de Hallwyl y de Zoug construcciones hechas con troncos escuadrados de coníferas (madriers) y pueblos protegidos por fosos y terraplenes (en el Fricktal por ejemplo).
La civilización de La Tène se desarrolló durante el período comprendido entre 480 y 30 a. C.; toma su nombre de las excavaciones arqueológicas en el extremo oriental del lago de Neuchâtel, visibles en el museo arqueológico de Laténium. Muchas tribus celtas se asentaron en la meseta suiza. Los primeros núcleos de tipo urbano, los oppida (oppidum), se organizaban en barrios, con especialidades artesanales (herreros, ceramistas entre otros), producción de moneda, espacios de culto y santuarios. Estos oppida estaban fortificados por una poderosa muralla de tierra reforzada con madera y paramentos de piedra seca. Entre esos pueblos, los helvecios, asentados en la meseta suiza desde 100 a. C., abandonaron su territorio en 58 a. C. huyendo de los germanos entrando en la Galia y, antes de partir, incendiaron sus ciudades. Se estima que hubo una docena. Los principales restos de oppidums conocidos se encuentran en la península de la Enge, en Berna (Brenodurum) y en el sitio de Gasfabrik en Basilea.
La arquitectura indígena antigua también incluye algunos refugios rocosos, llamados "splüi", grotti y otras arquitecturas anónimas que utilizan la roca.

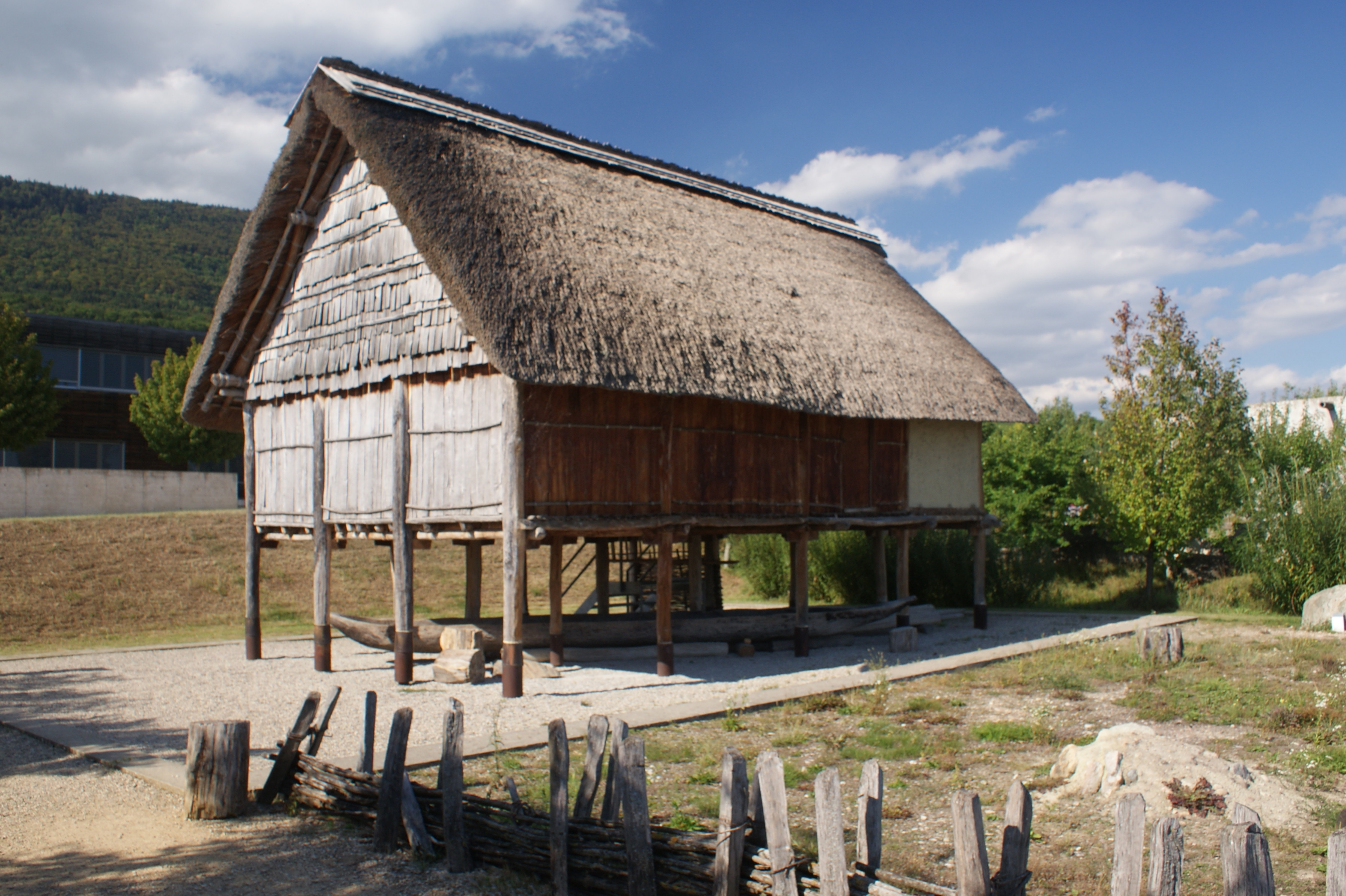
Reconstrucción de una casa-palafito en el parque Laténium en Hauterive
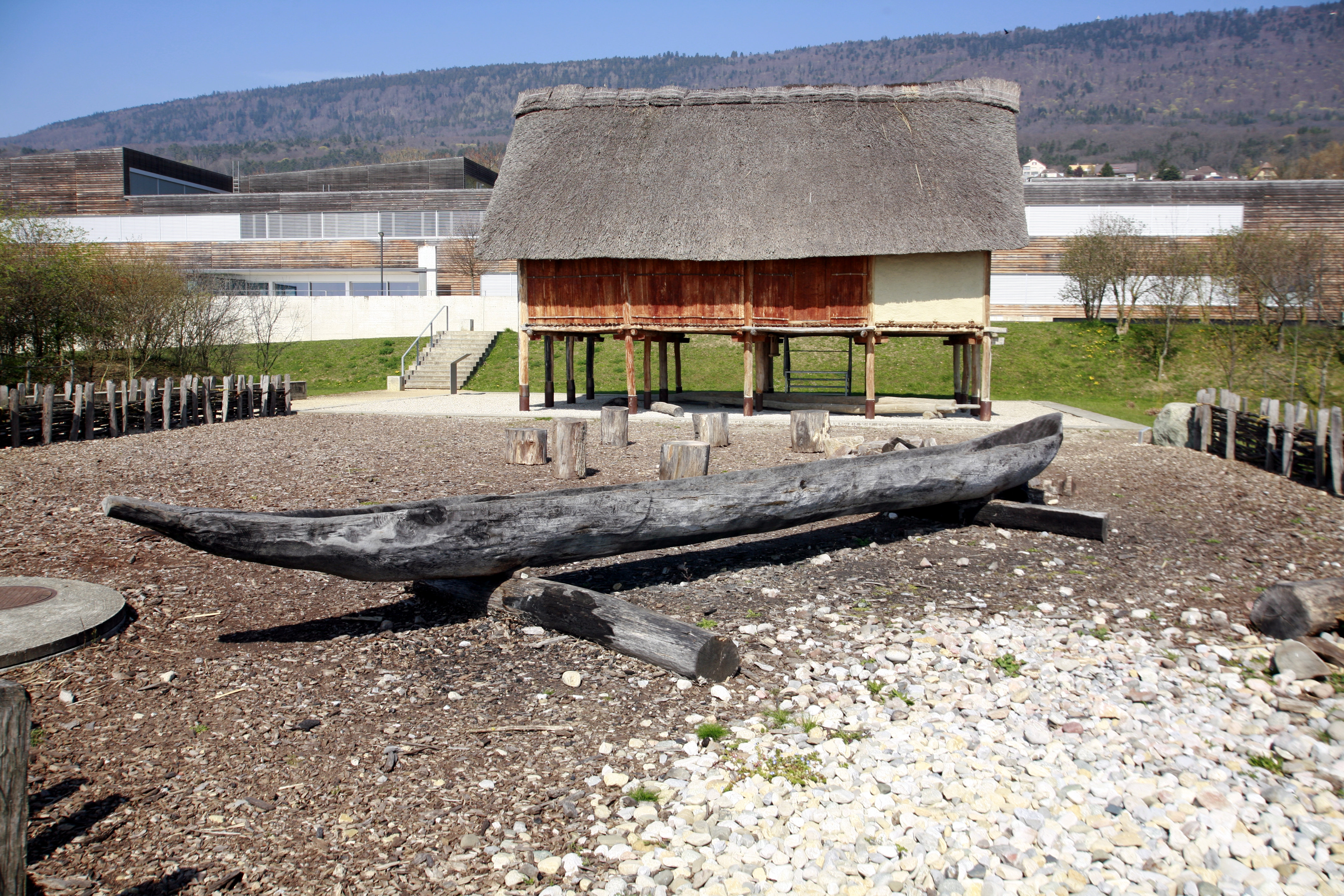
Reconstrucción de una casa de pescadores con barca en el Laténium
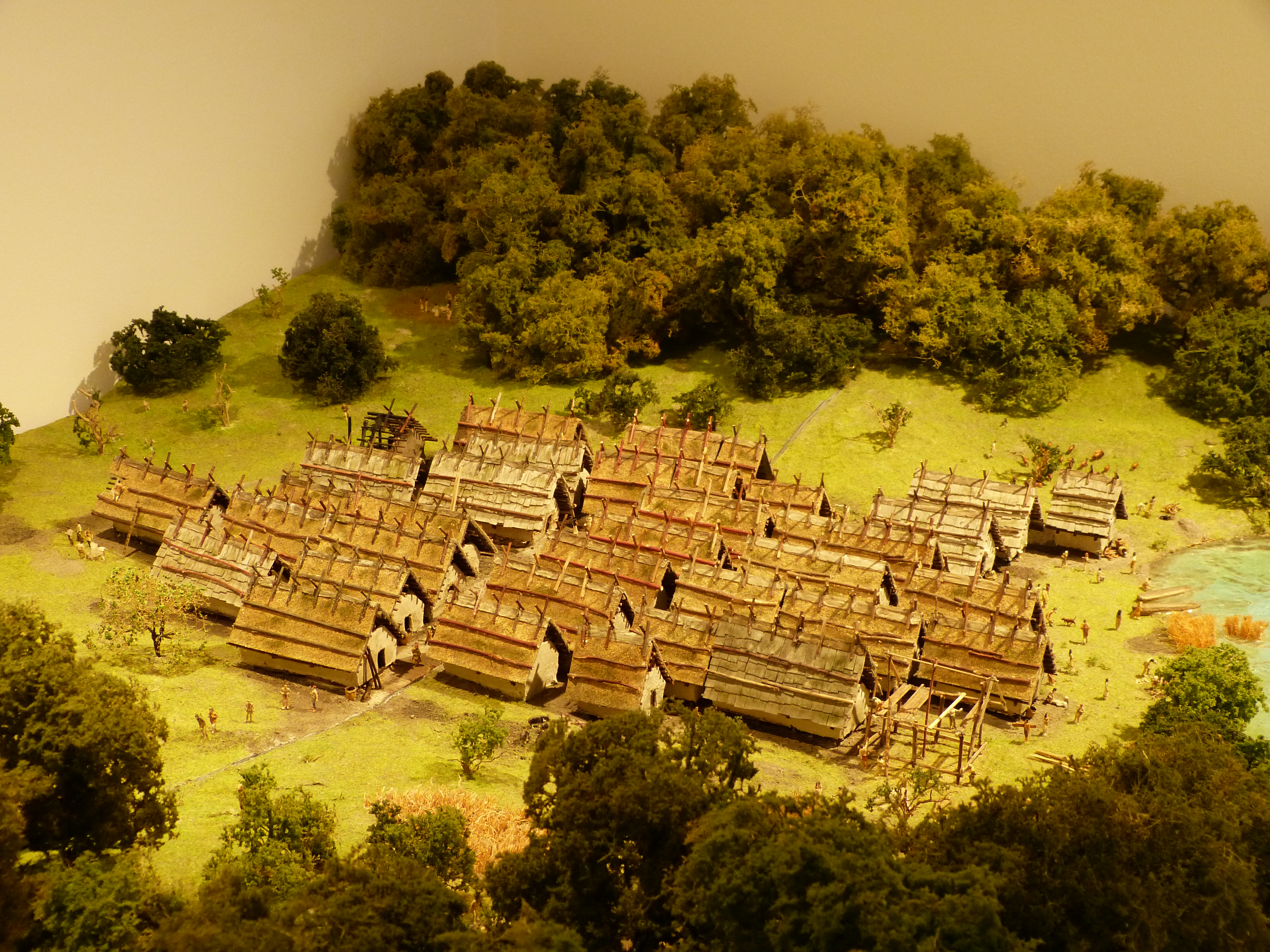
Reconstrucción de casas largas de Pfynn-Breitenloo
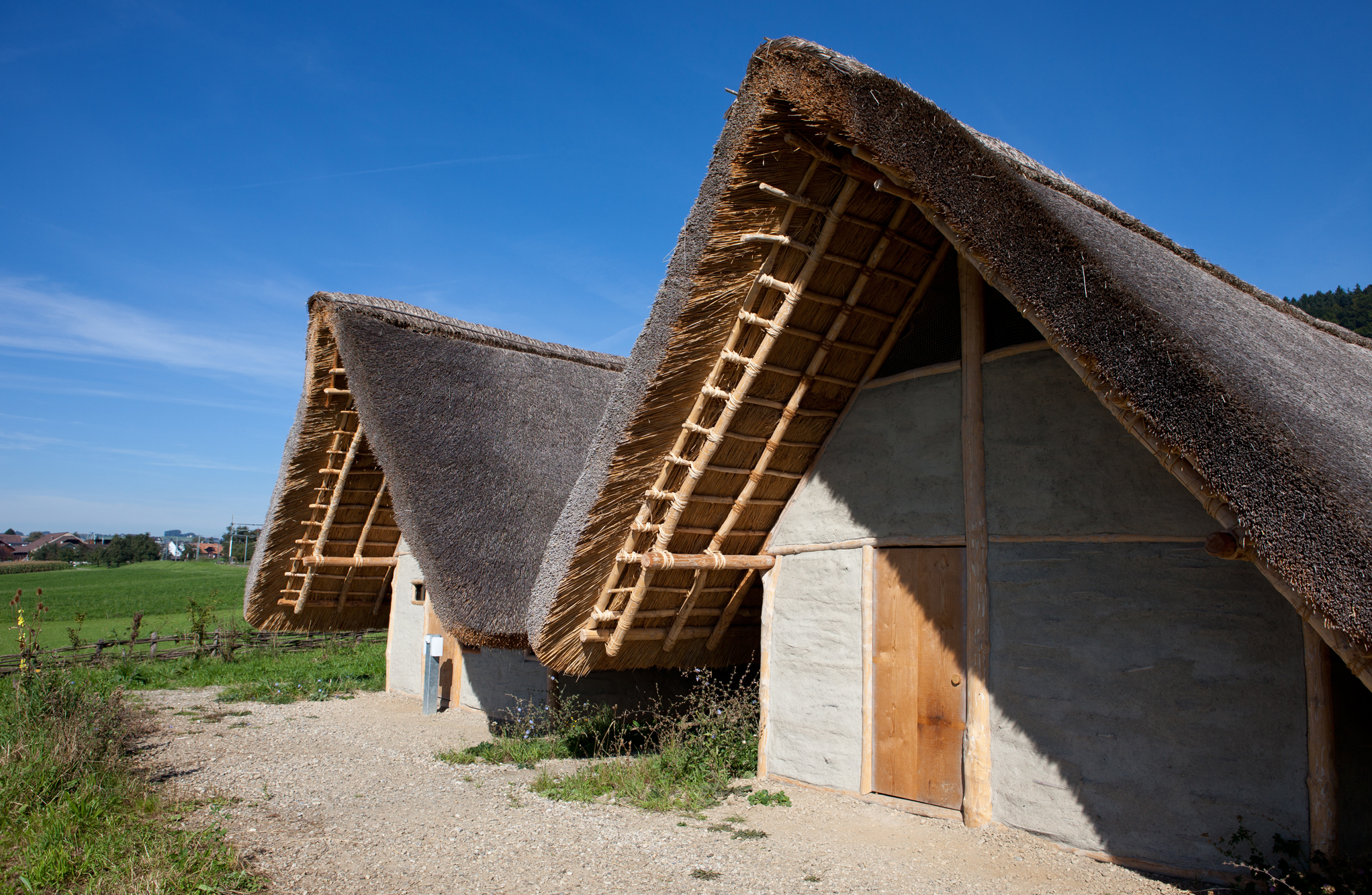
Reconstrucción de un asentamiento sobre pilotes cerca de la estación de tren de Wauwil (Wauwilermoos)

## Periodo romano

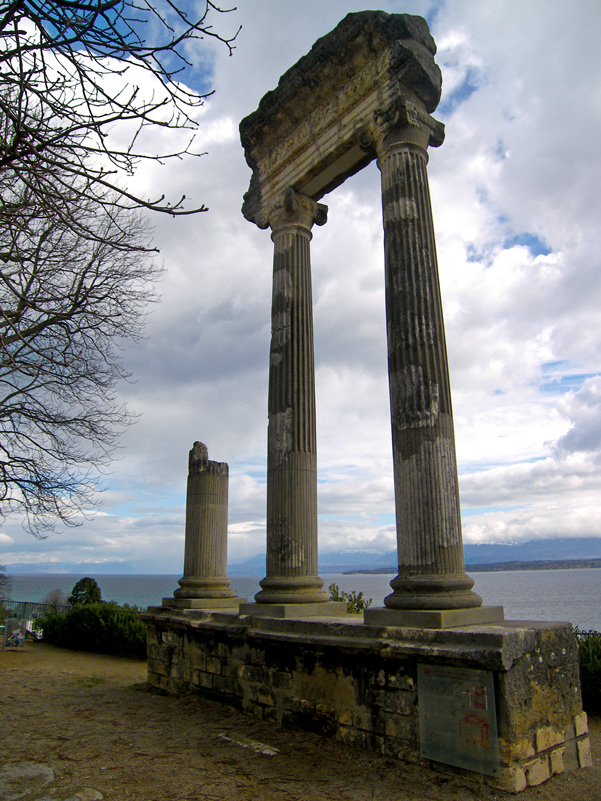
Columna romana en Nyon

Los helvecios fueron derrotados en la batalla de Bibracte del año 58 a. C. y en las siguientes décadas gran parte de Suiza se incorporó al Imperio romano, adscrita a la provincia romana de la Galia Bélgica, período que durará desde el siglo I a. C. hasta el siglo IV d. C..  Las primeras colonias militares fueron la Colonia Julia Equestris (Nyon) y Colonia Augusta Raurica  (Augst) marcan el inicio de la romanización del territorio. Luego, los romanos fundaron Vindonissa  (Windisch), campamento permanente de la Legio XIII Gemina, y especialmente Aventicum (Avenches), que gradualmente se convirtió en la capital de Roman Helvetia, así como su centro político, religioso y económico a principios del siglo II d. C.. También se han encontrado evidencias de casi veinte pueblos romanos (vici) establecidos entre el siglo I y el siglo III d. C., así como cientos de villas de diferentes tamaños construidas en la parte occidental y central de la meseta suiza.
Los romanos diseñaron Aventicum según un plano de tablero de ajedrez con distritos (insulae), de 75 × 110 m aproximadamente. Dos calles principales de 9 metros de anchura se cruzaban perpendicularmente y otras calles menos anchas separaban los 48 barrios. La ciudad tenía un foro, una gran plaza pública y baños termales. Las primeras casas, que datan de la época de Tiberio (principios del siglo I), combinan marcos de madera y secciones de tierra. Algunos barrios se reconstruyeron en piedra, mientras que otros se edificaron con madera y ladrillos en bruto y, a veces, se decoraron con pinturas de calidad. Los antepechos y las columnas suelen estar en melaza.
Bajo presión de fuerzas internas y externas, el ejército romano se retiró y Suiza se convirtió en una provincia fronteriza en el siglo IV. Nyon y Augusta Raurica fueron abandonados permanentemente durante el siglo IV, las piedras de sus ruinas sirvieron para fortificar Ginebra y Basilea. Aventicum nunca se recuperó de esos saqueos: Ammianus Marcelino notó alrededor de 360 que «la ciudad una vez fue muy ilustre, como lo atestiguan sus construcciones medio derruidas».
Hoy hay varios sitios romanos excavados o reconstruidos en Suiza. Algunas de las ruinas romanas se incorporaron más tarde a casas, iglesias y murallas de la ciudad. Las cuatro principales ciudades romanas tienen algunas reliquias de la época romana: Augusta Raurica tiene partes del anfiteatro, del acueducto, del foro principal y de un teatro; en Avenches, son aún son visibles las puertas orientales y una torre, un baño termal, el anfiteatro de 16,000 asientos y las ruinas del templo; en Nyon, las ruinas romanas se perdieron hasta su redescubrimiento en el siglo XVIII, incluyendo el anfiteatro y la basílica; y en Windisch, también se conservan restos del campamento de los legionarios, de un anfiteatro y de un acueducto.

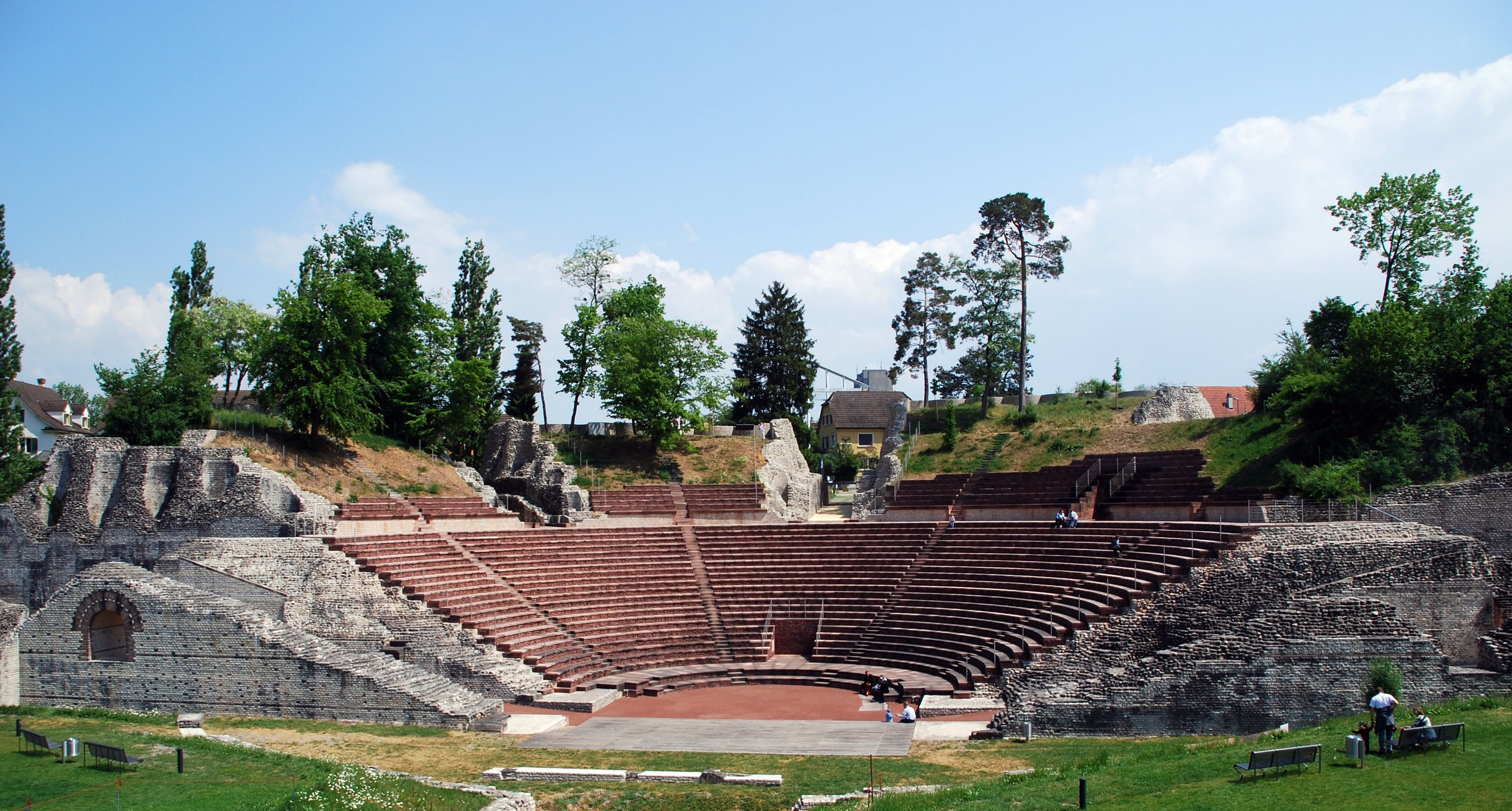
Teatro de la Colonia Augusta Raurica (ca-60-70 d. C.), capaz para 8000 espectadores
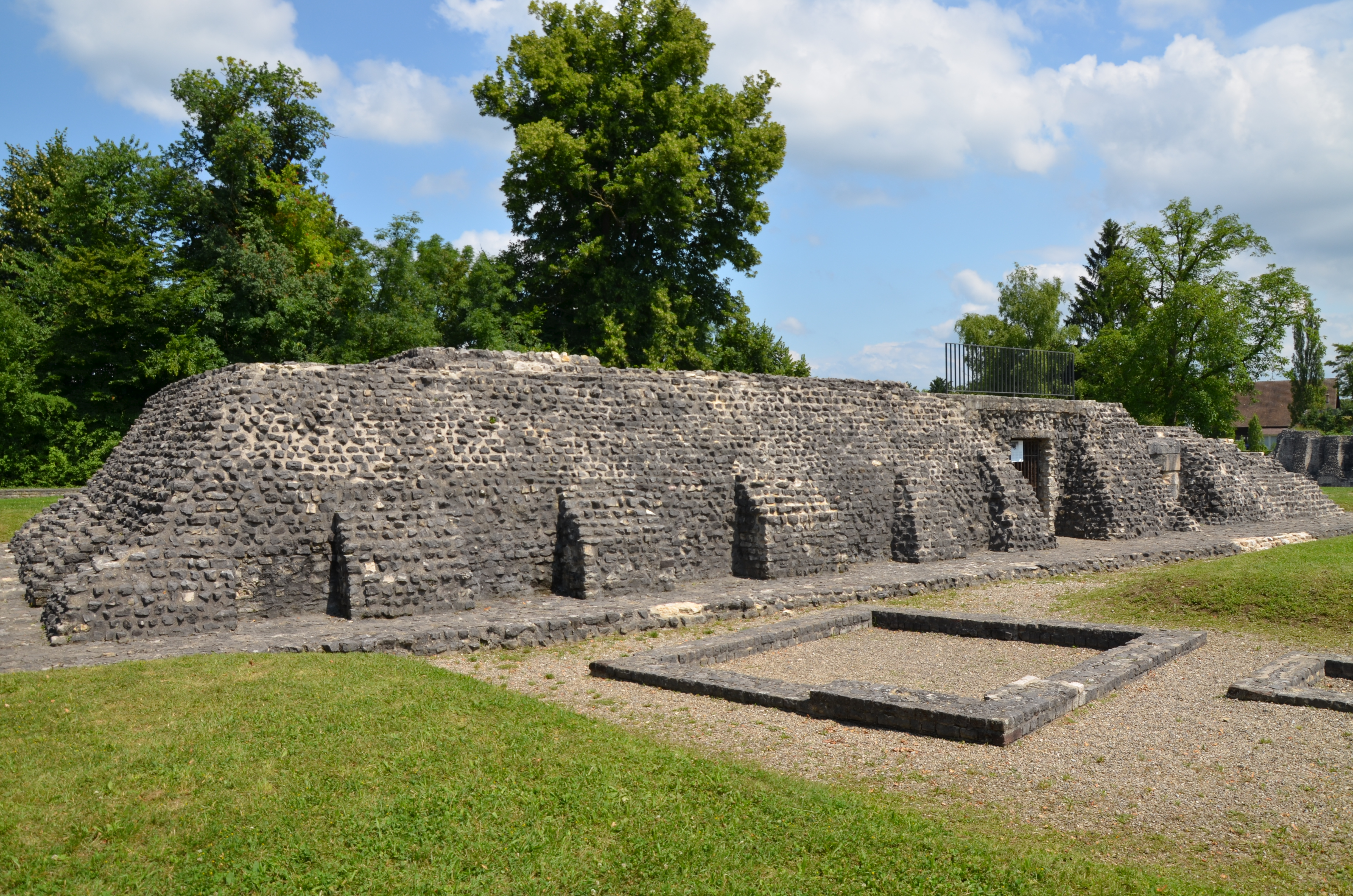
Templo en Augusta Raurica
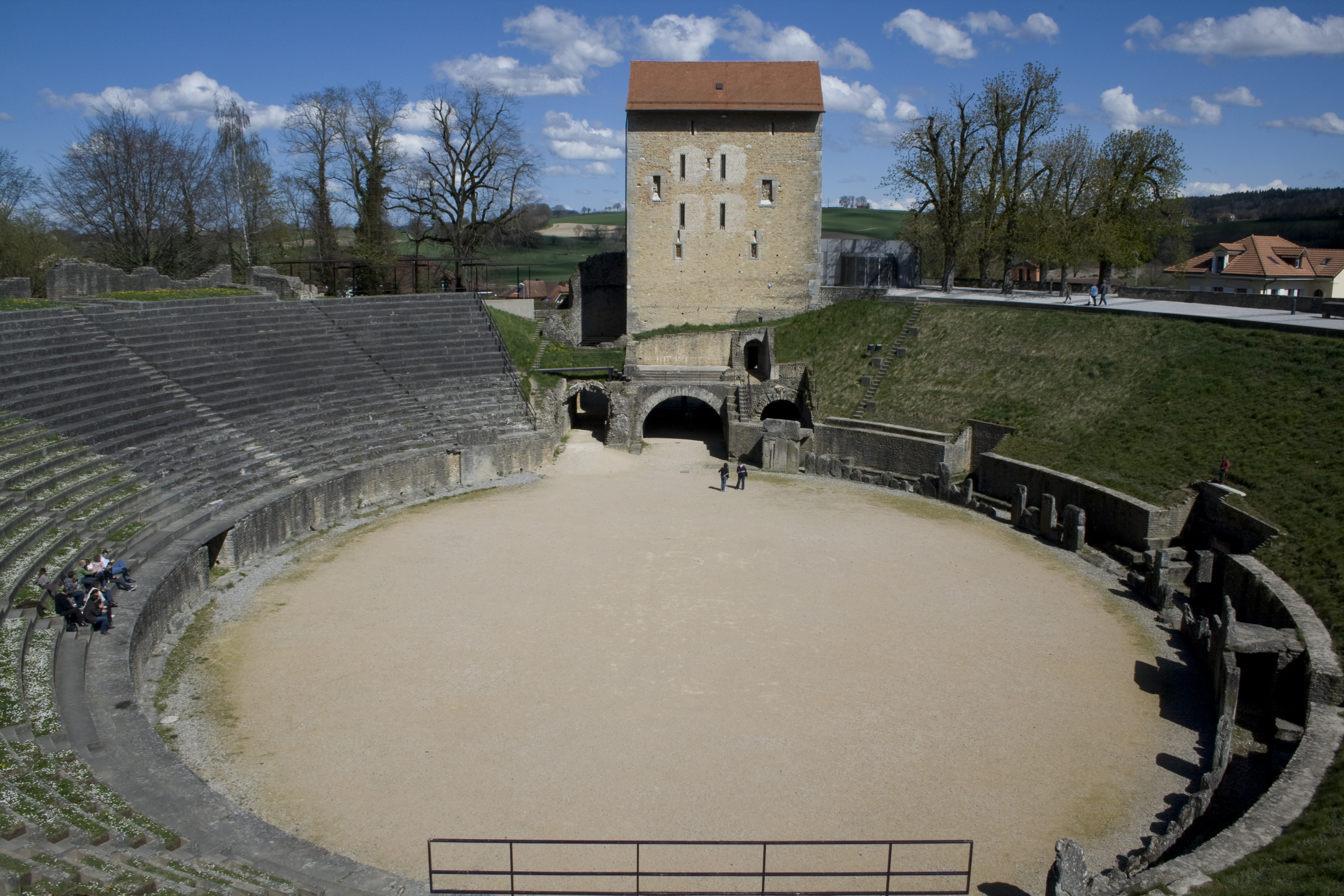
La Arena de Aventicum (ca. 130 d. C.)
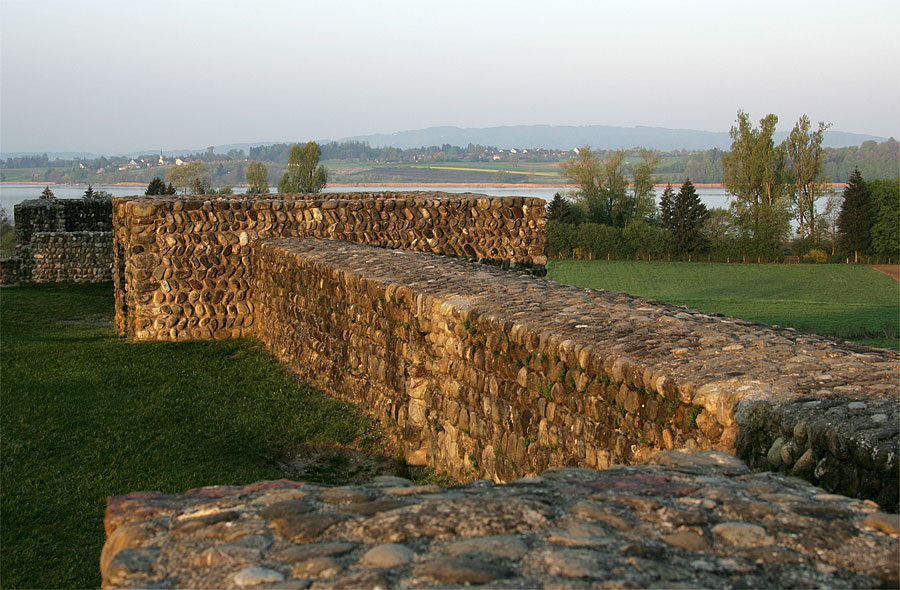
Castrum en Irgenhausen

## Edad Media

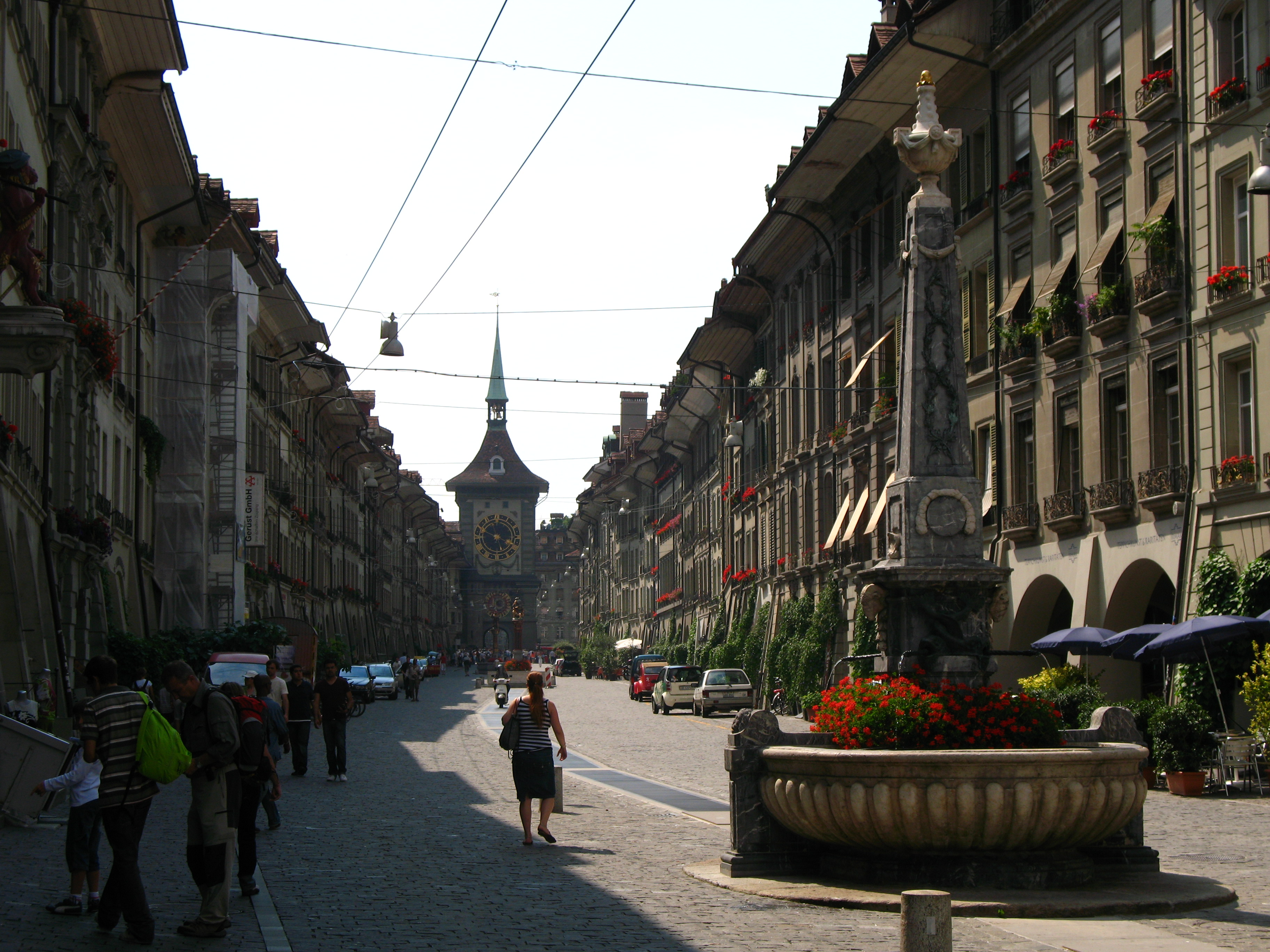
La Kramgasse de Berna con la Zytglogge y una fuente en primer plano

Tras el abandono del limes por el Imperio romano en 260, los alamanes (paganos) y los burgundios (ya cristianos) se dividieron el territorio excepto el Tesino y la Rhaetia que permanecieron bajo la influencia romana. Entre el siglo VI y el siglo VII, el territorio suizo pasó a manos del reino de los francos en la época merovingia, momento en el que se desarrolló mucho el cristianismo. Desde 1033, tras la crisis de Sucesión de Borgoña con la incorporación del reino de Arlés, todo el territorio suizo fue parte del Sacro Imperio Romano Germánico donde el orden jerárquico se basaba en un sistema feudal.
Los burgundios construyeron sus palacios e iglesias en piedra mientras que sus casas eran de madera. Los alamanes, por su parte, se instalaron en casas de madera en aldeas o granjas aisladas, evitando las ciudades romanas y cristianas. Con los carolingios, en el siglo VIII, aparecen ya los primeros castillos y palacios.
Aglomeraciones como Zúrich, Saint-Gall, Payerne y Schaffhousen se organizaron en torno a los palacios reales y los claustros que favorecían el establecimiento de artesanos y mercados. Fueron elevados al rango de ciudad. El comercio transalpino siguiendo el río Rin y el col de San Bernardino, las aglomeraciones de Coire (puesto de aduanas en el siglo X), Constanza, Stein, Schaffhausen y Basilea recibieron los privilegios otorgados a las ciudades en el siglo XI.
Las principales familias dinásticas eran los Lenzboug, los Kybourg, los Zähringen, los Habsburgo, los Saboya, los condes de Frohburg, Neuchâtel, de Rapperswil, del Toggenburg y de Werdenberg, así como los señores de Sax. Los obispos y los superiores de las abadías eran entonces también soberanos poderosos.
Esas familias dinásticas propiciaron a lo largo del siglo XII  la fundación de nuevas pequeñas aglomeraciones urbanas. Se eligieron preferentemente los puntos de unión de las carreteras principales, los lugares que controlaban las vías fluviales, los bucles de un río o las orillas de un lago. Friburgo (1157), Morat (1170) y Berna (1191) fueron fundadas por los Zähringen; los Frohburg fundaronLiestal, Olten et Aarburg en particular; los Kyburg fundaron Diessenhofen (1178), Aarau (1240) y Lenzburg (1240), por ejemplo. Los Habsburgo fundaron Baden y Bremgarten; los Saboya fundaron Aigle (1231), Morges (1286), Rolle (1319), Romont e Yverdon; los obispos de Basilea fundaron Bienne, Laufon, Porrentruy, Saint-Ursanne y La Neuveville.; y los obispos de Constanza fundaron Bischofszell y Neunkirch. Posteriormente, las ciudades intentaron obtener la inmediatez imperial para poder depender de sí mismas..
A partir del siglo XV hubo pocos pueblos nuevos. El más grande fue Basilea con 15 000 habitantes.

### Edificios religiosos

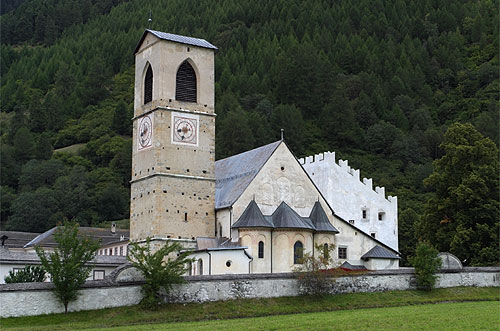
Ábside de la abacial de San Juan en Müstair, lo poco que queda sin reformar

La estabilidad aportada por los francos permitió extender la cristianización al campo. Los límites entre las diócesis se habían ido fijando poco a poco, permitiendo la construcción de los primeros edificios cristianos en el territorio de la Suiza actual: en Ginebra (en el año 350 aproximadamente), en Octodurus (en el año 381).
Los primeros monasterios fueron la abadía territorial de San Mauricio de Agaune (fundada en 515) y el convento de Saint-Gall (613) donde, en la época de Galo de Suiza, las casas de los monjes se agrupaban en desorden alrededor de la iglesia. Luego se erigieron la abadía de Moutier-Grandval (640) y la abadía de Einsiedeln (934). Y en la época carolingia, los edificios se volvieron cada vez más monumentales. Entre estos se encuentran el convento benedictino de Saint-Jean-des-Soeurs en Müstair (780), la catedral de Basilea (entre 805 y 823) con sus dos torres o la Abadía de San Galo con su biblioteca (820-830).

### Arquitectura prerrománica

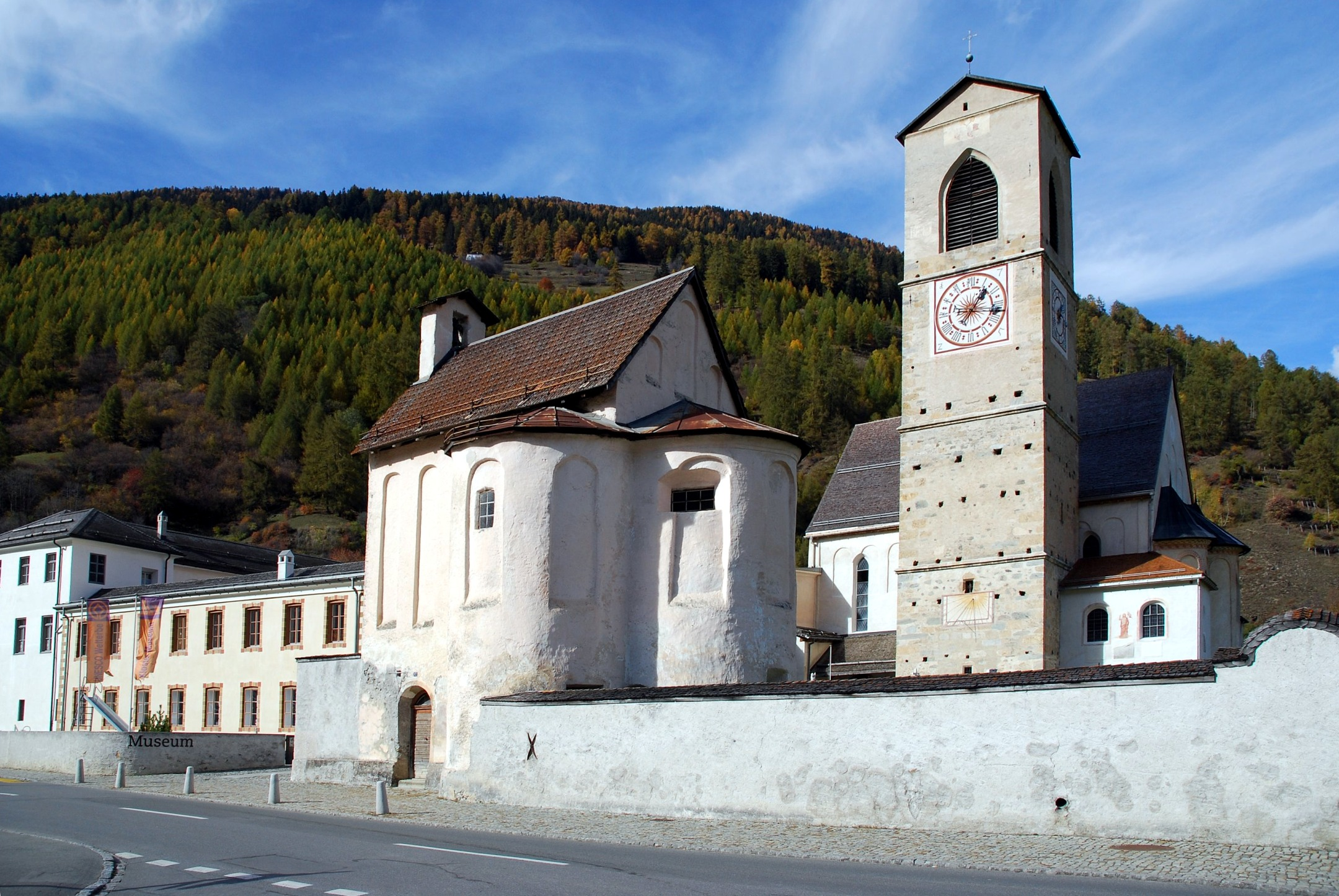
El Monasterio de San Juan, en Müstair

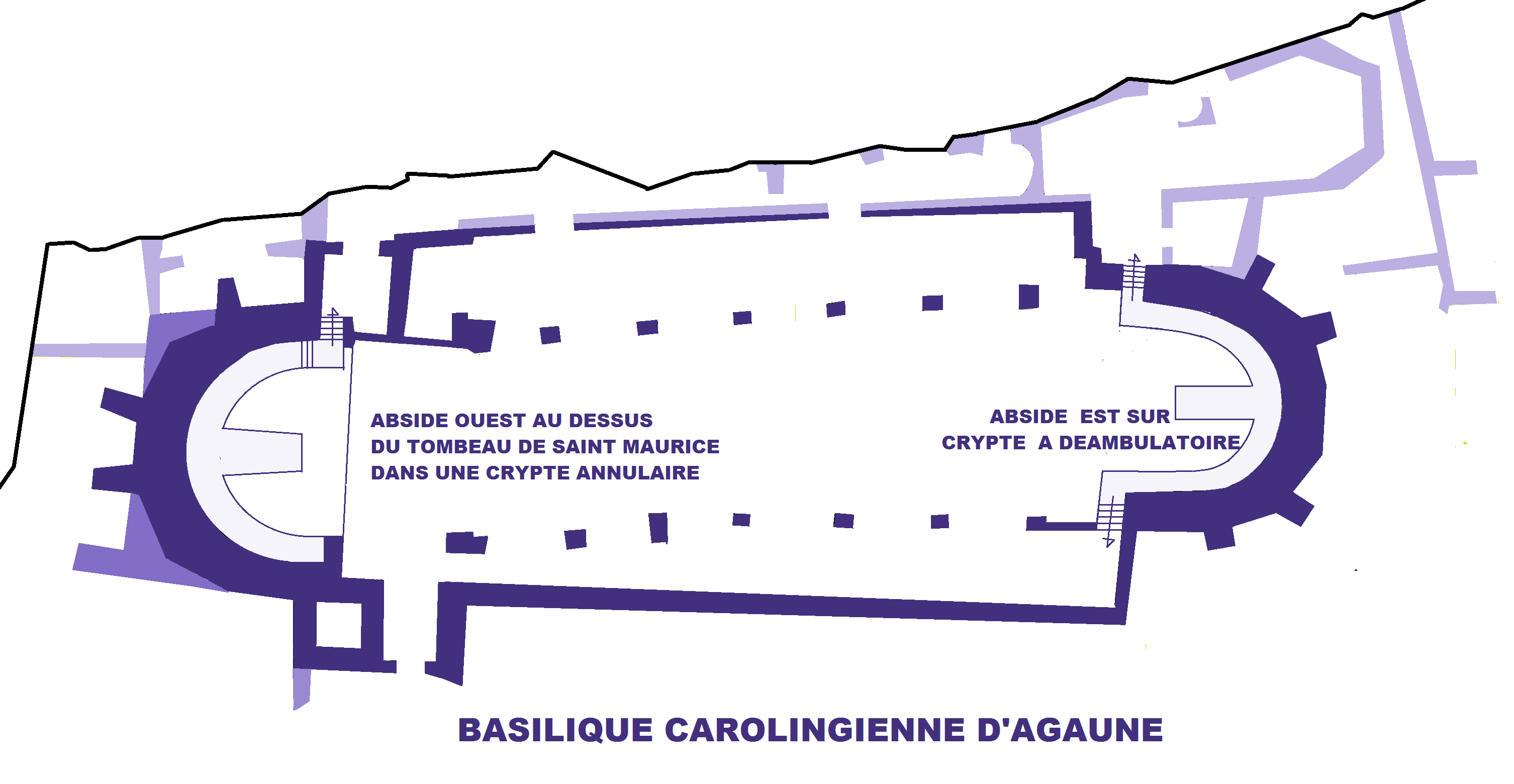
Basílica de Agaune

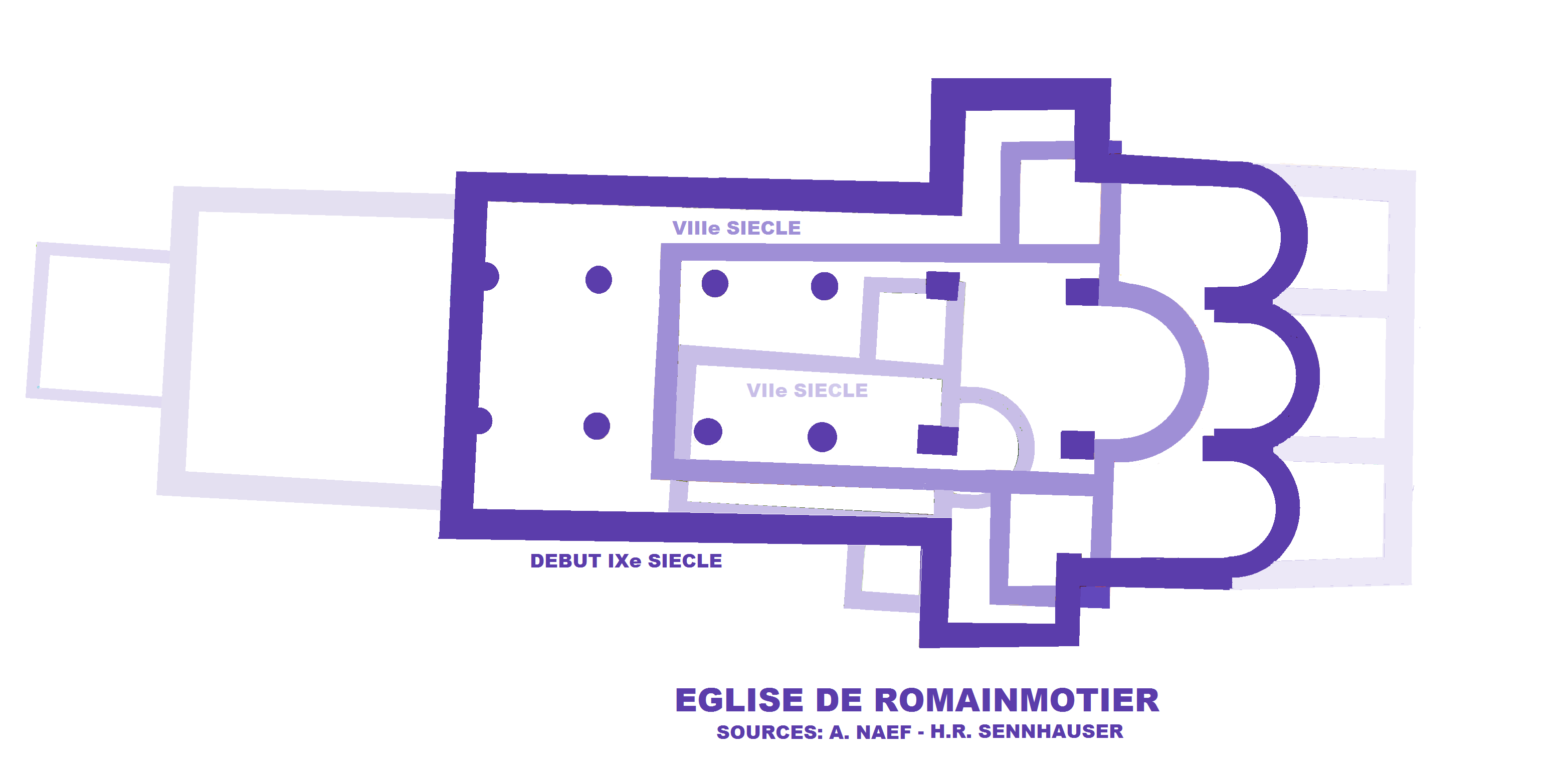
Romainmôtier

Se considera que el período prerrománico se extiende desde la aparición del reino merovingio en aproximadamente 500 hasta el comienzo del período románico del siglo XI, aunque existe una considerable superposición. Durante los primeros siglos de este período, el área que se convertiría en Suiza estaba escasamente poblada y casi no quedan restos de edificios del período comprendido entre el 500 y el final del siglo VIII. Durante el Renacimiento carolingio del s. VIII y IX surgieron muchos nuevos monasterios e iglesias en toda Europa occidental. La arquitectura carolingia tomó prestadas características de la arquitectura bizantina y paleocristiana y ayudó a conducir al estilo románico en los siglos siguientes. Para comenzar a expandir su poder hacia los bosques profundos y los valles aislados de las montañas, los reyes carolingios establecieron varios monasterios en Suiza. Las iglesias carolingias en Suiza (y en la Italia alpina) se caracterizaron por tener ábsides triples que se abrían sobre una amplia nave. Todas pueden ser datados alrededor de 800.
La basílica carolingia de Agaune sucedió a un modesto edificio con un ábside poligonal de principios del siglo V y a dos basílicas más del siglo VI. La construcción del siglo VIII de tres naves, con ábsides confrontados con anillos circulares que conducen al relicario de la confesión. Las reliquias de san Mauricio depositadas en el ábside oriental fueron transferidas a las del occidental. Esta tendencia a la occidentalización de las iglesias carolingias se amplificará a principios del siglo IX, especialmente en las partes este y sur del Reino.
En 753, el papa Esteban II consagró el altar de la nueva abacial de Romainmôtier, que se limitaba a repetir a mayor escala el esquema del edificio del siglo VII, una nave sencilla ampliada con dos elementos cuadrados y un ábside imitación más grande del de la iglesia anterior. Un ejemplo bien conservado es la abacial de Müstair —declarado patrimonio de la Humanidad en 1983, «Convento benedictino de Saint-Jean-des-Soeurs en Müstair»—, probablemente fundada alrededor del año 775 por órdenes del mismo Carlomagno o de su obispo en Chur, conserva algunos frescos carolingios y, a veces, románicos.  Se pueden encontrar los ábsides triples en la iglesia de Mistail y la abadía de Disentis tiene dos planos de ábsides triplicados del que el primero se mantiene en toda su altura, pero incorporado en una reconstrucción del siglo XIX.
Otro ejemplo bien conocido de la arquitectura carolingia es la abadía de San Gall, que aunque fue reconstruida en estilo barroco entre 1755 y 1768, se basa en un monasterio carolingio mucho más antiguo. La biblioteca de la abadía de Saint Gall contiene alrededor de 2100 manuscritos de los siglos VIII al XV, incluido ls Planta de San Gall, el único gran dibujo arquitectónico conservado de los siglos VI al XIII. La planta es un dibujo de un monasterio benedictino propuesto, pero nunca construido.
Si la abacíal de Romainmôtier no tiene cripta, estas no tardan mucho en aparecer en las regiones alpinas cercanas a Italia y la de la abacial de Saint-Lucius de Coire es muy original. Una sala rectangular ligeramente enterrada da acceso a un corredor semicircular que da acceso a las reliquias justo por debajo del altar.

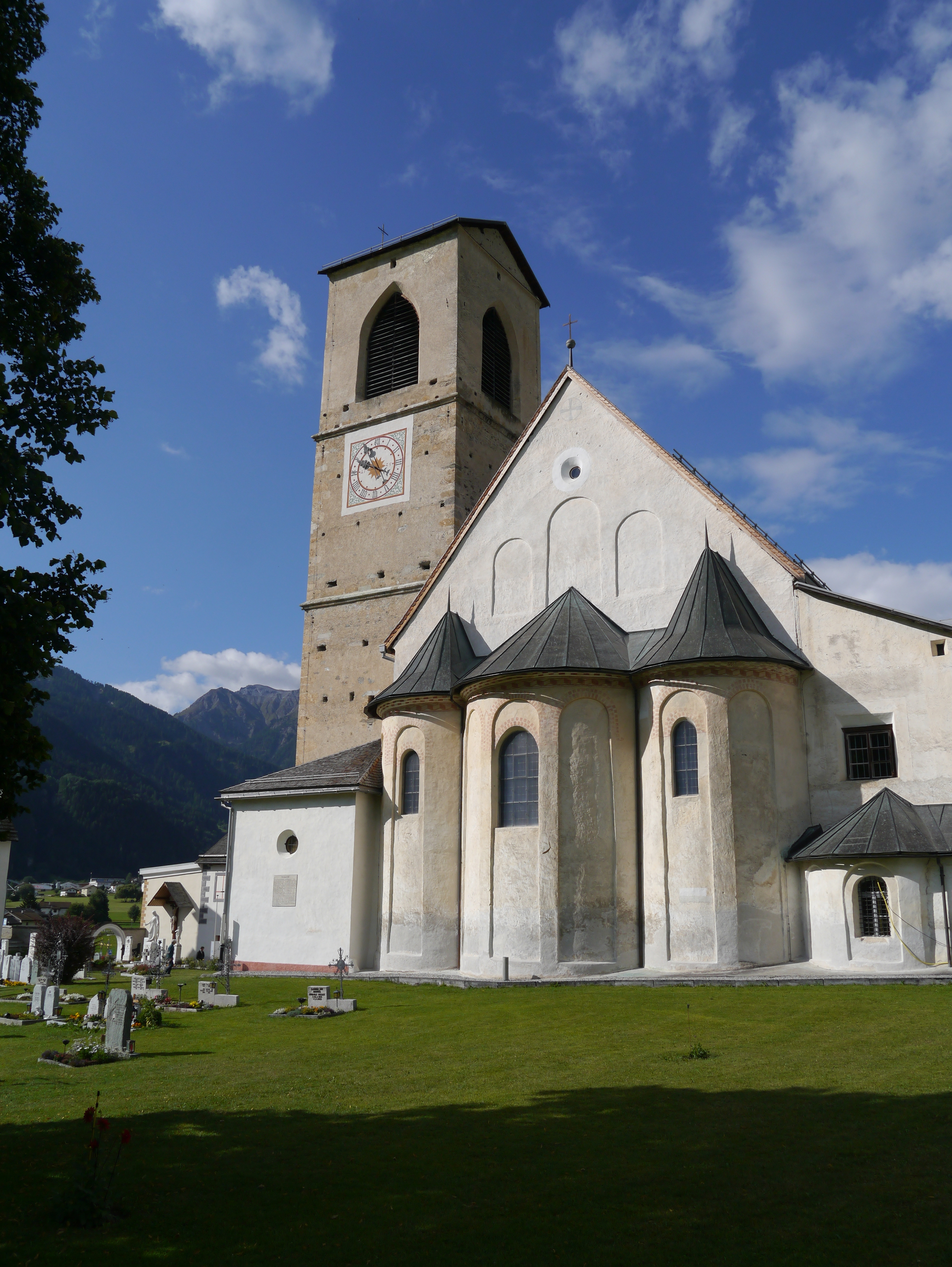
Monasterio de San Juan de Müstair
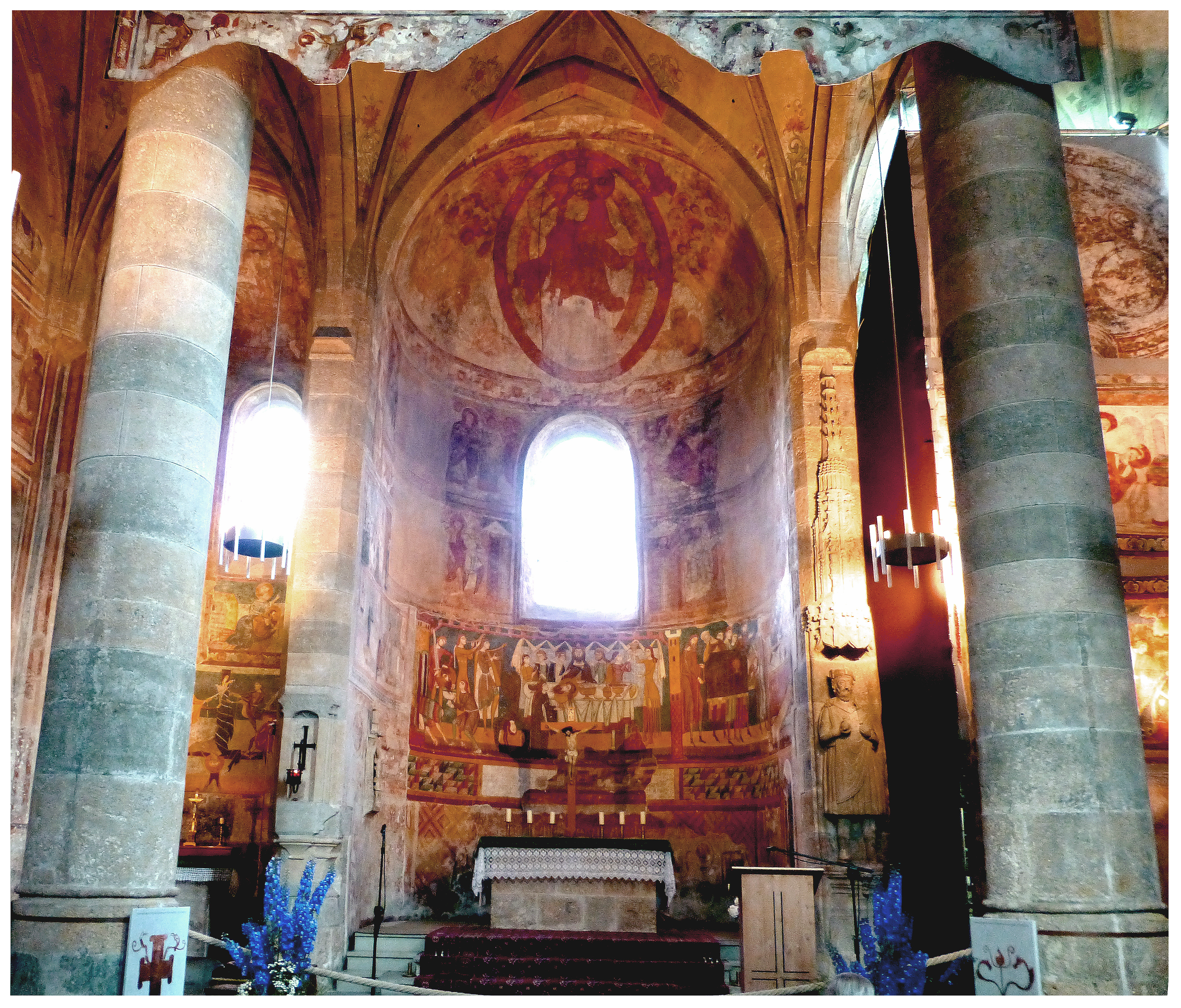
Müstair ábside Norte
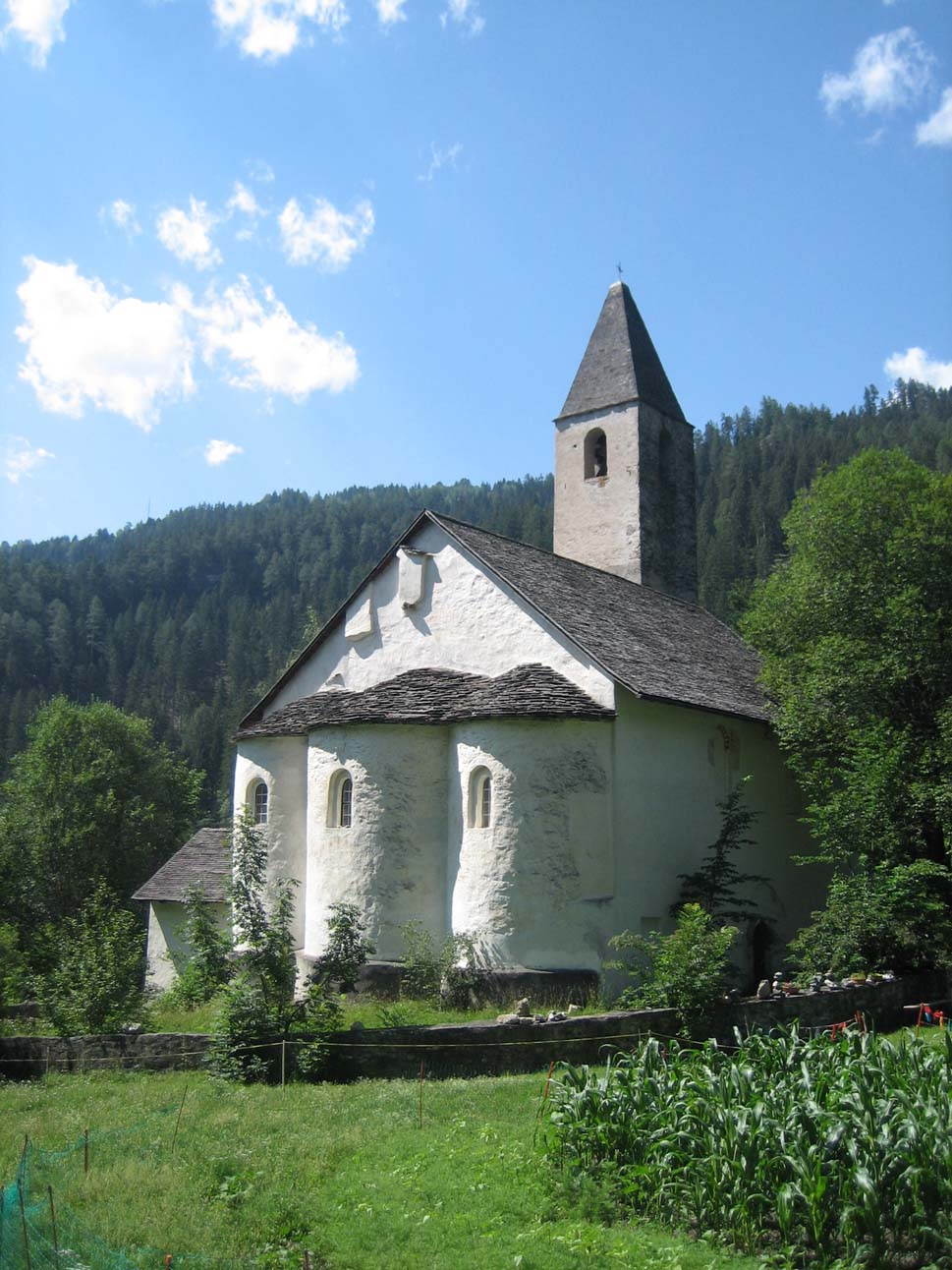
Mistail
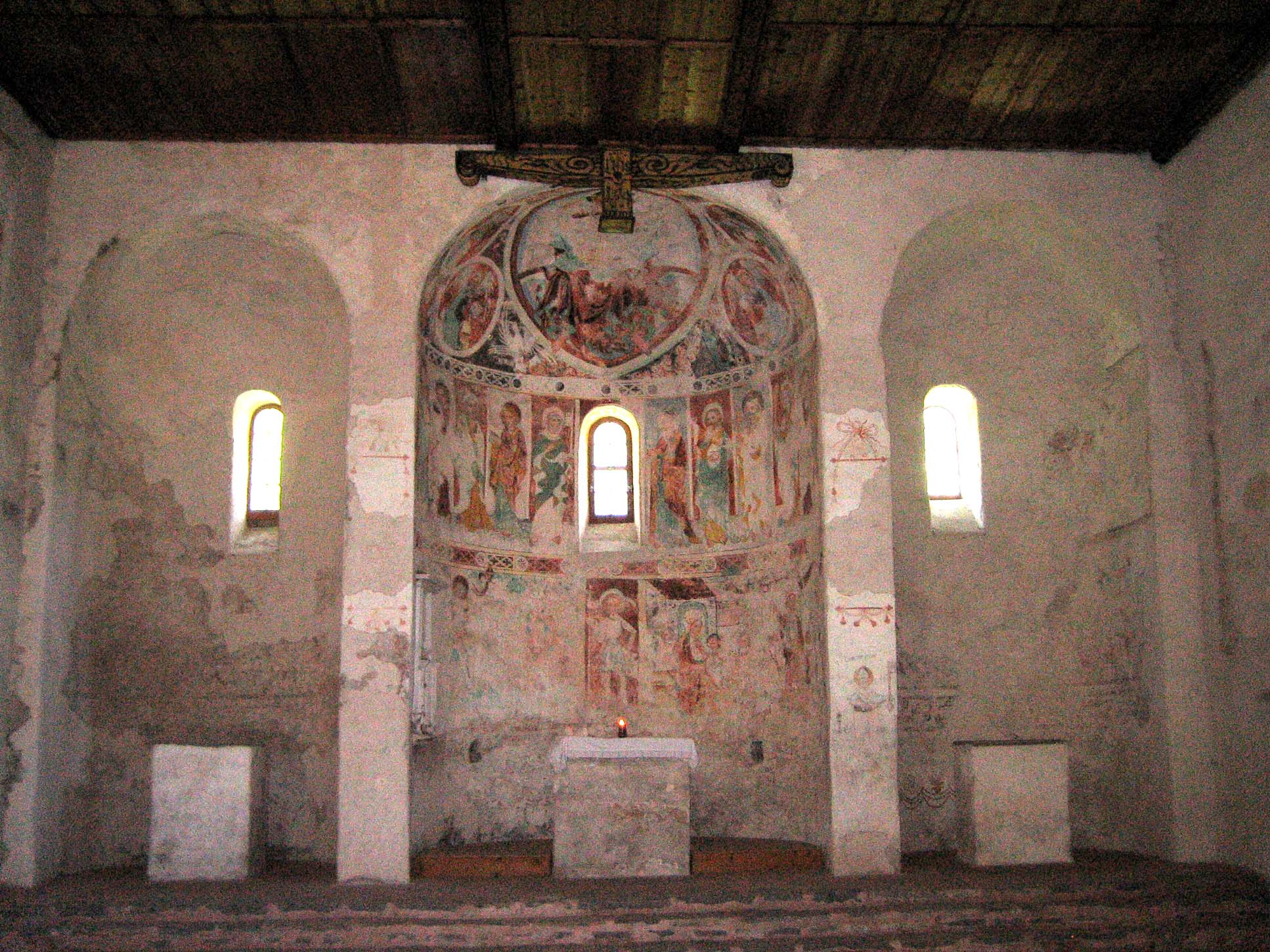
Interior de la iglesia de Mistail

### Arquitectura románica

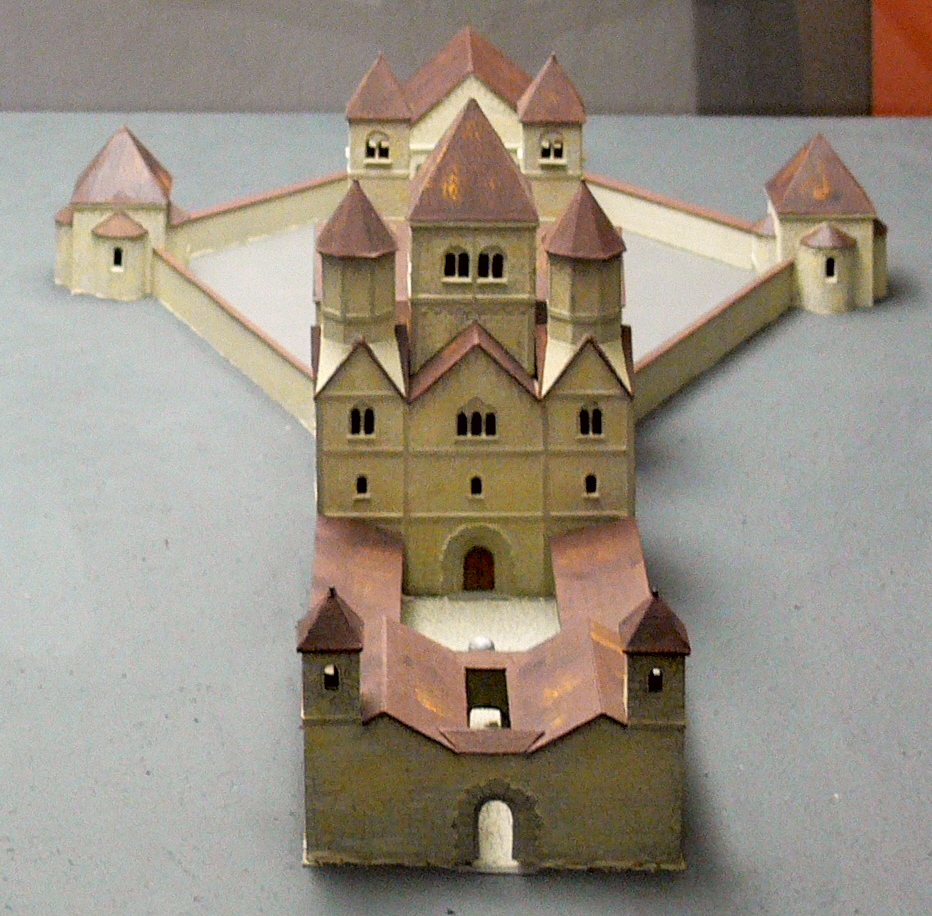
Model of the first church at Schaffhausen

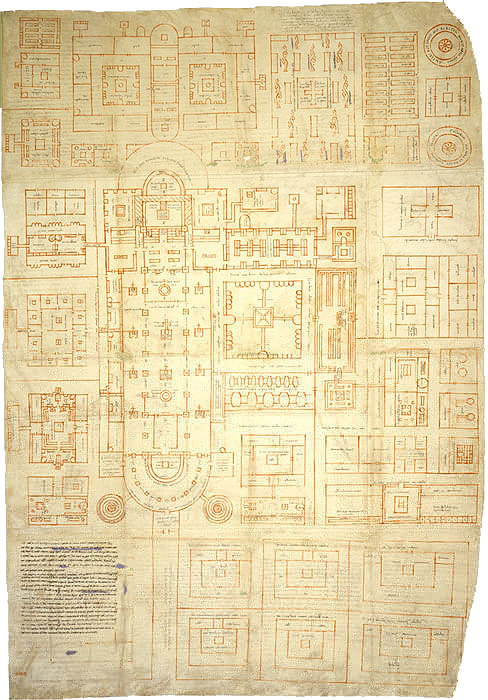
Planta de Sankt Gallen, conservada en la Biblioteca de la Abadía de San Gall, de principios del. Es el único dibujo arquitectónico que se conserva de los aproximadamente 700 años que van desde la caída del Imperio romano de Occidente y el. Se considera un tesoro nacional de Suiza.

Algunas de las características definitorias de la arquitectura románica son las paredes sólidas con pocas ventanas, pequeñas, semicirculares y pareadas, el uso de bóvedas de arista y en la arquitectura religiosa, la disposición  de filas de columnas que separan la nave central de las laterales. En los siglos XI y XII, la arquitectura en Suiza se puede dividir en tres zonas de influencia: los lombardos en el sur, los burgundios en el oeste y los germánicos en el norte y el este, aunque con significativas superposiciones. Los artesanos lombardos y borgoñones experimentaron con las bóvedas de cañón y de arista, y con capiteles y frisos esculpidos. En las partes germánicas de Europa, el estilo románico eclesiástico a menudo disponía un ábside tanto en el extremo oriental como occidental, como se muestra en la planta de San Gall. El ábside occidental a menudo se flanqueaba con dos torres cuadradas simétricas que podían incluir un  westwork.
Cuando a finales del siglo X y en el XI la reforma cluniacense se difundió en Suiza, se desencadenó una ola de construcción de iglesias y monasterios. Los cinco obispos de la zona (Basilea, Chur, Ginebra, Lausana y Sión) emprendieron la construcción de catedrales románicas, que incluían una amplia gama de elementos románicos y posteriormente góticos. El priorato de Romainmôtier y el priorato de Payerne (fundado en 965) fueron casas de Cluny y se construyeron en estilo románico inspirado en cluniecense.  Romainmôtier fue construido por artesanos formados por los lombardos por Odilo de Cluny a finales del siglo X y se ha mantenido en general sin cambios desde entonces. La nave central presenta pilares con capiteles simplemente tallados y un techo abombado.
Los cistercienses construirán la abadía de Hauterive (1138) y la de Bonmont.
Las catedrales de Basilea y de Constanza y los monasterios de Schaffhausen y Einsiedeln fueron construidos con dos torres cuadradas simétricas flanqueando el portal principal como Cluny. Aunque estos cuatro ejemplos fueron reconstruidos posteriormente en otros estilos, la planta románica en general aún es visible. La Grossmünster en Zúrich también muestra elementos lombardos a pesar de estar firmemente en la zona germánica.
Además de la construcción de iglesias y monasterios, se construyeron varias fortalezas y castillos románicos en todo el país. En la Suiza alemana, los fuertes de madera fueron reemplazados por torres de piedra, aunque en las zonas francesas e italianas los castillos de piedra habían permanecido como comunes desde la época romana. Esos nuevos castillos presentaban una gran torre de varios pisos con paredes gruesas y pesadas. La torre central estaba rodeada por una muralla circular con torres y una puerta de entrada. A medida que aumentaba el comercio a larga distancia, los castillos se disponían a lo largo de ríos y puertos de montaña para recaudar peajes y regular el movimiento. Los condes de Saboya construyeron castillos con muros cuadrados y torres en las esquinas, como Grandson e Yverdon. Los condes de Zähringen construyeron amplios  donjon  de residencia como el del castillo de Thun. Los condes de Kyburg construyeron sus castillos con sillares macizos, visibles en el castillo de Kyburg.

Arquitectura románica
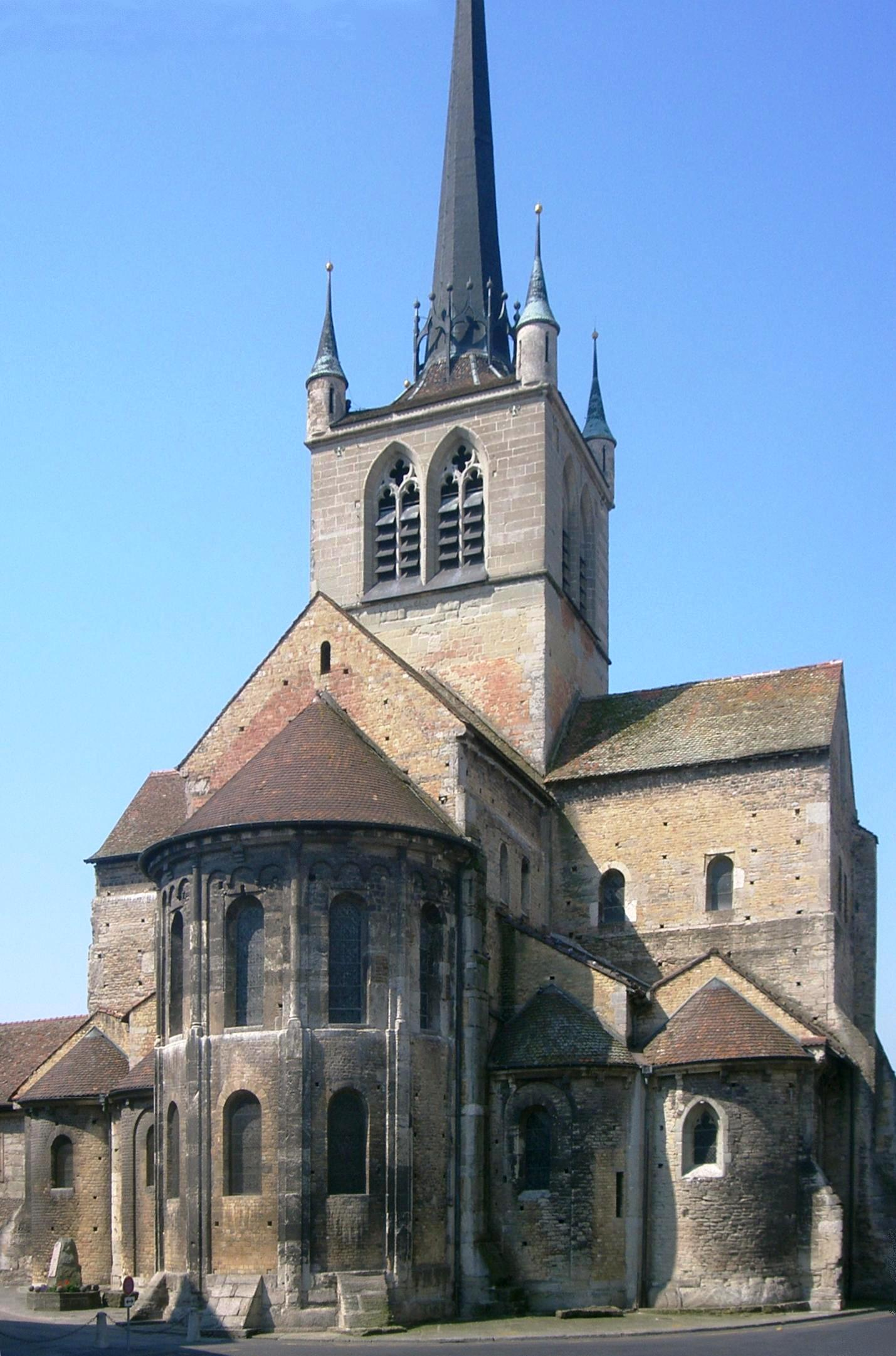
Exterior de Payerne, con elementos románicos y góticos
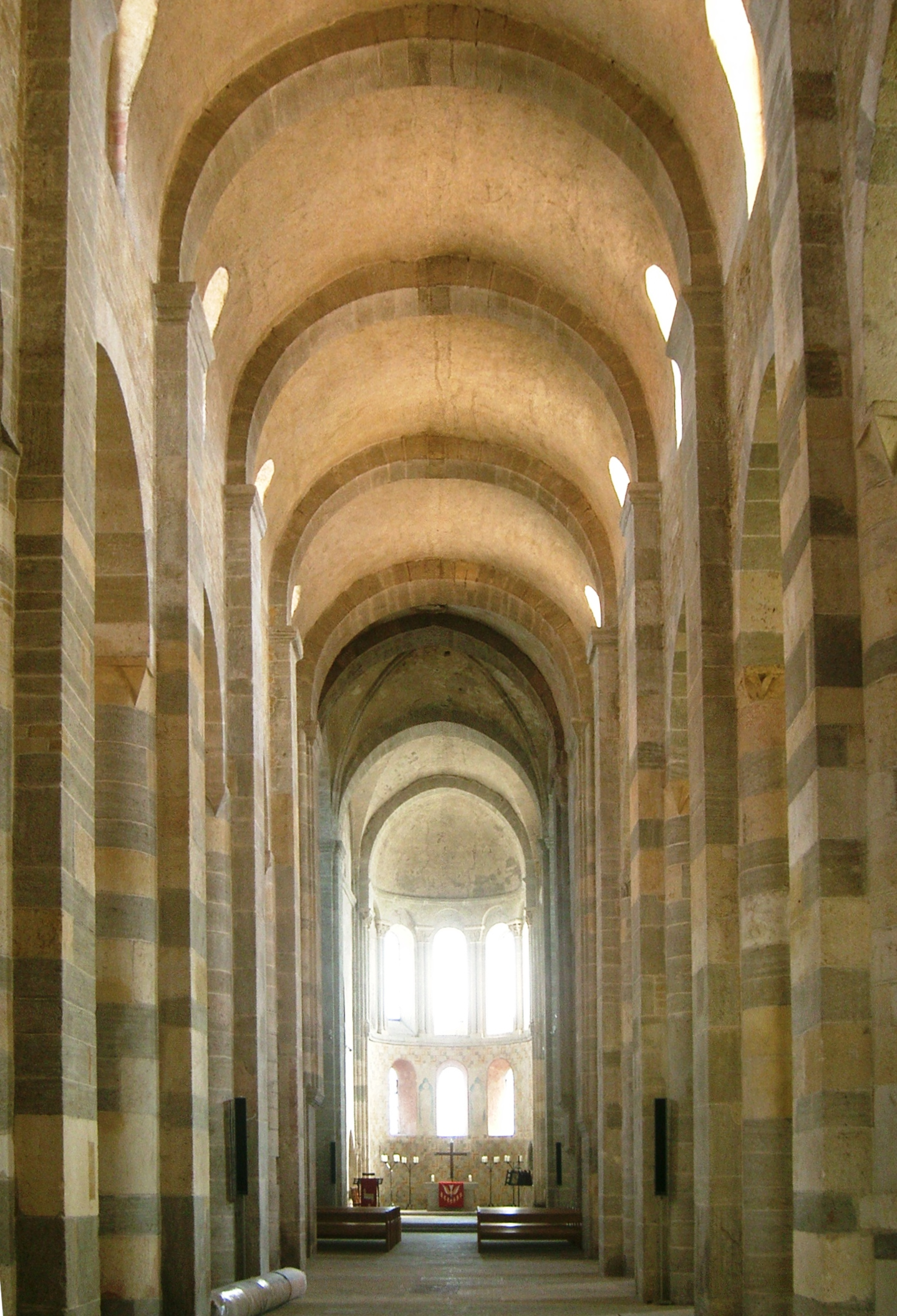
Interior de la iglesia abacial de Payerne
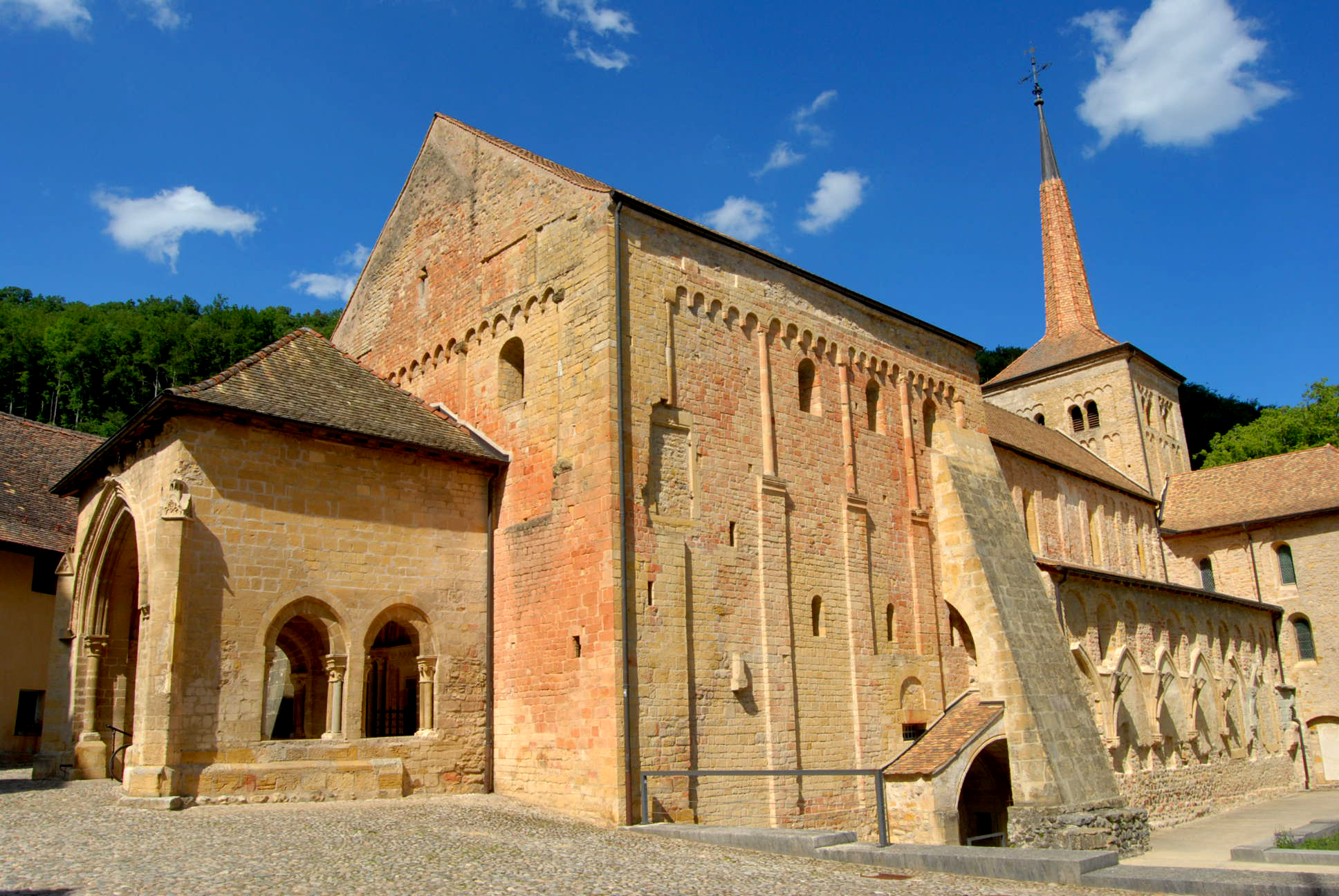
Abadía de Romainmotier
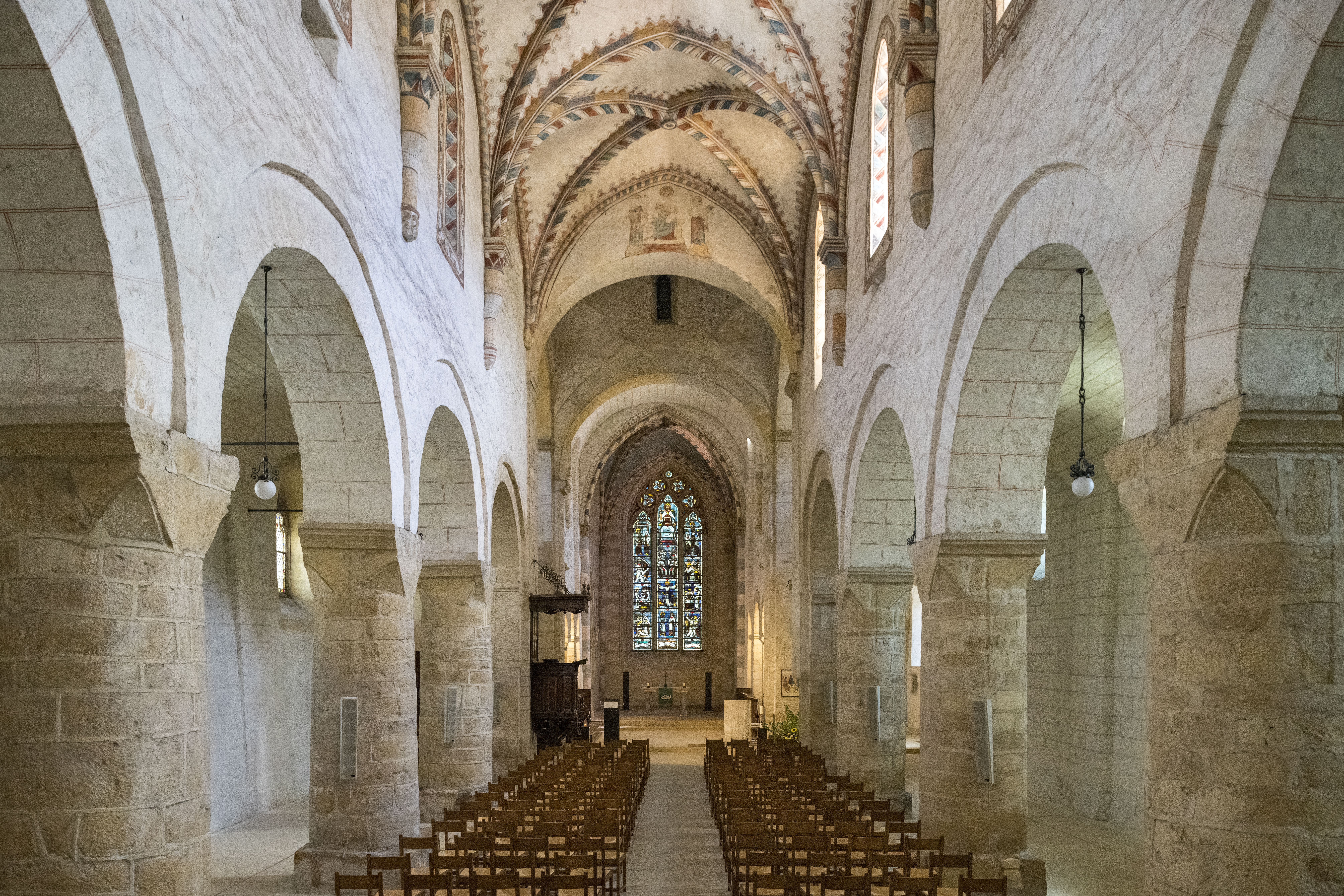
Interior de la iglesia abacial de Romainmotier, mostrando los masivo pilares románicos y los arcos de las bóvedas de arista

### Arquitectura gótica

Catedral de Basilea

La arquitectura gótica se originó en Francia en el siglo XII y será determinante en Europa  hasta el siglo XVI, siendo sus características principales el arco apuntado, la bóveda de crucería (que evolucionó de la bóveda conjunta de la arquitectura románica) y el arbolante. Hoy, el estilo es conocido principalmente por las numerosas iglesias góticas y catedrales diseminadas por Europa. En Suiza, muchas iglesias y monasterios románicos se construyeron en la sede del obispo o fueron apoyados por los obispos. Por el contrario, las iglesias góticas a menudo se construyeron en pueblos y ciudades en crecimiento como símbolo de su riqueza y poder, con destacadas catedrales en Ginebra, Lausana, Friburgo o Berna. Las nuevas órdenes mendicantes construyeron iglesias góticas, leproserias y hospitales por la misma razón. En la época gótica tardía, en todo el país se estaban construyendo algunas iglesias parroquiales góticas más pequeñas.
El estilo se extendió rápidamente a la Suiza francófona con la construcción de la catedral de Lausana comenzada alrededor de 1170-1190. El rosetón de 1210 y el portal de la estatua decorada, de 1230, llegaron de Francia y en los siglos siguientes se copiarían ampliamente en todo el país. Alrededor de 1215, la parte superior gótica de la catedral de Ginebra se completó sobre la parte inferior románica. Desde allí, el gótico se extendió gradualmente por toda la región, impulsado por el comercio y la creciente riqueza de las órdenes mendicantes. Entre 1270 y el siglo XIV, los franciscanos construyeron iglesias góticas o monasterios en Lucerna, Friburgo y Basilea; la orden dominica construyó dos en Basilea junto con complejos en Berna, Zúrich y en el monasterio Königsfelden y los agustinos construyeron uno en Friburgo.
A medida que la población iba creciendo en los siglos XIII al XVI, fueron necesarias nuevas parroquias. Por ejemplo, alrededor de Zúrich en el período comprendido entre 1470 y 1525, más de la mitad de las aproximadamente 100 parroquias ya tenían una nueva iglesia gótica. Muchas de esas nuevas iglesias disponían de un coro poligonal, iluminado con grandes ventanaless y cubierto con un techo nervado. La nave de la basílica tenía paredes lisas y estaba rematada con un techo plano. Muchas de estas nuevas iglesias parroquiales incluyen vidrieras ricas, algunas de las cuales todavía están en vigencia en la actualidad. En Waltensburg/Vuorz se desarrolló una escuela de pintores de frescos, formada en Francia, y se decoraron las iglesias de los Grisones con frescos góticos.
Después del terremoto de 1356 en Basilea, el coro dañado de la catedral de Basilea fue reconstruido en un estilo gótico radiante. Las torres y la fachada oeste fueron reconstruidas en estilo gótico durante el siglo XV. En 1421 comenzó la construcción de la catedral de Berna, uno de los edificios más importantes del gótico tardío en Suiza. Su tamaño y diseño adornado fueron un testimonio de la creciente riqueza y poder de la nueva ciudad-estado. A lo largo del siglo XV y XVI, en Zúrich, Graubünden y Valais erigieron varias nuevas iglesias góticas .Sin embargo, en la Suiza interior, la única construcción nueva fue la iglesia parroquial de St. Oswald en Zug.
En contraste con las iglesias góticas adornadas y distintivas, los edificios seculares góticos tendieron a ser subestimados e incluyen solamente algunos elementos góticos. Los ricos comerciantes y patricios construyeron casas con ventanas de arco apuntadas u otras decoraciones góticas. Los edificios urbanos de las ciudades recientemente poderosas como Berna, Friburgo y Basilea incluyen algunos elementos góticos (el techo en Berna, la bóveda de crucería de estrellas en Friburgo) pero carecen de un motivo unificado.

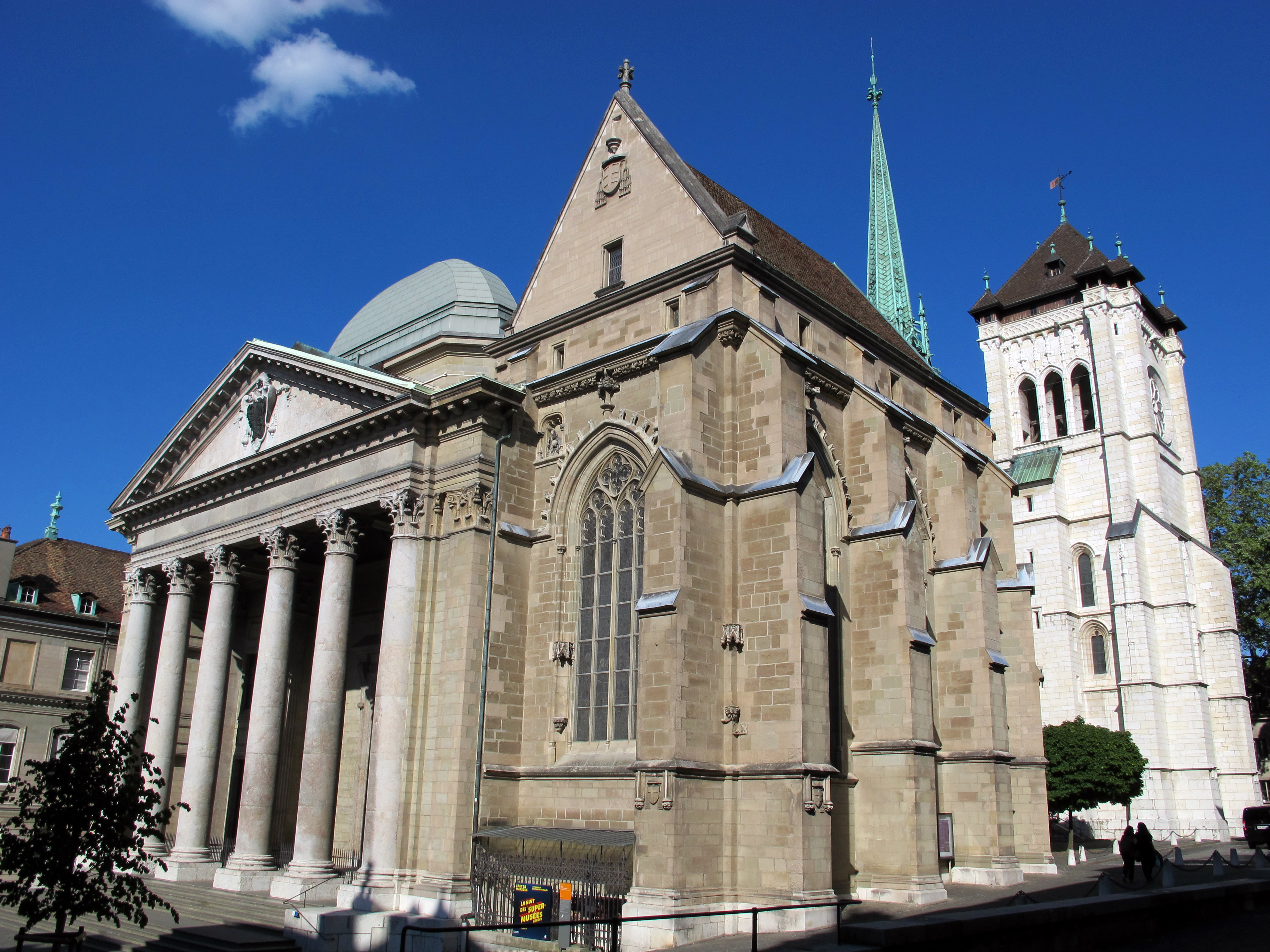
Capilla Macabea, torre románica, fachada neoclásica de la catedral de Ginebra
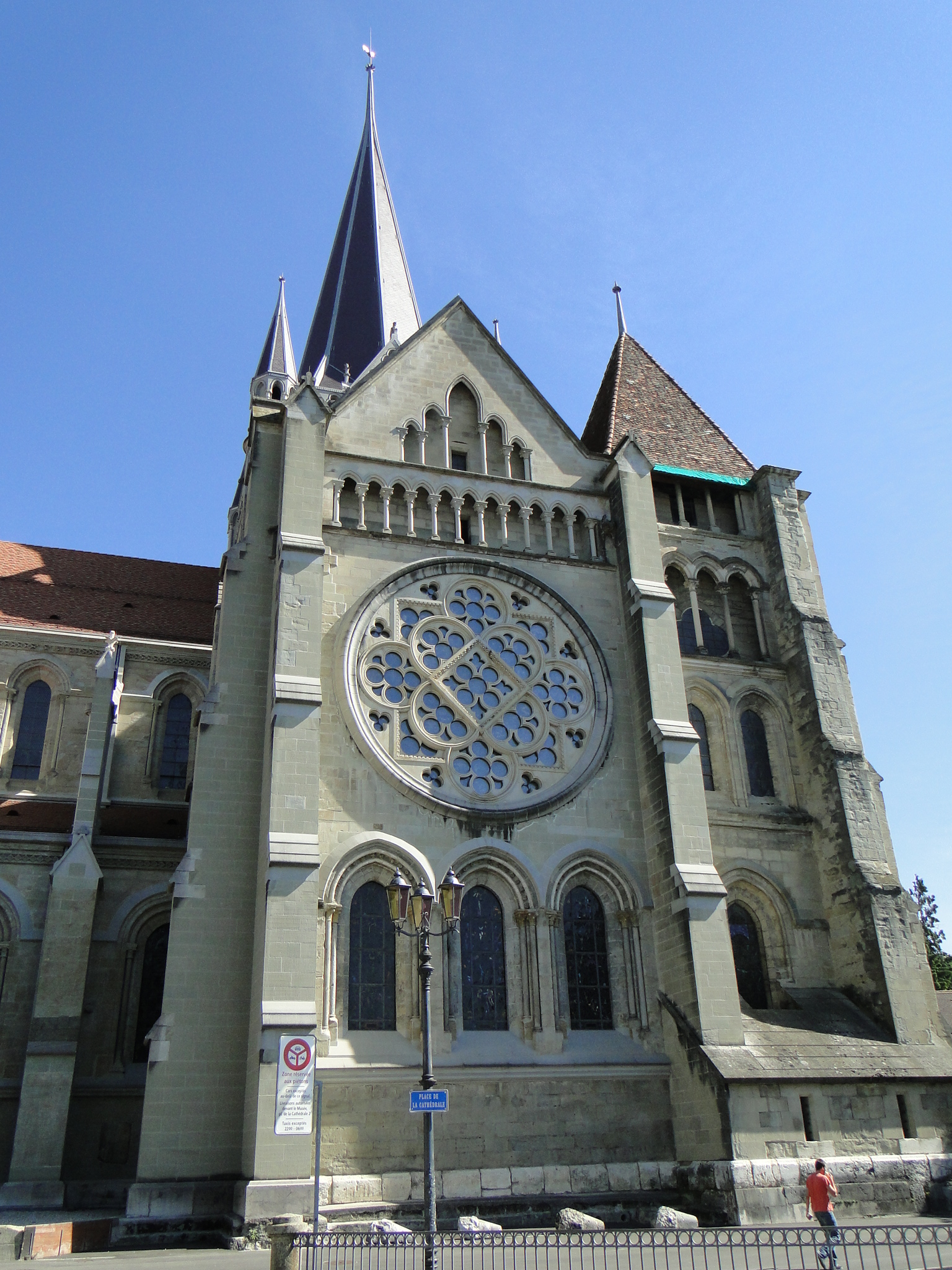
Gótico temprano en el lado sur de la catedral de Lausana
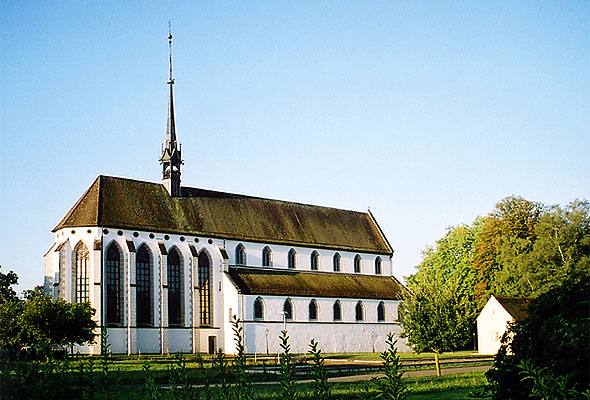
Königsfelden Monastery church
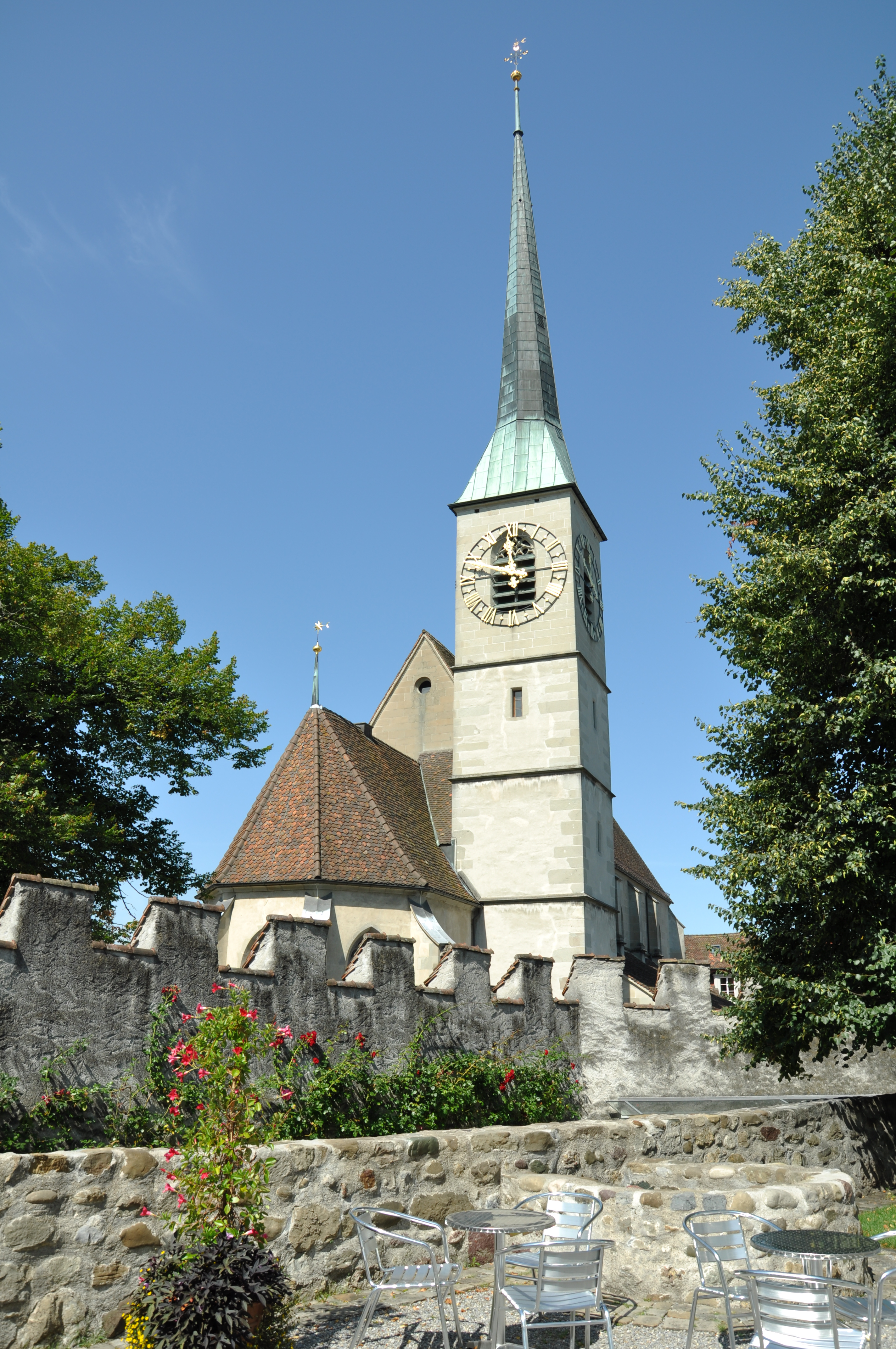
St. Oswald en Zug
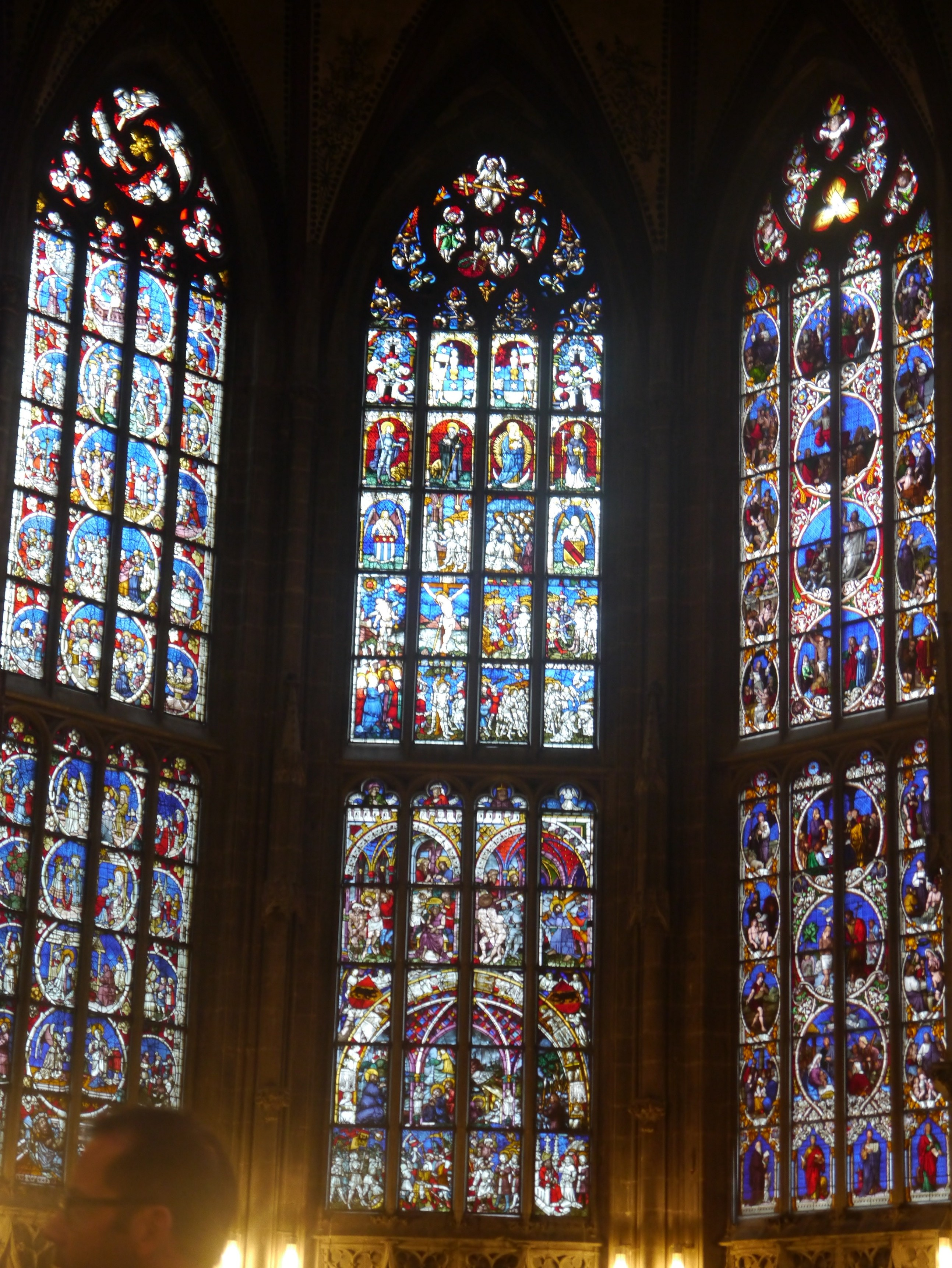
Gothic stained glass in the choir of the Bern Minster
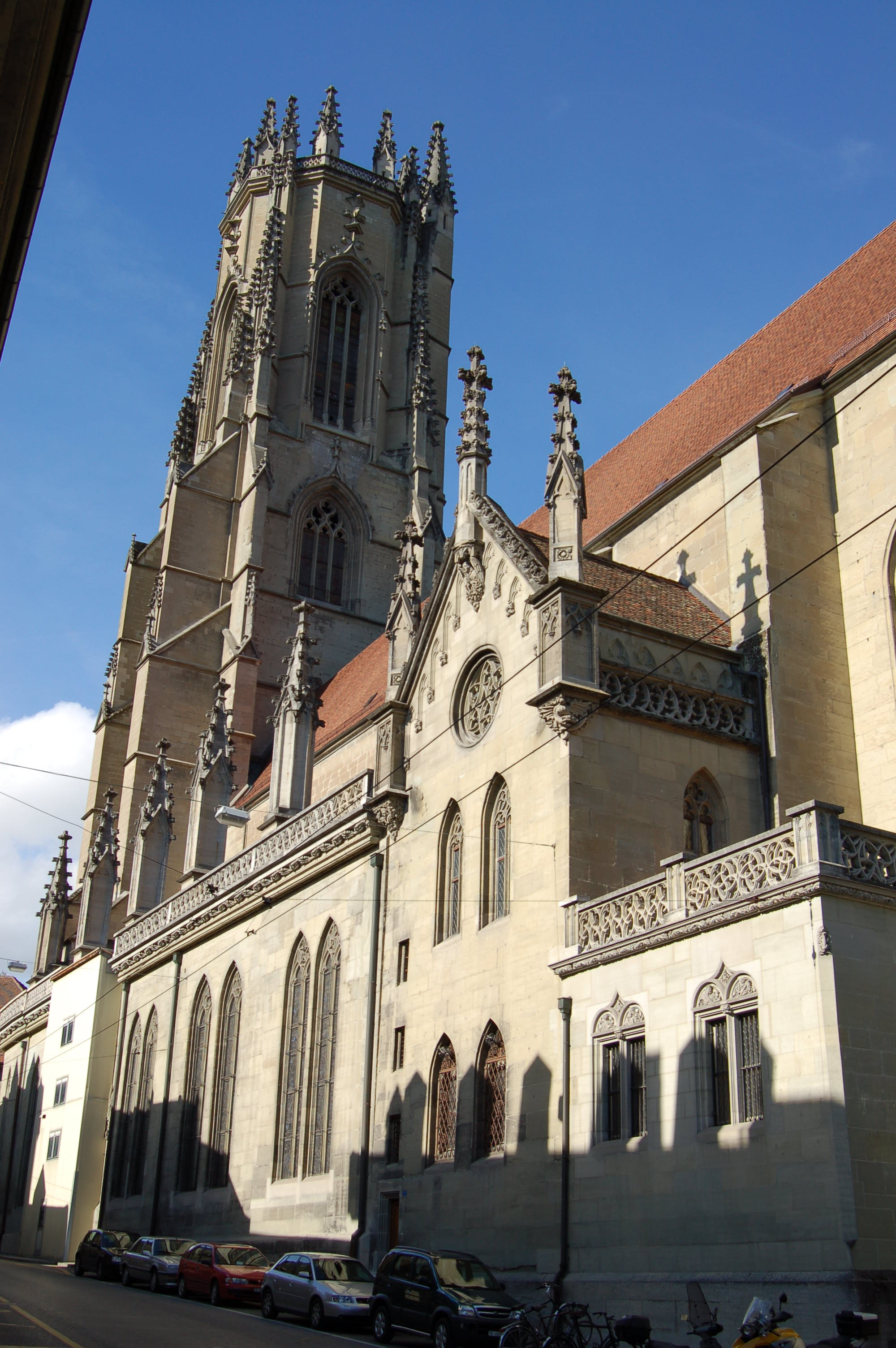
Catedral de San Nicolás (Friburgo), en gótico tardío
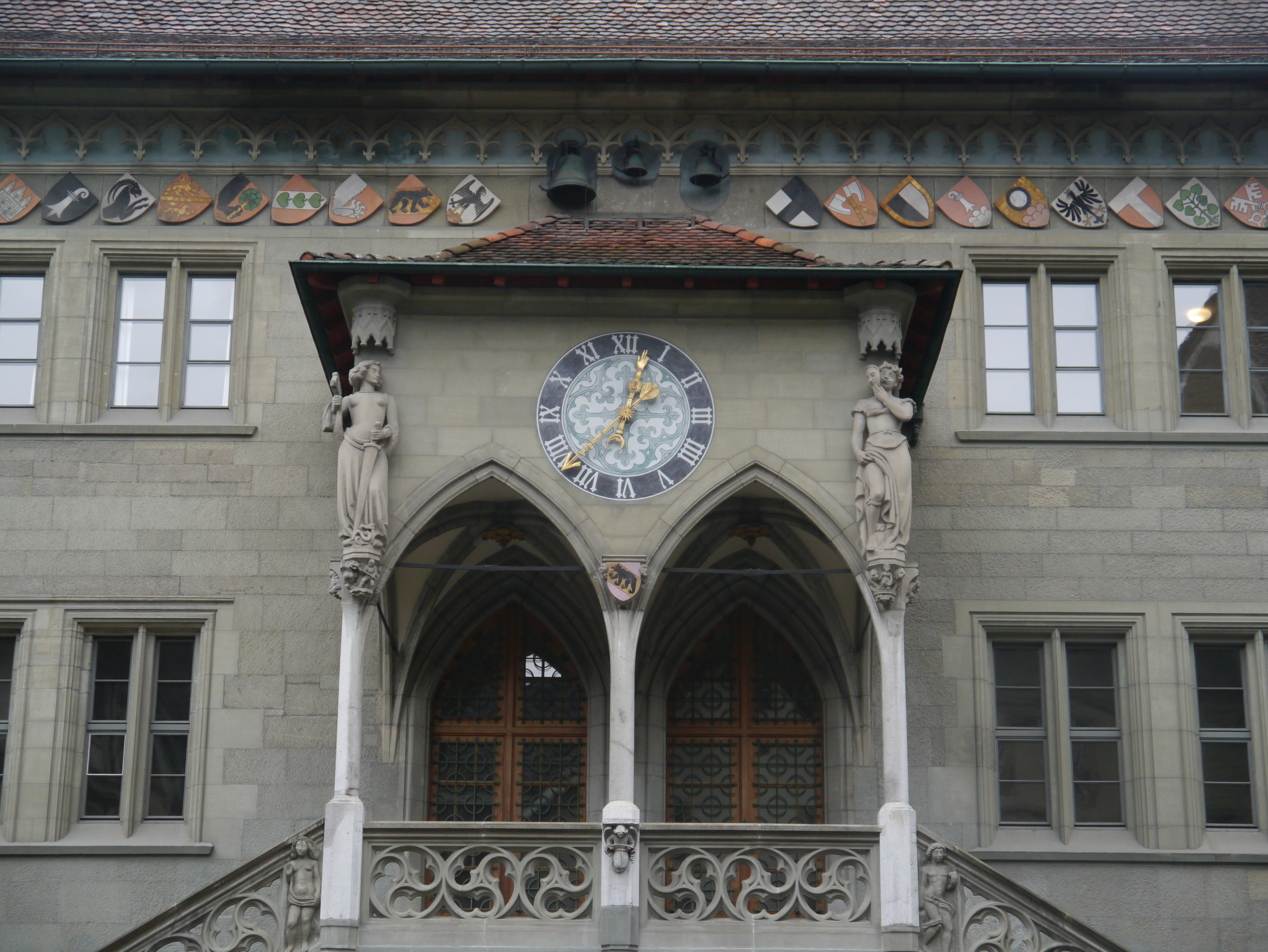
Gothic elements on the staircase of Bern's city council building
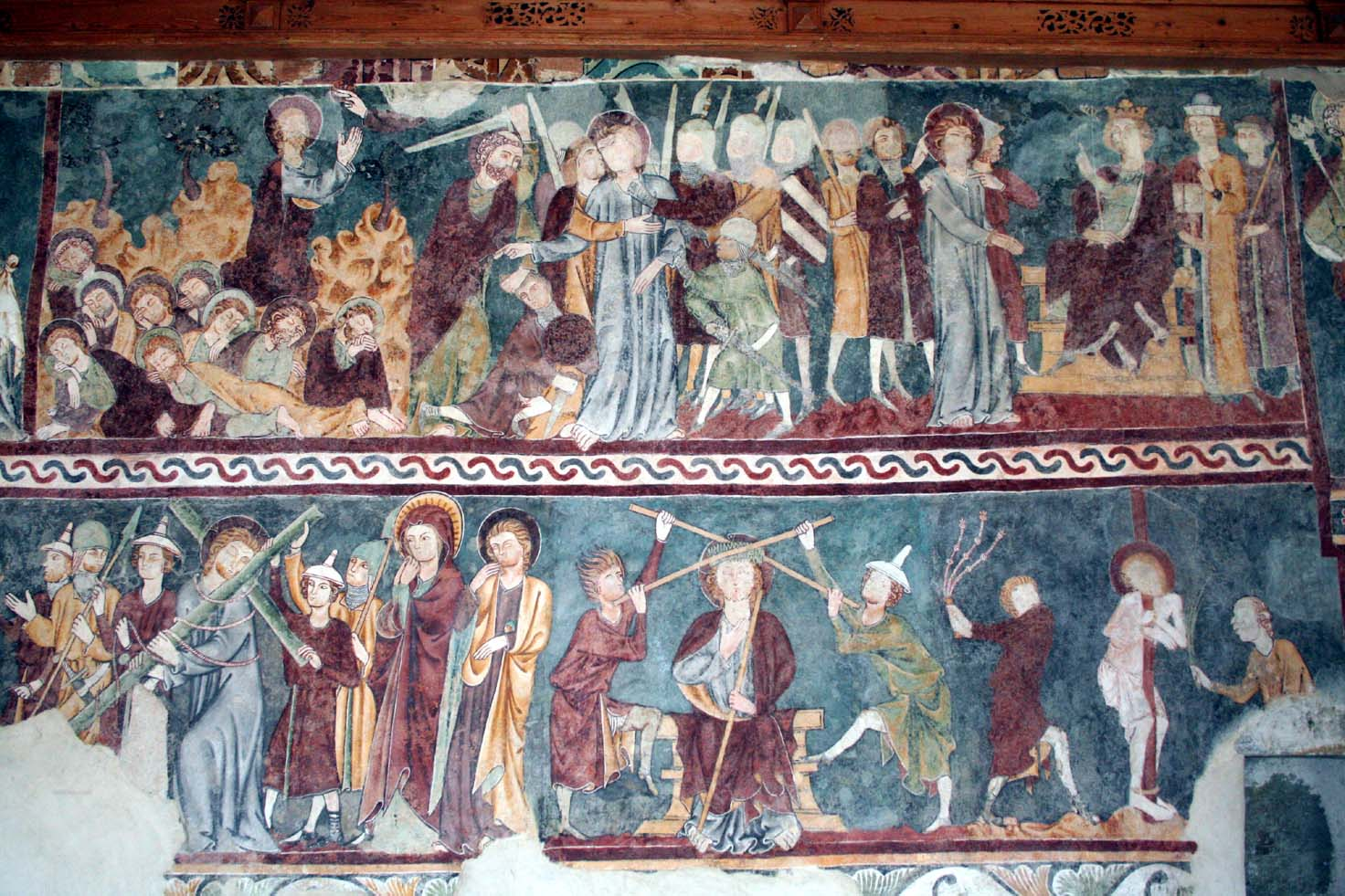
Frescos in Waltensburg/Vuorz

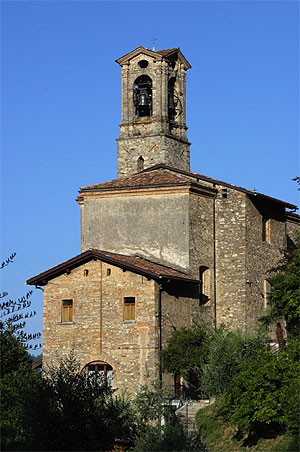
Iglesia de San Giorgio (1616) en Castagnola (Lugano)
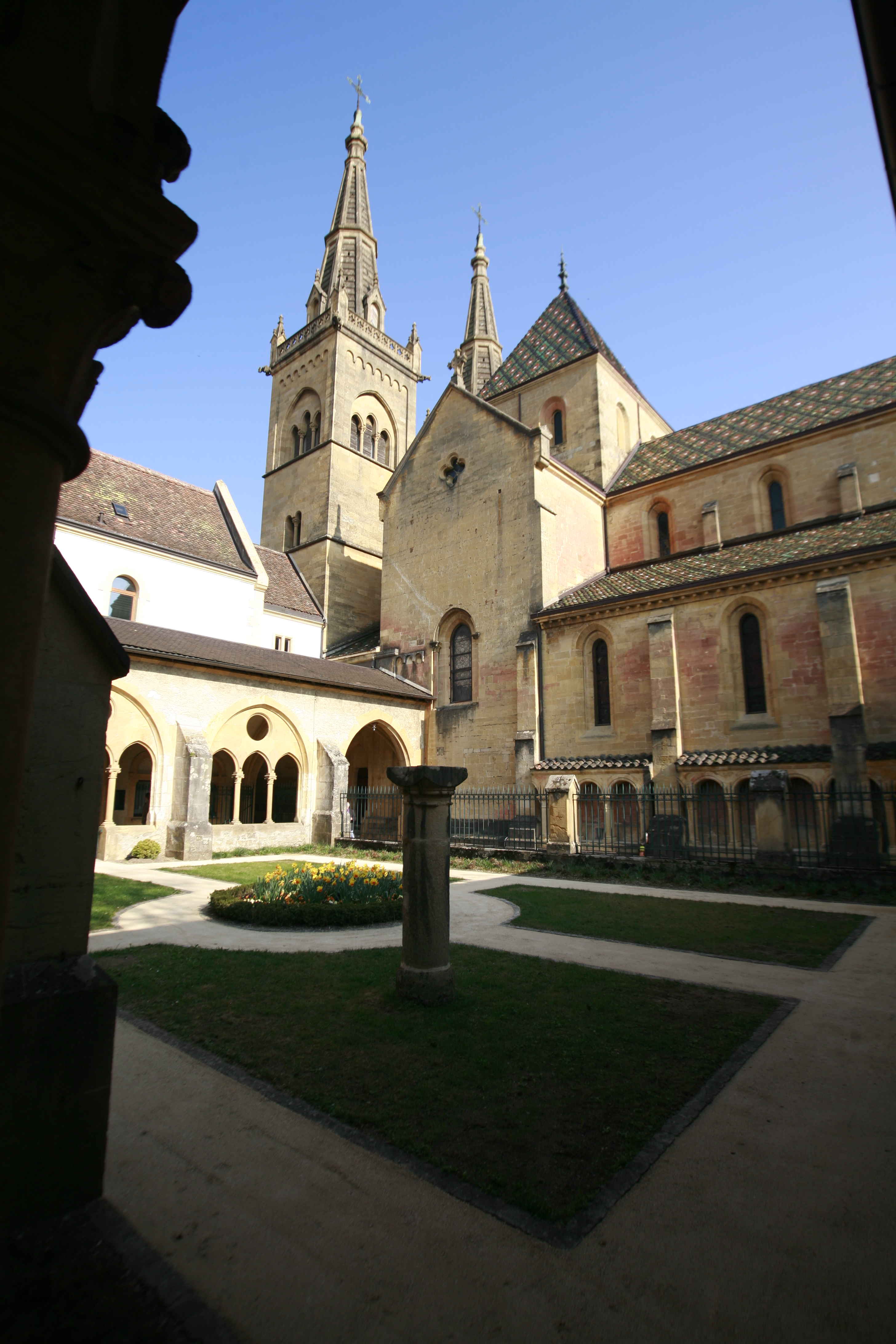
Colegiata de Neuchâtel
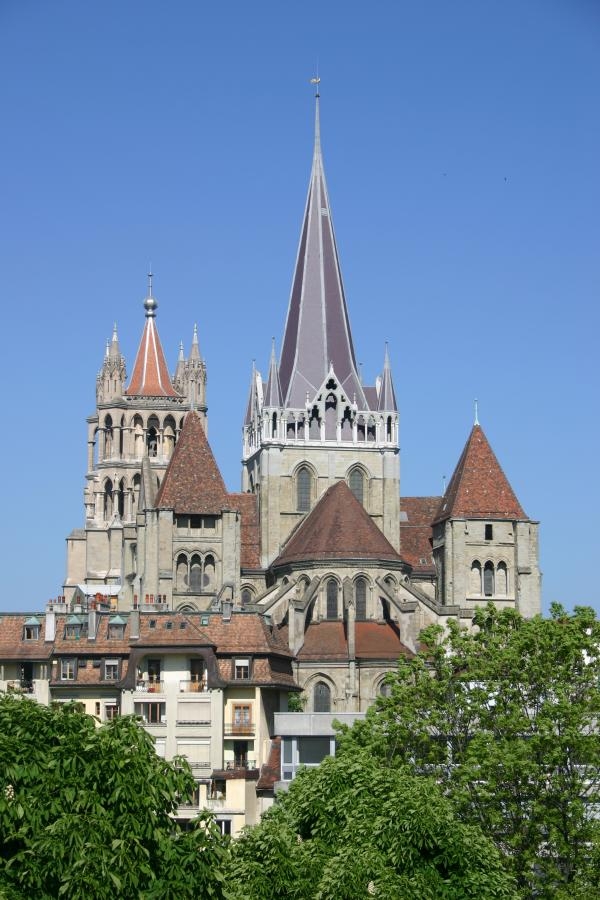
Catedral de Lausana

### Castillos y fortificaciones

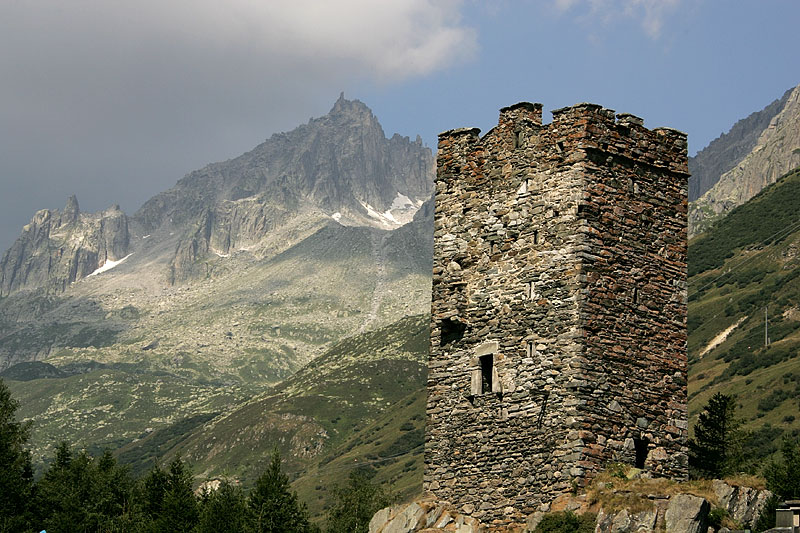
La torre residencial del Hospenthal

La puerta de Spalen en Basilea

Las familias dinásticas aseguraron su dominio mediante la erección de castillos fortificados que servían tanto de residencia como de medio de defensa. Sus ubicaciones se eligieron de acuerdo con consideraciones de
posición estratégica o por la posibilidad de controlar el paisaje circundante; por ejemplo, el castillo de Nidau está al borde de una ruta, el castillo de Chillon rodeado de agua, el castillo de Lenzbourg en una altura y el castillo de Mesocco se levanta sobre un promontorio rocoso, dominando un valle.
La forma más simple de castillo fue la torre residencial aislada, como en Hospental. Solo algunos grandes castillos tenían un edificio residencial con salón y capilla independiente como los castillos de Berthoud, Chillon, Kybourg o Mesocco.
Al no poder imponerse la nobleza de forma permanente, la mayoría del millar de castillos con que cuenta Suiza datan del siglo XI y la primera mitad del siglo XII. A partir del siglo XIV, el poder pasa progresivamente de los señores feudales a las ciudades. Los castillos fueron desmantelados, renovados o transformados. Chillon vio levantar sus torres después de 1375, el castillo de Lucens fue reconstruido en 1476, el castillo de Neuchâtel fue ampliado en un estilo barroco. Las fortificaciones de la ciudad de Bellinzona fueron reforzadas por una muralla y nuevos castillos, construidos entre los siglos XIII y XV completan el Castelgrande (siglos X y XI). Este conjunto está catalogado como Patrimonio de la Humanidad por la UNESCO.
Los cantones suizos extendieron su soberanía. Se transformaron los castillos en bailliages: Trachserwald (1408), castillo de Thoune (1429), castillo del Águila (1475), por ejemplo. Además, los viejos maestros que conservaron sus derechos también transformaron sus castillos, como el de Frauenfeld.
Las ciudades fueron rodeadas de defensas. En el siglo XV, las ciudades que estaban creciendo, levantaron nuevas murallas como Basilea y Berna, englobando los faubourgs de modo que las puertas y las antiguas quedaron entonces en el corazón de las ciudades, como la Zeitturm de Zug o la Zytglogge de Berna. Las ciudades situadas en los extremos de los lagos (Ginebra, Lucerna) reforzaron sus defensas en el lado del lago. Wasserturm y Kapellbrücke en Lucerna son ejemplos de esto.

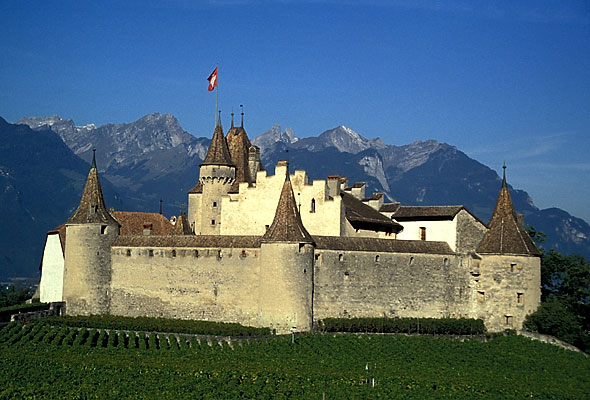
Château d'Aigle (s. XI)
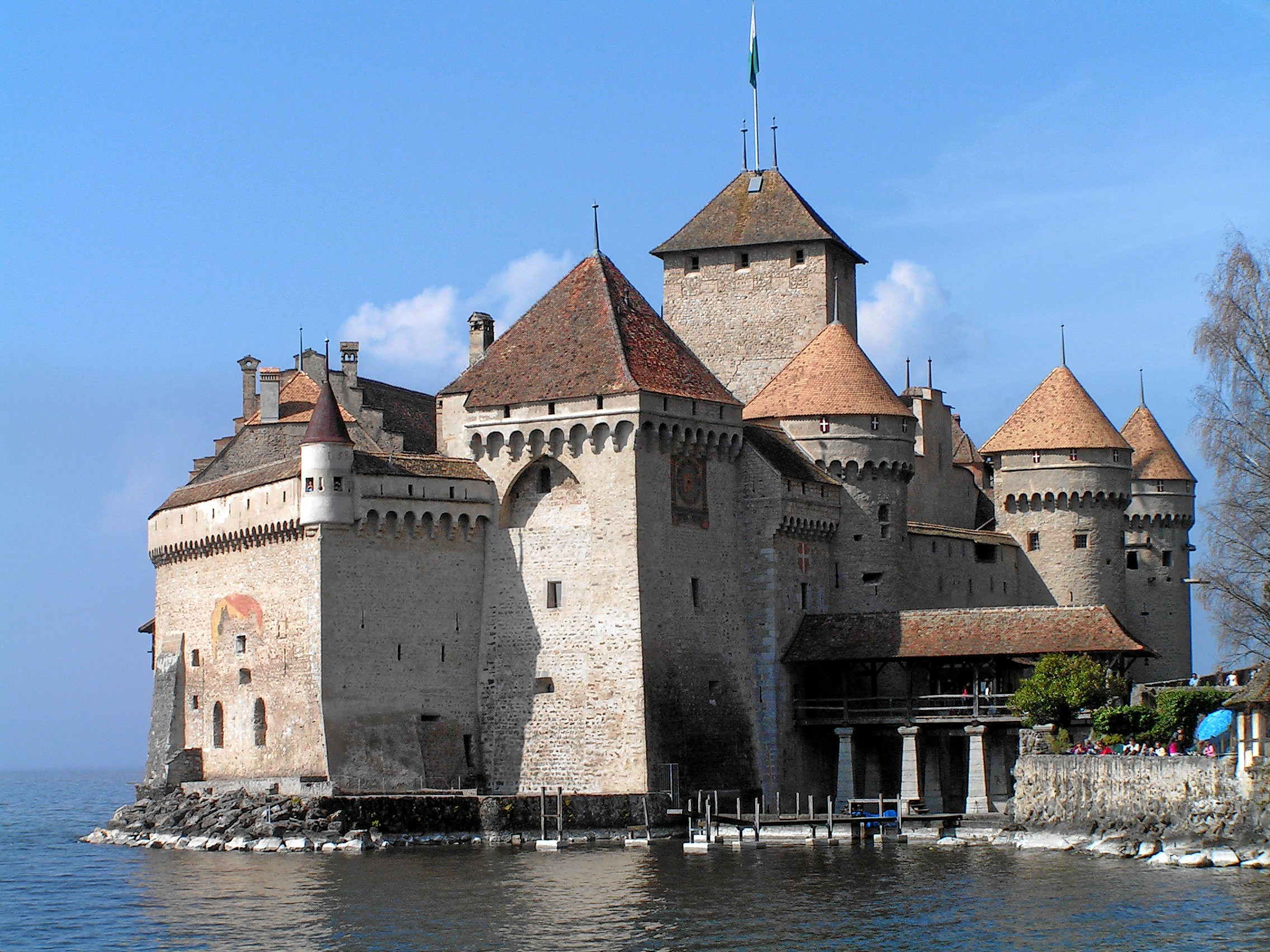
Castillo de Chillon   (s. X-1005)
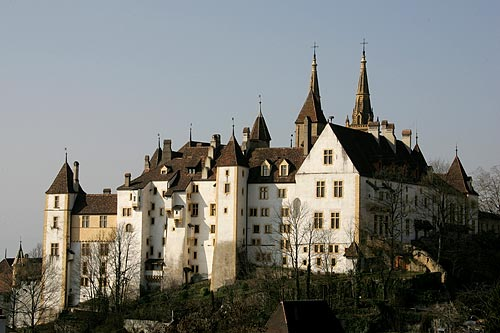
Castillo de Neuchâtel  (s. XI)
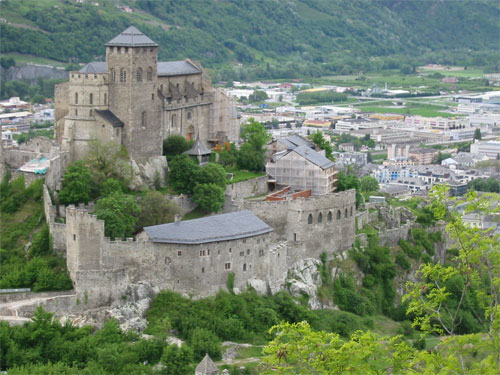
Basilique de Valère
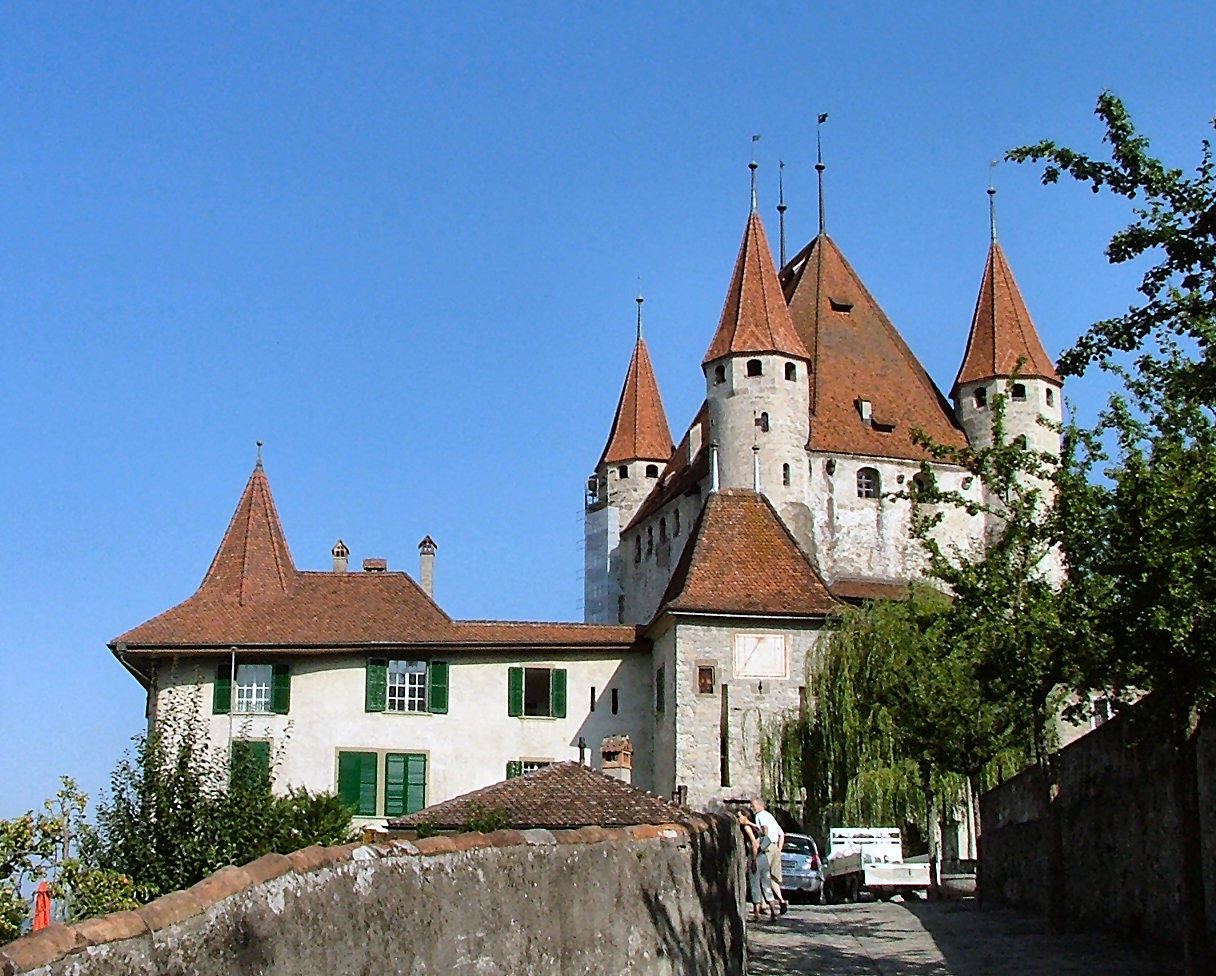
Castillo de Thun  (s. XII)
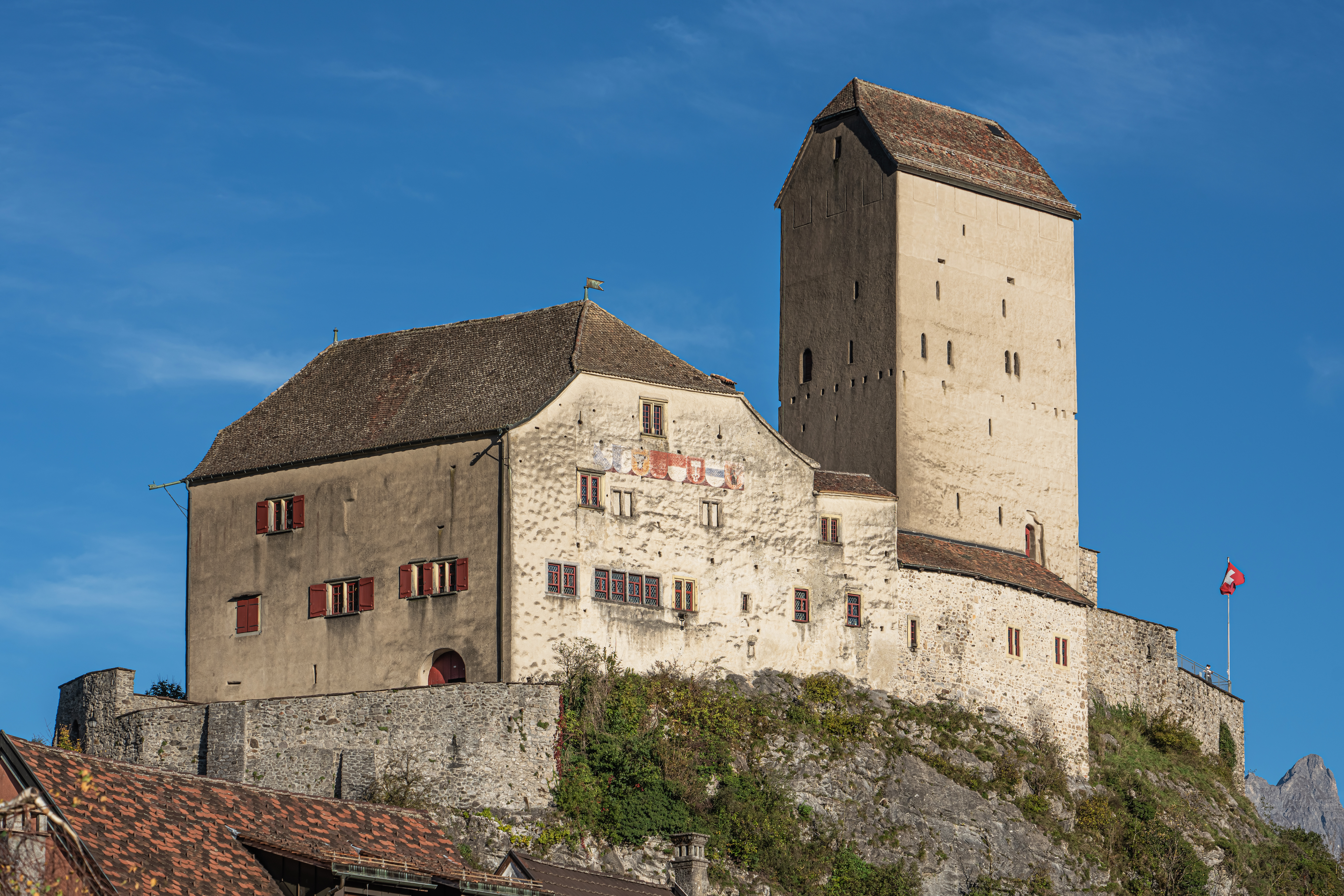
Castillo de Sargans  (s. XII)
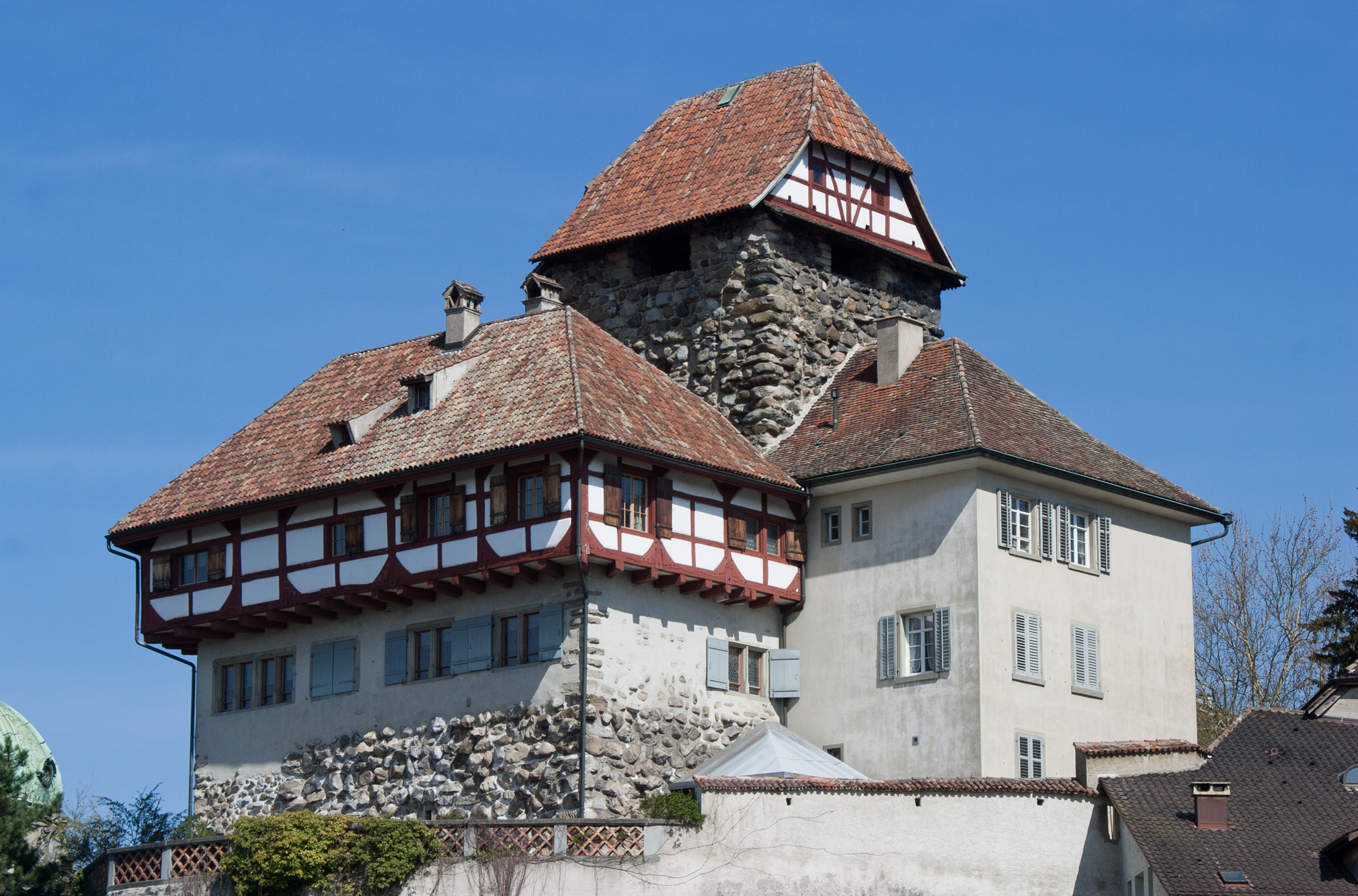
Castillo de Frauenfeld (primer tercio del XIII)
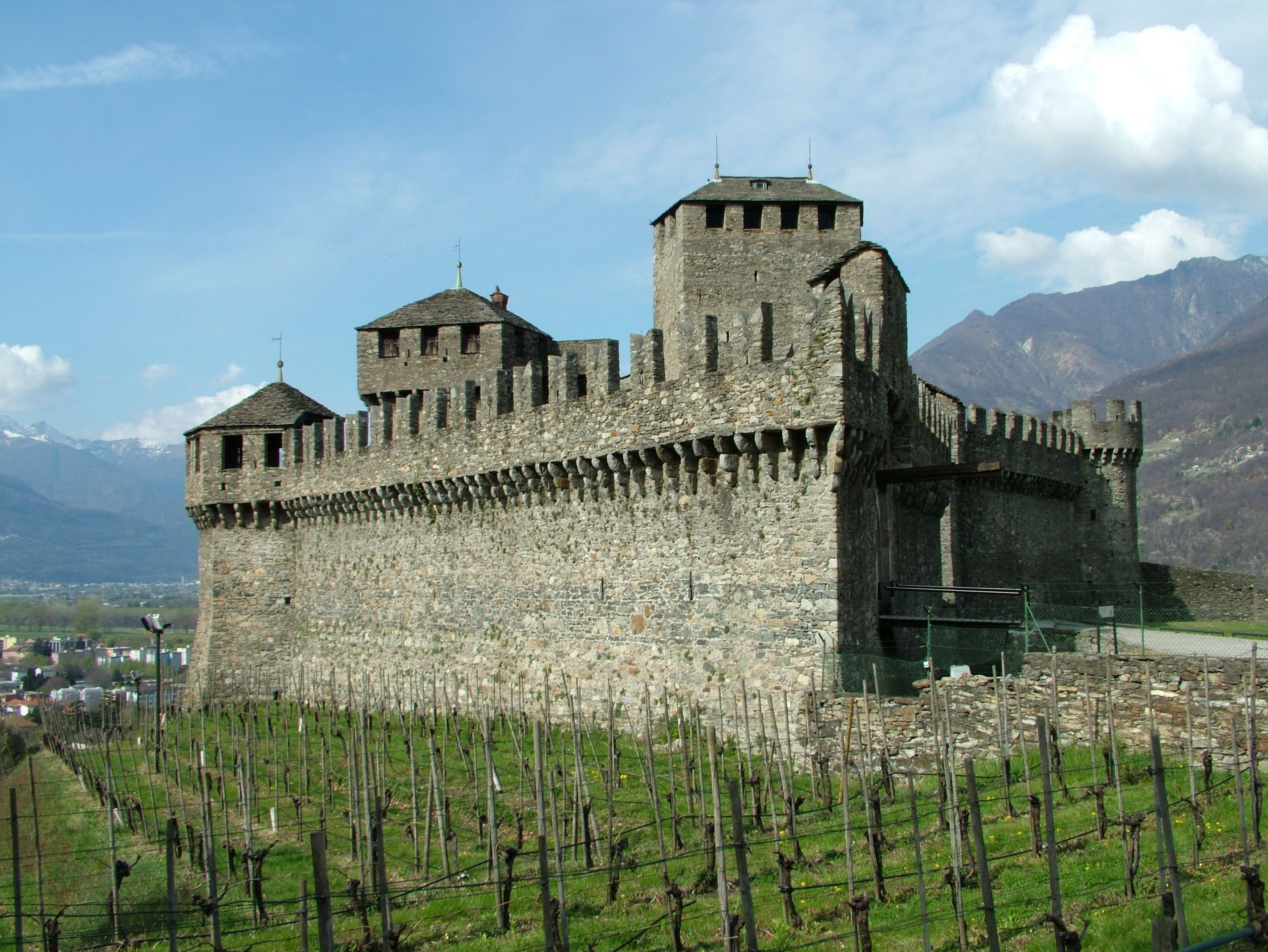
Château de Montebello, edificado por los Rusca al final del siglo XIII

### Edificios civiles

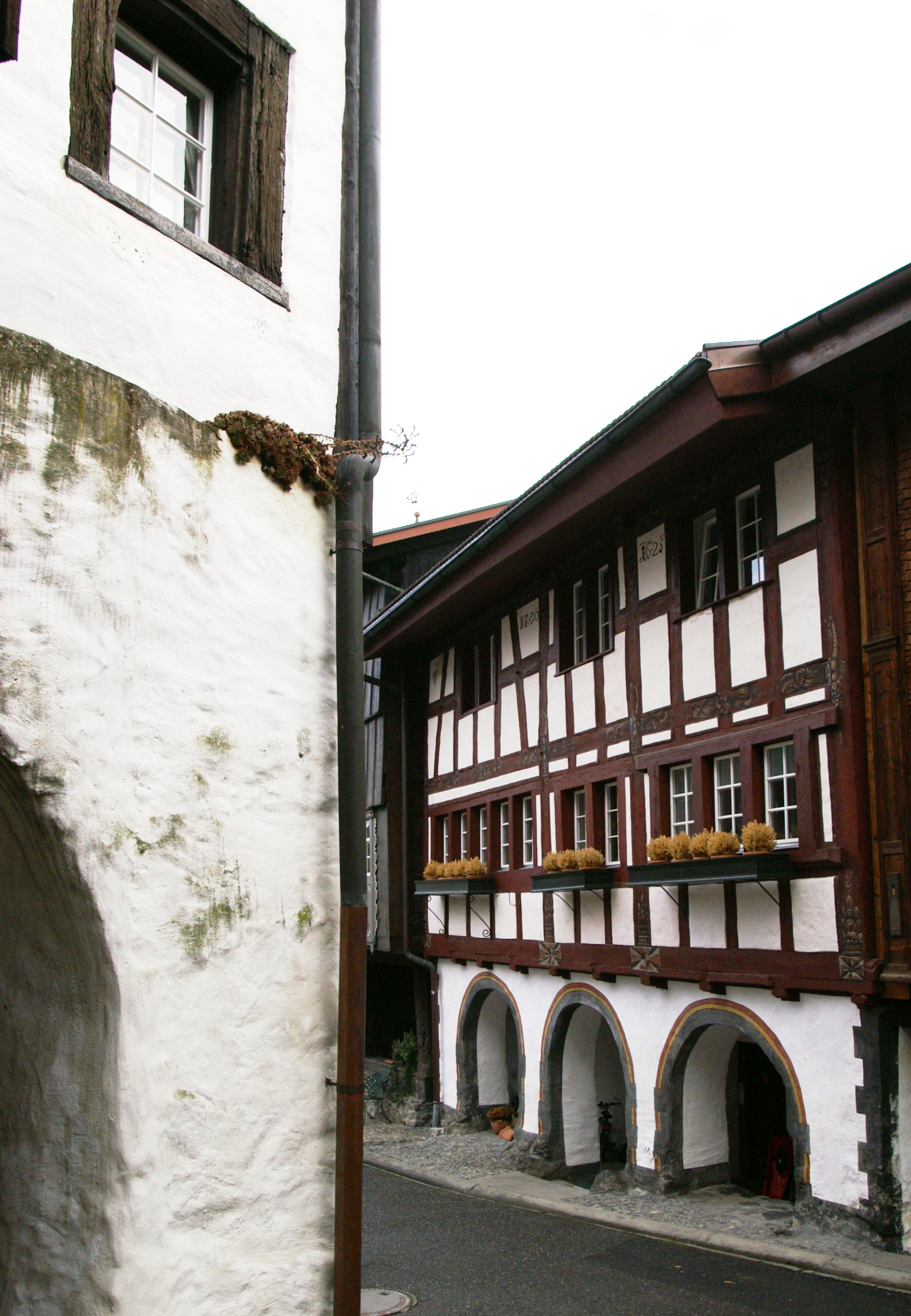
Casa con entramado de madera y arcadas en Werdenberg (comuna de Grabs)

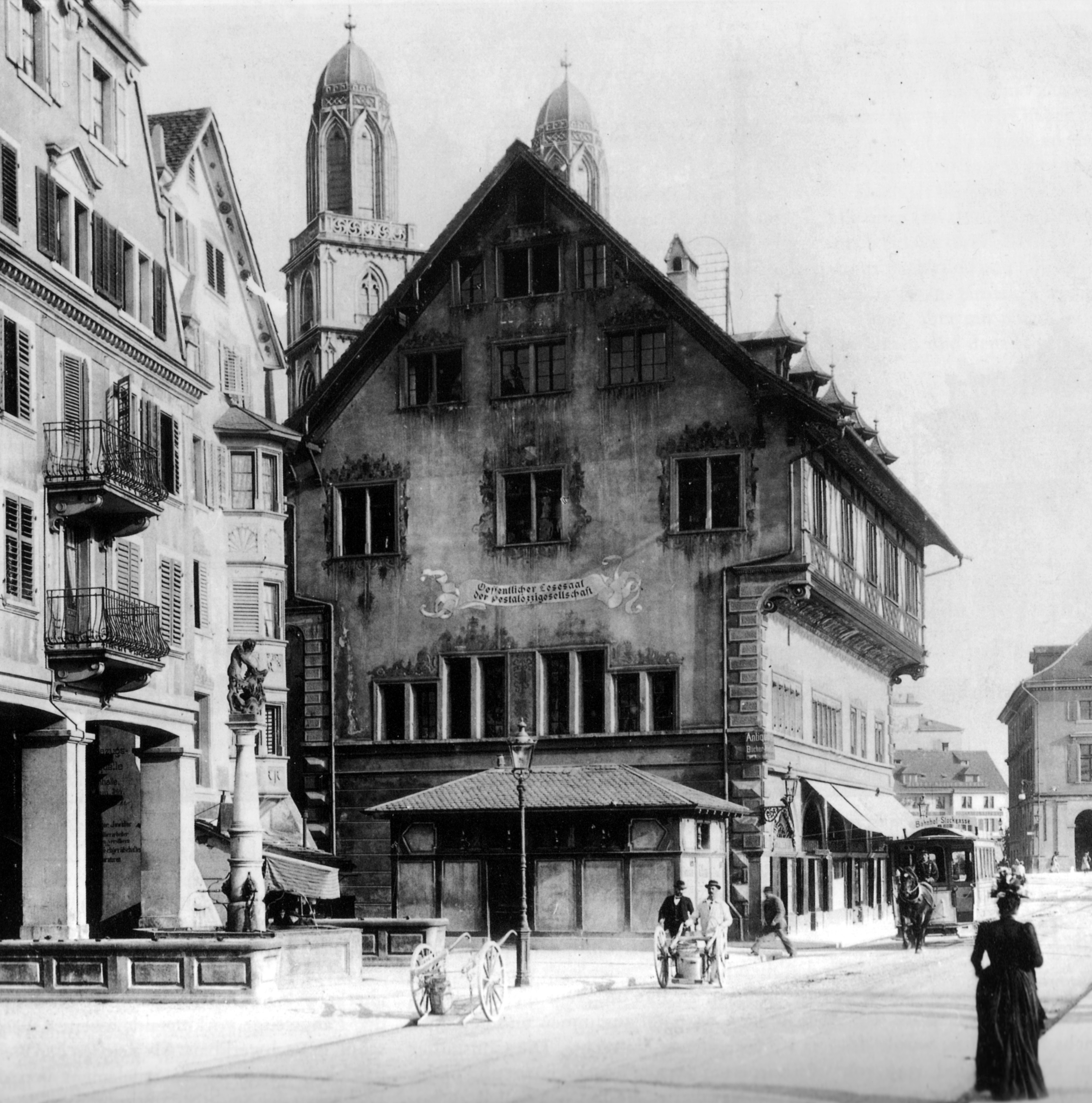
La casa zum Rüden en Zúrich, en 1898.

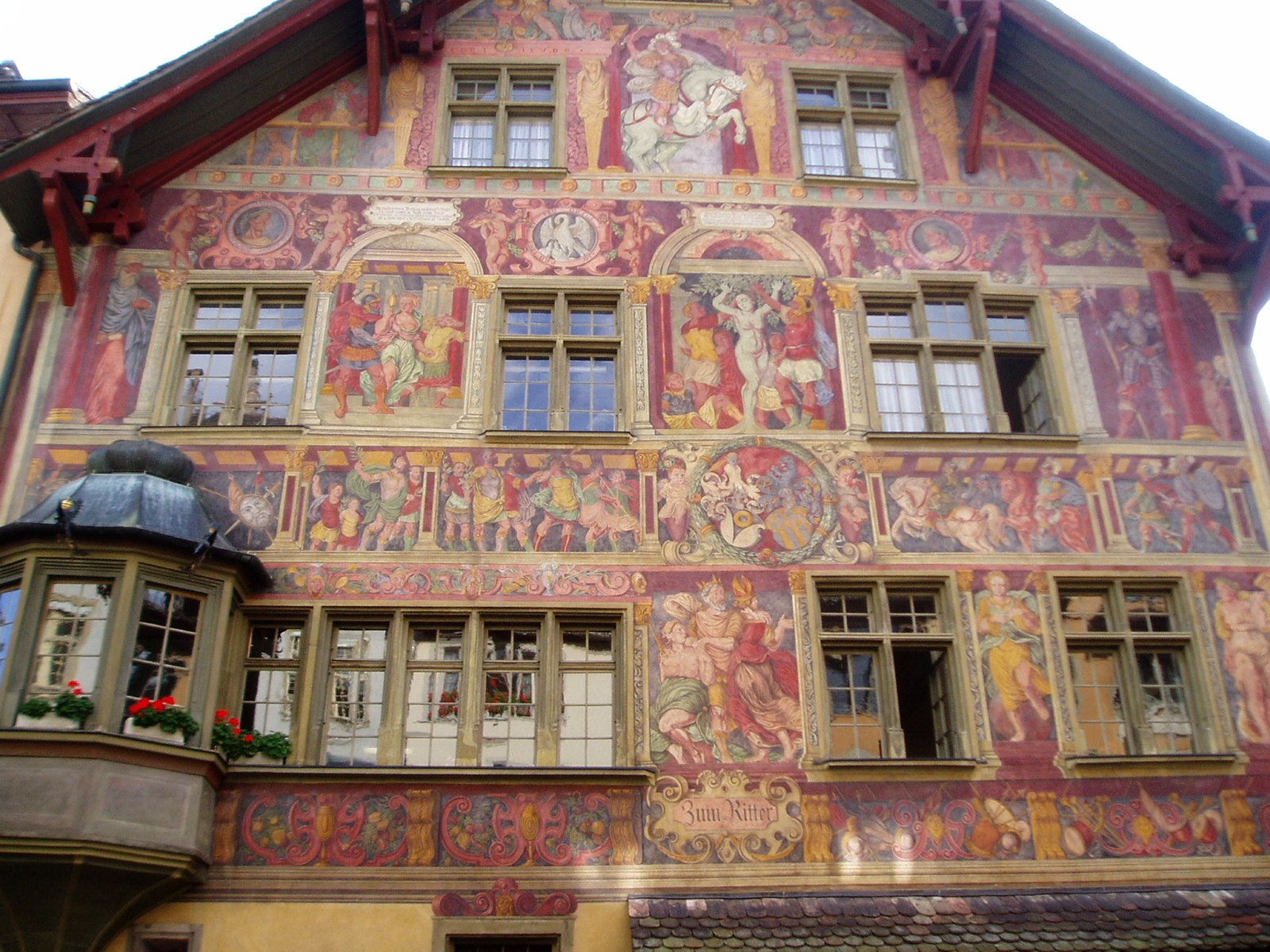
La Haus zum Ritter en Schaffhousen

Hasta el siglo XIV, las casas eran comúnmente de madera: entramados de madera, tablones, de troncos levantados verticalmente, luego en zarzo y solo los monumentos de la iglesia tenían estilo.
Con el aumento de la población dentro de las murallas de las ciudades, el espacio se fue agotando. Las plantass superiores se construyeron en voladizo, los talleres y tiendas se ubicaban delante de las casas. Las arcadas aparecen sobre todo en Berna, Zúrich y en Suiza oriental. En esas condiciones, y con la construcción de madera, los incendios fueron frecuentes. A partir de 1280 se promulgaron decretos para reducir el riesgo de incendio, como en Zúrich la obligación de cubrir los tejados con tejas y de reconstruir las plantas bajas en mampostería. La piedra también se impuso en Basilea tras el terremoto de 1356, pero cabe señalar que en la Suiza francófona e italiana, la continuidad de la construcción en piedra está atestiguada desde la Antigüedad.
La distinción entre el espacio público y el privado era cada vez más difícil y las ciudades tuvieron que lidiar con los problemas de higiene. Se construía cada vez más en altura, se habilitaron plazas y se ensancharon las calles principales. Se mejoró el abastecimiento de agua con fuentes públicas, que también se utilizaban para lavar. Las primeras fuentes fueron de madera y luego de piedra. Berna tiene muchos de ellos, por ejemplo, la fuente del mercado data del siglo XIV. En Basilea, la fuente de Saint-Urbain es de 1448 y en Freiburg la fuente de la Samaritana es de 1552. Las calles empedradas eran raras, Basilea fue la primera ciudad en revestir sus calles con adoquines desde 1387.
A partir del siglo XV aparecen las casas profanas de piedra de estilo gótico. Estaban reservadas para la nobleza local, los dignatarios de la iglesia y los comerciantes adinerados. Por ejemplo, el Grimmenturm en Spiegelgasse en Zúrich o la casa Tavel en Ginebra, así como numerosas torres en Schaffhausen y Basilea. Mientras que en la Suiza de habla alemana las paredes estaban hechas de mampuestos a menudo revestidos con un enfoscado, especialmente en el noreste de Suiza, con los pisos de entramado de madera y ventanales, en la Suiza de habla francesa se usaba preferentemente la piedra de sillería con cornisas entre las plantas.
La casa típica consistía en un edificio de piedra de tres o cuatro plantas que se elevaba sobre un terreno estrecho y profundo (chesal). La planta baja se dedicaba a una función profesional y las plantas superiores a alojamiento. Las provisiones estaban en las galetas. En la época del gótico tardío, siglo XV, las ventanas disponían de vidrios y se convirtieron en elementos de esplendor (ventanas adosadas a la tracería, por ejemplo en Friburgo).
Algunas casas representativas: la Haus zum Rüden (1348) en Zúrich, la Bischofshof (1450) con una capilla privada, la Domhof y la Engelhof (1477) en Basilea, la Sässhaus de Bartlome May (1515) en Berna (Kesslerstrasse), la Haus zum Ritter en Schaffhausen, el Stüssihof zum Königsstuhl (1425), el Hotel Ratzé (1583-1586) en Friburgo y la casa Serodine (1620) en Ascona.
Los primeros ayuntamientos datan del siglo XV. Las salas del consejo estaban muy decoradas: paredes y techos esculpidos como en Aarau, Basilea y Zug; vidrieras, como en Baden y Basilea; o murales como en Basilea y Ginebra. El ayuntamiento más antiguo es el de Berna (1406). El de Friburgo fue erigido en 1501-1502, por Hans Felder. Tiene una gran cubierta a cuatro aguas, una torre circular que se convierte en octogonal, cinco pináculos y un pórtico cubierto de doble rampa.
El ayuntamiento de Basilea (1504-1514) tiene tres partes construidas sucesivamente; la parte central original tiene tres arcadas que conducen al patio interior, una de cuyas fachadas está decorada con un reloj. Sus fachadas rojas son características. La sala del Consejo de Estado está decorada con paneles de madera y vidrieras. Hans Holbein el Joven habría hecho un mural (ahora perdido). El ayuntamiento probablemente fue construido según los planos del arquitecto Rémy Faesch (nacido alrededor de 1460-fallecido hacia 1534), luego ampliado de 1606 a 1608. De 1898 a 1904, paralelo a la ampliación de la plaza del mercado, se erigió el beffroi.

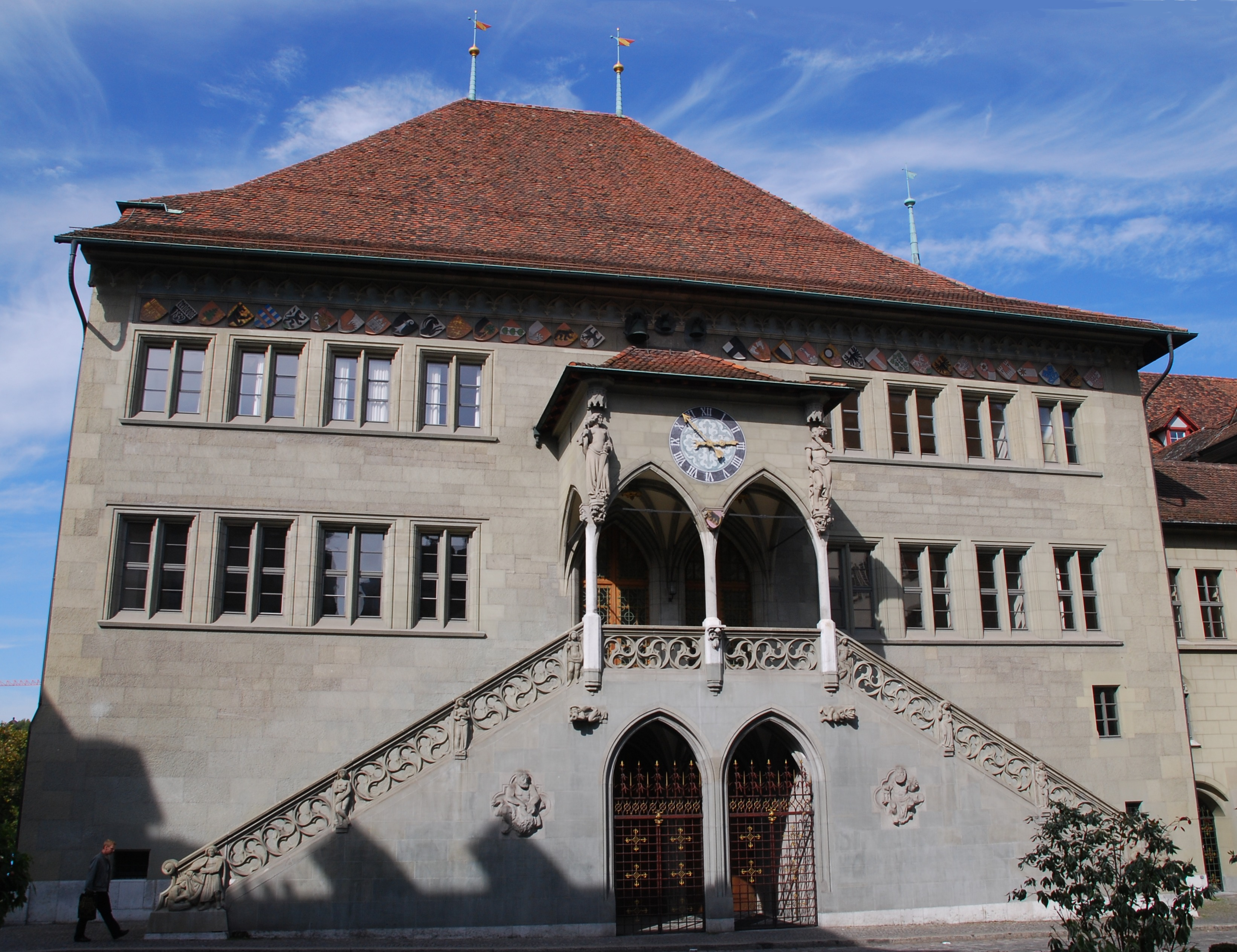
Ayuntamiento de Berna (1406-1415; renovado en 1865-1868 y 1940-1942)
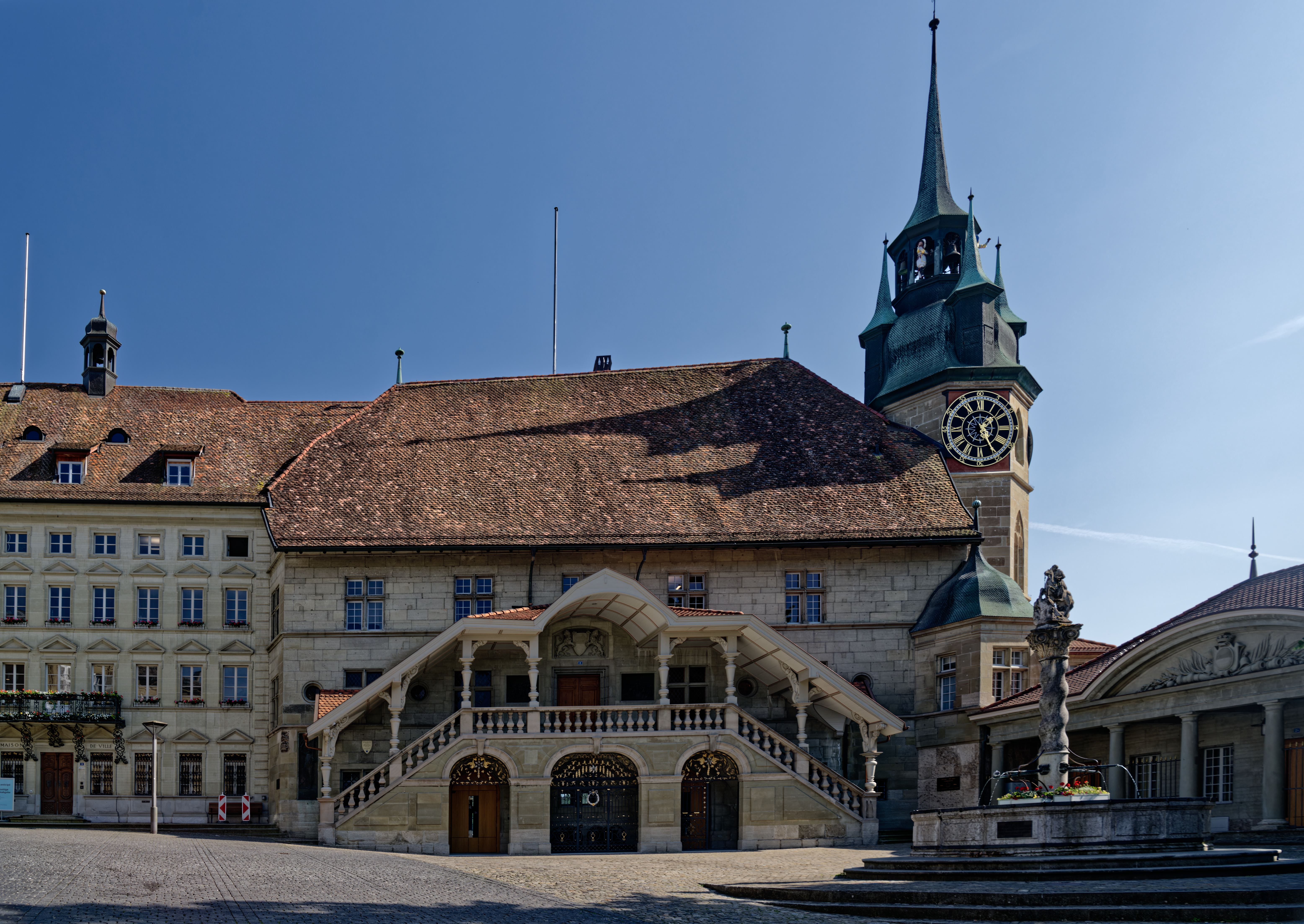
Ayuntamiento de Friburgo (1501-1502)
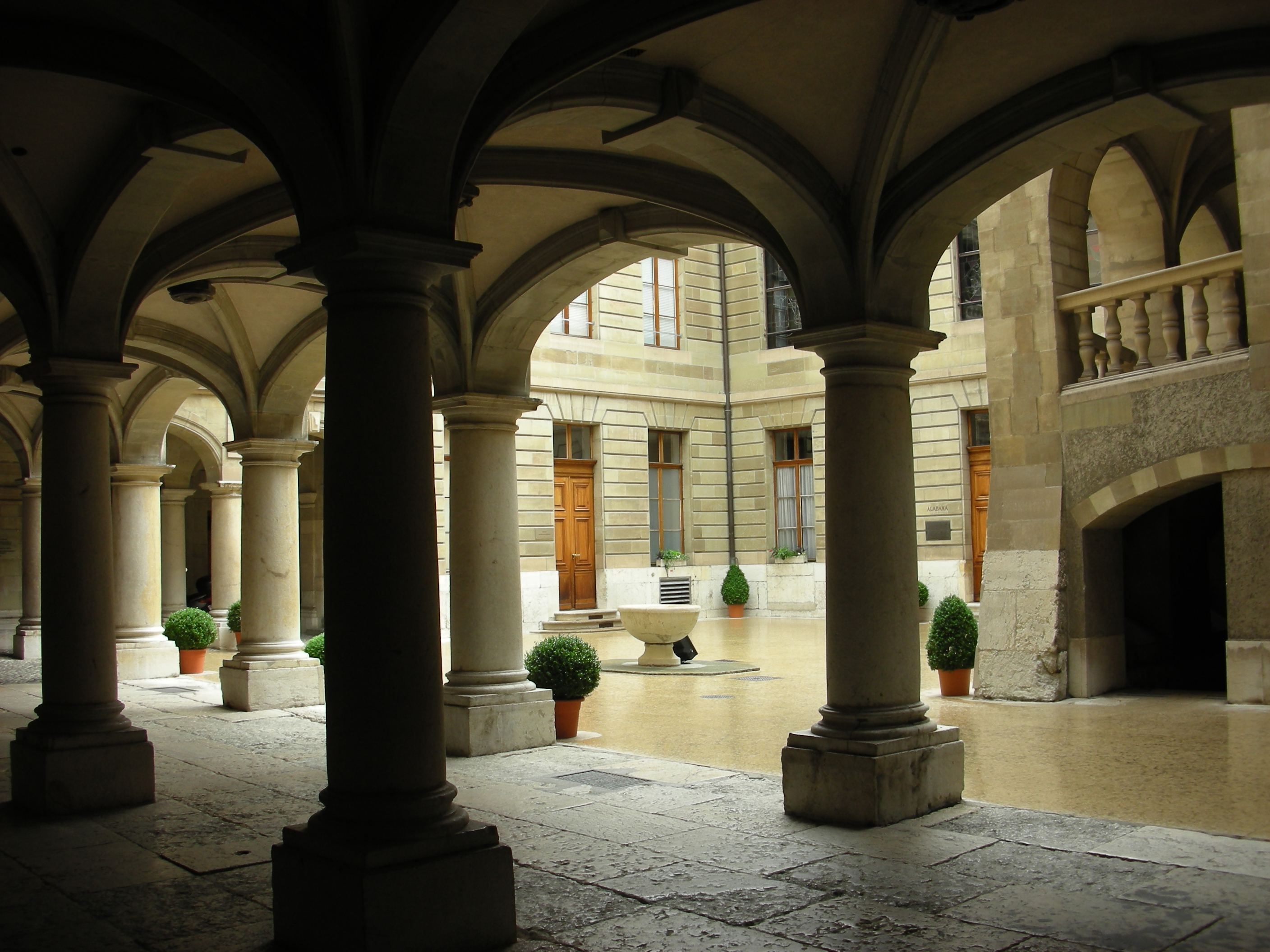
Patio interior del Ayuntamiento de Ginebra
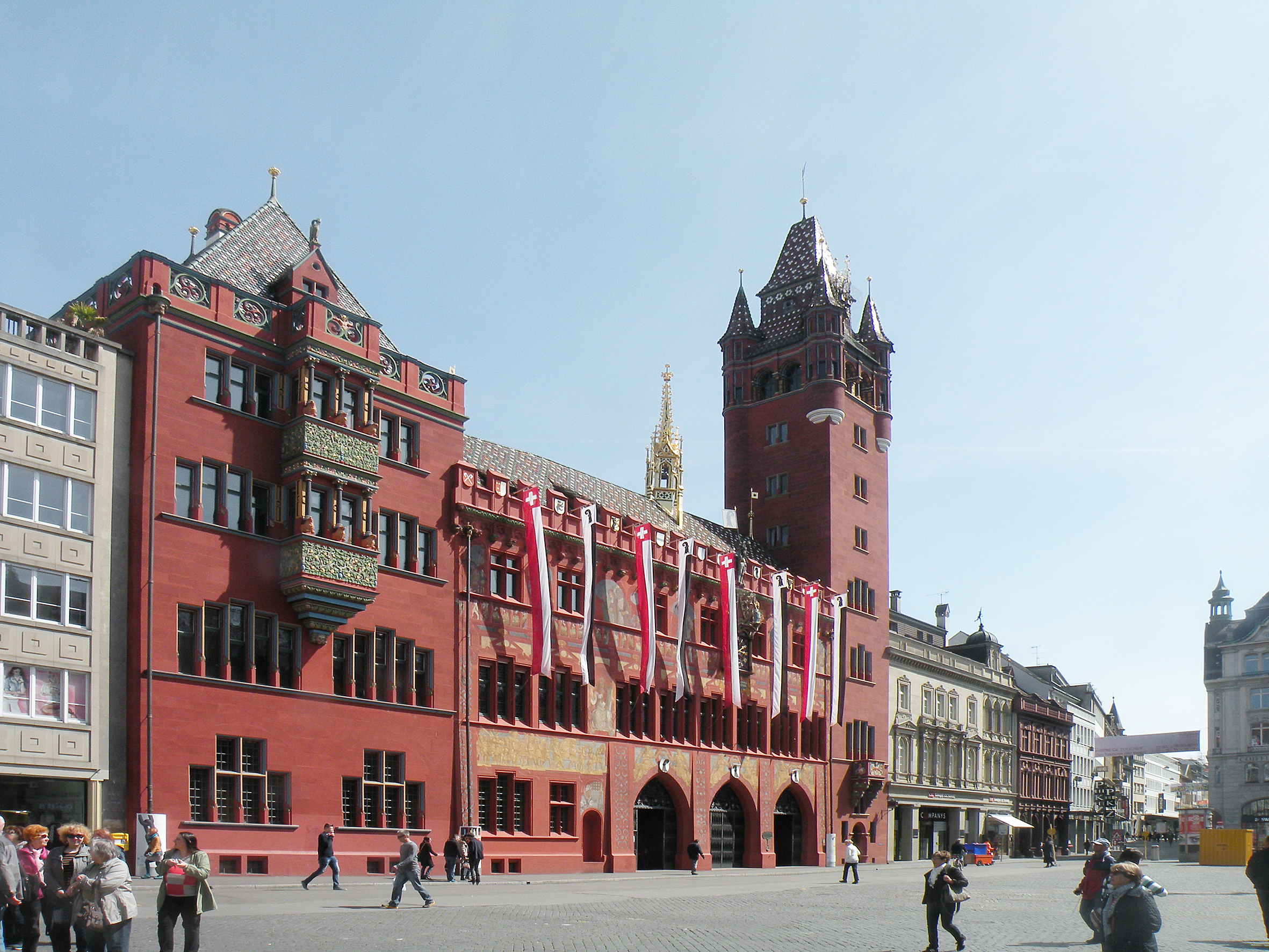
Ayuntamiento de Basilea

#### Arquitectura vernácula

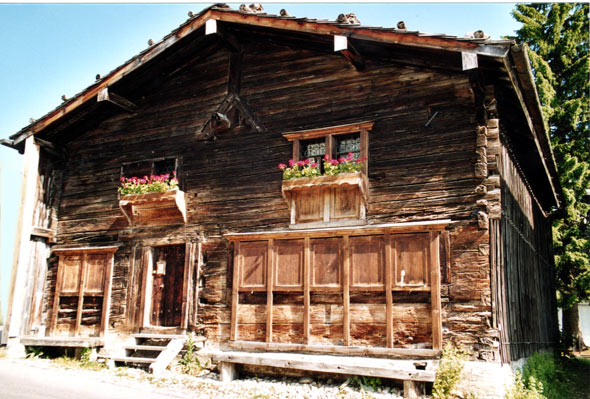
Casa natal de Ulrich Zwingli en Wildhaus

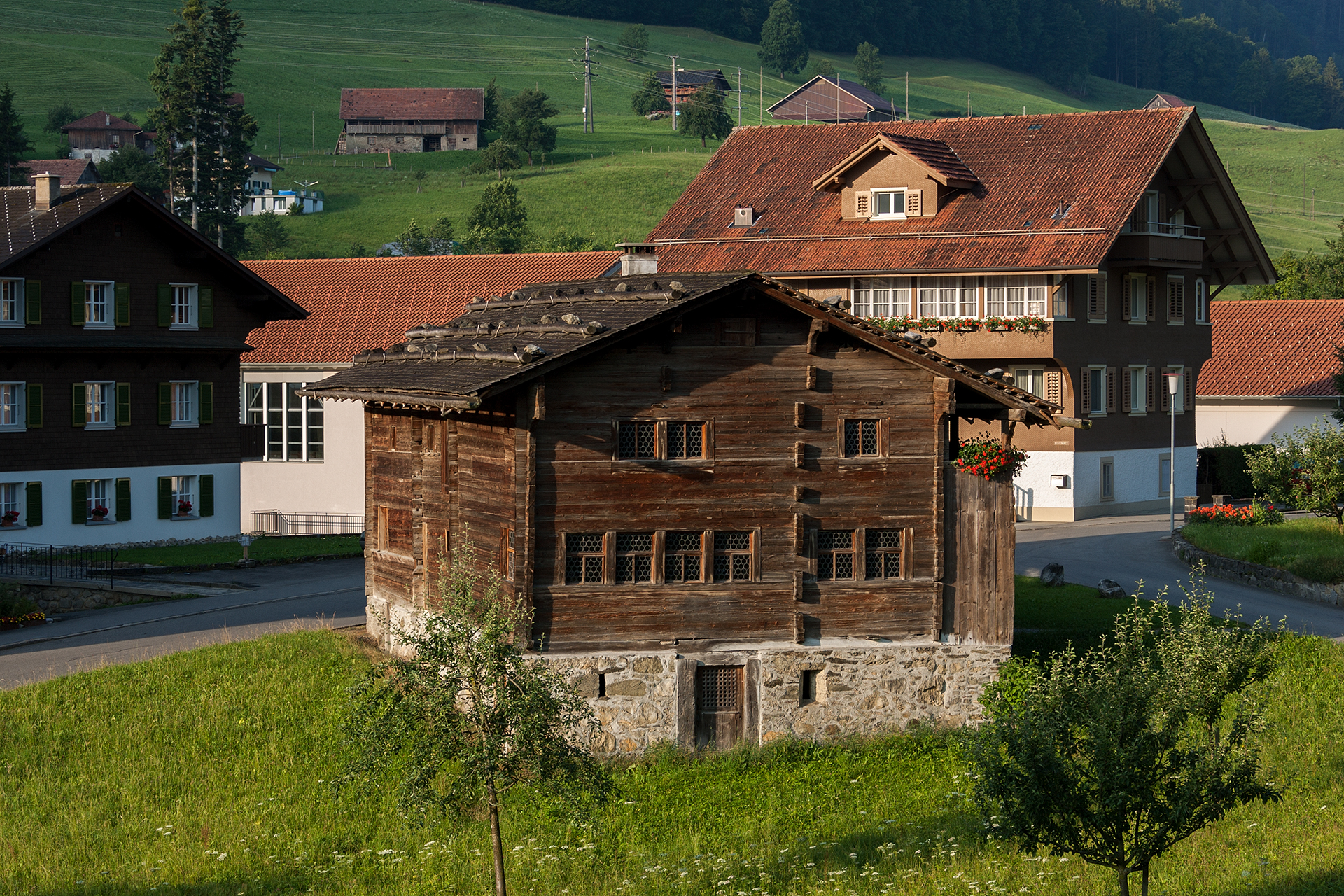
Casa natal de Nicolás de Flüe en Flühli

La casa campesina constituía el edificio principal de la granja, que también incluía edificios de explotación. La gran diversidad de áreas naturales en Suiza se refleja en los materiales de construcción (maderas caducifolias, coníferas, piedra, arcilla, paja) utilizados en la Edad Media. La separación del hábitat de la residencia de los edificios de explotación fue inicialmente la regla: las diversas actividades rurales se practicaban en edificios separados, la agrupación (granja de usos múltiples, Dreisässenhäuser en alemán) se extendió desde el siglo XI.
En los primeros tiempos las construcciones se hacían con tablones Ständerbäuten, y los espacios se rellenaban con paja o se endurecian con arcilla, en la mayoría de las regiones de la meseta. En los prealpes septentrionales, se construyen en Blockbau, casas en troncos de coníferas macizas descortezadas con las juntas rellenas de musgo. Más tarde, se comenzó a rectificar la madera con un hacha para mejorar las juntas luego, en la Baja Edad Media, la madera de construcción se modelaba con la sierra.Strickbau En los valles alpinos cercanos a las regiones meridionales, donde se construía en piedra, están las casas de San Gotardo construidas de madera sobre una base de piedra.
En el este y el noreste del país se desarrollaron casas con entramado de madera, mientras que en el norte y en el oeste la construcción en piedra se generalizó a partir de los siglos XI y XII. Al sur de los Alpes, se construyó en piedra seca. Por otro lado, la construcción de madera se mantuvo en la meseta central aargoviana y bernesa hasta el siglo XIX.
Las cubiertas en los Alpes y los prealpes septentrionales estaban hechos de tejas Satteldach, a menudo lastradas con piedras. En la meseta, los techos a cuatro aguas estaban hechos de paja o cañas o tejas. En el norte del Tesino, las techumbres son de piedra colocada sobre una carpintería de troncos de árboles. En el sur del Tesino y en la Suiza francófona se utilizaban tejas huecas.
Entre las raras casas conservadas desde la Edad Media, se pueden citar la casa natal de Ulrich Zwingli en Wildhaus, hecha de troncos de árboles escuadrados y la casa natal de Nicolás de Flüe en Flühli.
Varios tipos regionales de casas aparecieron ya en el siglo XIII o XIV. En las cocinas, las campanas y las chimeneas no aparecieron hasta el siglo XVII, o incluso hasta el siglo XIX en las regiones pobres. Estufas económicas cerradas sustituyeron a los hogares abiertos. Las casas rurales del norte y centro de los Alpes disponían, a más tardar desde el siglo XIV, de una habitación calentada mediante una estufa.

##### Diversidad regional

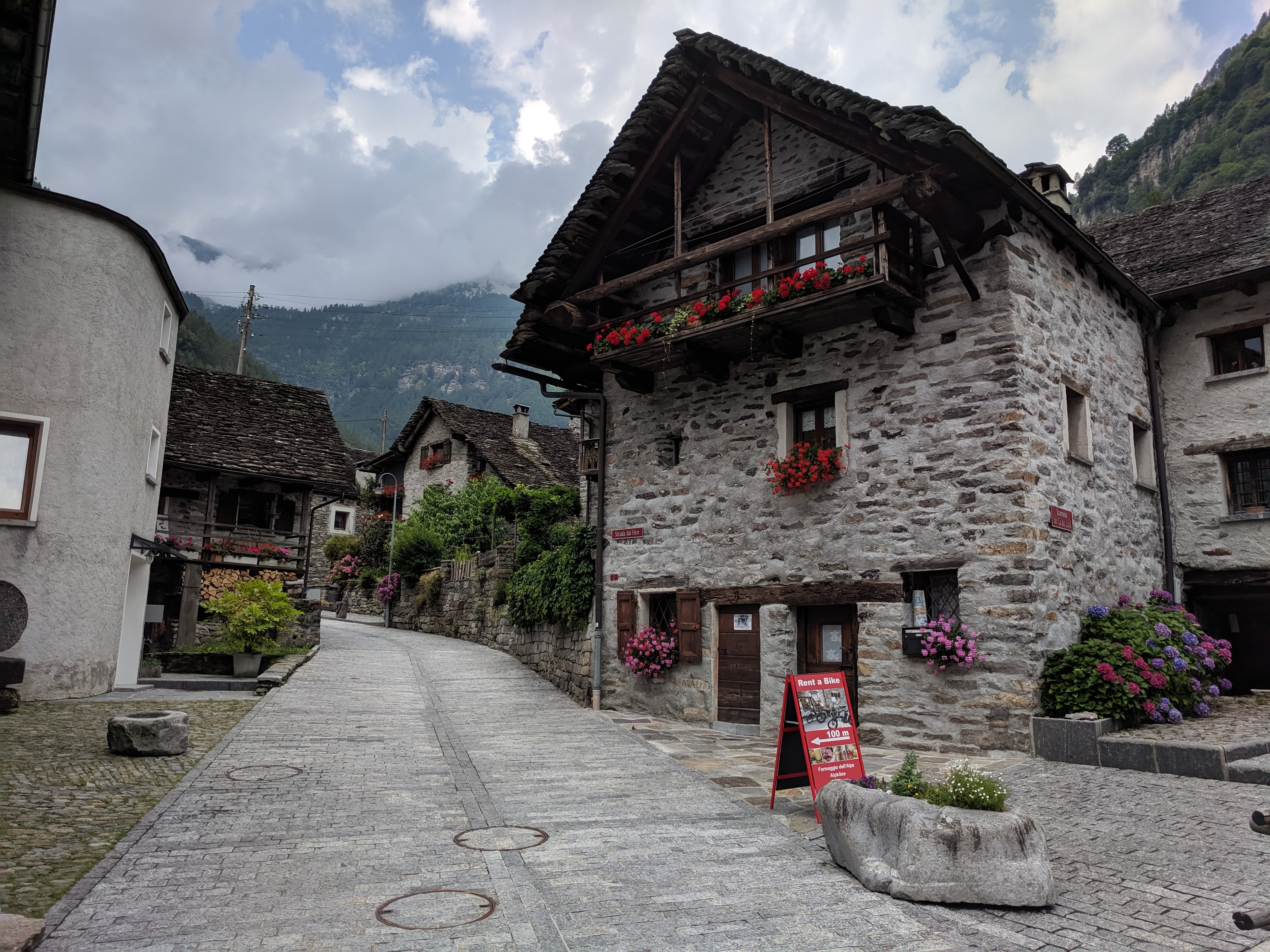
Casas tesinesas en Sonogno

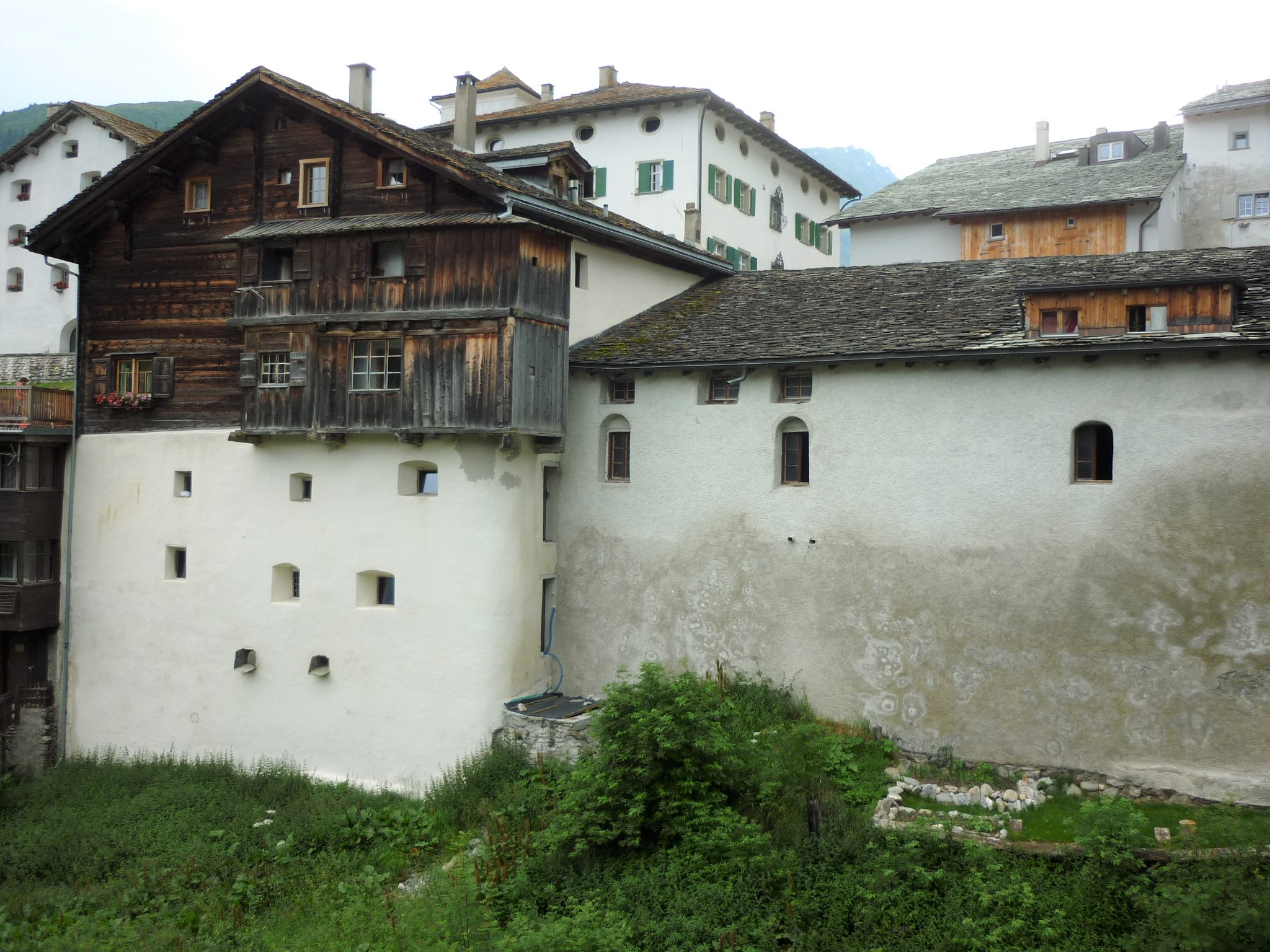
Casas de los Walser en Splügen

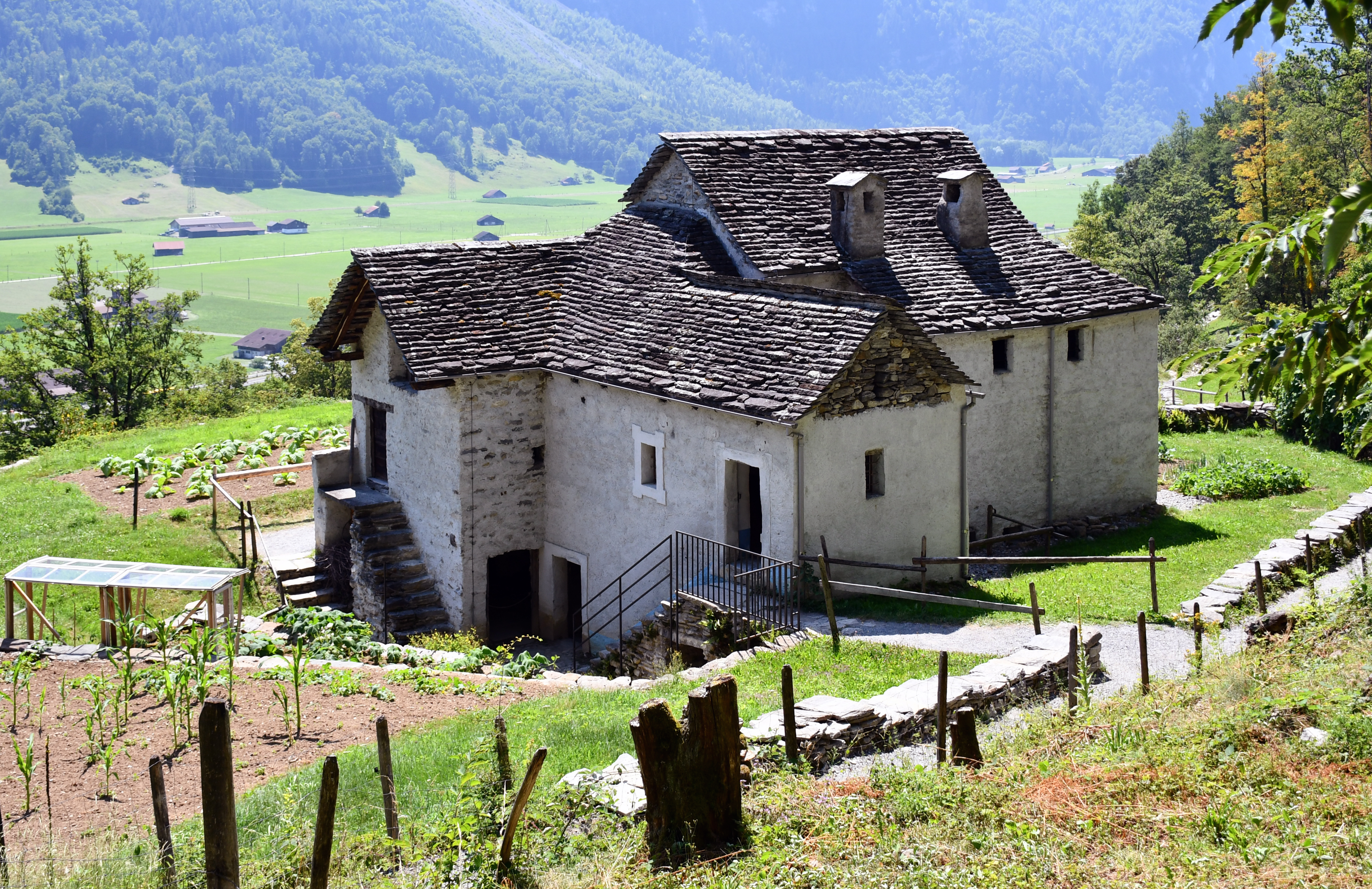
Casa del Tesino (Cugnasco) 1740, en el espacio del museo Ballenberg, cantón de Berna

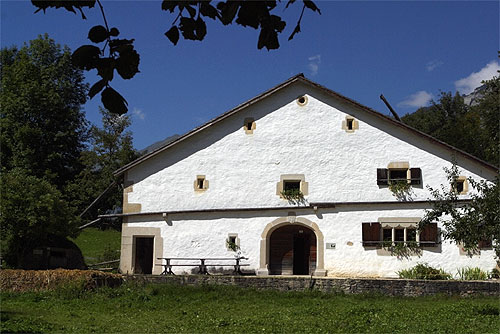
Casa campesina de La Chaux-de-Fonds

En los aislados valles alpinos —por ejemplo, en los valles superiores del Tesino, en el Valais y en los Grisones (Walser)—, la construcción típica es la Gotthardhaus (casa de San Gotardo), que es una construcción de madera Blockbau que descansa sobre un zócalo de piedra que rodea el sótano y la cocina, un tipo que también se encuentran en las regiones alpinas francesas y austriacas.
La casa valaisena es un Blockbau típico del centro del Valais y del Val d'Hérens. Se trata de torres de varias plantas que albergan a varias familias formando un clan. Un lado está hecho de mampostería hasta el techo para permitir la instalación de varias chimeneas. El tejado a dos aguas muy plano Tätschdach está lastrado con piedras. Un ejemplo es la casa de Obergoms (1718), ubicada en Selkingen.
En el Tesino, la casa alpina construida con mampuestos toscos reemplazó a la Gotthardhaus: la casa de Tesino está completamente en gneis disponible en el sitio así como con cal, a veces sin mortero. Los techos están hechos de losas de piedra colocadas sobre un entramado de troncos de árboles. Los únicos otros elementos de madera son los balcones y barandillas utilizadas para secar frutas.
La casa engadinesa comprende la habitación y explotación bajo un mismo techo. En Guarda hay ejemplos característicos del siglo XVII de esta construcción. Los marcos de las ventanas en diagonal y las fachadas decoradas con murales y esgrafiados (Sgraffite).
Único en Suiza, en Brusio, en el valle de Poschiavo, se encuentran los Crott, construcciones redondas de piedras superpuestas sin madera ni mortero de hasta 4 metros de diámetro y que sirven como almacén.
En el Oberland bernés y en el Simmental, las casas campesinas estaban hechas de madera maciza trabajada con sierra, Strickbau o con tablones cuadrados, cortadas con un hacha, decoradas con tallas de madera y pinturas (especialmente en el siglo XVIII. Los Stöckli son pequeños chalets en los que los campesinos solían pasar su vejez mientras las generaciones más jóvenes se hacían cargo del funcionamiento y alojamiento de la granja principal. En el este de Suiza y en la Suiza central, la pendiente de los cubiertas era más pronunciada y las ventanas tenían pequeños toldos (Klebedächer) como protección contra la lluvia. En Appenzell, las bases de las plantas bajas están provistas de ventanas, porque eran locales de trabajo, albergando los telares.
Los marcos están adornados con motivos esculpidos.. Les chaumières argoviennes sont typiques du plateau central. Les parois sont constituées de planches de sapin Las cabañas de Aargau son típicas de la meseta central. Pocas casas aún conservan sus techos de paja. Las paredes están hechas de tablones de abeto. En la meseta oriental y en Zúrich, las construcciones son de entramado de madera, cuyas partes visibles de madera están pintadas en colores vivos. Los huecos se rellenan con mampostería de piedra pintada de blanco. En el noroeste de Suiza y en la meseta de habla francesa, las granjas de usos múltiples (Dreisässenhäuser) están construidas de piedra.
En las campiñas bernesas de la meseta suiza, las granjas tenían enormes techos a cuatro aguas que, en el siglo XVII, se redujeron a medias grupas o grupas denominadas «lame» para poder instalar una galería y ventanales continuos dando a las habitaciones
Las granjas del Jura, de usos múltiples, contaban con grandes fachadas en piñón, a dos aguas, realizadas íntegramente en piedra encalada. Las ventanas están enmarcadas en piedra labrada y, hasta el siglo XVII, decoradas con motivos ojivales o de estilo renacentista. Las cubiertas inclinadas tienen una ligera pendiente e incluyen un dispositivo para retener la nieve.
Al sur de los Alpes, la región de Mendrisio se encuentra en la llanura del Po. Las granjas son de tipo lombardo e incluyen varios edificios con fachadas revocadas. La granja La Pobbia, de Novazzano, es una gran hacienda gestionada por varias familias. El conjunto comporta más de 50 piezas de habitación y de explotación, tiene más de 44 metros de largo y galerías de loggias. Los techos están cubiertos de tejas.

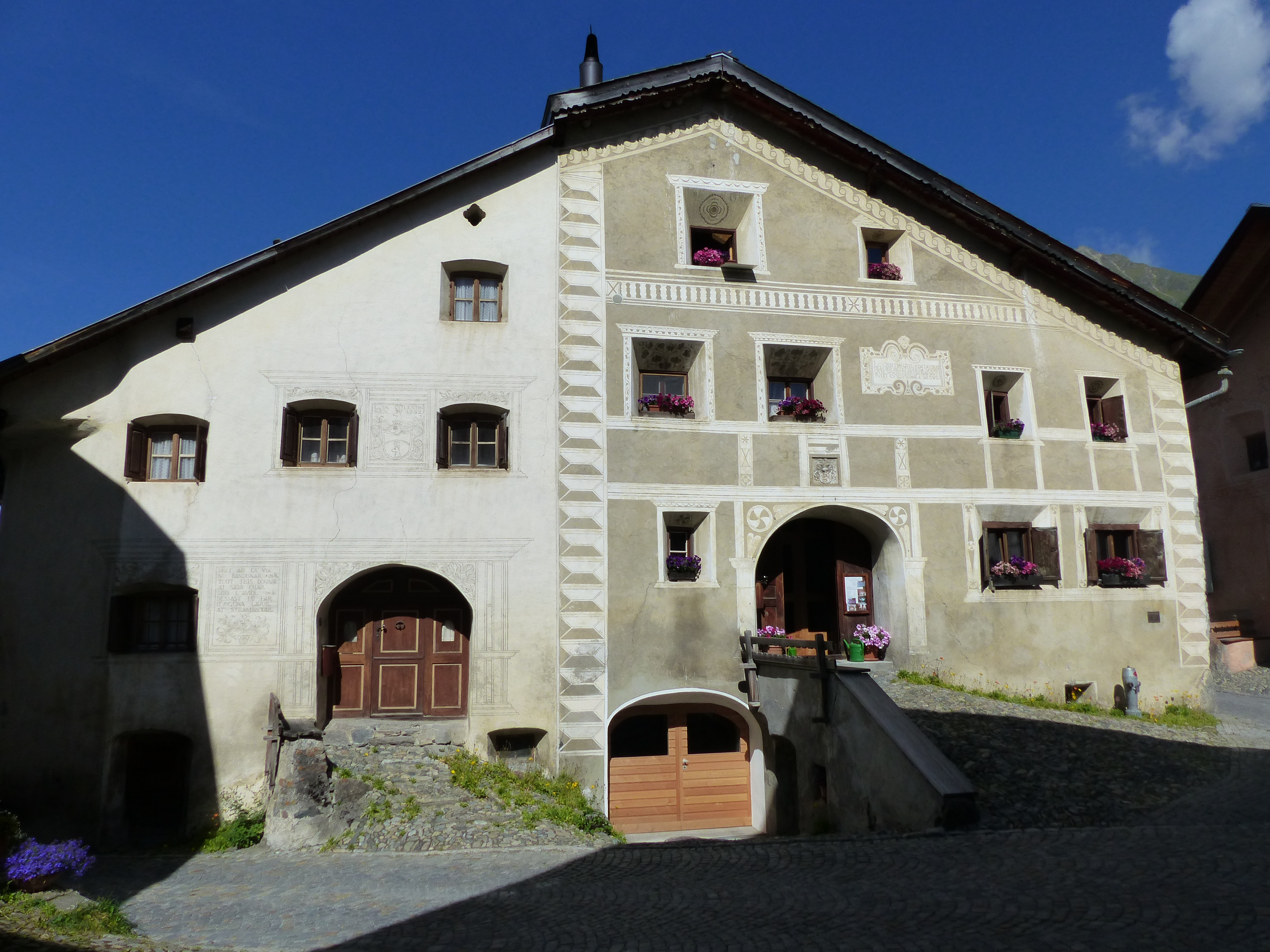
Casa engadina en Guarda
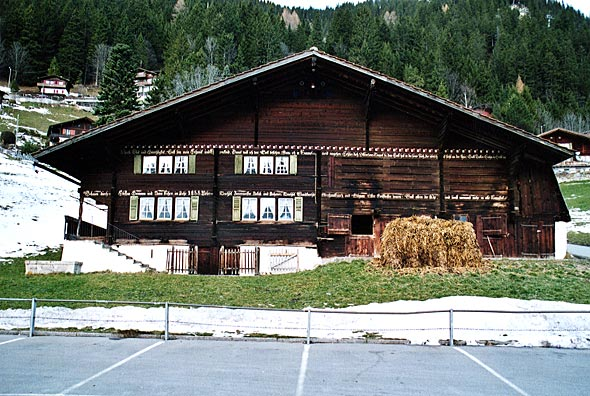
Casa campesina de Frütigen el Oberland bernés en Adelboden
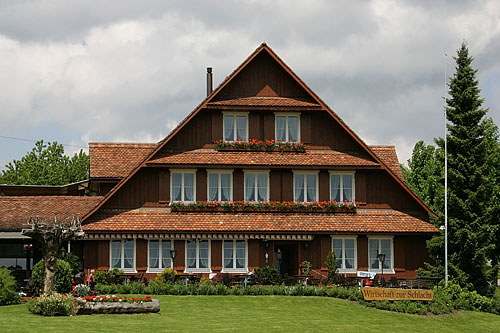
Casa en Sempach
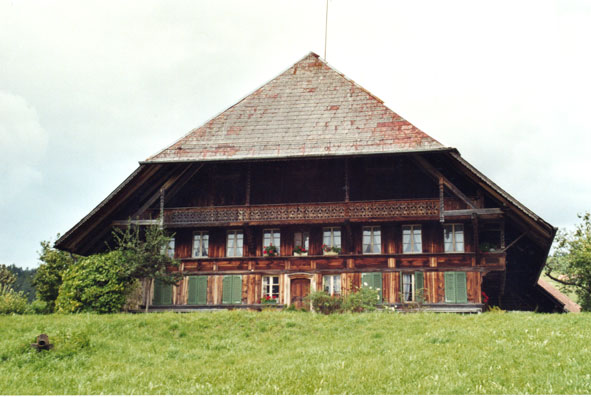
Granja del Emmental
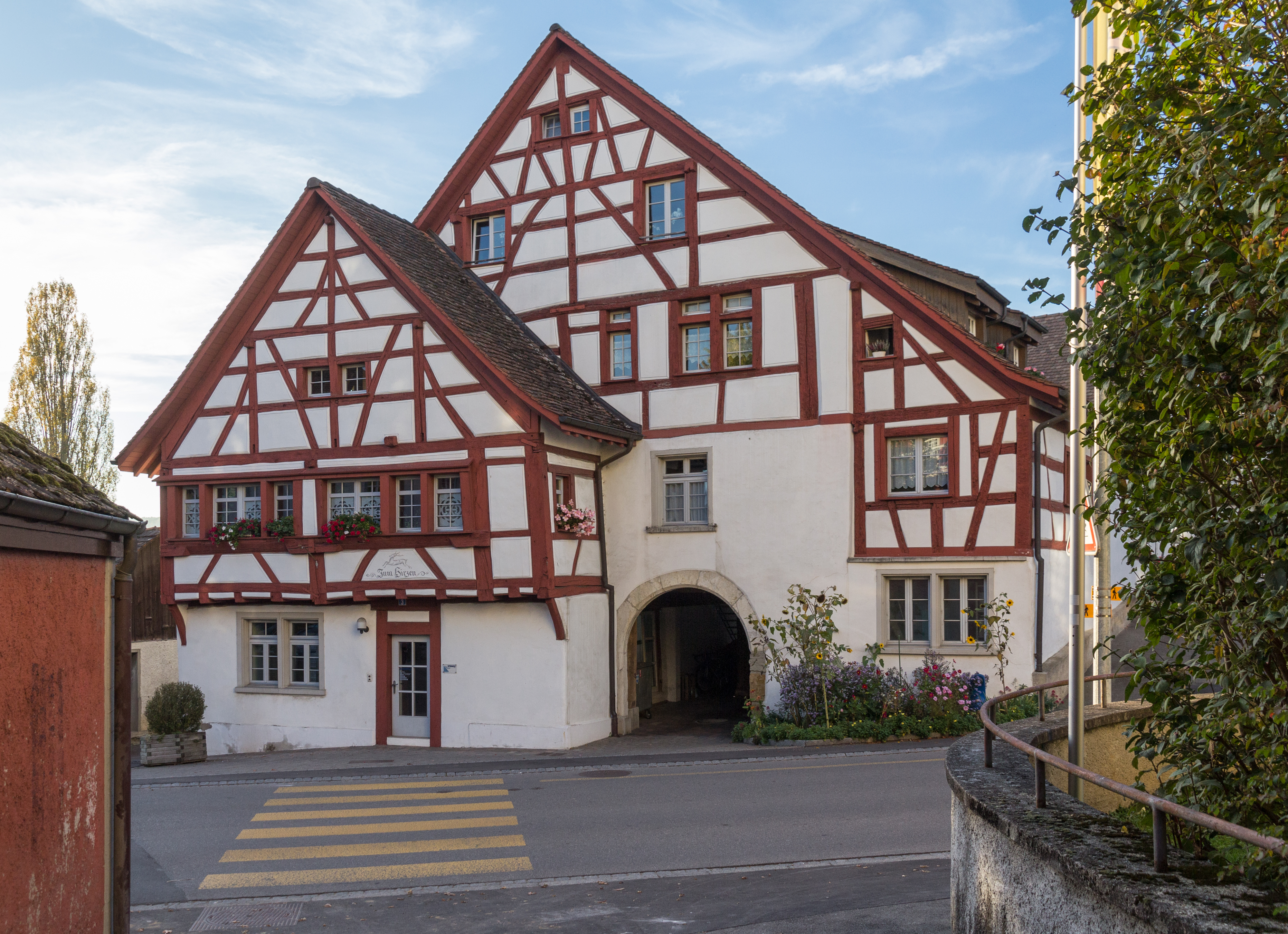
Casa con entramado de madera en Schaffhouse

## Arquitectura renacentista
El estilo renacentista se extendió por Suiza alrededor del siglo XVI y llegó al Tesino antes que al resto del país. El estilo renacentista ponía énfasis en la simetría, la proporción, la geometría y la regularidad de las partes, como se mostraba en la arquitectura de la antigüedad clásica y, en particular, en la arquitectura romana antigua, de la que sobrevivían muchos ejemplos. Las ordenadas disposiciones de columnas, pilastras y dinteles, así como el uso de arcos de medio punto, cúpulas semiesféricas, hornacinas y edículos sustituyeron a los más complejos sistemas proporcionales y perfiles irregulares de los edificios góticos.
A medida que el Renacimiento se extendía hacia el norte desde Italia, muchas iglesias en el Tesino fueron decoradas o reconstruidas con el nuevo estilo. En 1517, la catedral de San Lorenzo en Lugano fue reconstruida con una enorme fachada renacentista. La fachada de la iglesia de los Santos Pedro y Esteban en Bellinzona se inició en estilo renacentista, pero se completó en estilo barroco. Una tercera obra importante del Renacimiento en Tesino es la iglesia de S. Croce en Riva San Vitale. S. Croce se construyó a finales del siglo XVI y se podría argumentar que representa el Renacimiento tardío o el Barroco temprano.
Al norte de los Alpes, la mayoría de los edificios seculares se construyeron en estilo renacentista. Los primeros edificios renacentistas estaban en Basilea en 1556, pero fueron construidos por maestros artesanos de Tesino. A esto le siguieron el Ritter'sche Palast y el ayuntamiento en Lucerna y un ayuntamiento en Zúrich. La fortificación de artillería conocida como Munot (1564-1589), en Schaffhausen, y las fortificaciones cerca de Bellinzona son las dos únicas grandes edificaciones renacentistas en Suiza. El Munot se construyó en 1564-1589 según un diseño de Albrecht Dürer, mientras que las fortificaciones fueron construidas en el siglo XV por Milán para defenderse de los suizos y luego fueron utilizadas por los suizos para defenderse de Milán.

Edificios renacentistas en Suiza
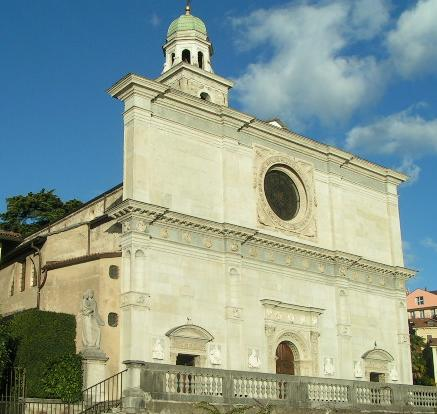
Fachada de la catedral de Lugano
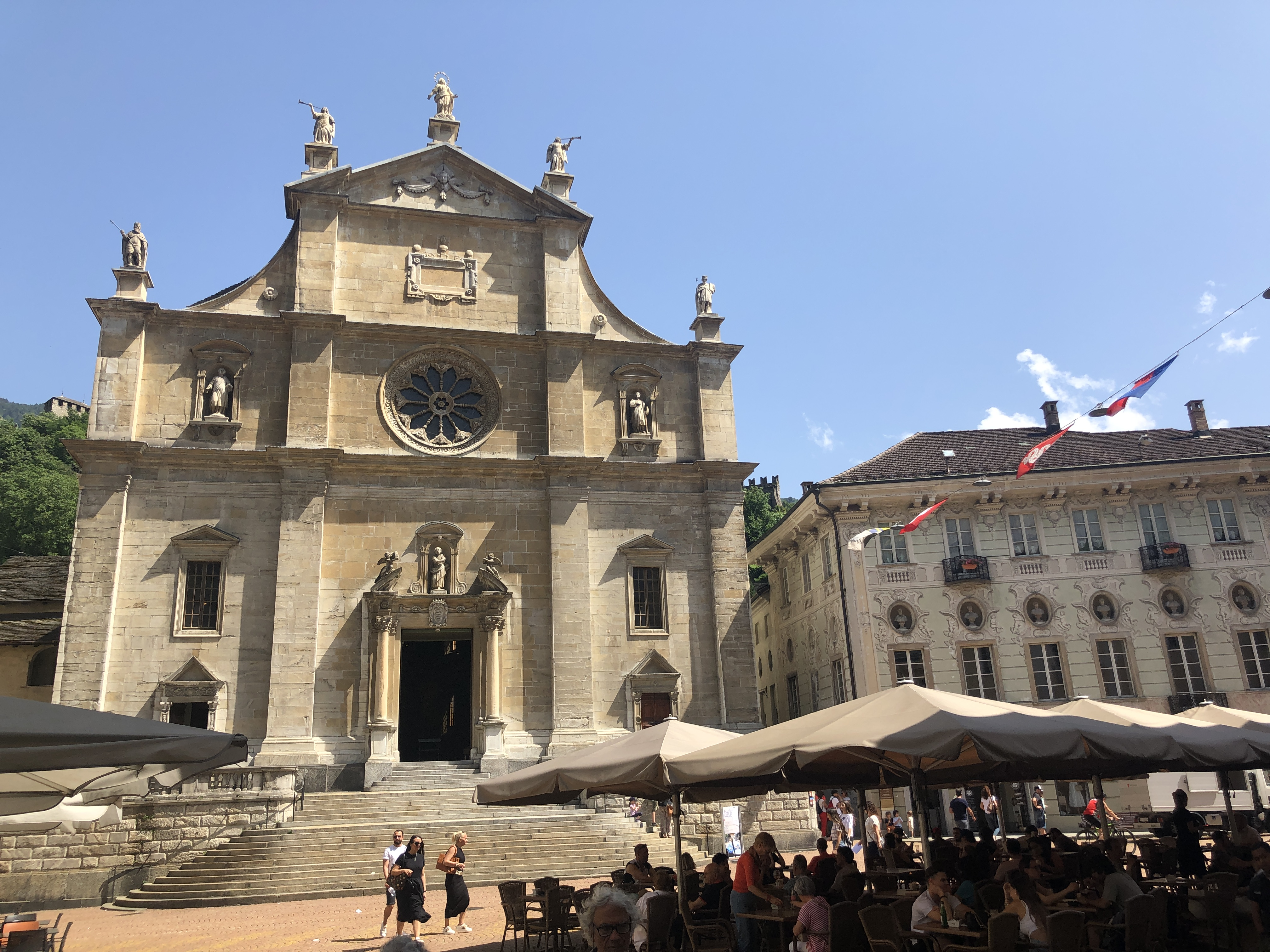
La fachada de  los Santos Pedro y Esteban en Bellinzona muestra una sección baja renacentista con una alta barroca.
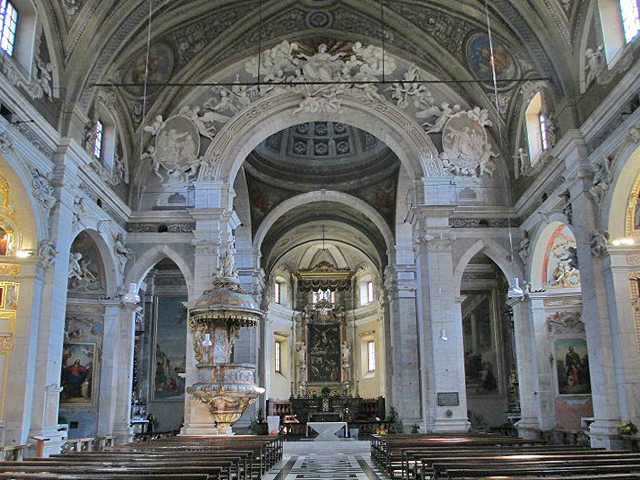
Interior de la iglesia de los Santos Pedro y Esteban en Bellinzona
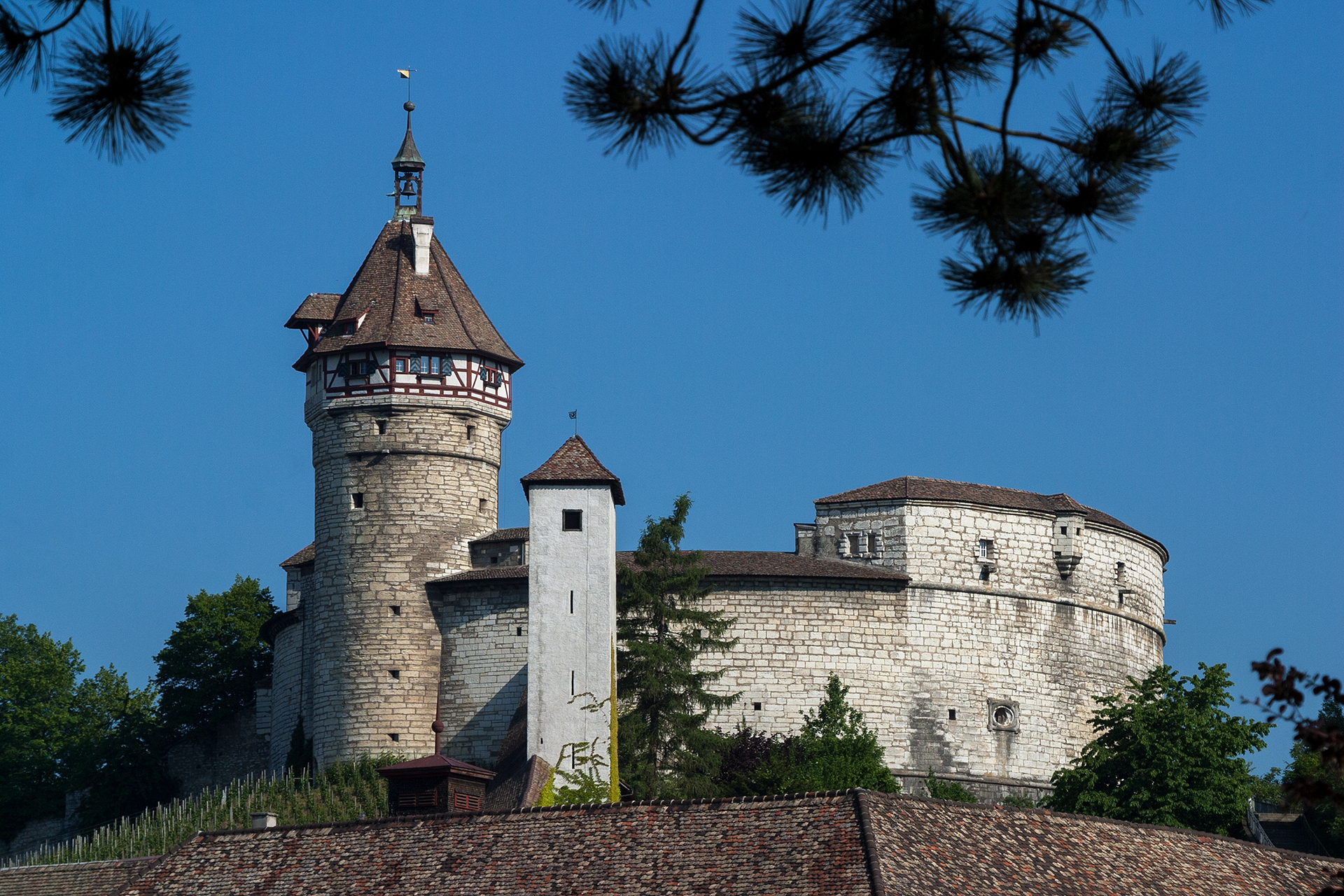
Fortificación Munot (1564-1589) en Schaffhausen
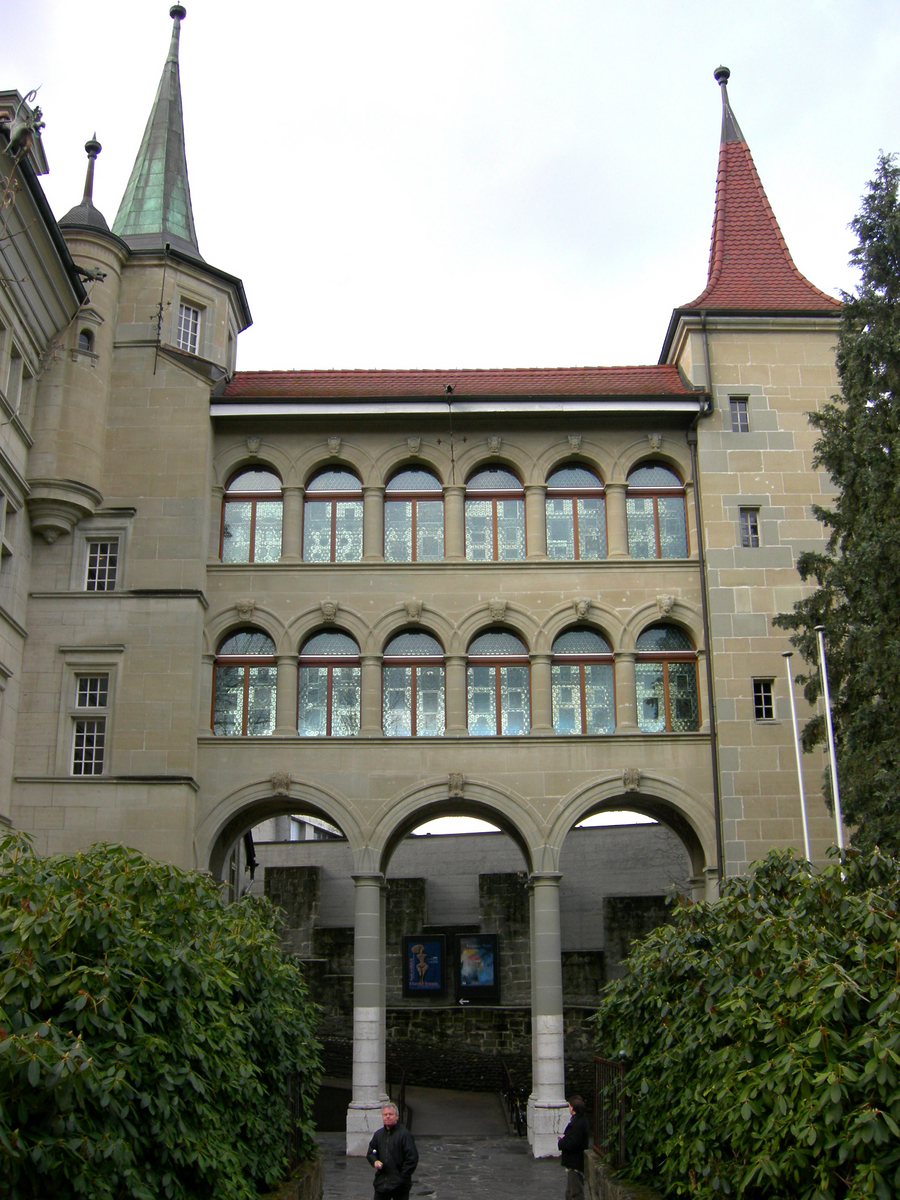
Castillo Ratzé en Friourgo (ahora Museo de arte y de historia)

El Renacimiento, un movimiento arquitectónico que comenzó en Italia en el siglo XIV como reacción a la sobrecarga de la arquitectura gótica, se extendió por Europa, donde generalmente coexistió con la arquitectura gótica. El estilo se caracterizaba por el uso de los arcos de medio punto agrupados en arcadas y columnatas.
El Renacimiento italiano afectó primero a la Suiza meridional, a partir de 1480, donde Lugano, Mendrisio y Locarno, entre otras ciudades, dependían a la vez del Ducado de Milán en Lombardía como de ciertos cantones de la Antigua Confederación en forma de alguacilazgos comunes.

### Renacimiento de la Suiza italiana

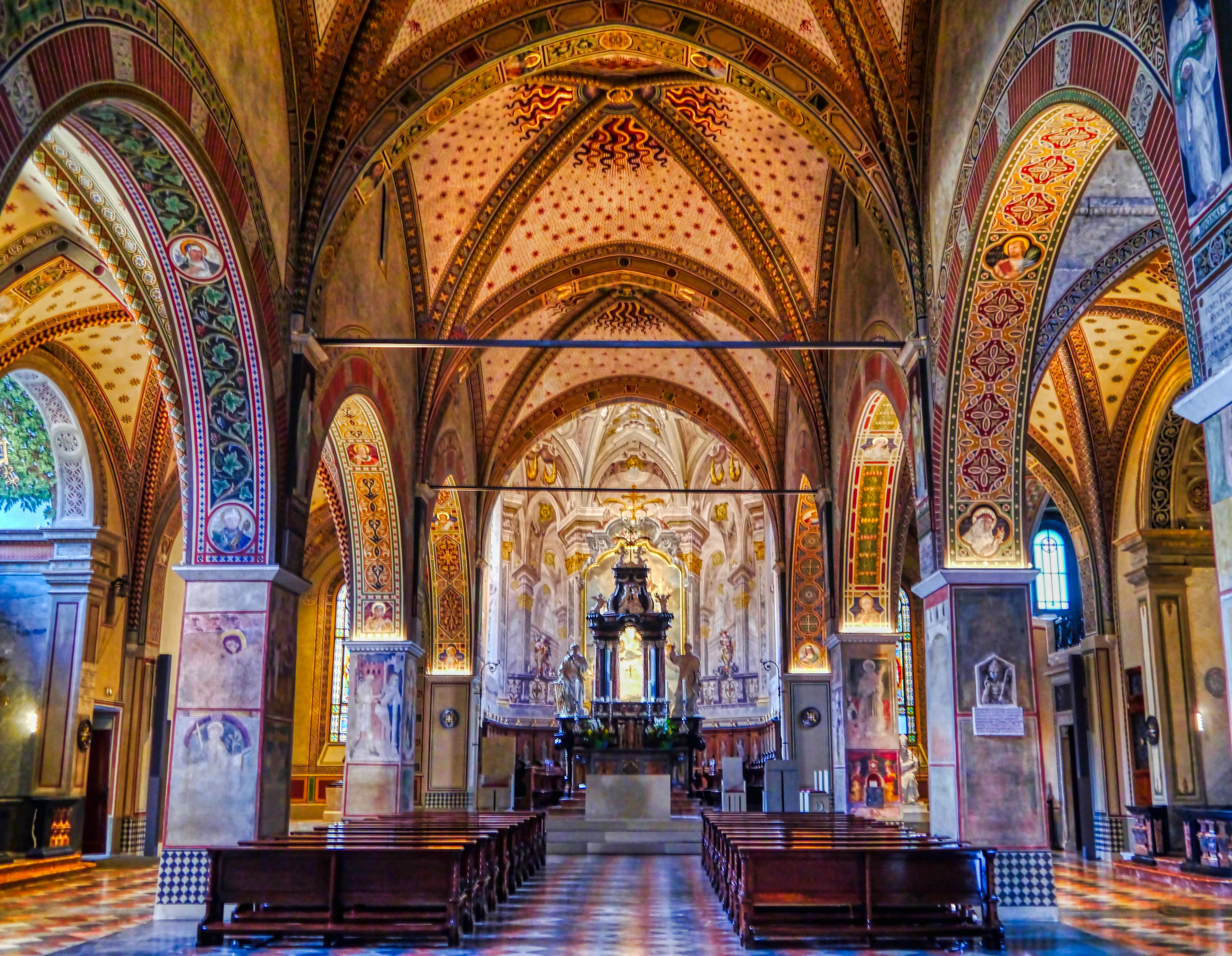
Interior de la catedral de San Lorenzo en Lugano

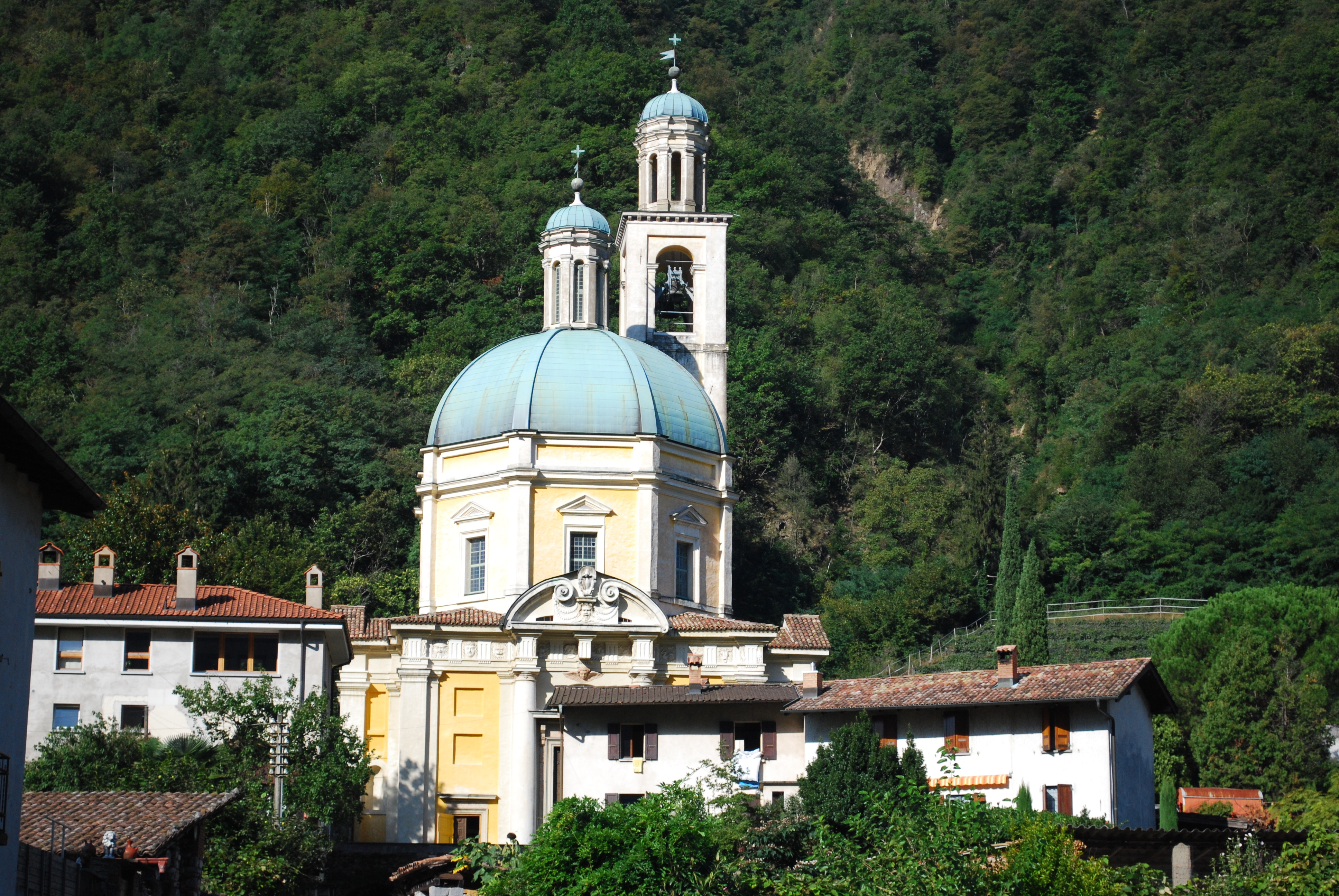
Iglesia de Santa Croce en Riva San Vitale

Muchos arquitectos de estos bailliages italianos, especialmente de la región de Lugano, adoptaron este nuevo estilo y lo practicaron en toda Italia y en otros lugares de Europa: varias generaciones de la familia Solari —originarios de Campione y de Carona—, como Pietro Antonio Solari, que participó en la construcción del Duomo de Milán y dirigió la construcción de varias torres del Kremlin de Moscú (1490), y otros miembros de la familia participaron en la construcción de la Cartuja de Pavía. La familia Lombardi trabajó en Venecia, como Pietro Lombardo —Ca' Dario— y sus hijos Antonio y Tullio;  los Gaggini de Bissone en Génova; Tomaso Rodari, de Maroggia, construyó la catedral de Santa Maria Assunta en Como (1487); y Gian Gaspare Pedoni construyó en Brescia.
Las construcciones en el Tesino fueron más modestas, se encuentran arcadas especialmente abiertas como en el patio del castillo de Muralto, el antiguo Palazzo Rusca en Lugano y el Colleggio Papio en Ascona. También hay varias iglesias: la colegiata de San Pietro e Stefano y la iglesia de Santa Maria delle Grazie, en Bellinzona; la iglesia de Madonna di Ponte (1526), en Brissago; la catedral de San Lorenzo en Lugano (1517) y el interior de la iglesia de Santa Maria degli Angeli (1529-1532), en Lugano; y la iglesia de Santa Croce (1582-1591) en Riva San Vitale, obra de Giovanni Antonio Piotti.

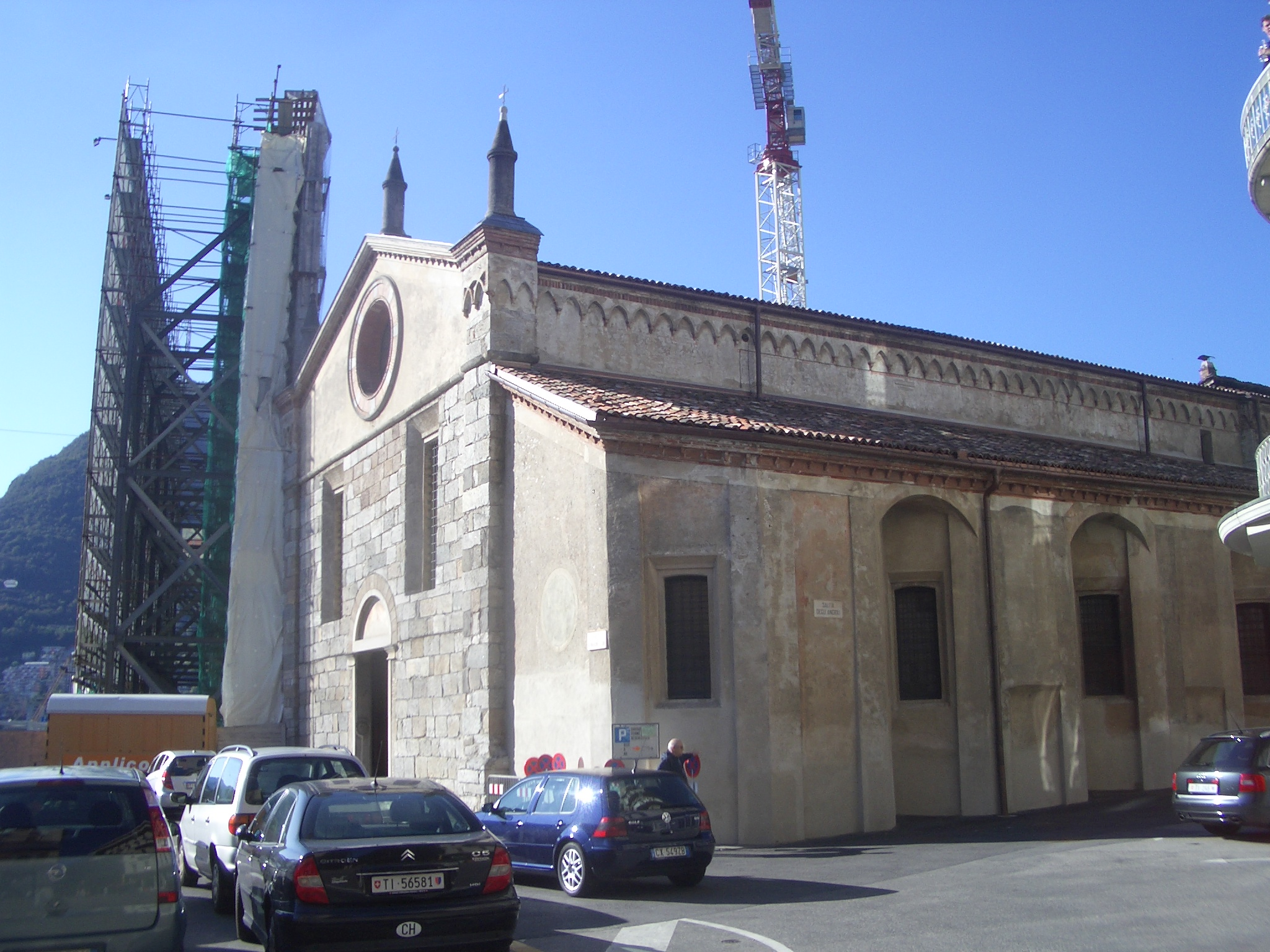
Santa Maria degli Angeli (1499-1515), Lugano
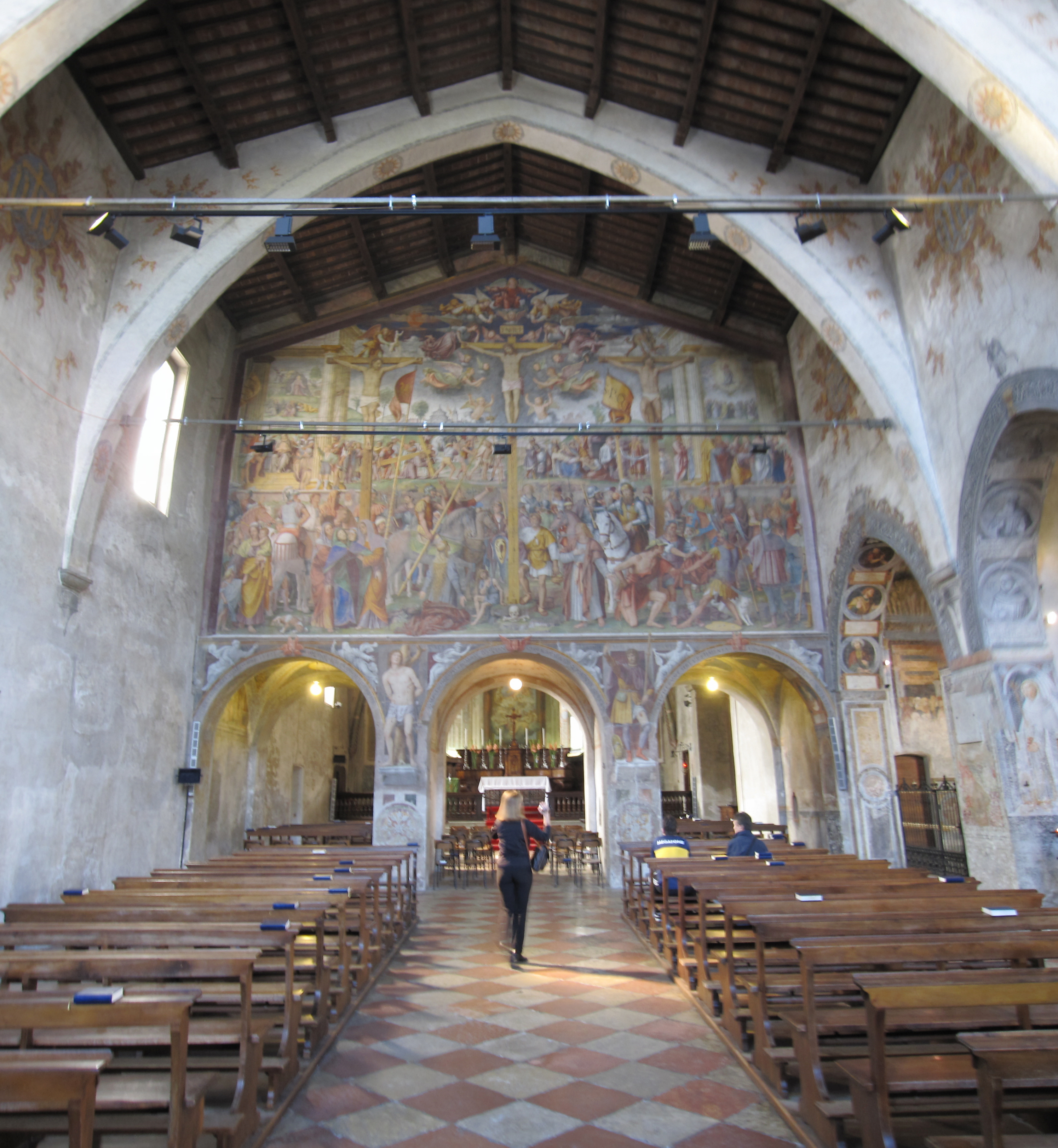
Interior de Santa Maria degli Angeli (1529-1532), Lugano
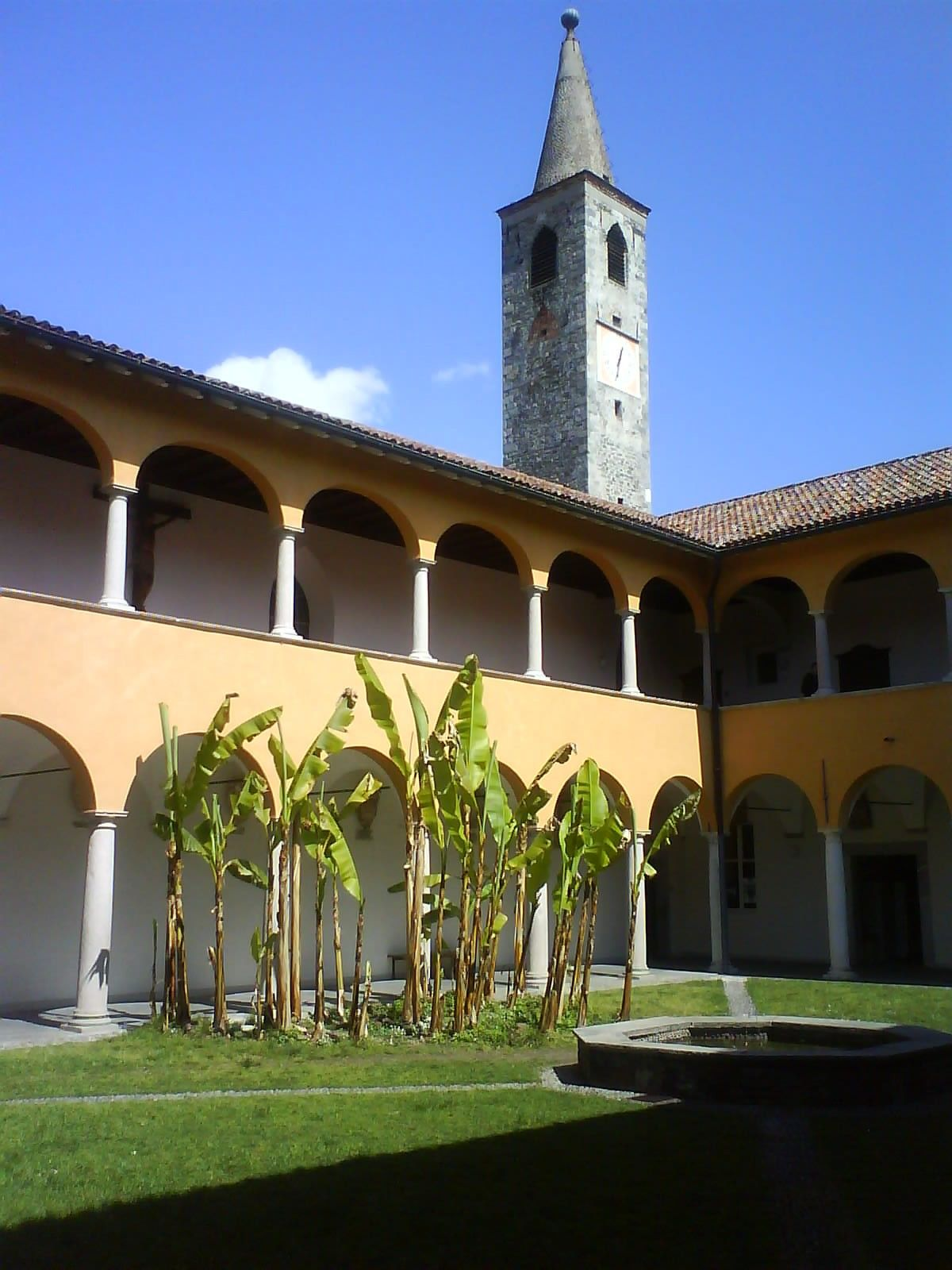
Collegio Papio Ascona
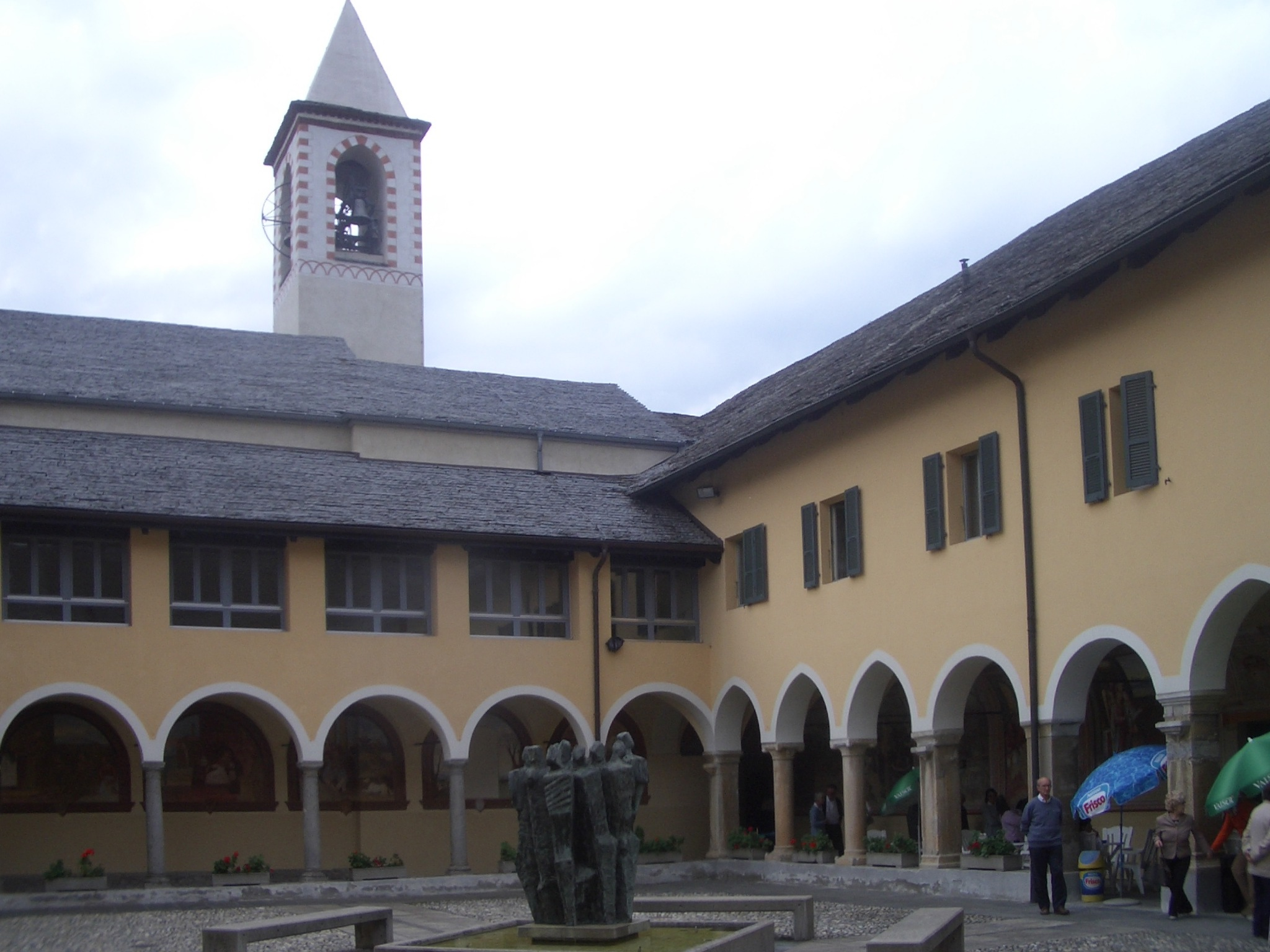
Claustro de Santa Maria delle Grazie, en Bellinzona

### Renacimiento de la Suiza de habla alemana
Durante el mismo período, al norte de los Alpes, se seguía usando el gótico, que se transformará gradualmente en un gótico tardío con, por ejemplo, el ayuntamiento de Stein am Rhein (1542), las Schützenhäuse de Basilea (1546 y 1561) y los arsenales de Lucerna (1567) y de Solothurn (1614). La presencia de ménsulas y de torretas caracteriza las casas burguesas del gótico tardío. Los motivos arquitectónicos del Renacimiento fueron utilizados por primera vez por pintores como Hans Holbein el Joven, inspirados en los focos culturales alemanes de Augsburgo y Núremberg. El primer edificio de estilo renacentista fue la residencia privada del avoir, el palacio Ritter’scher (1556-1557) en Lucerna, diseñado por el arquitecto ticinés Domenico Solbiolo del Ponte. La fachada está repujada a la manera florentina.
Iniciado por Luzius Ritter, que se había enriquecido con sus tropas mercenarias, fue completada por la ciudad tras su muerte. En 1577 fue cedido a los jesuitas, que construyeron una iglesia y un colegio cerca. Cuando fueron expulsados, el gobierno ocupó el palacio en 1804 y completó el complejo en 1841-1843. En la actualidad, el palacio es la sede del gobierno cantonal. El palacio Ritter’scher sirvió como modelo para el ayuntamiento de Lucerna (1602-1604), construido por Antoni Isenmann.
En Basilea se encuentra el Geltenzunft (1578) y el Speisshof (1580) con arcadas en la planta baja abiertas, originalmente, columnatas según el orden clásico de Vitruvio o con un patrón palladiano para el  Speisshof.
En el noreste de Suiza los elementos renacentistas se combinarn con el estilo de las casas góticas con hastiales escalonados, como en la Grosshaus de Saint-Gall (1590, actual ayuntamiento) o en el arsenal de Schaffhausen (1617, actual sede del gobierno).

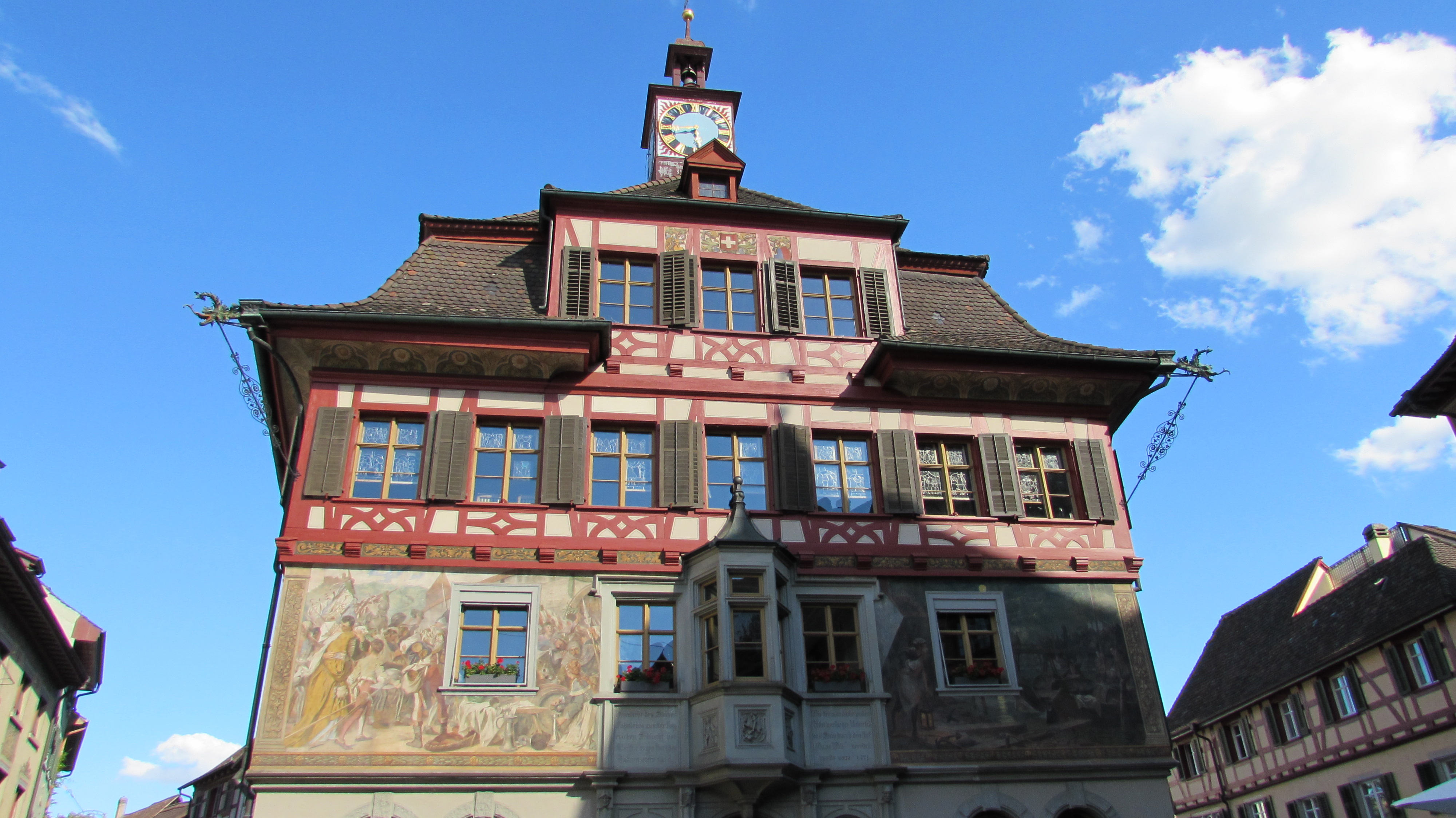
Ayuntamiento de Stein Am Rhein (1542)
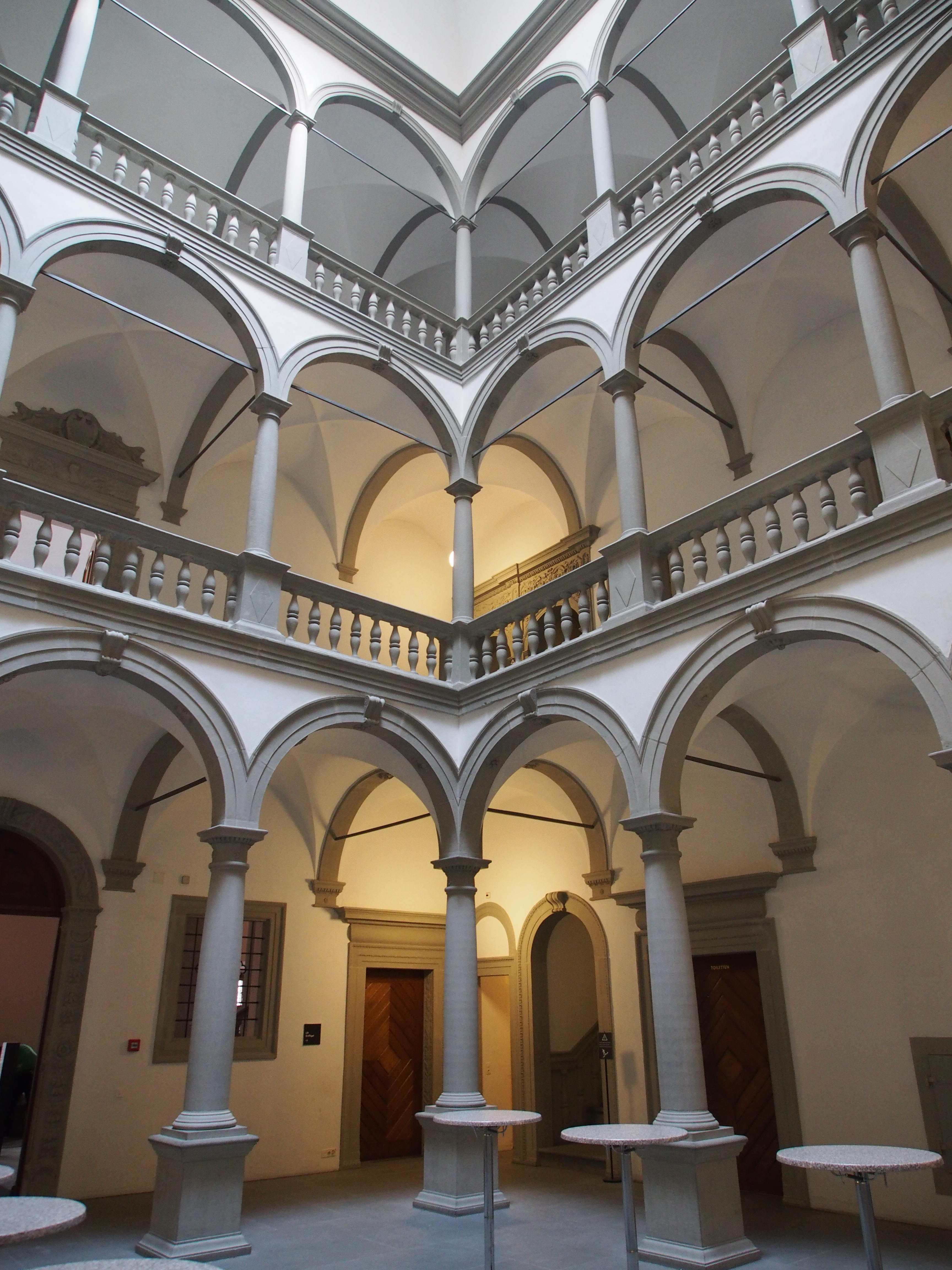
Patio de palacio Ritter’scher, Lucerna
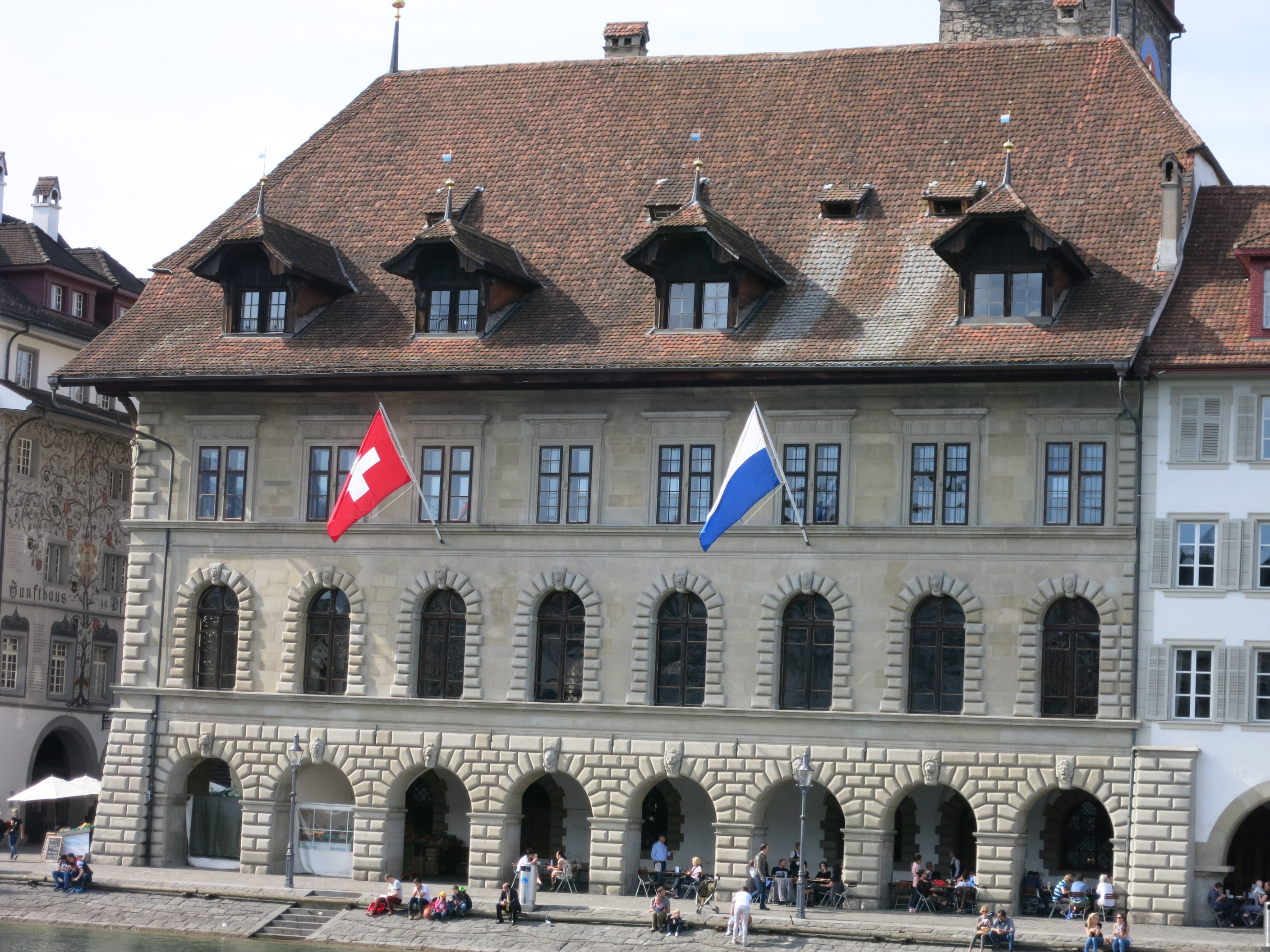
Ayuntamiento de Lucerna (1602-1604), obra de Antoni Isenmann
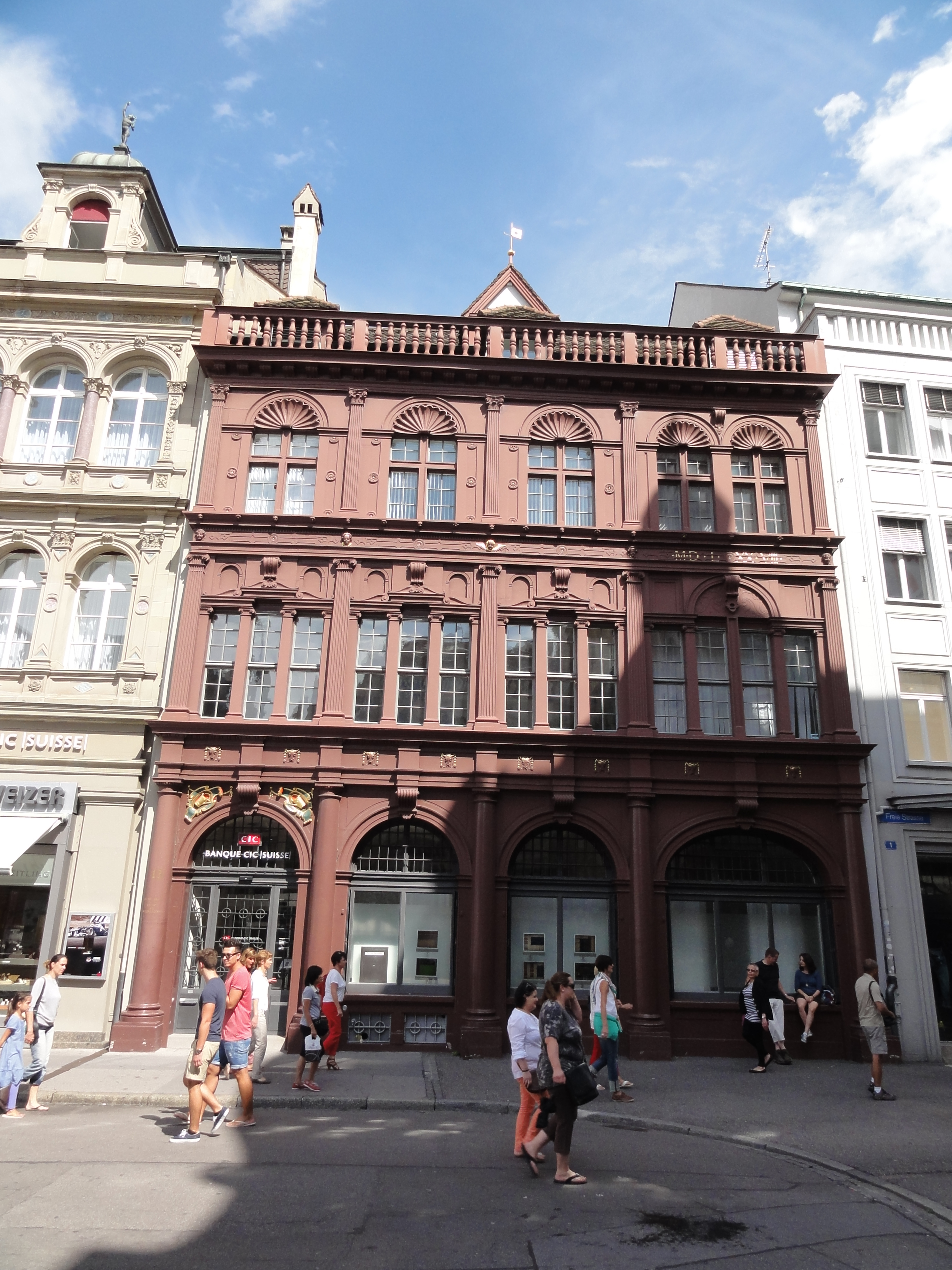
Edificio Geltenzunft (gremio de bodegueros) (1578), en Basilea

### Renacimiento de la Suiza francófona

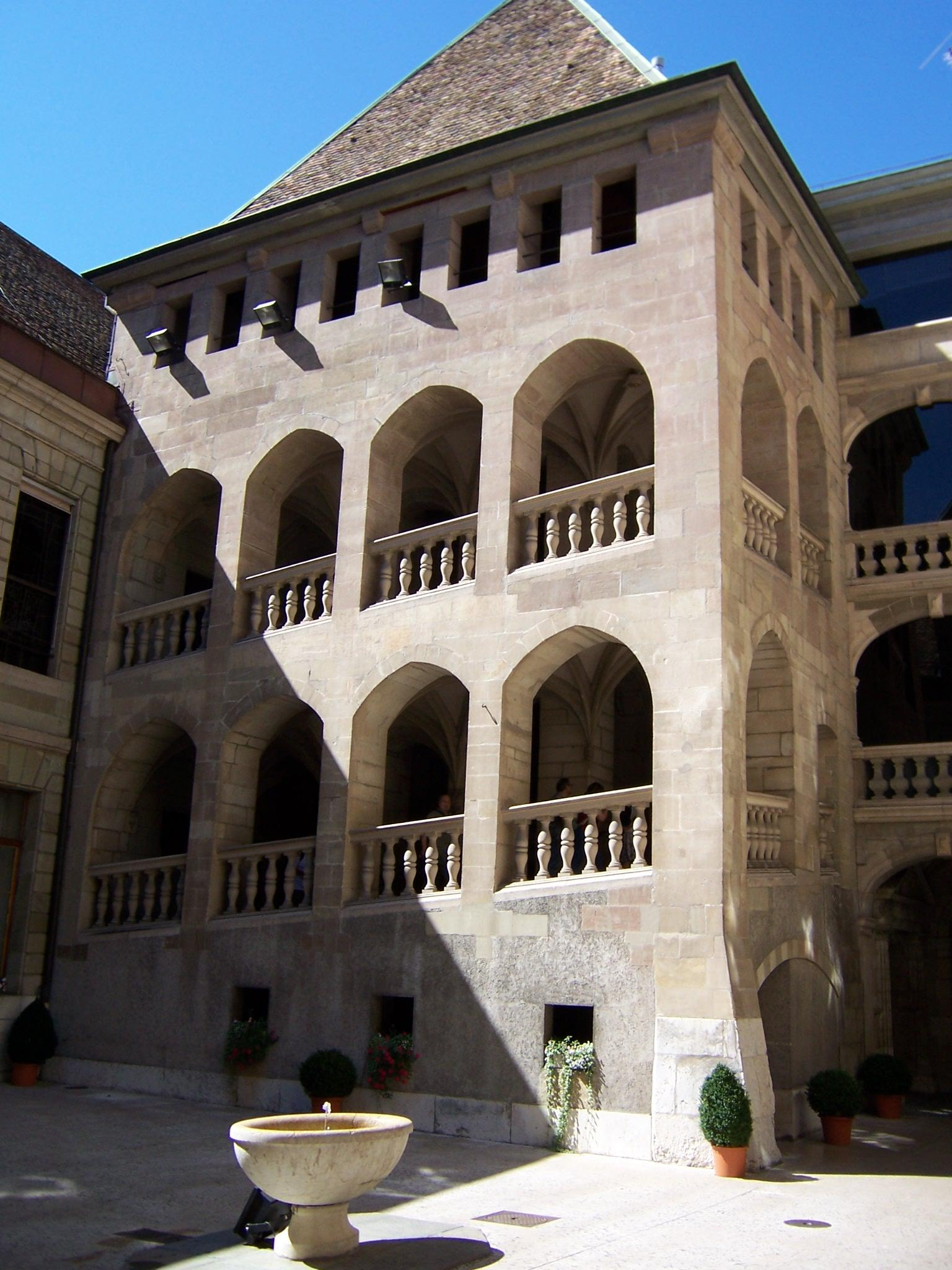
Rampa del Hôtel-de-Ville de Ginebra

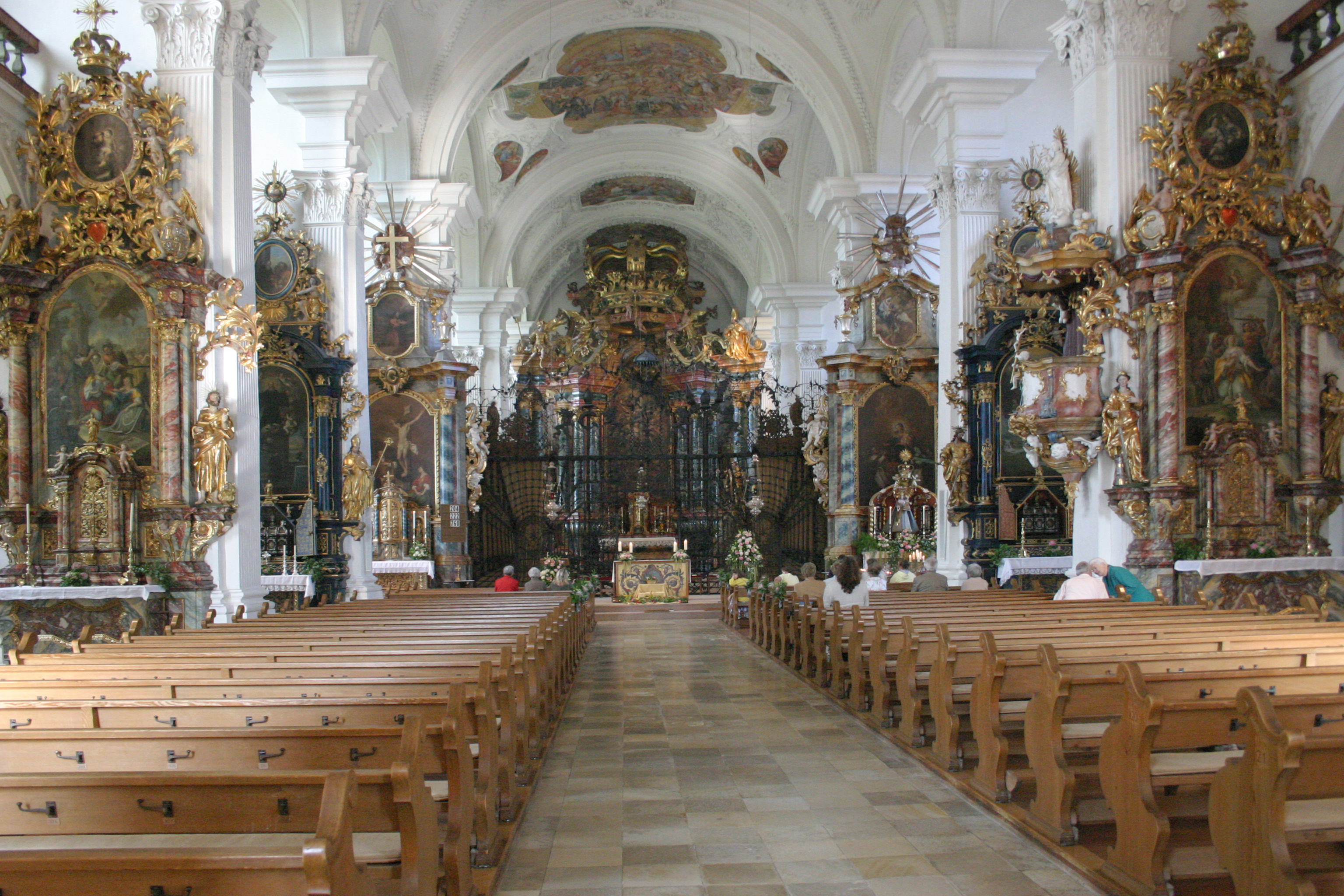
Interior de la abadía de Rheinau

La reforma protestante se extendió en el oeste de Suiza, afectando a los cantones de Neuchâtel y de Ginebra, lo que aumentará los lazos con la Confederación. Además, el País de Vaud fue conquistado por los berneses en 1536. Los primeros edificios de estilo renacentista datan de 1520 en el señorío de Gruyères.
La torre cuadrada en el patio del ayuntamiento de Ginebra (1555), obra de Pernet Desfosses es un edificio típico de tradición francesa en piedra de sillería. Contiene la rampa de acceso que conduce al salón de actos del Consejo de los Doscientos.
En Neuchâtel, las Halles, construidas en 1573 por Laurent Perrot, tienen torreones poligonales y portales con frontones muy decorados. Los castillos de Auvernier, de Cressier y de Peseux tienen formas arquitectónicas similares. Se realizaron puertas renacentistas en el castillo de Porrentruy.
El hôtel Ratzé (1581-1583) de Friburgo, llamado así por el capitán Ratzé que había servido a Francia, recurrió a Jean de Fumal, un arquitecto de Lyon, para construir su excepcional residencia de sillería. En particular, incluye lavabos establecidos en una torreta separada del edificio principal y conectada a la torre de escaleras de este último por una doble galería de altas arcadas, lo cual era raro para la época. El palacio alberga ahora el Museo de Arte e Historia de Friburgo.

## Arquitectura barroca
La arquitectura barroca apareció a principios del siglo XVII en Italia. El barroco fue una reacción a los cambios de la Contrarreforma dentro de la Iglesia católica, y a menudo siguió a la expansión de las nuevas órdenes de reforma, los jesuitas y los capuchinos. Primero ingresó a Suiza desde Italia en el cantón de los Grisones, muy afectado por las destrucciones de la guerra de los Treinta Años. Algunas de las características del estilo eran iglesias con naves más amplias —gracias a los progresos técnicos y a los avances en la mecánica estática—y formas ovales, cúpulas en forma de pera, elementos arquitectónicos fragmentarios, uso escénico de la luz, colores y ornamentos ricos, grandes frescos en el techo, ilusiones trompe l’oeil y una fachada que a menudo incluía una proyección teatral. A mediados o finales del siglo XVII, hubo una serie de familias de maestros artesanos oroginarios de Roveredo, San Vittore y comunidades aledañas en Graubünden que dirigieron proyectos de construcción en toda Europa.
Para ayudar a reparar el daño de la Bundner Wirren y la guerra de los Treinta Años, los artesanos de Graubünden construyeron numerosos hospicios capuchinos en todo el cantón antes de extenderse por toda Suiza. Por todo el país, artesanos locales y extranjeros, construyeron nuevas iglesias parroquiales, monasterios, iglesias de peregrinación, capillas y santuarios a orillas del camino. Además de los edificios religiosos, cientos de señoríos rurales y casas de la ciudad junto con ayuntamientos, hospitales, graneros y fortificaciones fueron construidos con el nuevo estilo.
Dado que una parte clave del estilo barroco era el uso de colores, de pinturas realistas y de frescos y estatuas, en muchos proyectos participaron entonces artistas especializados que terminaban el exterior y el interior como parte de la construcción. Artistas locales y extranjeros estuvieron activos en Suiza y llevaron a difundir rápidamente ideas. Al norte de los Alpes, cada área tenía familias locales que se especializaban como escultores, yeseros y talladores de madera. A medida que aprendieron el nuevo estilo, incorporaron su estética en las numerosas nuevas iglesias. A principios del siglo XVII, artistas de Tesino comenzaron a viajar a Roma para aprender el estilo barroco de la pintura. Algunos de ellos, como Giovanni Serodine de Ascona y Pier Francesco Mola de Coldrerio, permanecieron en Roma, mientras que otros regresaron al Tesino para trabajar. A medida que el estilo barroco se extendió, fue tomado por artistas al norte de los Alpes también.
Algunos de los ejemplos más notables del Barroco son la iglesia de Arrlesheim (1679-1687), obra de Franz Demess reformada en 1777 por Giacomo Angelini; la iglesia jesuita de Lucerna, la abadía de Pfäfers, la iglesia de la abadía de Disentis (1696-1712), en el estilo barroco de Vorarlberg, la abadía de Rheinau, la abadía de Einsiedeln (1719-1735), obra de  Caspar Moosbrugger,  y la abadía de Saint Gall (1756-1772), obra de Gabriel Loser, Johann Caspar Bagnato y Peter Thumb.
Al igual que con el Renacimiento, los arquitectos del Tesino y de los valles italofonos de los Grisones difundieron el barroco en Europa.

Edificios barrocos en Suiza
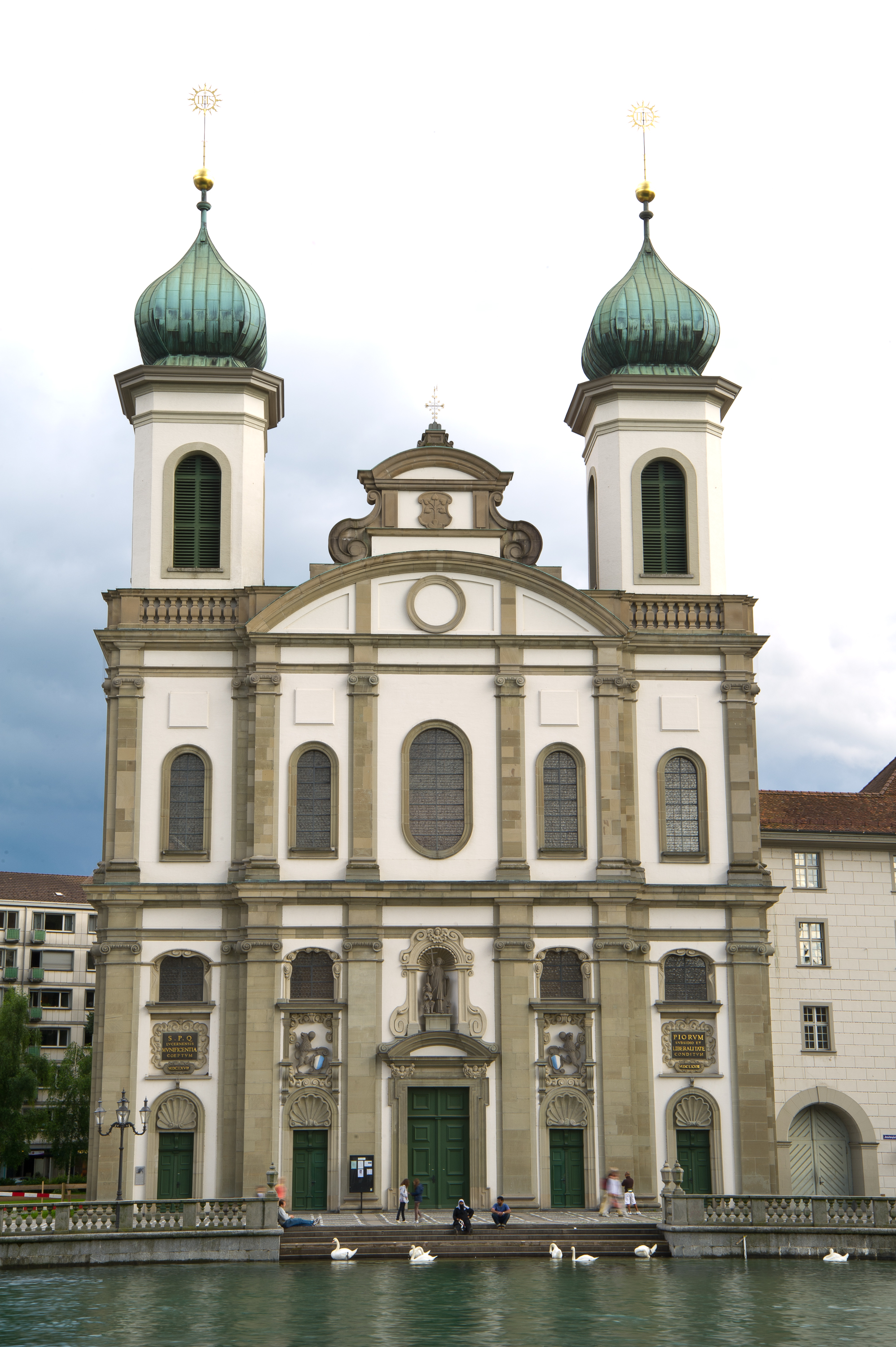
Iglesia de los Jesuitas (1667-1673) en la ciudad vieja de Lucerna
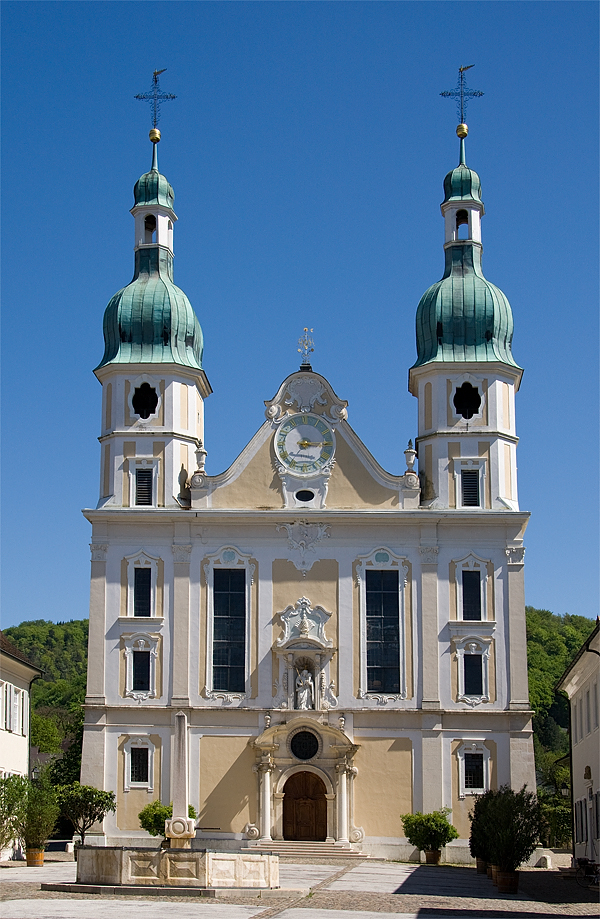
Iglesia de la colegiata de Arlesheim (1679-1687)
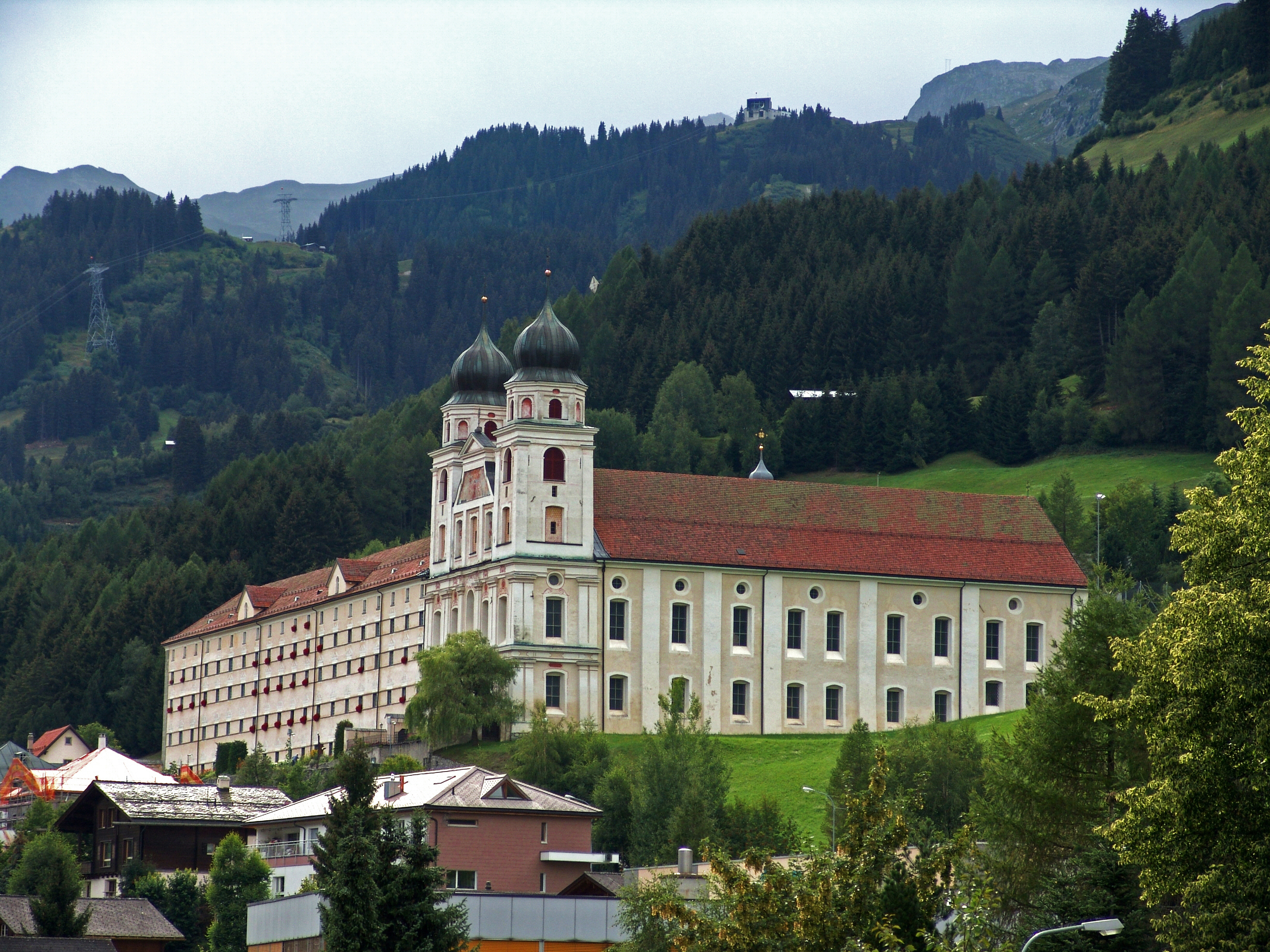
Fachada de la iglesia de la  abadía de Disentis (1696-1712)
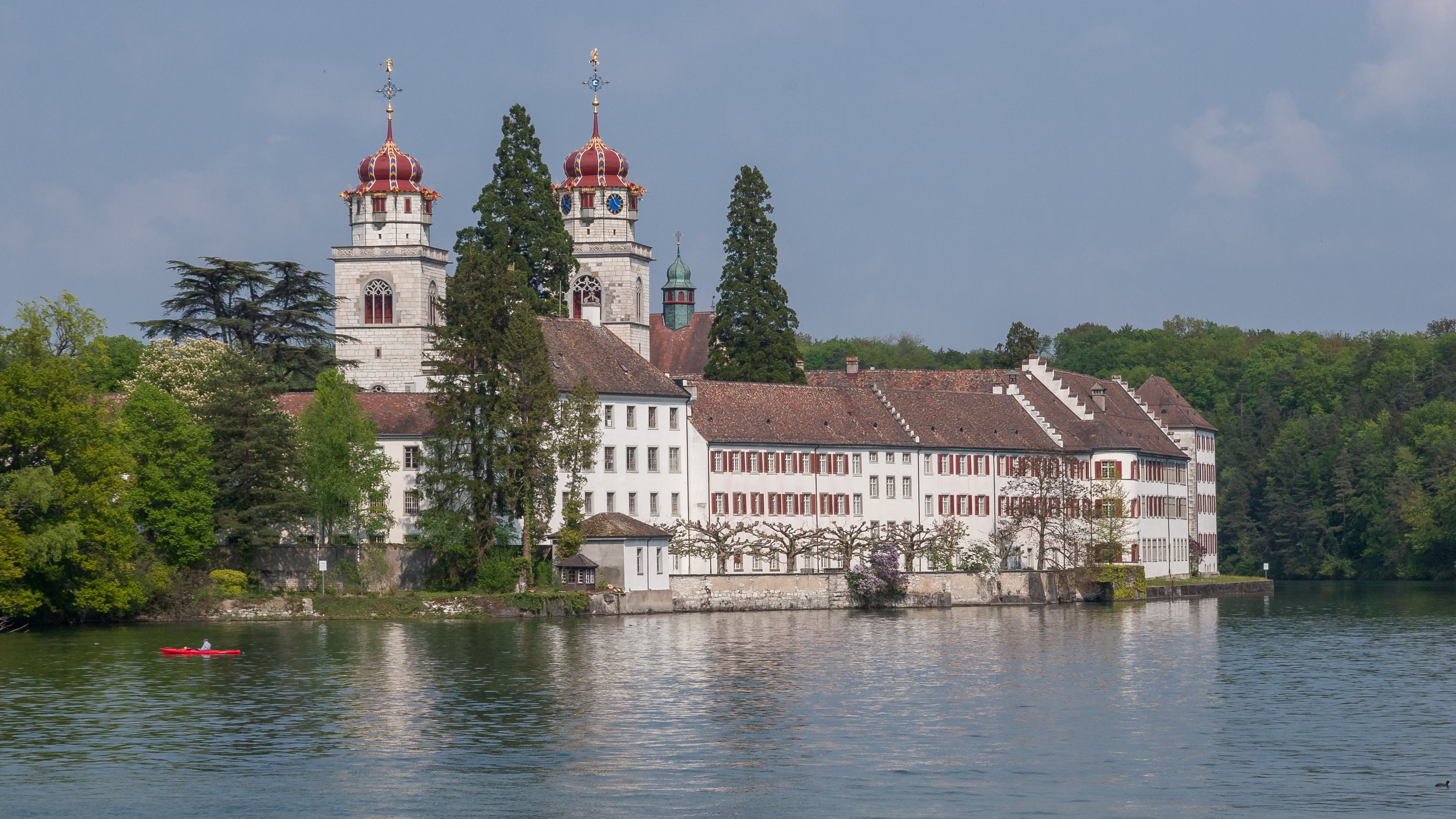
Abadía de Rheinau
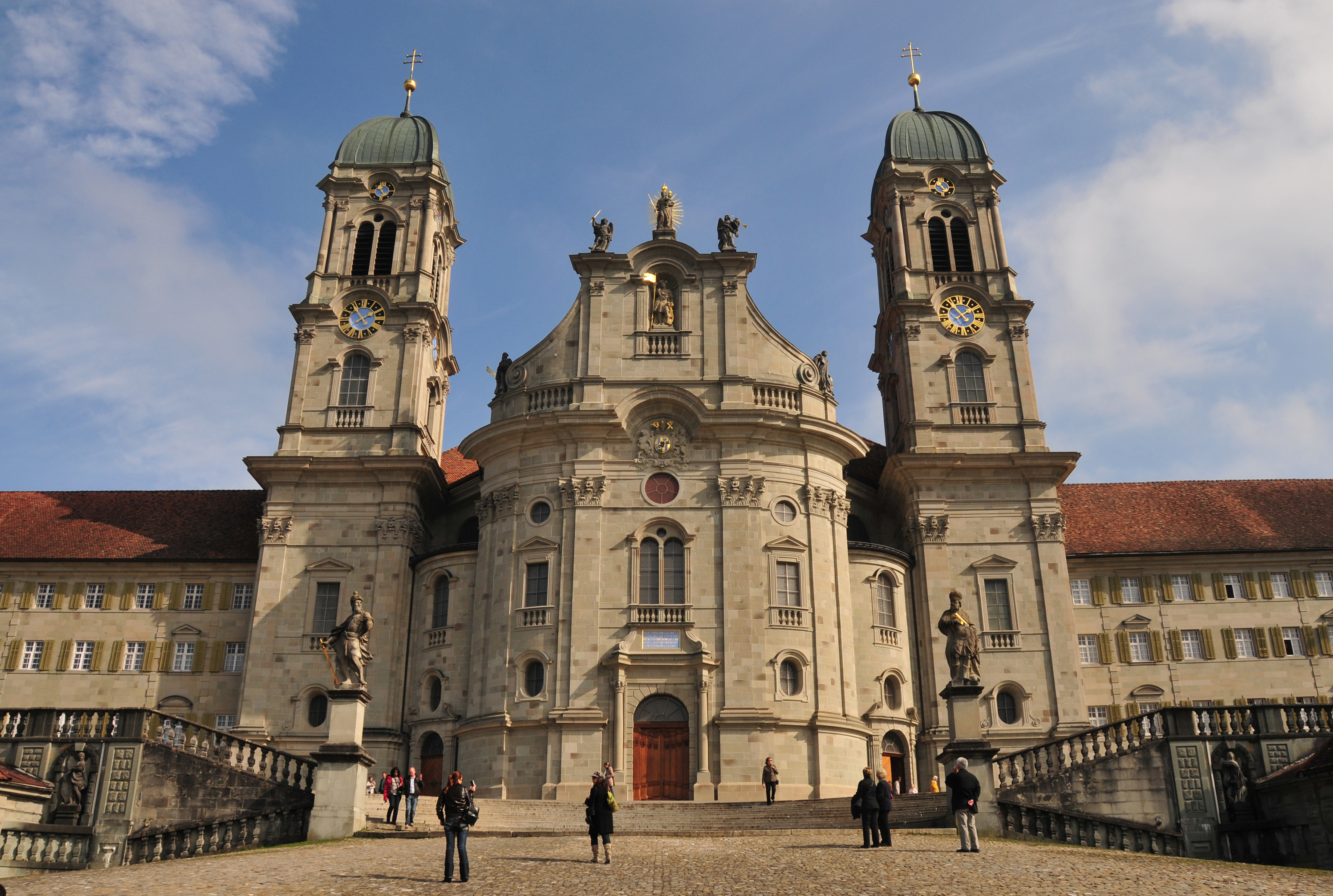
Abadía de Einsiedeln (1719-1735), obra de  Caspar Moosbrugger
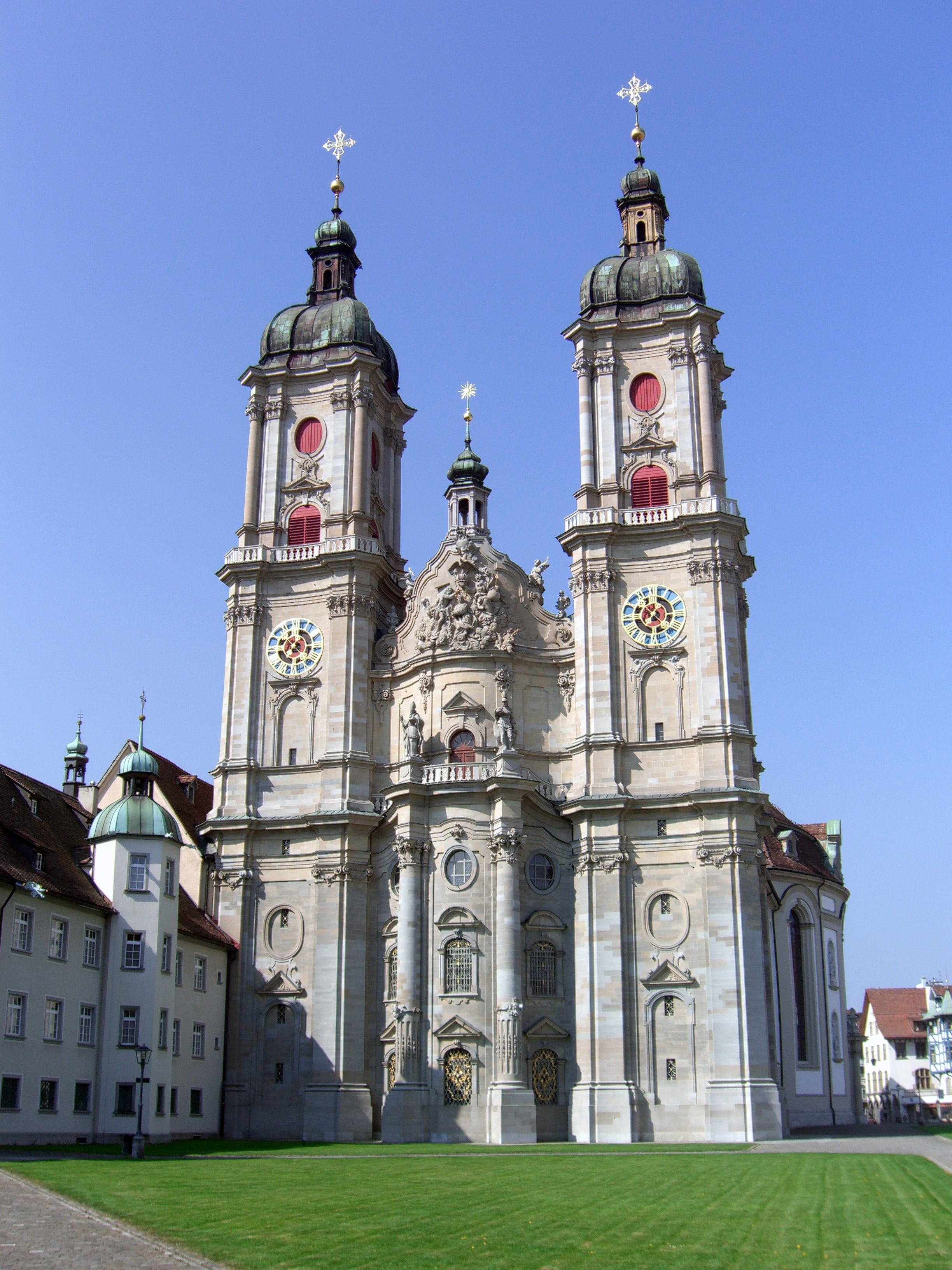
Catedral abacial de San Galo (1756-1772)

### Barroco de la Suiza italiana

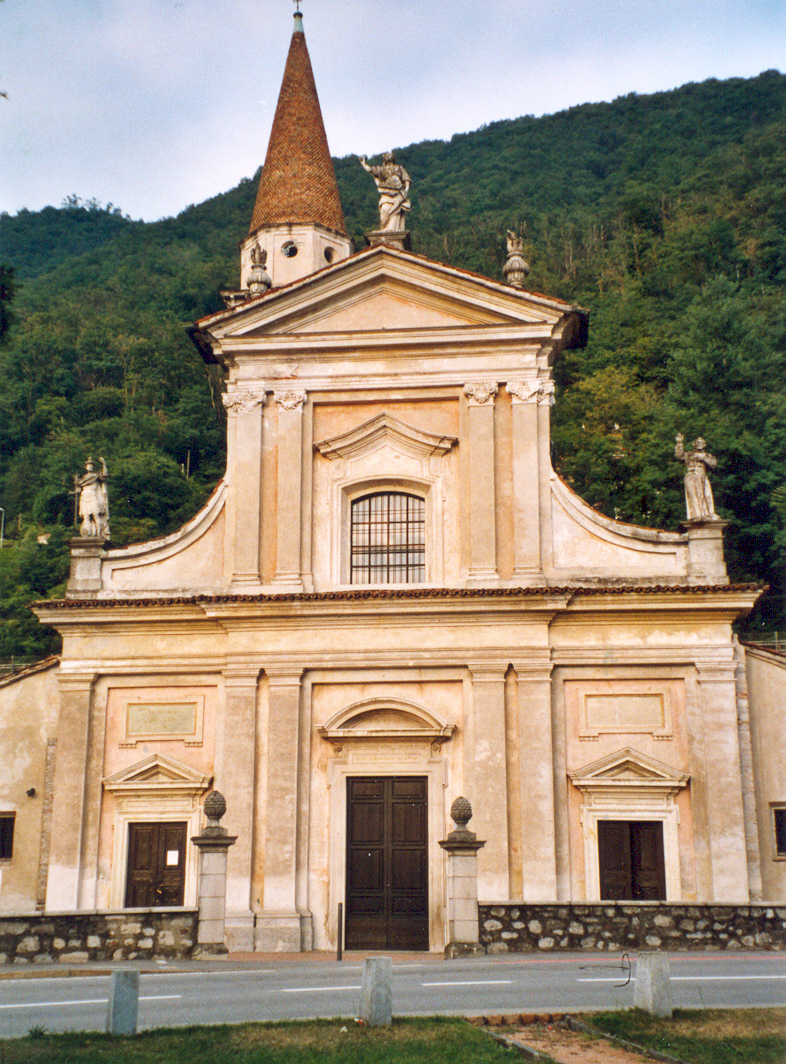
Iglesia de San Carpoforo en Bissone

Muchos de estos arquitectos trabajaron en Italia: Domenico Fontana (1543-1607), que era natural de Melide, trabajó en Roma por encargo del papa Sixto V erigiendo obeliscos como el que se ve hoy en la plaza de San Pedro en Roma. Protagonista del manierismo, trazó los planos de la Vía Sixtina y construyó el Palacio de Letrán, el Palacio del Quirinal y la Biblioteca del Vaticano; luego, en Nápoles, la fuente de Medina. Carlo Maderno (1556-1629), desde Capolago y sobrino de Domenico Fontana, completó la nave principal y construyó la fachada de la Basílica de San Pedro en Roma. A Francesco Borromini (1599-1667) de Bissone, se deben la archibasílica de Saint-Jean-de-Latran y la iglesia de Saint-Charles-des-Quatre-Fontaines.
Después de la guerra de los Treinta Años, Baldassare Longhena, de Maroggia, trabajó en Venecia mientras Angelini, Viscardi y arquitectos de  Roveredo (Albertalli, Barbieri, Bonalini, Gabrieli, Riva, Serro y Zuccalli) trabajaron en el sur de Alemania. Por su parte, Domenico Trezzini fue el responsable del urbanismo de San Petersburgo en Rusia.
Estos arquitectos de los Grisones construirán iglesias de pilastras en casa (Madonna del Ponte Chiuso en Roveredo y Santo Domingo en Val Calanca 1664-1672).
Entre las numerosas construcciones barrocas del Tesino, la iglesia de la Santa Cruz en Riva San Vitale (1588-1592) puede considerarse la primera representante en Suiza.
Como prolongación del Renacimiento, se multiplicaron las galerías cubiertas (en Locarno Morcote y Lugano por ejemplo). Se agregan adornos de estuco a las fachadas como para la casa Borrani (1621) en Ascona y la casa Rusca-Orelli en Locarno obras de Giovanni Battista Serodine.

### Barroco de la Suiza de habla alemana

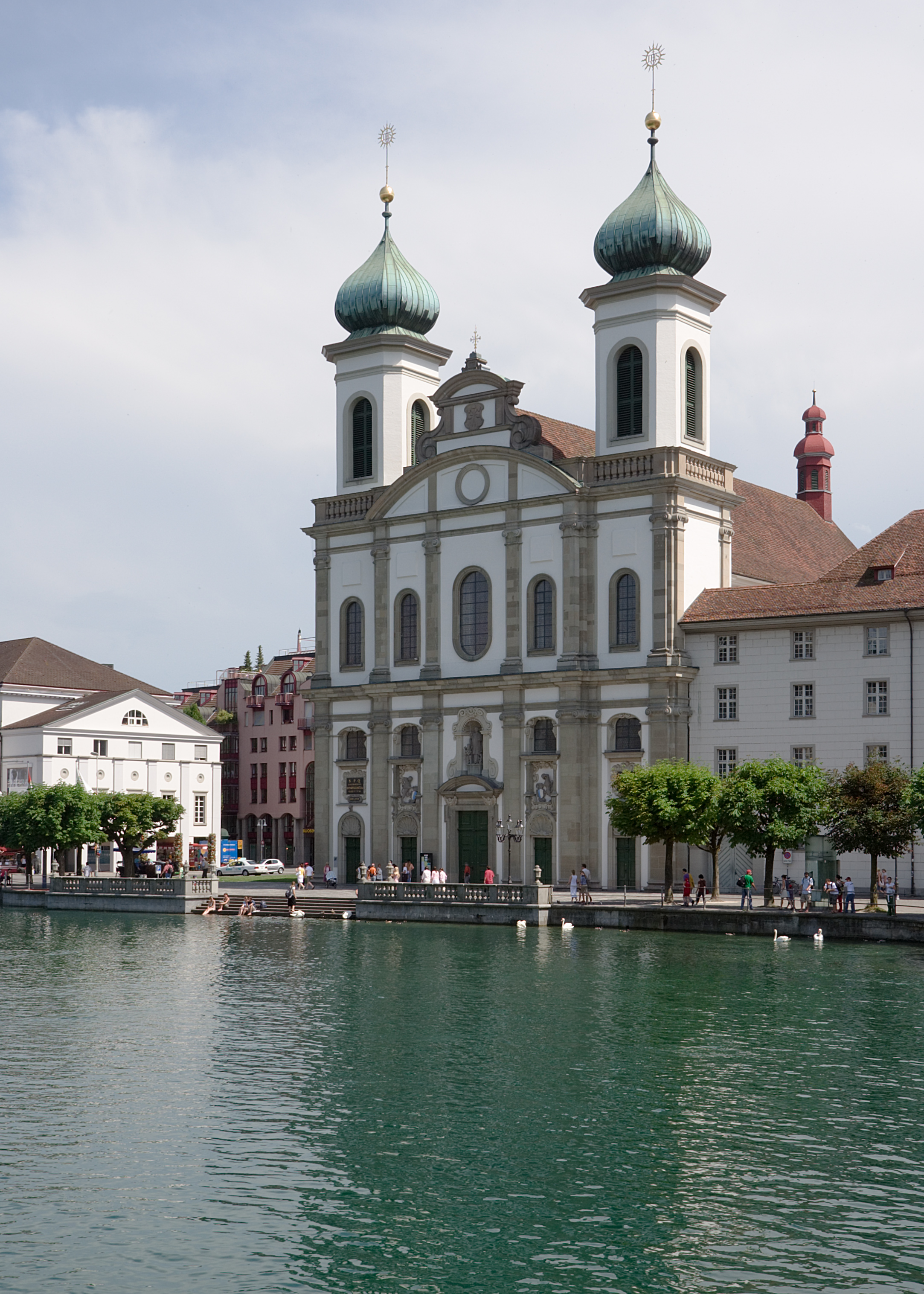
Iglesia de los Jesuitas de Lucerna

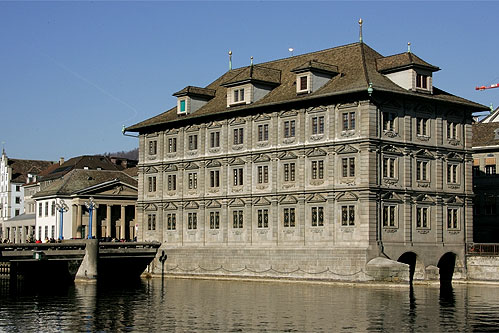
Ayuntamiento de Zúrich (1694-1698)

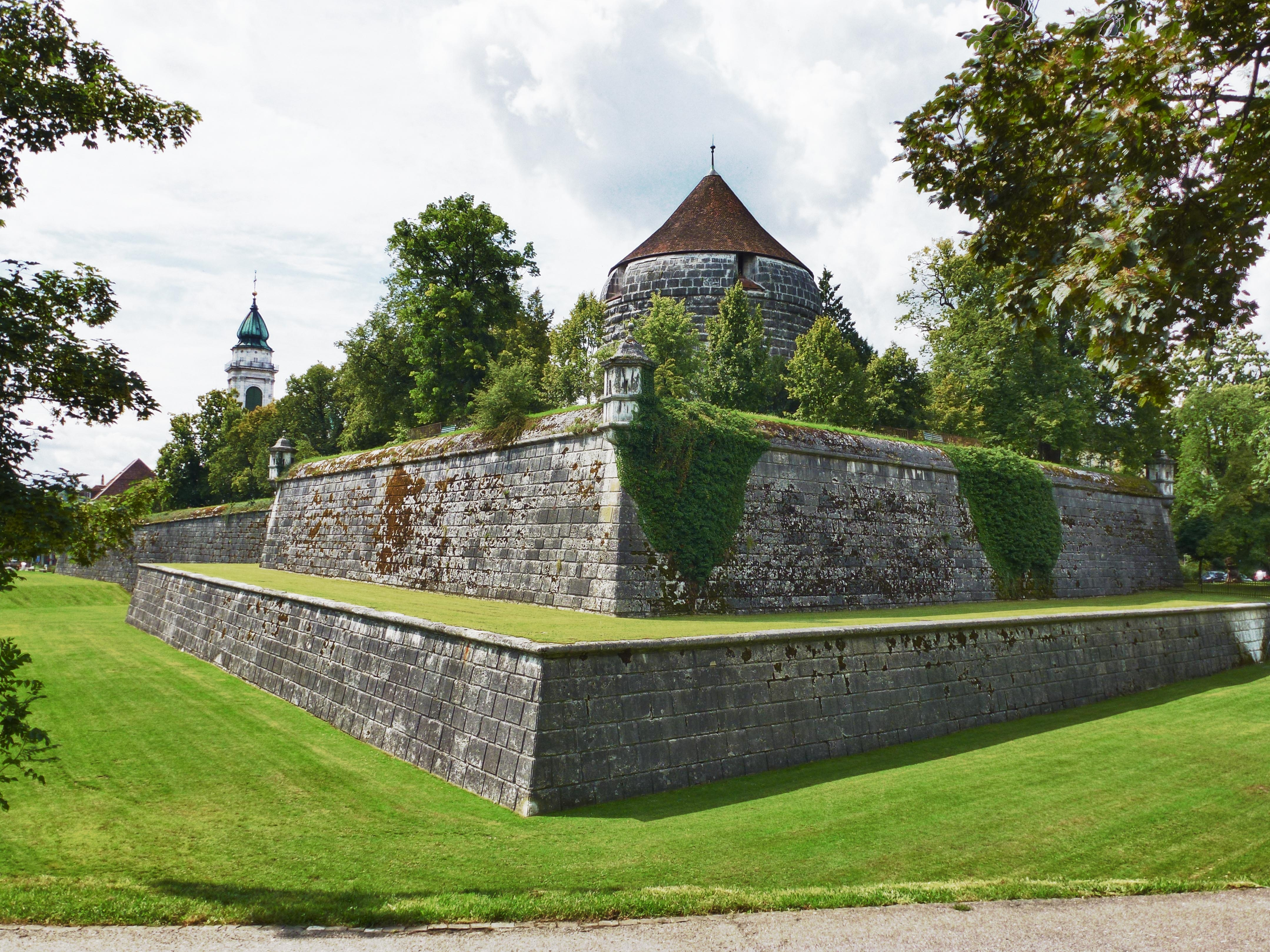
La torre Riedholz y el bastión de St. Urs en Solothurn

En la Suiza de habla alemana, el barroco apareció a partir de 1650, influenciado por el sur de Alemania, luego por Francia a partir de 1700. Los jesuitas y capuchinos jugaron un papel decisivo en la difusión de los principios arquitectónicos barrocos con la construcción de iglesias cuyas torres de cúpula de cebolla son una de las características: la iglesia jesuita de Lucerna, la iglesia jesuita de Solothurn (1680-1689), según planos del jesuita Heinrich Mayer, los conventos de Pfäfers, de Disentis, de Rheinau, de Bellelay, de Saint-Urbain, de Einsiedeln y de St. Gall construidos en su mayoría entre 1680 y 1780 por arquitectos del Vorarlberg, entre otros Caspar Moosbrugger.
Se crearon nuevas plazas después de varios incendios, por ejemplo en Schwyz (1642), Stans (1713), la plaza de la colegiata de Arlesheim (1680) o la gran plaza frente al convento de Einsiedeln (1745) con su escalera central, sus arcadas y su fuente.
La arquitectura barroca secular comprende ayuntamientos, como en Zúrich (1692-1700), Bischofszell (1747-1750) y Zofingen (1792-1795 por ejemplo hospitales, orfanatos, casas de sociedades de campo de tiro, casetas de vigilancia, casas de campo y residencias ciudadanas.
Las casas particulares están ricamente decoradas, con ménsulas en uno o más pisos. En Schaffhausen, las fachadas de piedra están ornamentadas con relieves y decoradas con esculturas, como el  y el Frontwagenturm(1747-1748). En St. Gall, hay muchos orieles ricamente decorados en madera, como las casas Greifen (1680), Schwannen (1690) y Pelikan (1707). En Zúrich se pueden citar las dos casas de las corporaciones construidas en sillería y de un aspecto severo: Zimmerleuten (1708) y Saffran (1719-1723).
El oeste del país estuvo más influenciado por la arquitectura barroca francesa con techos abuhardillados. Las casas se retranqueaban de la vía pública, formando alas un patio principal separado de la calle por un muro o portón. Durante el período barroco tardío se encuentran ejemplos del estilo rococó.
En el casco antiguo de Berna se están construyendo galerías cubiertas, como en la Kramgasse. Vale la pena mencionar la Kornhaus (granero de trigo) (1711-1718) en Berna, obra de  Hans Jakob y Abraham Dünz el joven, y la Münsterplatz en Basilea.
Las ciudades de Ginebra, Berna, Solothurn y Zúrich se dotaron de nuevas fortificaciones capaces de resistir la artillería moderna. Los bastiones del siglo XVI fueron reemplazados por estructuras de sillería recubiertas de tierra. Quedan en Solothurn los restos del cinturón de fortificación barroco, construido durante 50 años a partir de 1667 e inspirado en las teorías de Vauban.
Los grabados de Matthäus Merian el Viejo, la Topographie Helvetiae (publicada en 1644 en Frankfurt) y luego la Helvetische Topographie de David Herrliberger representan las ciudades de esa época.

Edificios barrocos en Suiza
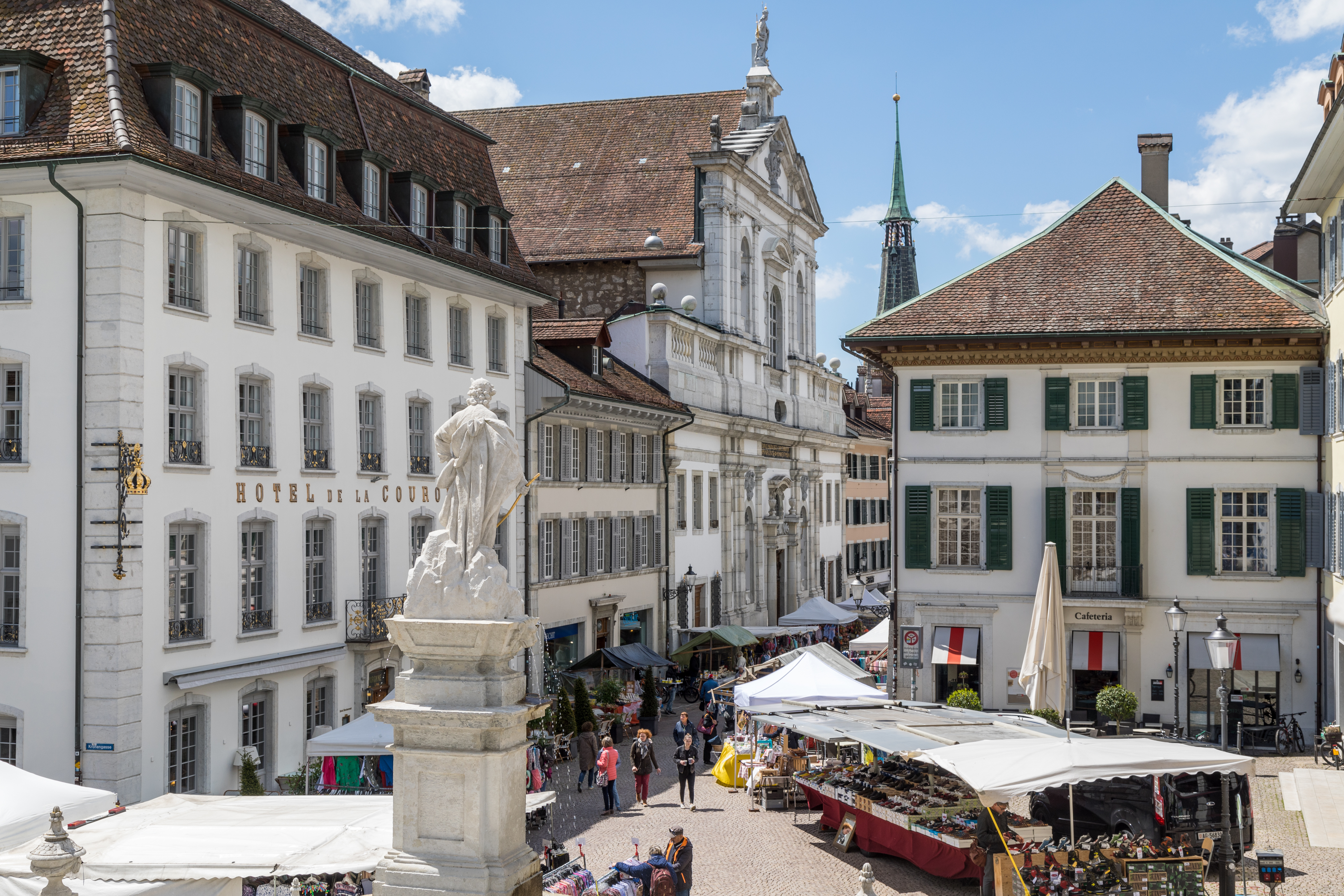
iglesia jesuita de Solothurn (1680-1689), según planos del jesuita Heinrich Mayer
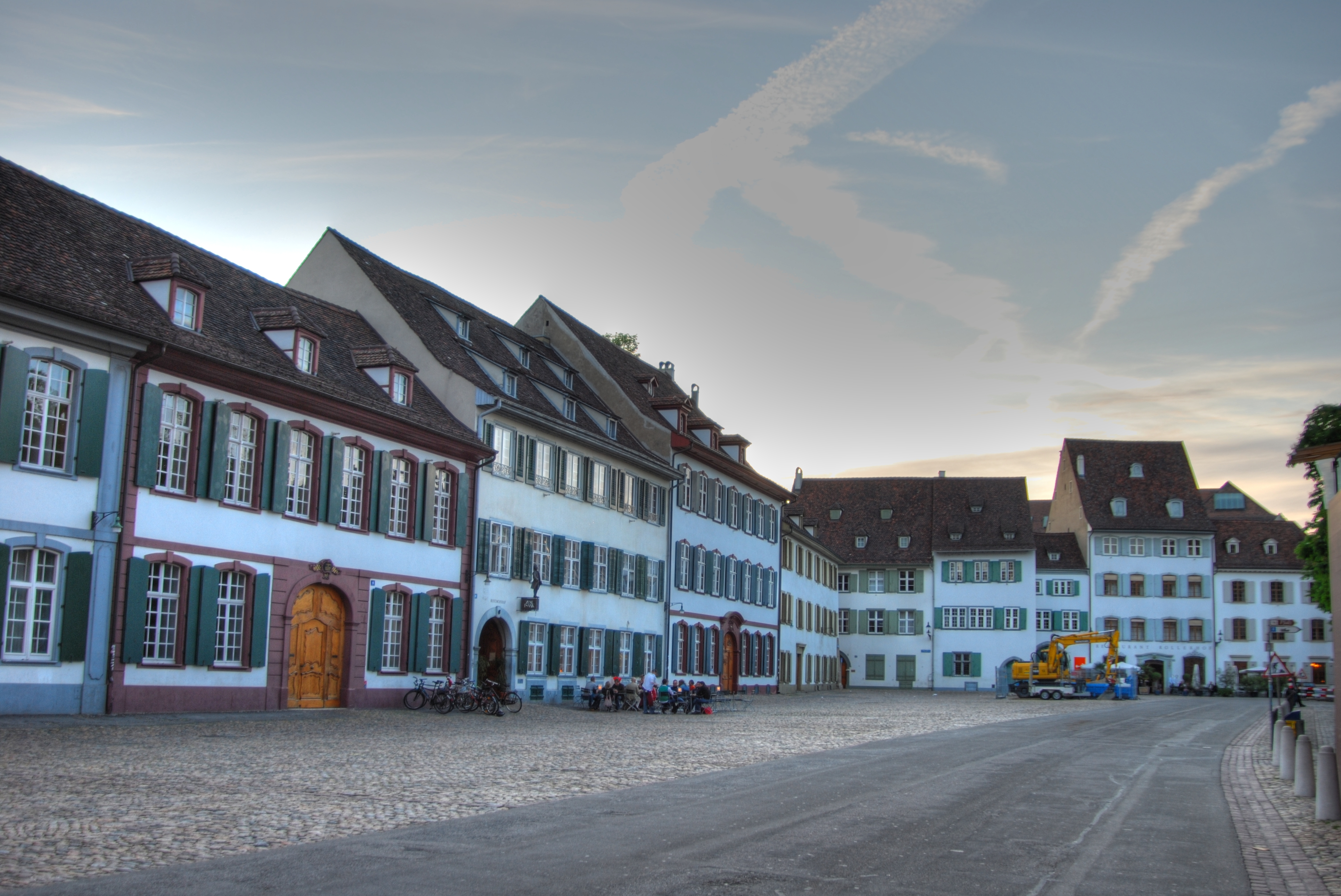
unsterplatz, Basilea
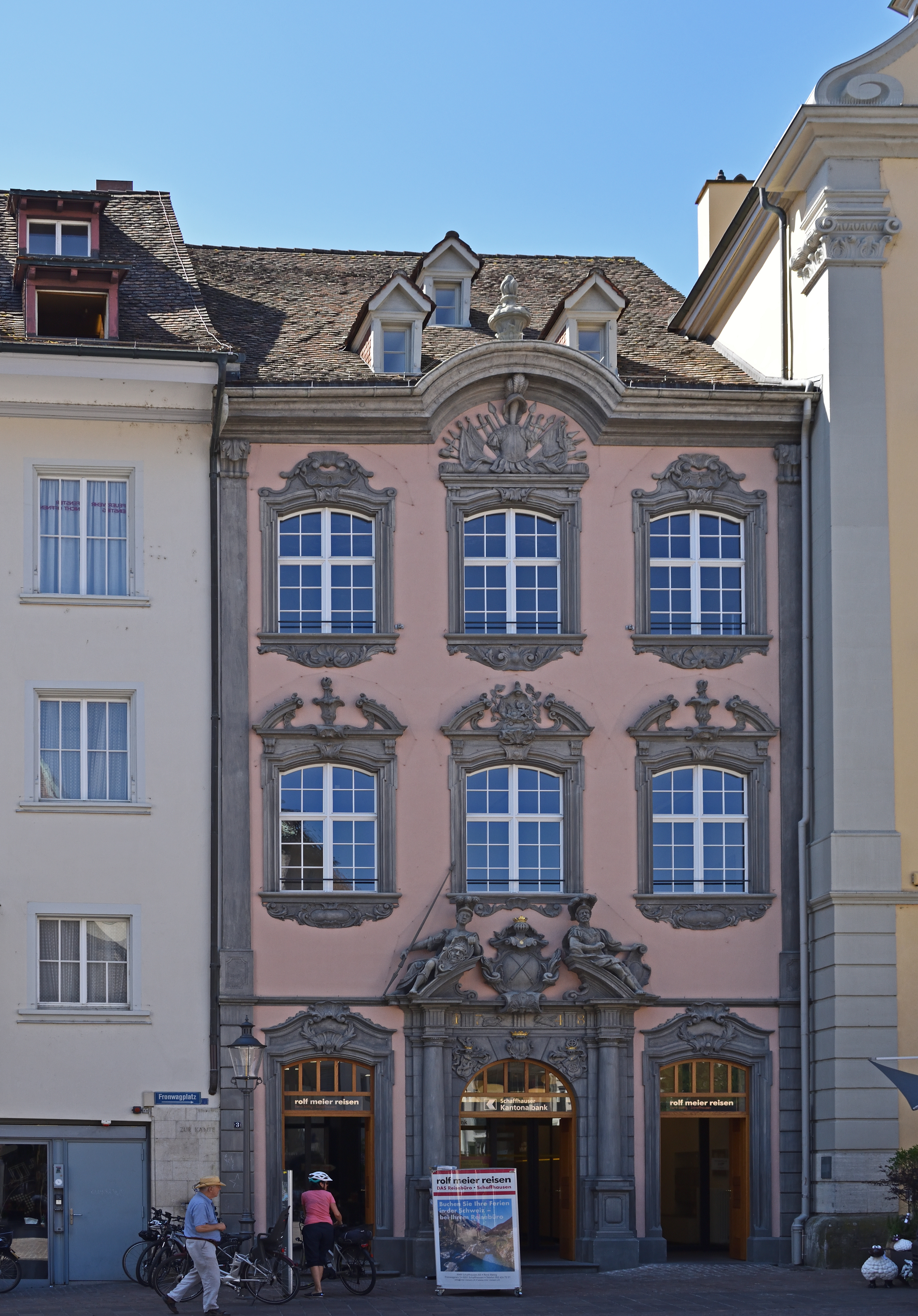
Zunfthaus Herrenstube, en Schaffhausen
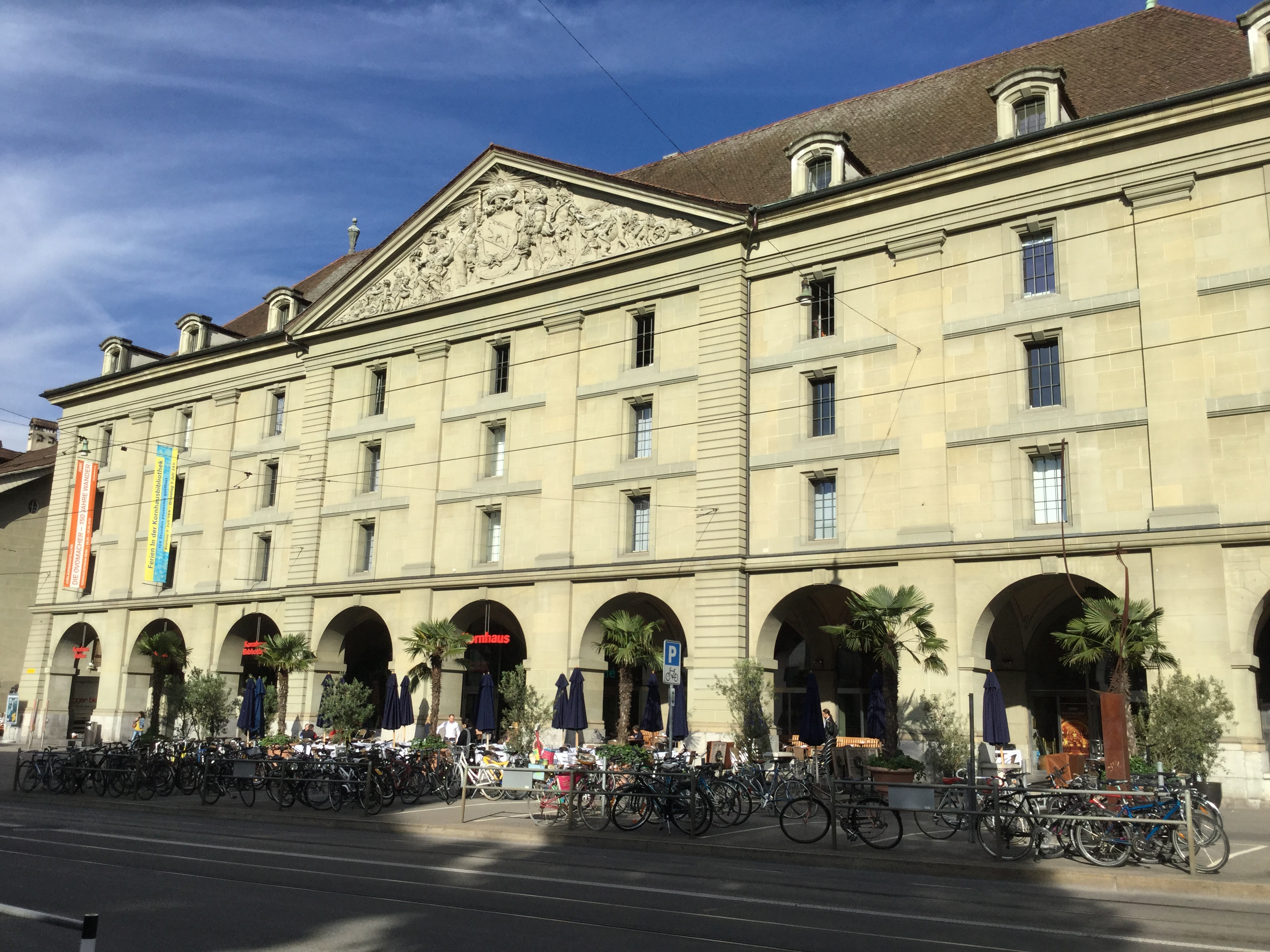
Kornhaus (1711-1718) en Berna
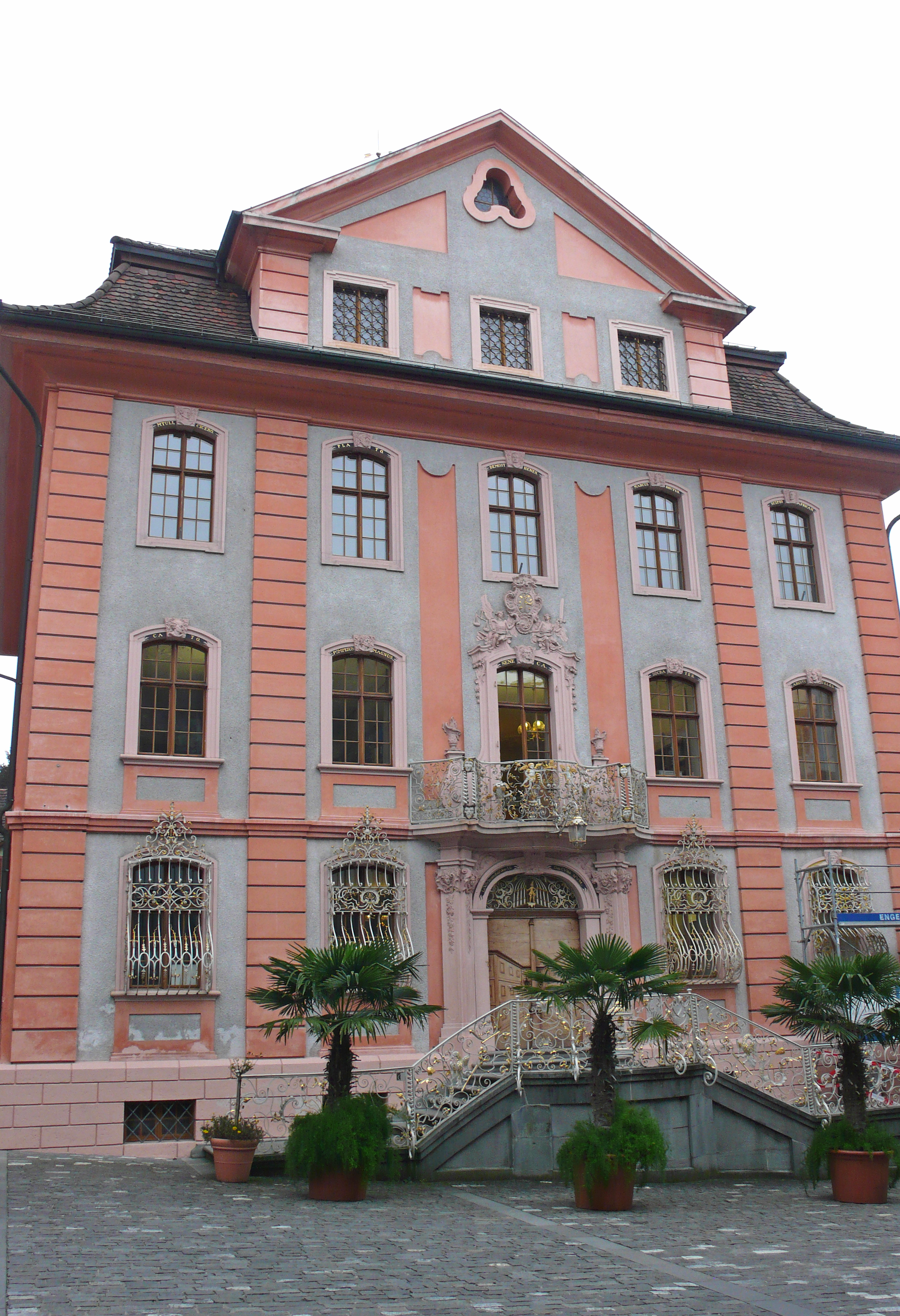
Ayuntamiento de Bischofszell (1747-1750)
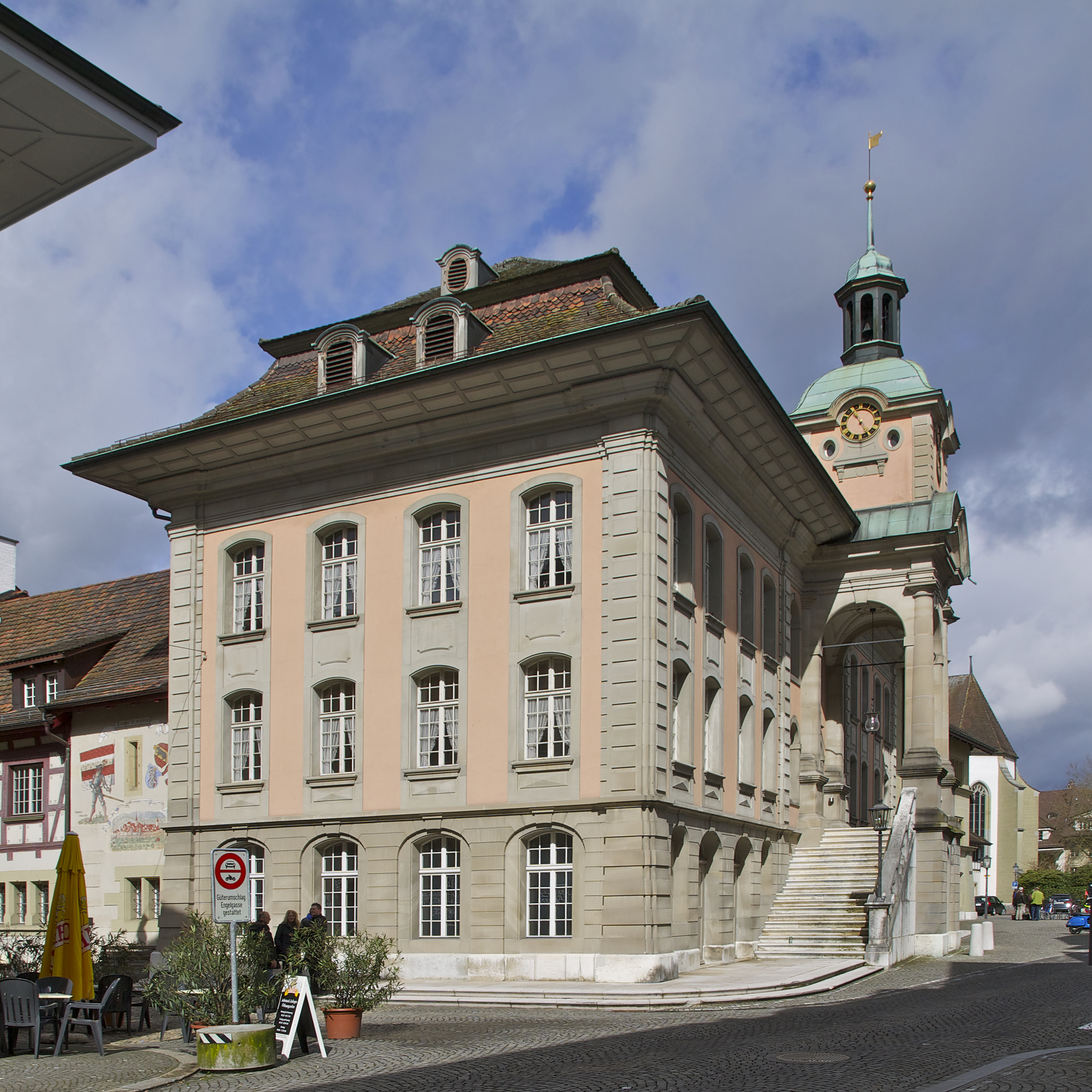
Ayuntamiento de Zofingen

### Barroco de la Suiza romanda

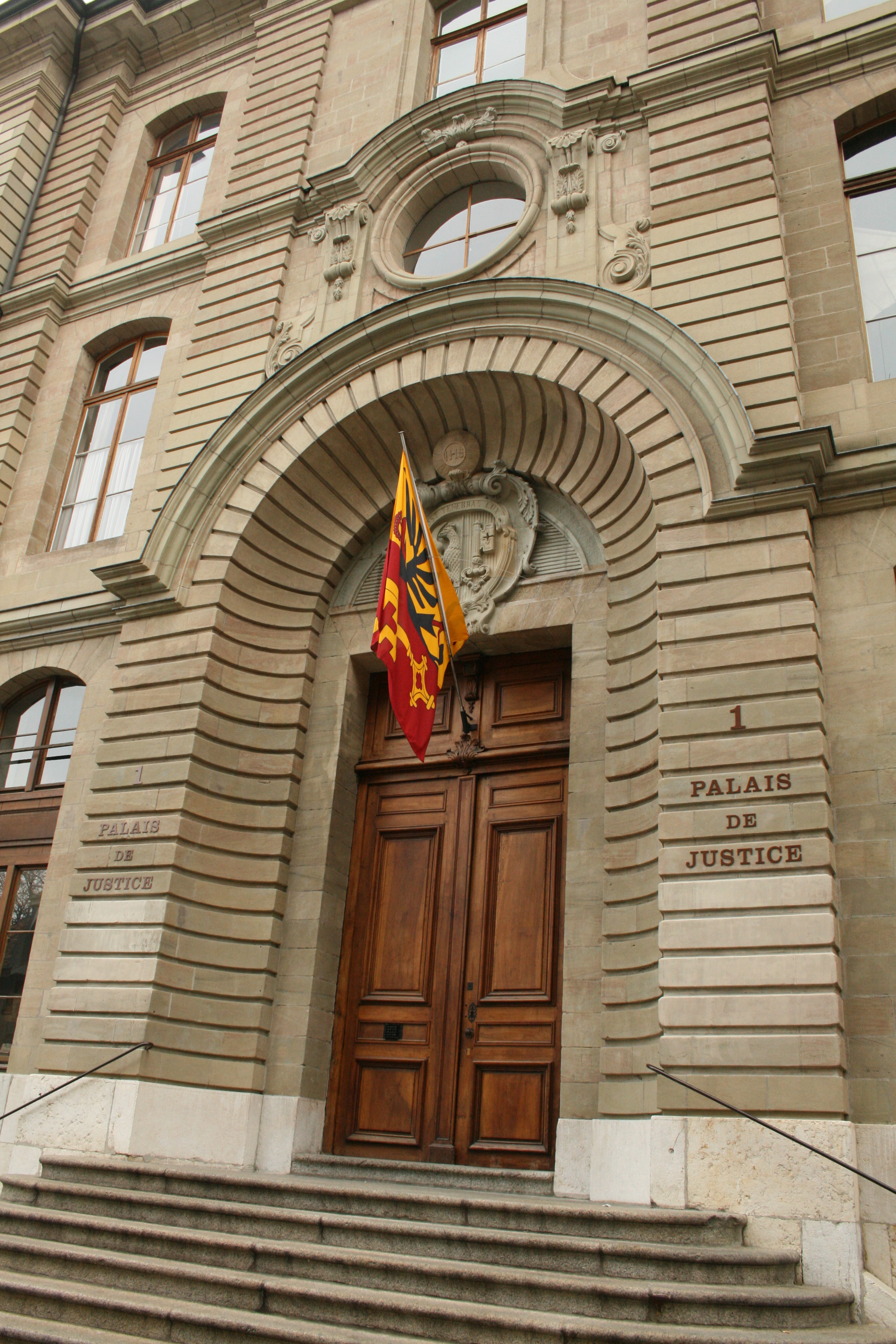
El palacio de justicia en Ginebra

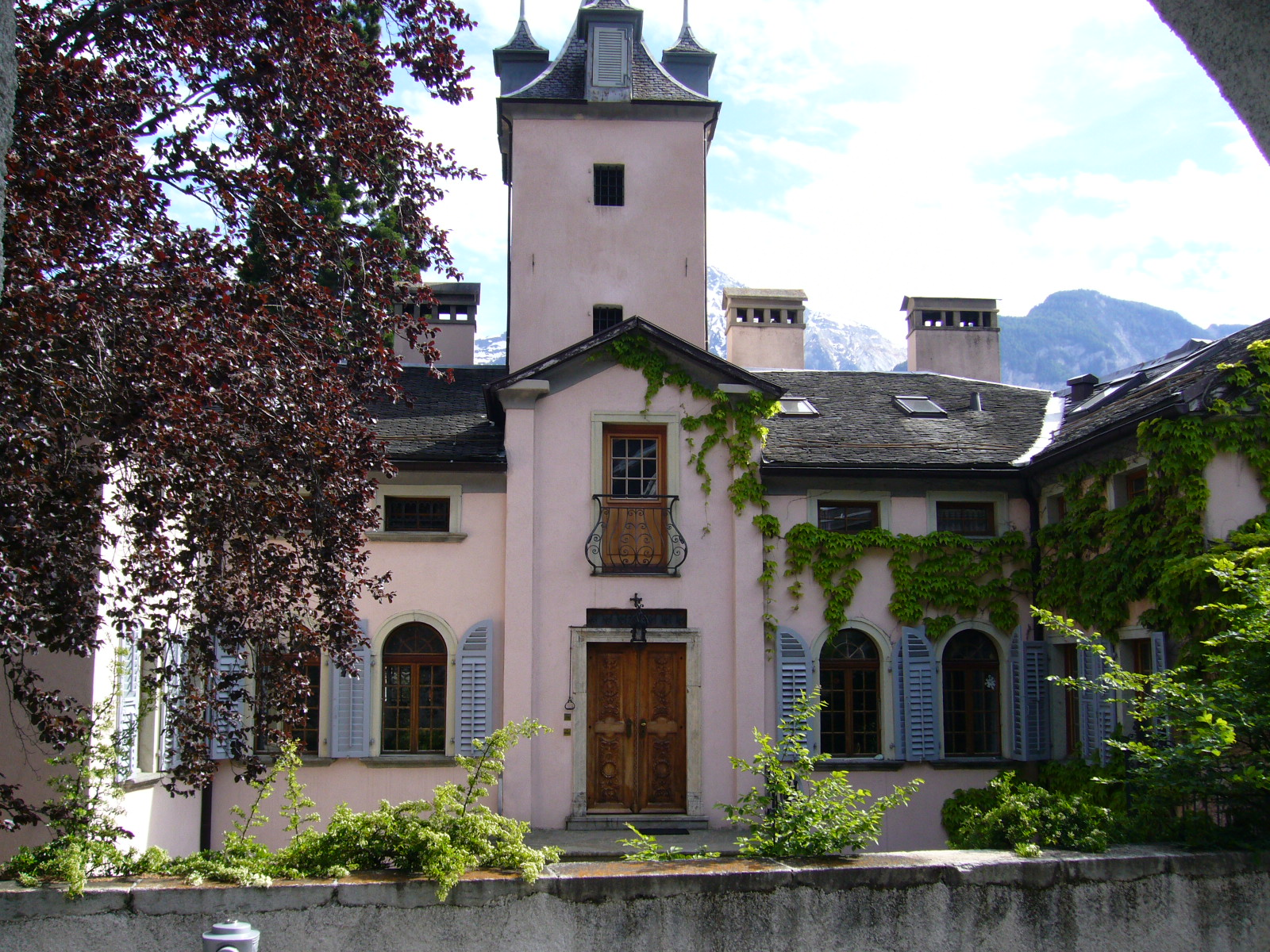
La casa del barón de Werra en Leuk

El barroco francés se impuso en la Suiza francófona hacia finales del siglo XVII. Ginebra estaba experimentando un período de prosperidad industrial y tiene muchos edificios realizados por arquitectos de Francia. Por falta de espacio, construyeron en altura, como la casa Bonnet en la rue du Marché, construida entre 1690 y 1698, que tiene una fachada con voladizo central y pilastras. Las casas con patio principal fueron construidas a partir de 1700 con hermosa piedra de sillería. Joseph Abeille realizó el palacio de Jean-Antoine Lullin (de Saussure) en 1707-1712. Jean Vennes diseñó el edificio que ahora alberga el palacio de justicia. Jean-François Blondel elabora los planos de la casa Mallet (1721) cerca de la catedral y de la villa Ami Lullin en Genthod (1723-1730). Destacan las mansiones de la rue des Granges (números 2, 4, 6 y 8), así como los edificios de los tres hermanos Boissiers (1720). También hay residencias en los parques de  La Grange et des Eaux-Vives.
En el cantón de Vaud, uno de los artistas más destacados durante la segunda mitad del siglo XVIII fue el natural de Lausana Gabriel Delagrange, quien trabajó en varios castillos, iglesias y mansiones. En Crans (cantón de Vaud) el notable castillo (1764-1768) diseñado por el arquitecto ginebrino Jean-Louis Bovet según los planos de los franceses Jallier et Léonard Racle sorprende por la riqueza de su diseño y de su decoración.
El barroco y el clasicismo a menudo están vinculados: se pueden mencionar en Lausana, en particular, el ayuntamiento (1672-1675), de Abraham de Crousaz, el antiguo hospital (1766-1771), de Rodolphe de Crousaz, así como los castillos de Beaulieu y Béthusy, ambos hacia 1774, de Gabriel Delagrange, o la casa del Elíseo de Abraham Fraisse, hacia 1780.
En Neuchâtel, el Hôtel du Peyrou con sus jardines, construido entre 1765 y 1768 por el bernés Erasmus Ritter, es una de las residencias más representativas entre las muchas casas de este período.
Friburgo y el Valais estuvieron bastante influidos por el estilo alemán, como en Friburgo la casa de la ciudad (1730) y la cancillería (1737) de Hans Fasel, arquitecto de la Ciudad y, en Sion, el ayuntamiento (1660) y el hospital (1768). En Loèche, la casa del barón de Werra tiene un patio de honor.

## SigloXIX
En el siglo XIX, la revolución industrial y técnica en la economía y el transporte transformó las ciudades y la forma de vida: las murallas alrededor de las ciudades fueron demolidas: en Berna, en 1800, Zúrich en 1833, Ginebra en 1850, Basilea en 1860. Para hacer frente al éxodo de la población del campo hacia las aglomeraciones emergentes y a las nuevas necesidades de la sociedad se levantaron talleres, escuelas, hoteles, medios de transporte municipal. El nuevo estado federal (las barreras aduaneras cantonales cayeron en 1848) creó nuevos desafíos para los oficios de la construcción como edificios públicos, correos, telégrafos, ferrocarriles, carreteras de montaña y puentes.
A finales del siglo XIX, la población de Basilea, Ginebra y Zúrich superaba los 100.000 habitantes, siendo entonces ya grandes ciudades que vieron crecer rápidamente su aglomeración, alejándose los barrios residenciales y las industrias del centro histórico. El transporte urbano se hizo necesario siendo el comienzo del tranvía. Sobre el solar de las antiguas fortificaciones nacieron barrios con un nuevo urbanismo, bulevares y edificios de gran dimensión con el ejemplo de las grandes ciudades europeas (París, Berlín o Viena). Por ejemplo, la Bahnhofstrasse en Zúrich o el Fazyste Belt en Ginebra. El urbanismo se planificó no solo a nivel de ciudad sino también a nivel territorial: Ginebra tendrá su plan de ampliación en 1854, pero la primera gran ciudad planificada en 1834 fue La Chaux-de-Fonds que, tras un incendio que la destruyó por completo en 1794, se reconstruirá según una nueva estructura urbana.

### Revolución industrial y técnica

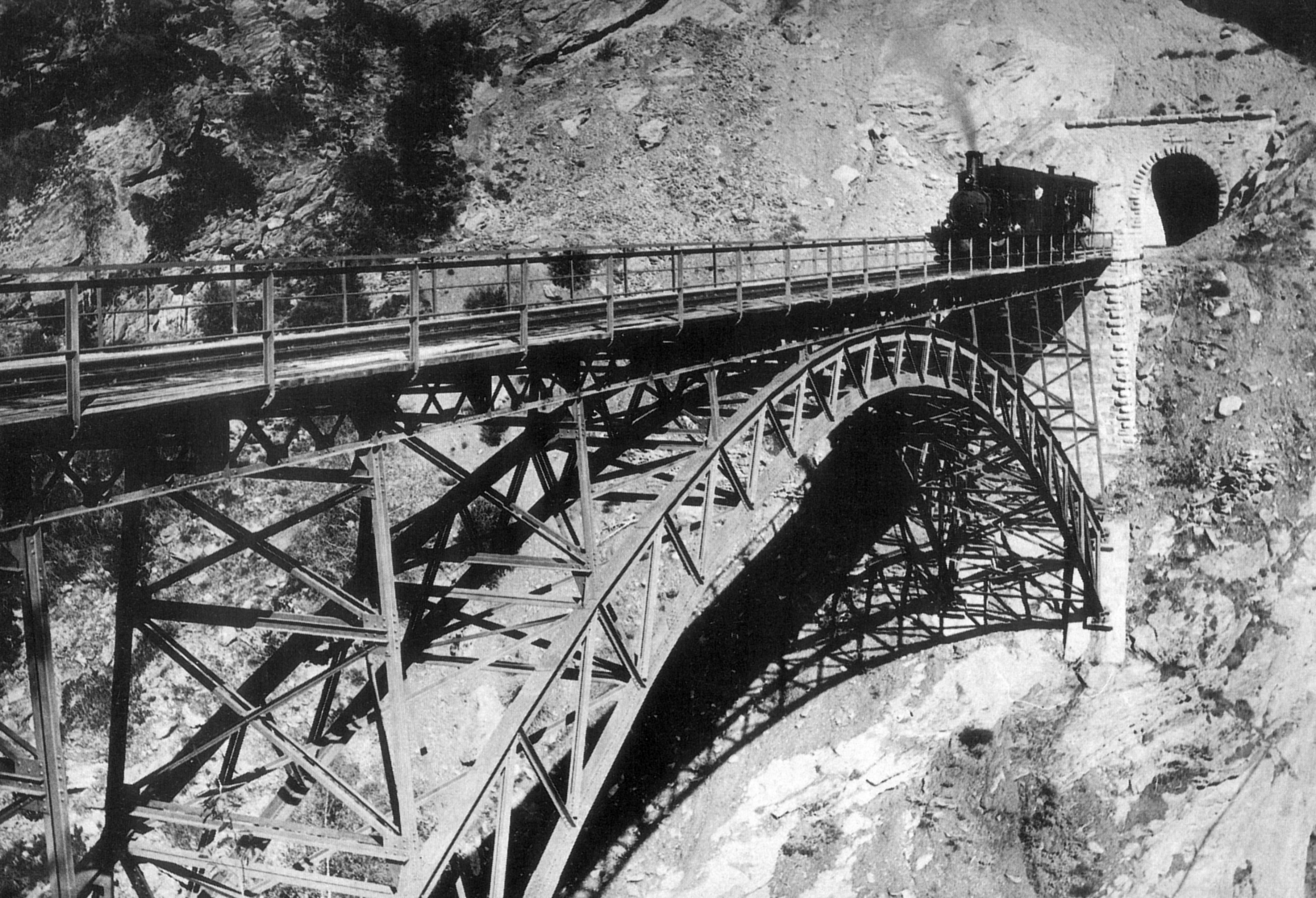
Viaducto de Mühlebach en 1891 en la línea Brig-Visp-Zermatt

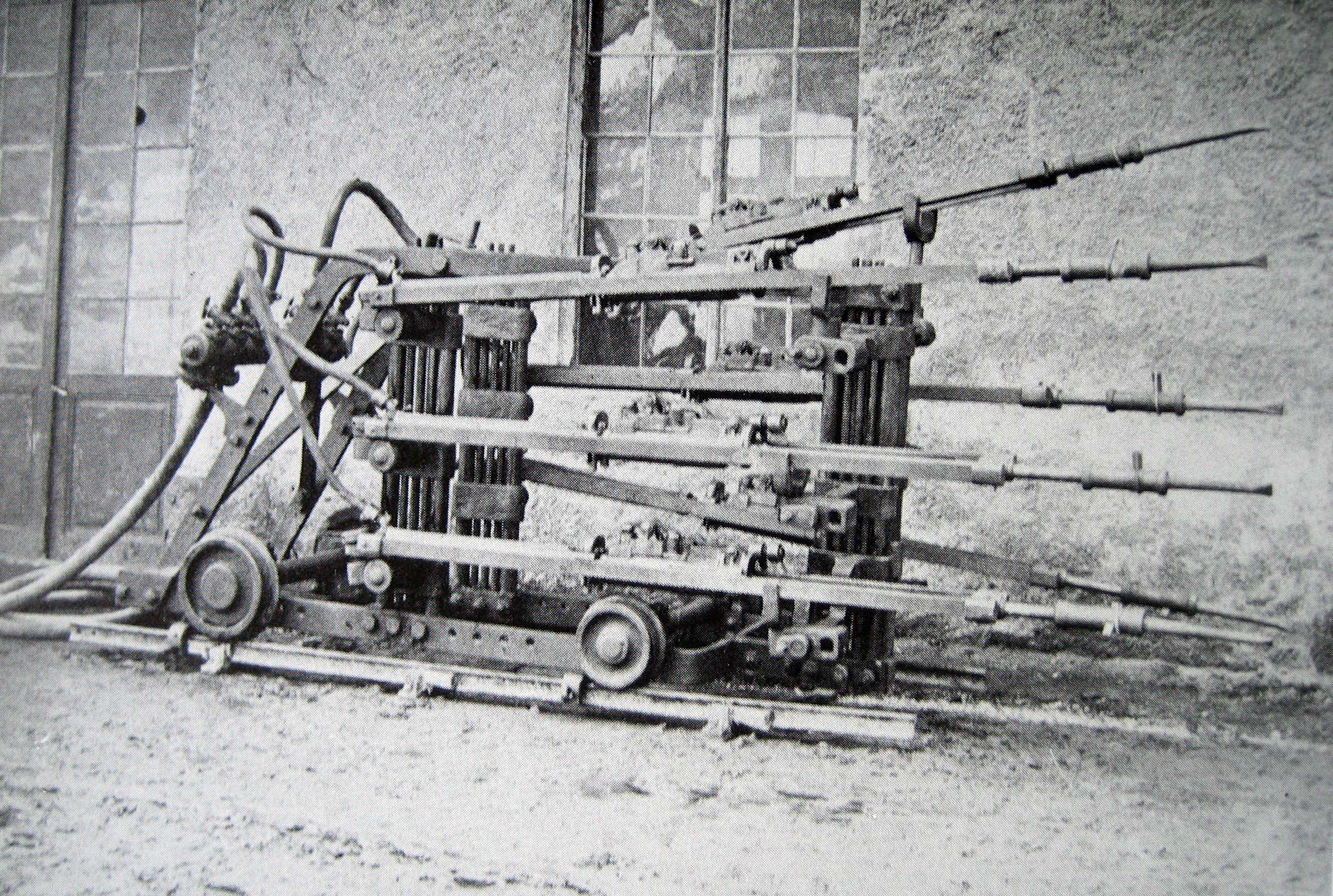
Taladro de aire comprimido para excavación de túneles

Los ingenieros se convirtieron en una nueva élite. Guillaume-Henri Dufour, formado en la École polytechnique de París, será el primer ingeniero cantonal de Suiza, en Ginebra, responsable del urbanismo, el transporte, el suministro de energía y los servicios (agua, gas, iluminación) y puentes. En 1823, construyó el primer puente colgante en Ginebra utilizando cables de acero, la pasarela de San Antonio, asesorado por Marc Seguin. En Friburgo, el francés Joseph Chaley construyó el puente colgante más largo de la época, con 273 metros de longitud.
Ya en 1835 apareció una revista de arquitectura, Zeitschrift für gesamte Bauwesen, publicada por una asociación de ingenieros y arquitectos, la Verein Schweizer und Deutscher Ingenieure und Architekten [Asociación de ingenieros y arquitectos suizos y alemanes] que publicaba artículos de vanguardia (cubierta plana, hormigón, no armado en su momento, y prefabricación). En 1837 se fundó en Aarau la Gesellschaft schweizerischer Ingenieure und Architekten, que se convertirá en la Sociedad Suiza de Ingenieros y Arquitectos (SIA) editora de las normas SIA, que se ocupaban de la normalización —tamaños de los ladrillos, clasificación del hierro y del acero...— así como de las condiciones estándar de los puentes y del material ferroviario.
La cuestión de establecer una escuela secundaria de arquitectura en Suiza surgió ya en 1798. En 1833, en la Universidad de Zúrich se dispuso una cátedra de matemáticas aplicadas y de arquitectura. La École Spéciale de Lausanne, una escuela privada, fue fundada en 1853 —en 1946, se convirtió en la segunda universidad federal, la École polytechnique fédérale de Lausanne— y en 1855, bajo el impulso de Alfred Escher, fue inaugurada en la primera escuela federal que incluía una sección para arquitectos y otra para ingenieros, el Politécnico de Zúrich que formará, en particular, a ingenieros para la construcción de vías férreas, carreteras y puentes tal como la construcción de los Ferrocarriles Réticos entre 1886 y 1914.
La construcción de vías férreas en Suiza ocupó a muchos ingenieros suizos y extranjeros (Alois von Negrelli y Jean Gaspard Dollfuss por ejemplo) para la construcción de puentes y túneles necesarios por la geografía de Suiza. El ingeniero ginebrino Jean-Daniel Colladon inventó máquinas de aire comprimido para la excavación de túneles largos: los túneles de San Gotardo, 15 km (1872-1881), y el del Simplon, 19,803 km (1898-1905)..
Gottfried Semper fue el primer profesor de arquitectura en el Politécnico de Zúrich entre 1855 y 1871. La escuela tenía una gran reputación internacional y muchos extranjeros se matricularon allí. El sector de la edificación pública estará marcado por su estilo neoclásico que contribuyó a la creación del estilo nacional. 
Karl Culmann impartió los primeros cursos de estática gráfica (aplicada al hierro) en el Polytechnicum de Zúrich y también se le debe la fundación en 1880 del Laboratorio Federal de Ensayo e Investigación de Materiales (EMPA). Maurice Koechlin, alumno de Culmann, participará como diseñador y principal colaborador de Gustave Eiffel en la construcción de la Torre Eiffel en París. Muchos puentes metálicos fueron construidos por el ingeniero cantonal de Vaud Louis Gonin y Beat Gubser haría el puente Schwartzwasser.

### Neoclasicismo

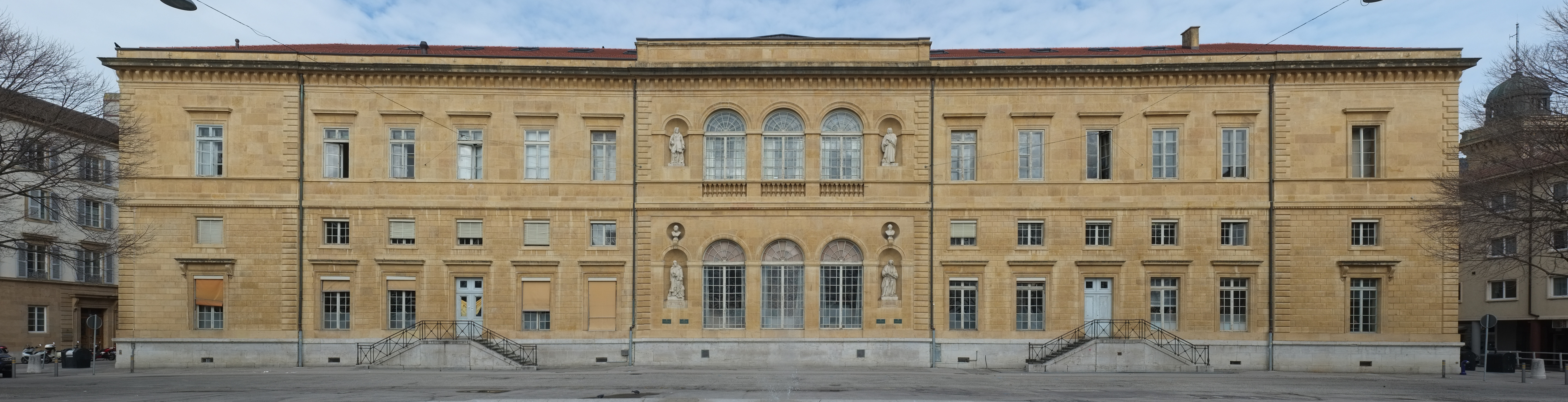
El Collège latin (1826-1835) en Neuchatel, obra de Joseph-Antoine Froelicher

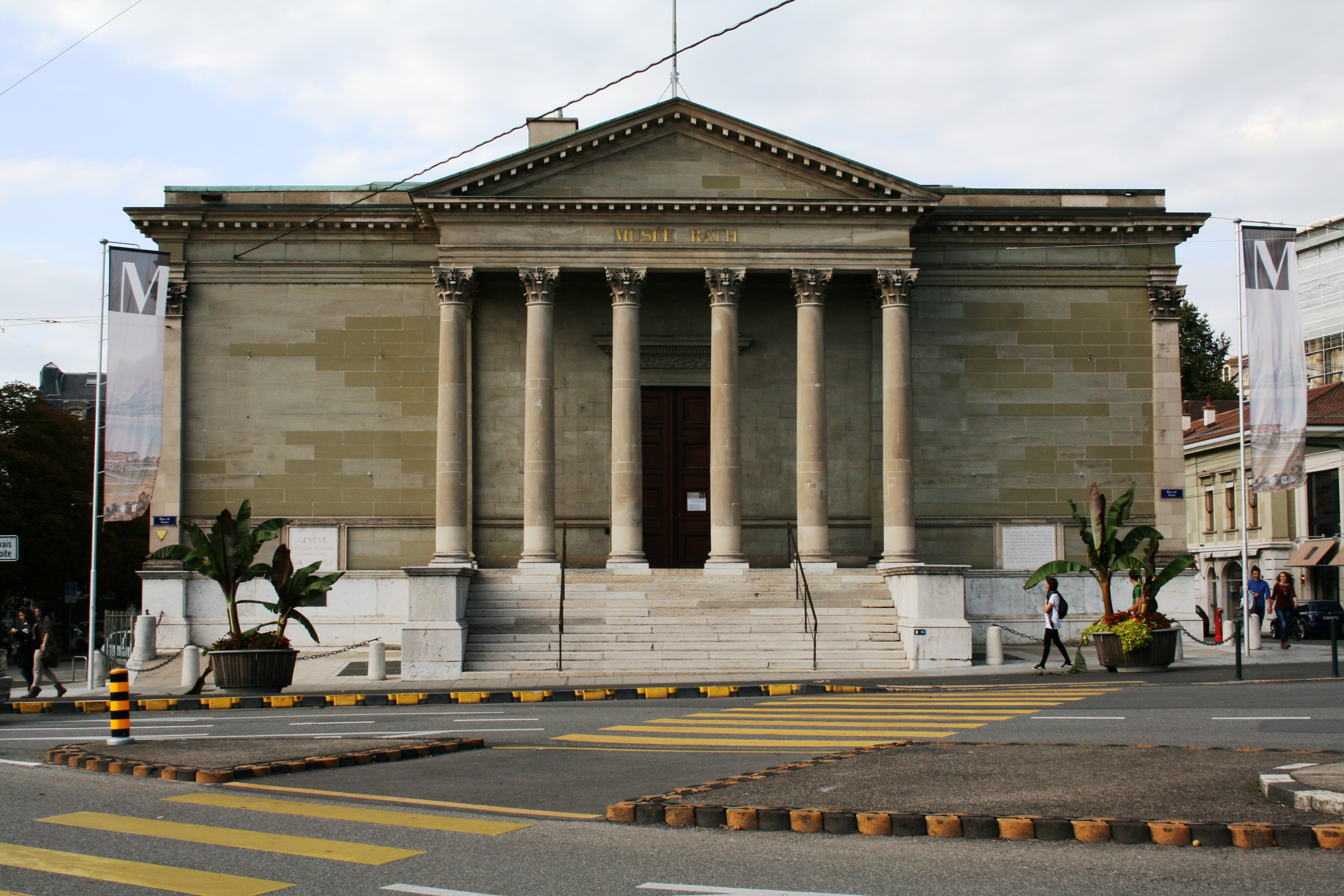
Museo Rath (1824-1826) en Ginebra, obra de Samuel Vaucher

El neoclasicismo fue un estilo que surgió del movimiento neoclásico de mediados del siglo XVIII hasta alrededor de 1850. El estilo se basó en un retorno a la arquitectura clásica y a los principios arquitectónicos de Vitruvio. A menudo incluía pilares que sostenían frontones y otras formas geométricas como cubos, cilindros y círculos. 
Durante mediados y finales del siglo XVIII, Suiza fue un refugio para poetas, artistas, autores, filósofos, revolucionarios y arquitectos. En Zúrich, los poetas y autores de habla alemana Johann Jakob Bodmer, Johann Jakob Breitinger, Johann Kaspar Lavater, Salomon Gessner y Johann Heinrich Füssli escribieron cartas y compartieron ideas con sus homólogos en Alemania. En Ginebra, Voltaire y Rousseau desarrollaron filosofías que influyeron en los gobiernos y revolucionarios de toda Europa. En Coppet, Madame Germaine de Staël dirigió un influyente salón de exiliados parisinos. En Italia, los artistas suizos estuvieron expuestos tanto al arte y la arquitectura clásicos como a las obras neoclásicas. Las ideas del clasicismo, el romanticismo, el humanismo y el Sturm und Drang, entre otras, inundaron el país. Al mismo tiempo, la fundación de la Helvetische Gesellschaft en 1761 ayudó a desarrollar la identidad nacional de Suiza y a unificar el país. La idea de una base compartida del republicanismo (Landsgemeinde), la vida pastoral en los prados alpinos y la leyenda de Guillermo Tell formaron parte del clasicismo interpretado en Suiza.
A partir de la década de 1760, muchos arquitectos, constructores y artistas expertos del Tesino se trasladaron a la Rusia imperial. Durante las décadas siguientes, familias enteras trabajaron para construir muchos de los edificios de las dos capitales del Imperio ruso, San Petersburgo y Moscú. 
Solo se construyeron unos pocos edificios religiosos en estilo neoclásico, pero uno de los más grandes fue la catedral de San Urso y San Víctor (1763-1773) en Soleura, obra de  Gaetano Matteo Pisoni y Paolo Antonio Pisoni. La mayoría de los edificios clasicistas eran gubernamentales, comerciales o mansiones para los ricos. Un ejemplo interesante de escultura neoclásica es el Monumento del León en Lucerna, basado en el diseño de Bertel Thorvaldsen. Conmemora a los guardias suizos que fueron masacrados en 1792 durante la Revolución francesa. El monumento utiliza la naturaleza para honrar a los héroes suizos, ambos elementos del clasicismo.
A partir de 1800, la construcción de edificios públicos como escuelas, hospitales, museos, oficinas de correos, edificios cantonales y edificios federales se confió a menudo a arquitectos «académicos» que habían seguido su formación en las renombradas escuelas de Europa. Los arquitectos académicos suizos francófonos fueron a formarse a la École des Beaux-Arts de París (por ejemplo, Samuel Vaucher), y los germanófonos en la Academia de Friedrich Weinbrenner de Karlsruhe (por ejemplo, Melchior Berri), y también en Múnich, Berlín y algunos a Milán. Viajaban a Italia y a Grecia para inspirarse en la Antigüedad, su arquitectura era sobria, bien proporcionada y con pocos elementos decorativos. Construyeron, por ejemplo, grandes villas clasicistas.
Durante este período, el chalet suizo tradicional, una pequeña casa escondida en un prado alpino alto, comenzó a extenderse fuera de Suiza. El chalet apareció por primera vez en los escritos de Jean-Jacques Rousseau, donde se extendió a Francia y luego a toda Europa. El estilo de chalet suizo se convirtió en un símbolo de una vida simple y pastoral basada en la democracia, la libertad y una conexión con la naturaleza. La amplia variedad de estilos locales y materiales de construcción se redujo a una cabaña de madera con un techo de suave pendiente y aleros anchos y bien sostenidos colocados en ángulo recto con el frente de la casa. Al principio, los chalets aparecieron en los jardines y bosques de los aristócratas europeos ricos, antes de extenderse a los balnearios y otros destinos turísticos. En la segunda mitad del siglo XIX, el chalet era un símbolo de Suiza y la palabra se hizo común en todo el país. El diseño era adecuado para ser construido parcialmente en fábrica y varias empresas fabricaron kits de chalets, que se enviaron a toda Europa.
Algunos arquitectos representativos: Melchior Berri (1801-1854), Felix Wilhelm Kubly (1802-1872), Johann Christoph Kunkler (1813-1898), Henri Perregaux (1785-1850), Ferdinand Stalder (1813-1870), Samuel Vaucher (1798-1877), Gustav Albert Wegmann (1812-1858) y Leonhard Zeugheer (1812-1866).
Algunos edificios representativos: el palacio Eynard (1817-1821) en Ginebra; el Museo Rath (1824-1826) en Ginebra, obra de Samuel Vaucher; la Corraterie (1827-1828) en Ginebra, de Samuel Vaucher y Guillaume Henri Dufour; la sede de la Gran consejo en Aarau (1826-1828), obra de Franz Heinrich Hemman; el Arsenal (1838-1841) y la escuela cantonal de St. Gall (1851-1856), de Felix Wilheim Kubly, El centro comunal de Glarus (1837-1839) por Carl Ferdinand von Ehrenberg, la Escuela Cantonal de Zúrich (1839-1842), de Gustav Albert Wegmann, la sede del Parlamento Cantonal de Lucerna (1841-1843) y el Museo Augustinergasse (1845-1849) de Basilea, de Melchior Berri, el palacio federal ala oeste (1852-1857), en Berna, de Friedrich Studer.

Edificios clasicistas en Switzerland
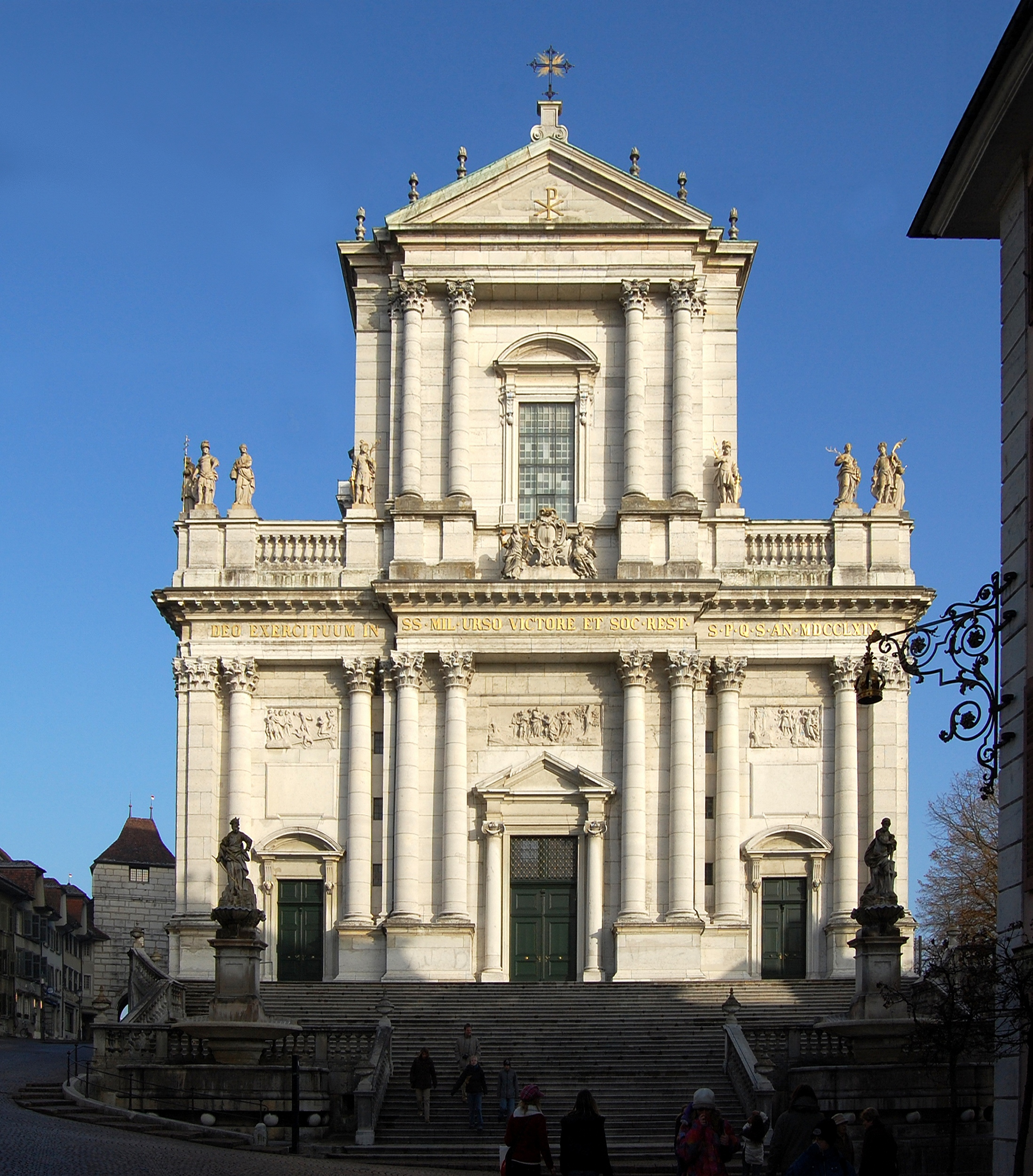
Catedral de San Urso y San Víctor (1763- 1773) en Soleura, obra de  Gaetano Matteo Pisoni y Paolo Antonio Pisoni
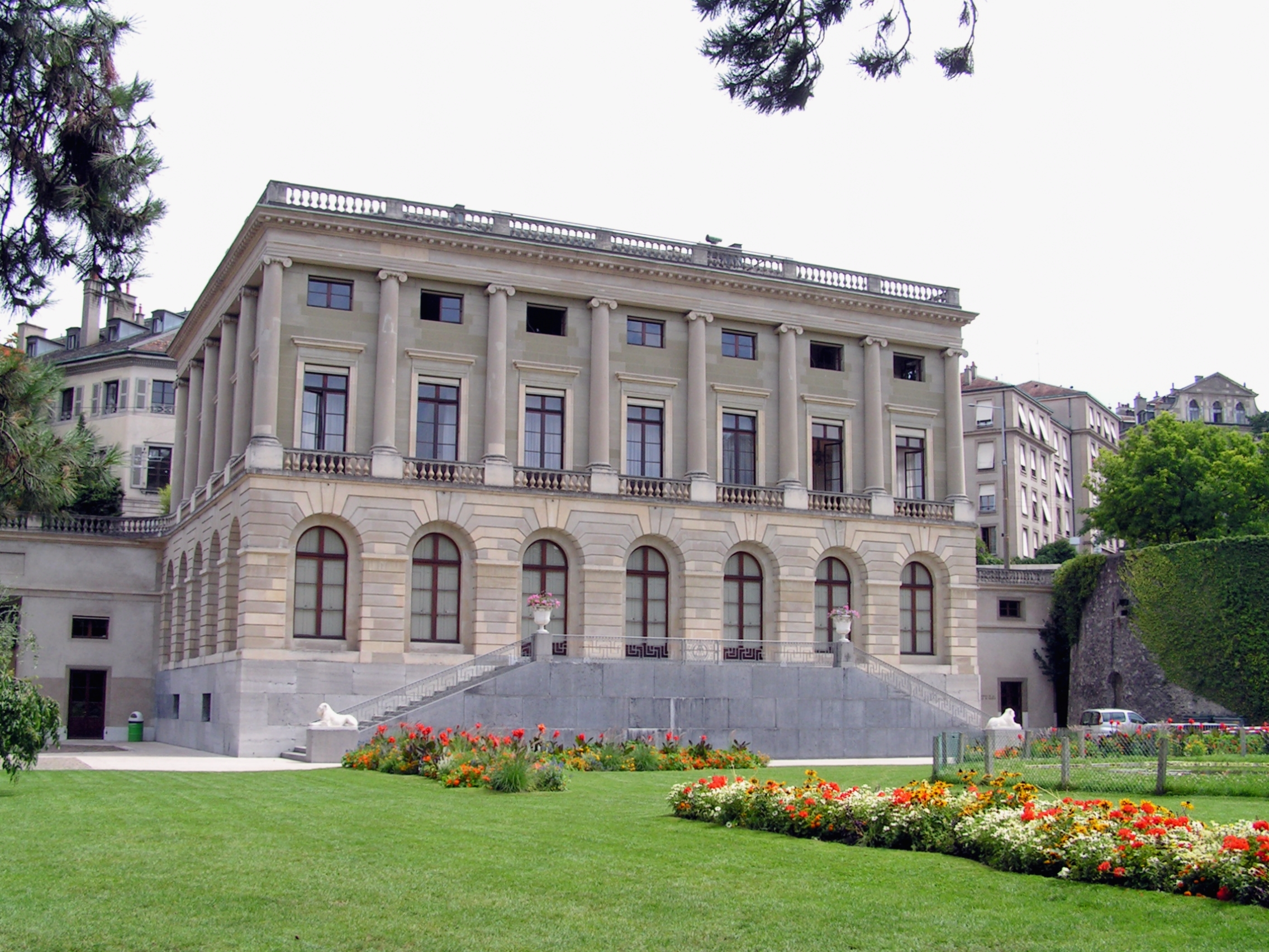
Palacio Eynard  (1817-1821) en Ginebra
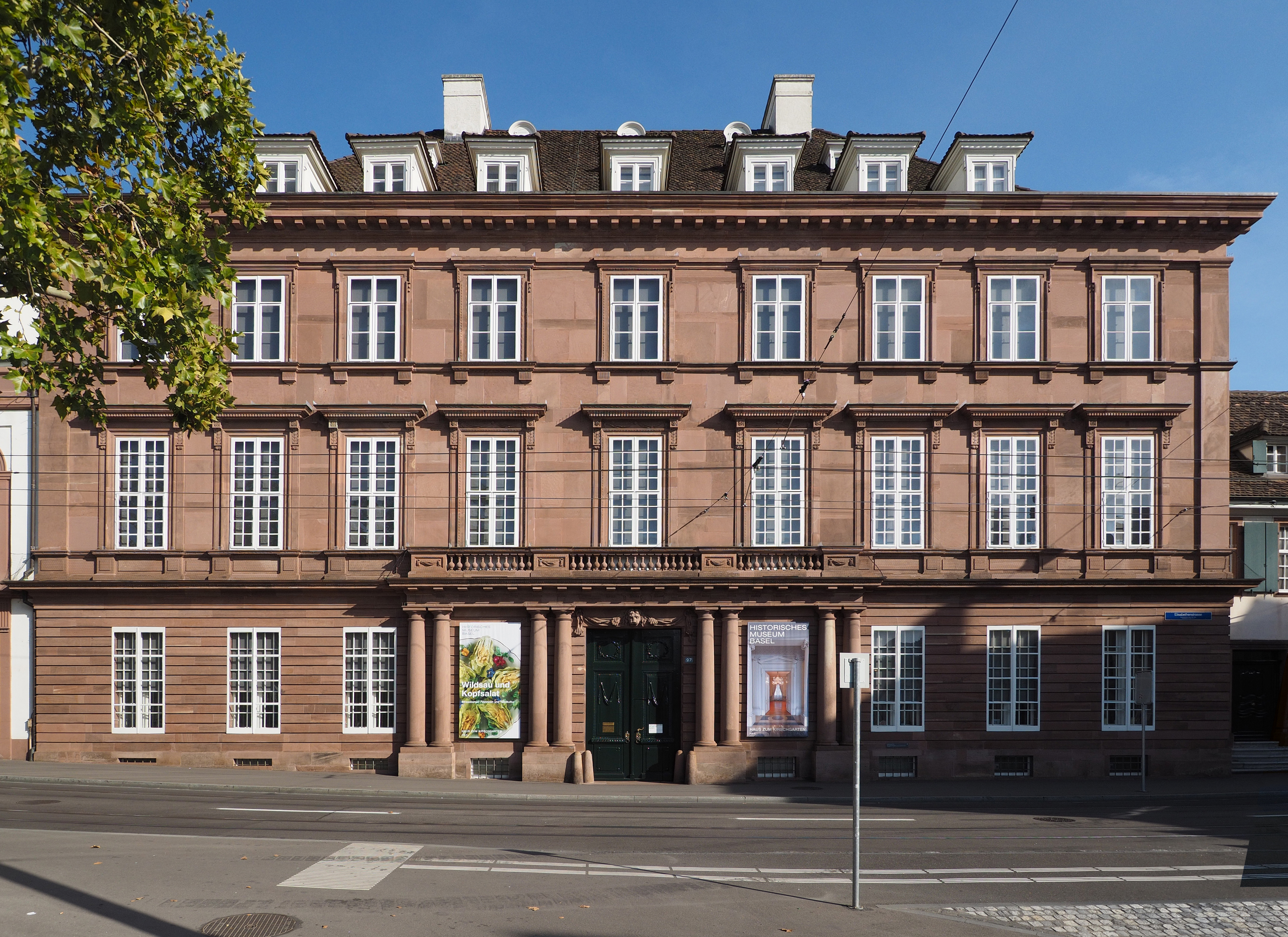
Haus zum Kirschgarten (1775-1780) (lit., 'Casa al huerto de cerezos') en Basilea, obra de  Johann Ulrich Büchel ahora sede del Museo Histórico de Basilea
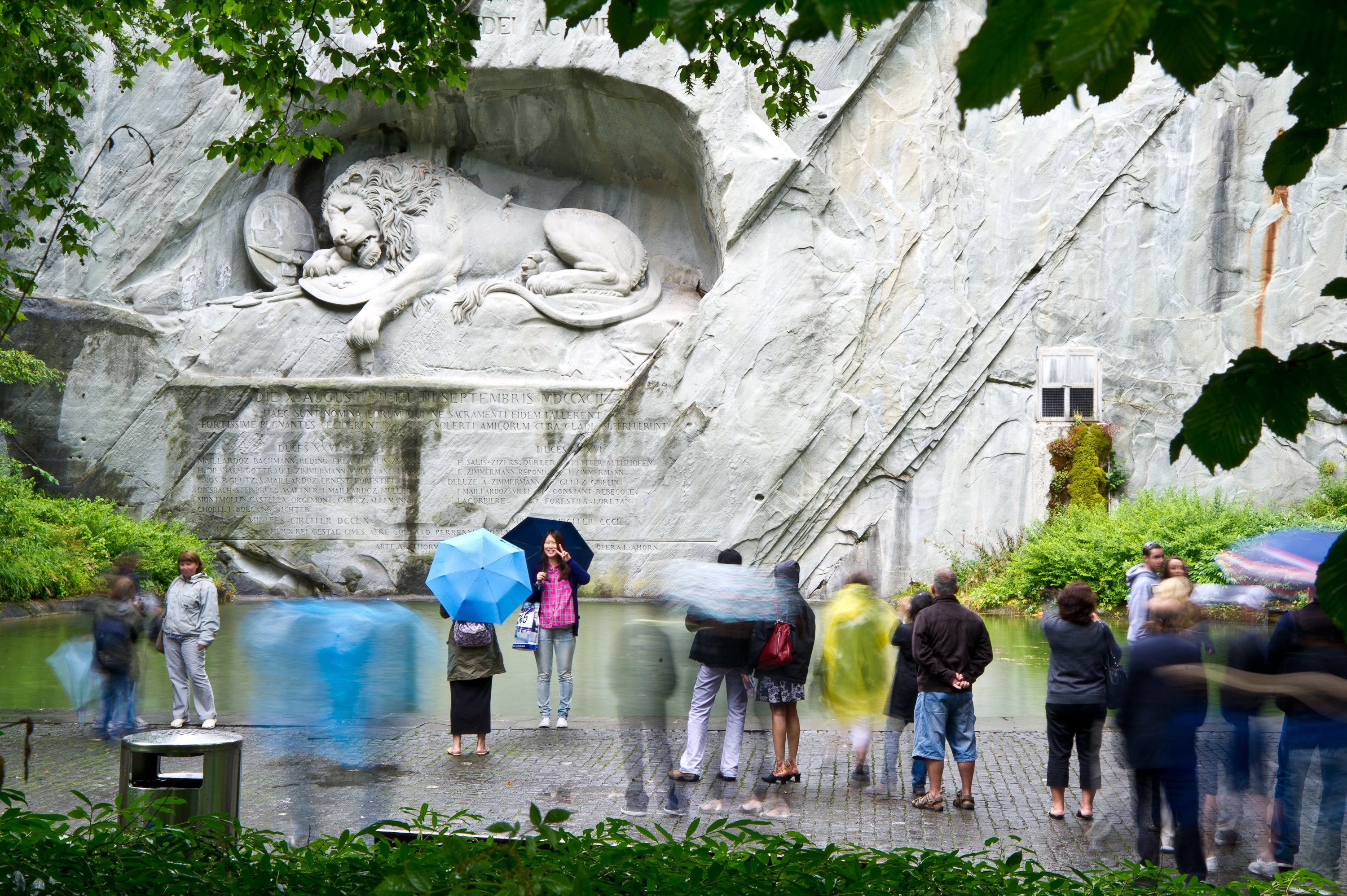
Monumento del León (1819-1821) de Lucerna

### Historicismo

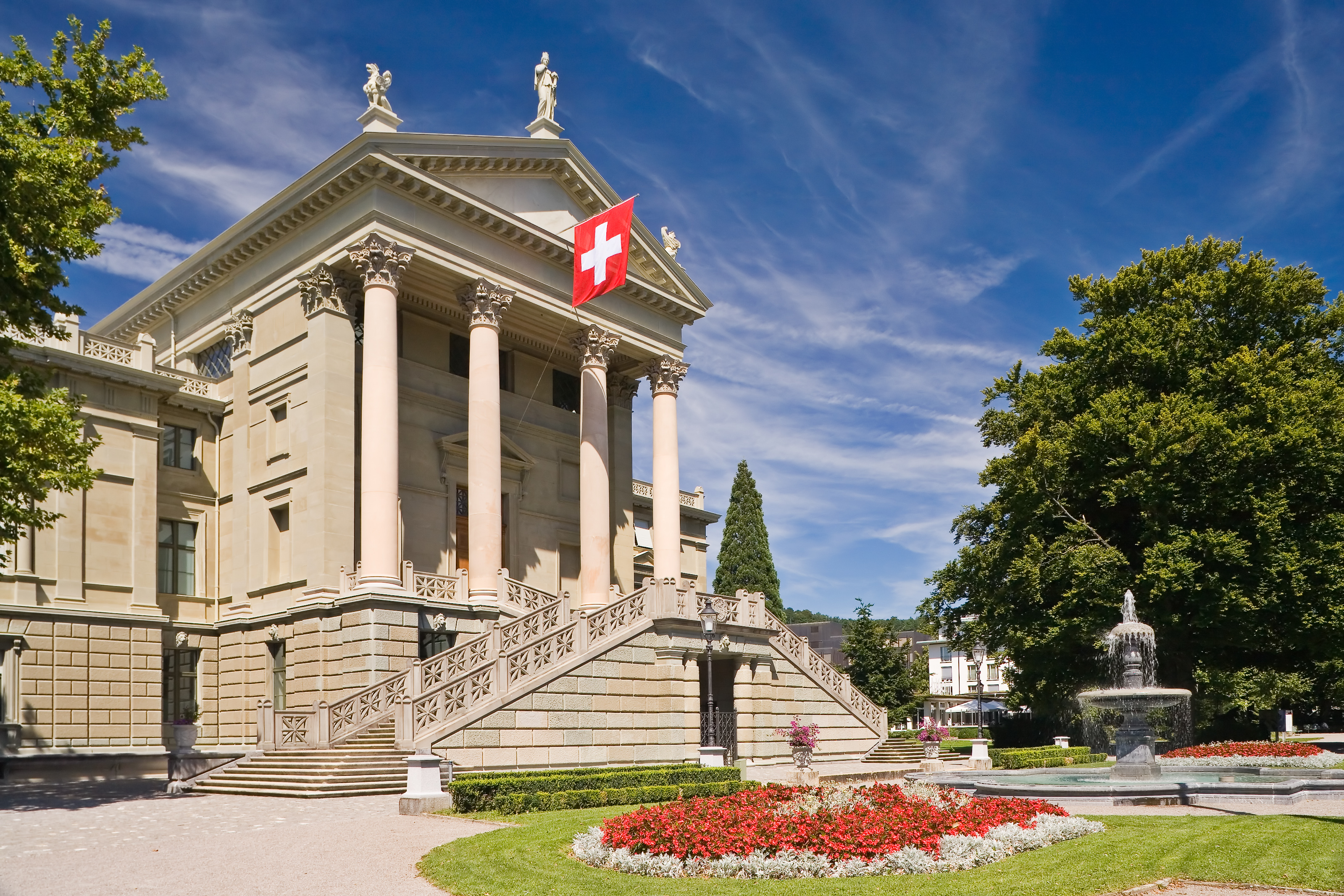
Ayuntamiento de Winterthur (1864-1870), obra de Gottfried Semper

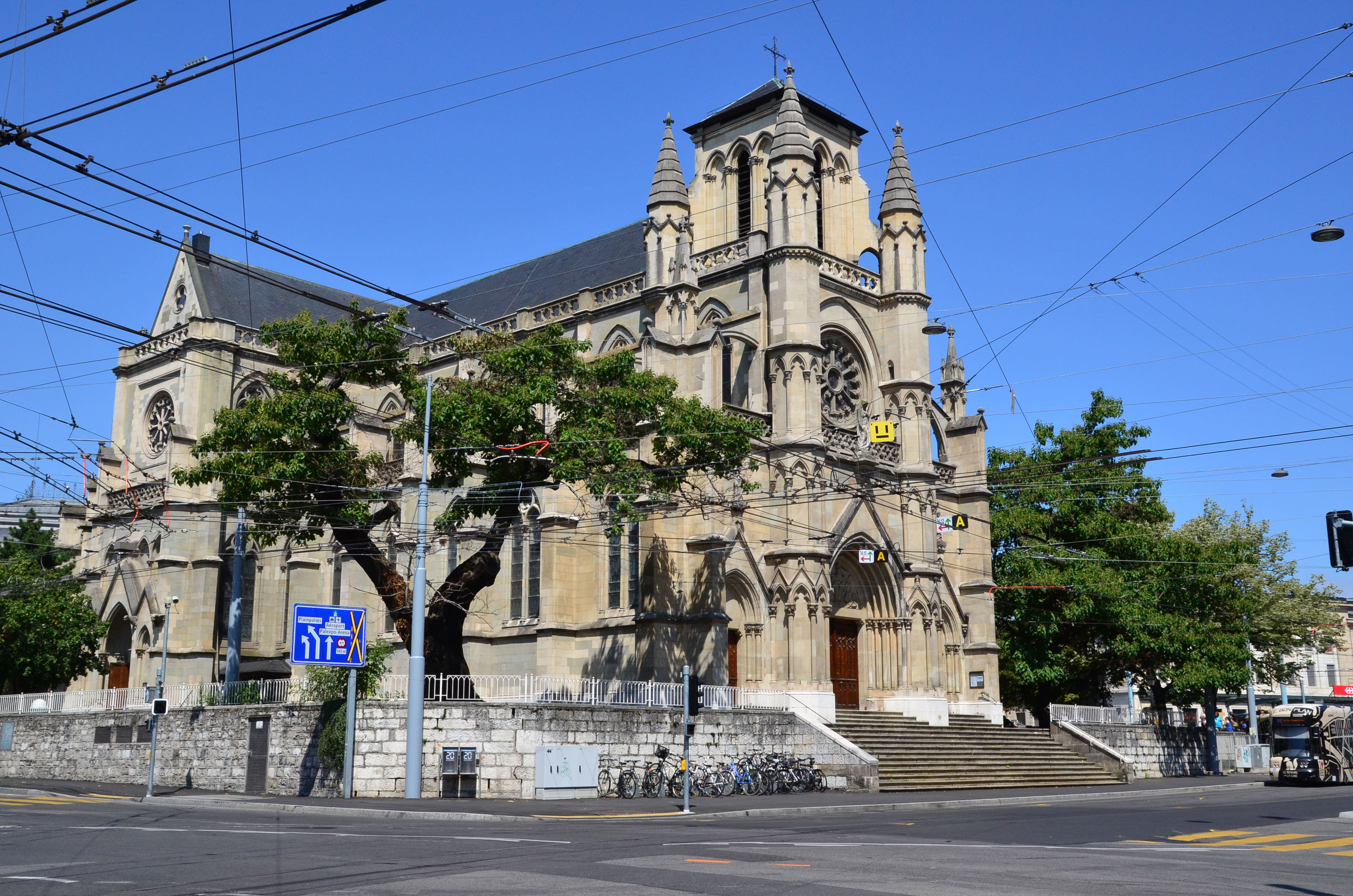
Basílica de Nuestra Señora (1852-1857) de Ginebra, obra de Alexandre Grigny de Arras

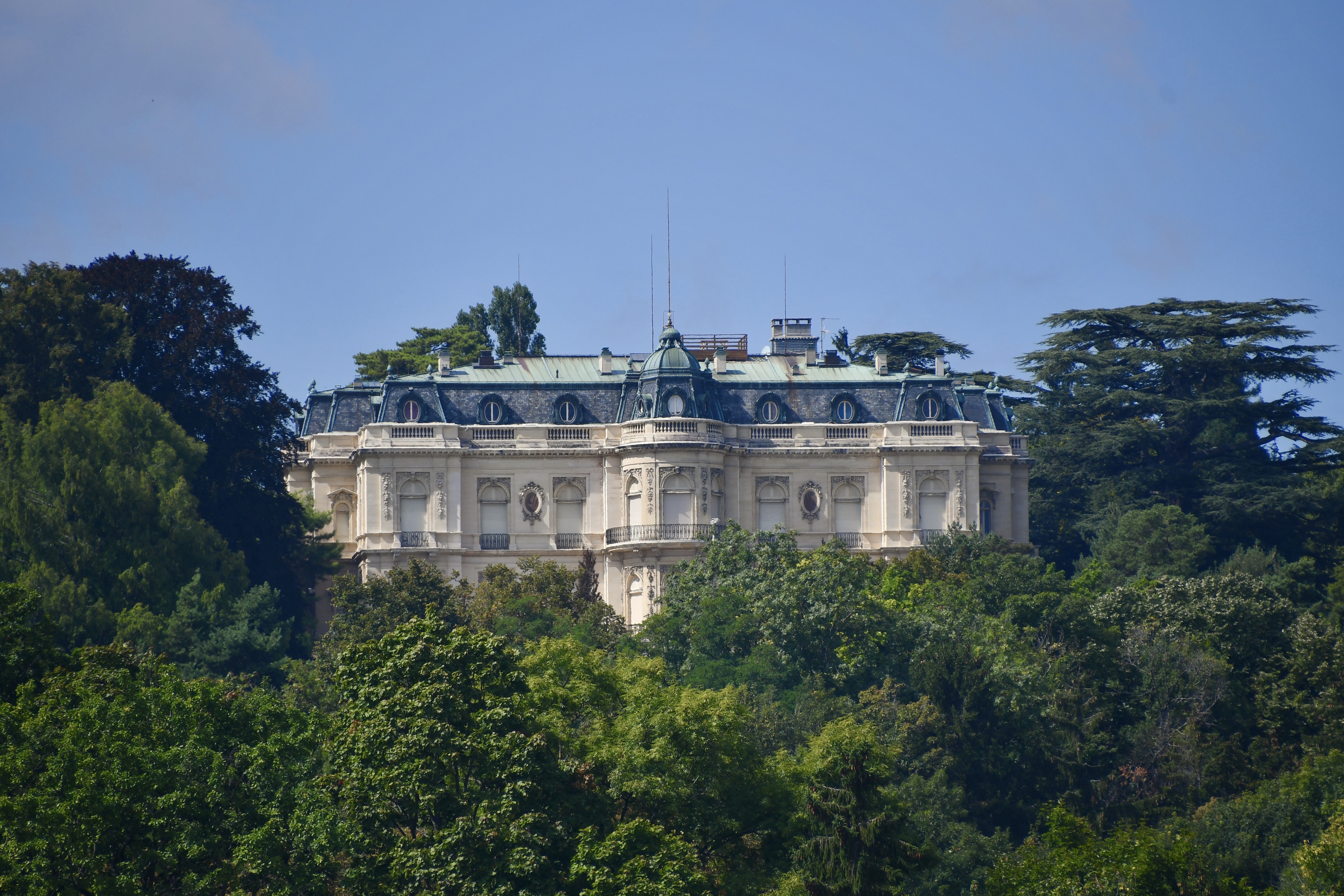
Residencia Rothschild (1858-1860) en Pregny-Chambésy, de los ingleses sir Joseph Paxton y George Henry Stokes

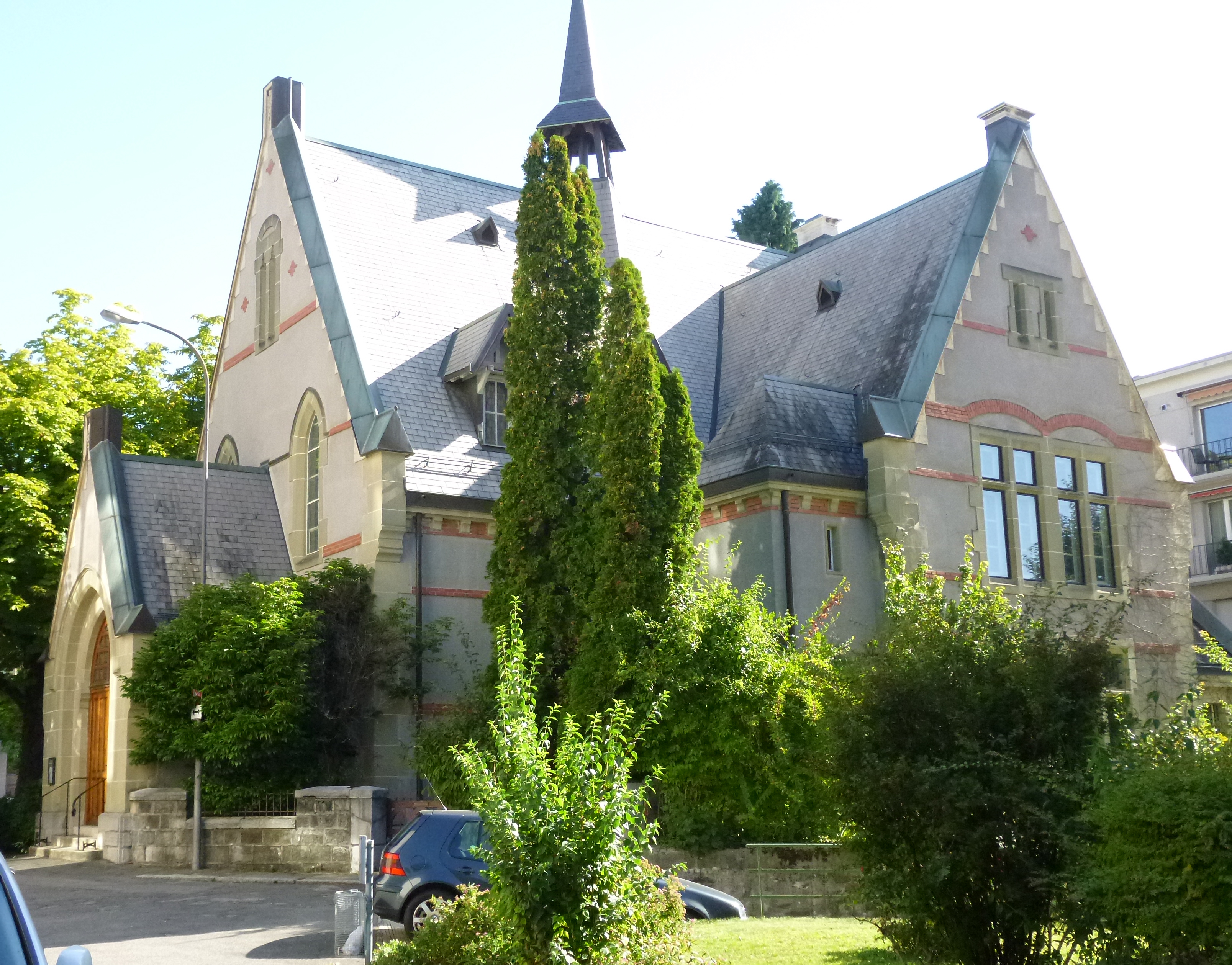
Iglesia escocesa en Lausana (1876-1877), de Eugène Viollet-le-Duc

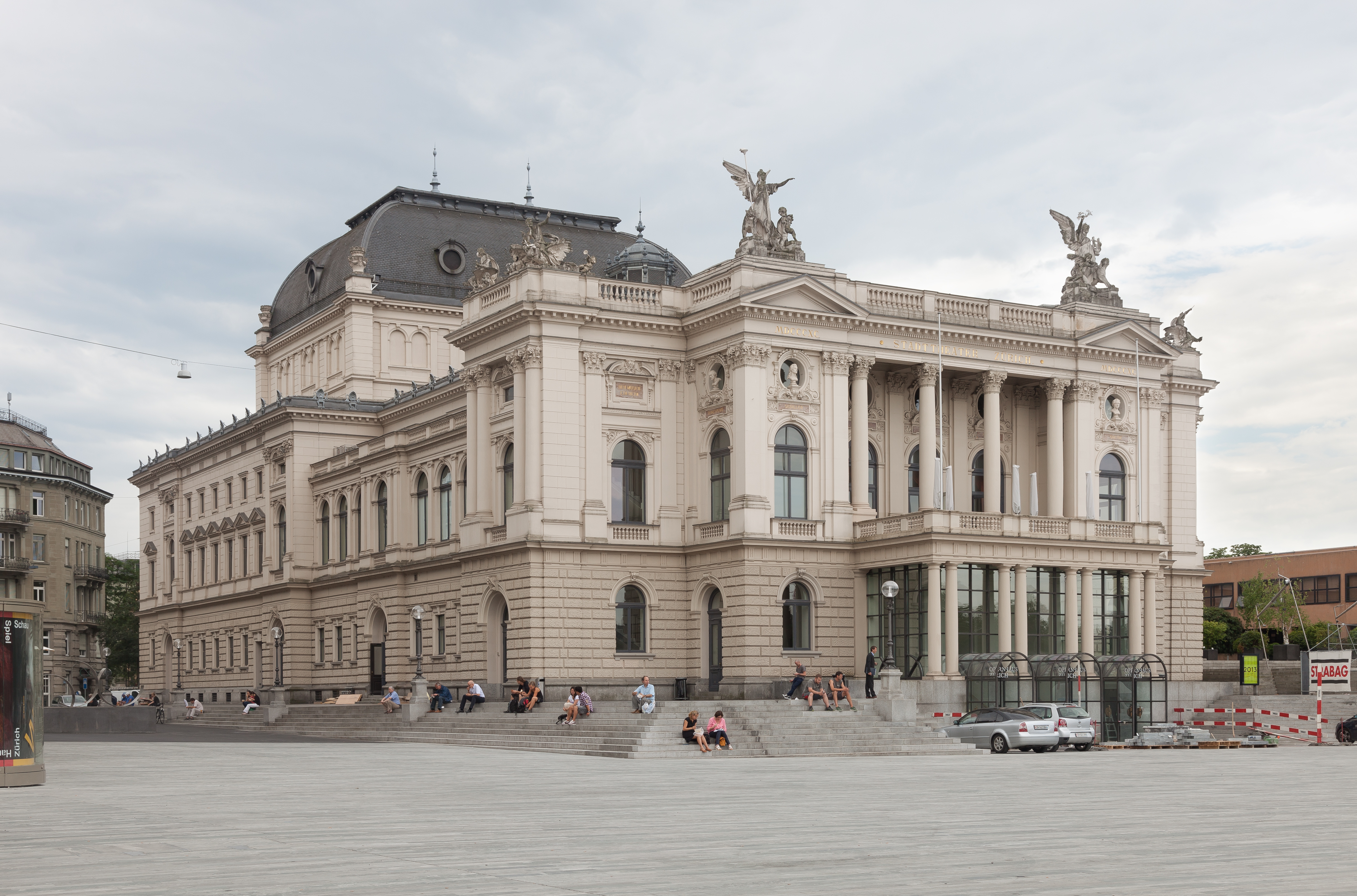
Teatro de ópera de Zúrich (1890-1891), de los vieneses Fellner und Helmer

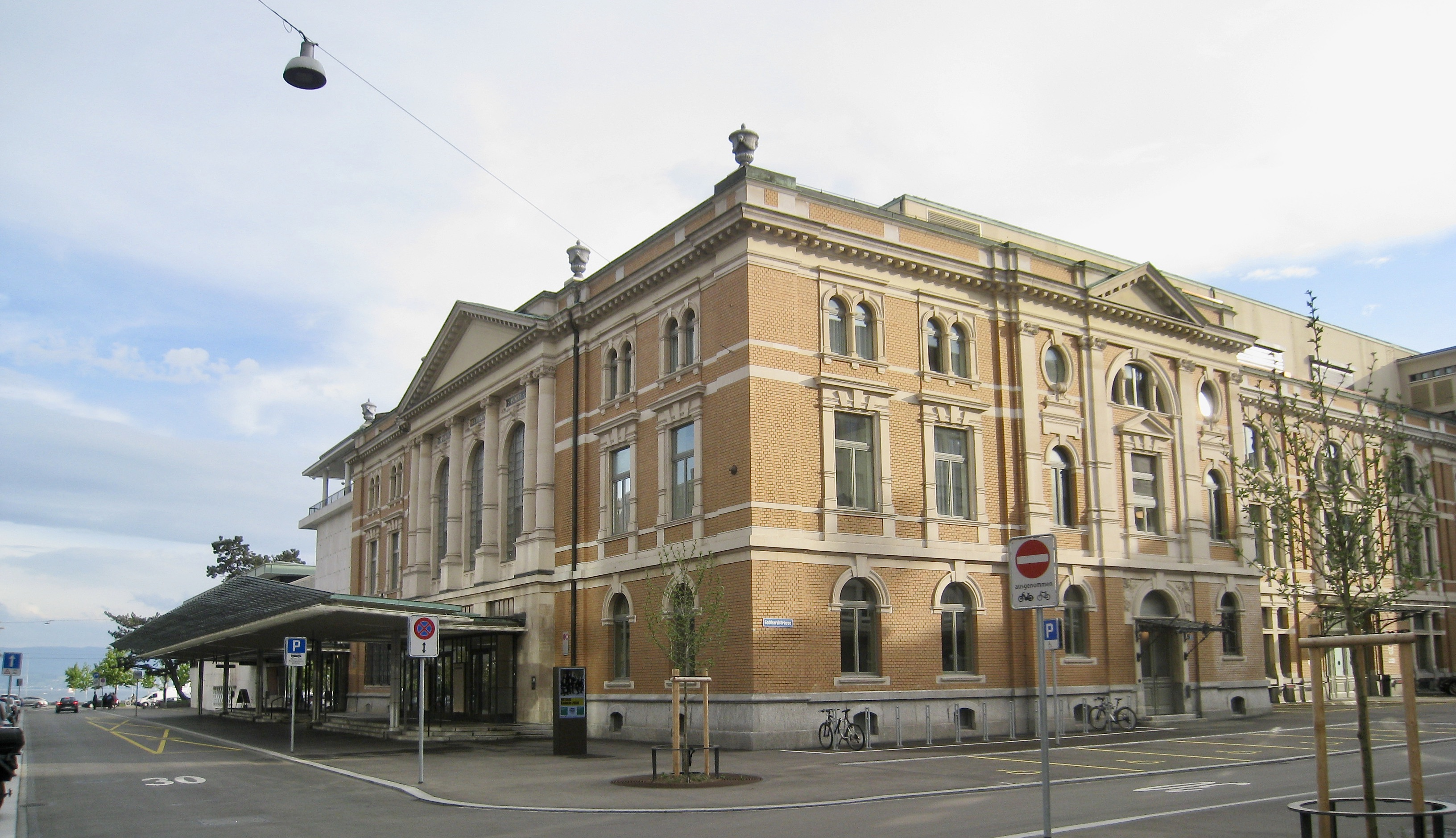
Tonhalle de Zúrich (1893-1895), de los vieneses Fellner und Helmer

Las revistas de arquitectura, que aparecieron hacia 1830, los viajes culturales y los arquitectos suizos formados en Múnich, Berlín, París y Milán contribuyeron a la difusión del historicismo en Suiza. En 1855, un destacado arquitecto y teórico alemán, Gottfried Semper (1803-1879), fue nombrado profesor de la Escuela Politécnica Federal de Zúrich. Su actividad marca la primera fase del historicismo suizo. Se caracteriza por una construcción discreta que recuerda al neoclasicismo y, en su mayor parte, repite libremente la arquitectura renacentista italiana. Entre los edificios más importantes de Semper cabe mencionar el propio edificio de la ETH de Zúrich (1858-1864), el Ayuntamiento de Winterthur (1865-1868) y el edificio comercial Fierz en Fluntern (ahora comuna de Zúrich, 1865-1868).
También forman parte de los principales edificios historicistas de Suiza la Estación central de Zúrich  (1865-1871), obra neobarroca del alemán Jakob Friedrich Wanner (1830-1903); el antiguo Tribunal Federal de Lausana (1881-1886), de Benjamin Recordon (1845-1938); el antiguo edificio administrativo de la fábrica siderúrgica Chemins Gotthard (1886-1888) en Lucerna (Gustav Mossdorf); la iglesia de Enge (1892-1894)) en Zúrich, de Alfred Friedrich Bluntschli;  el neogótico Museo Nacional Suizo (1892-1898), de Gustav Gull (1858-1942); así como el Palacio Federal de Berna (ala oeste (1852-1857), de Friedrich Studerm; ala este y parte central (1888-1892 y 1894-1902) de Hans Wilhelm Auer (1847-1906)).

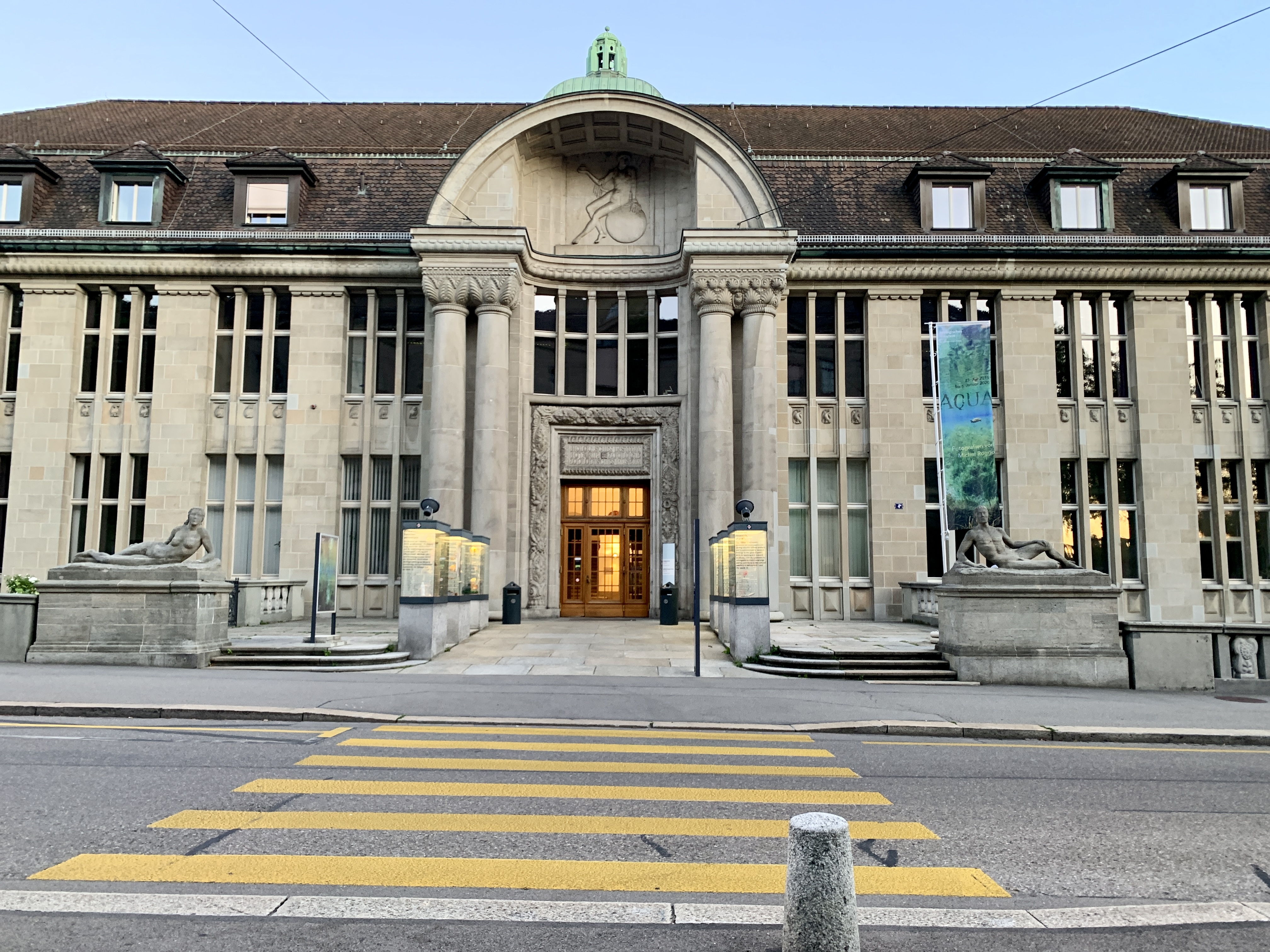
Escuela Politécnica Federal de Zúrich (1858-1864), diseñado por el alemán Gottfried Semper
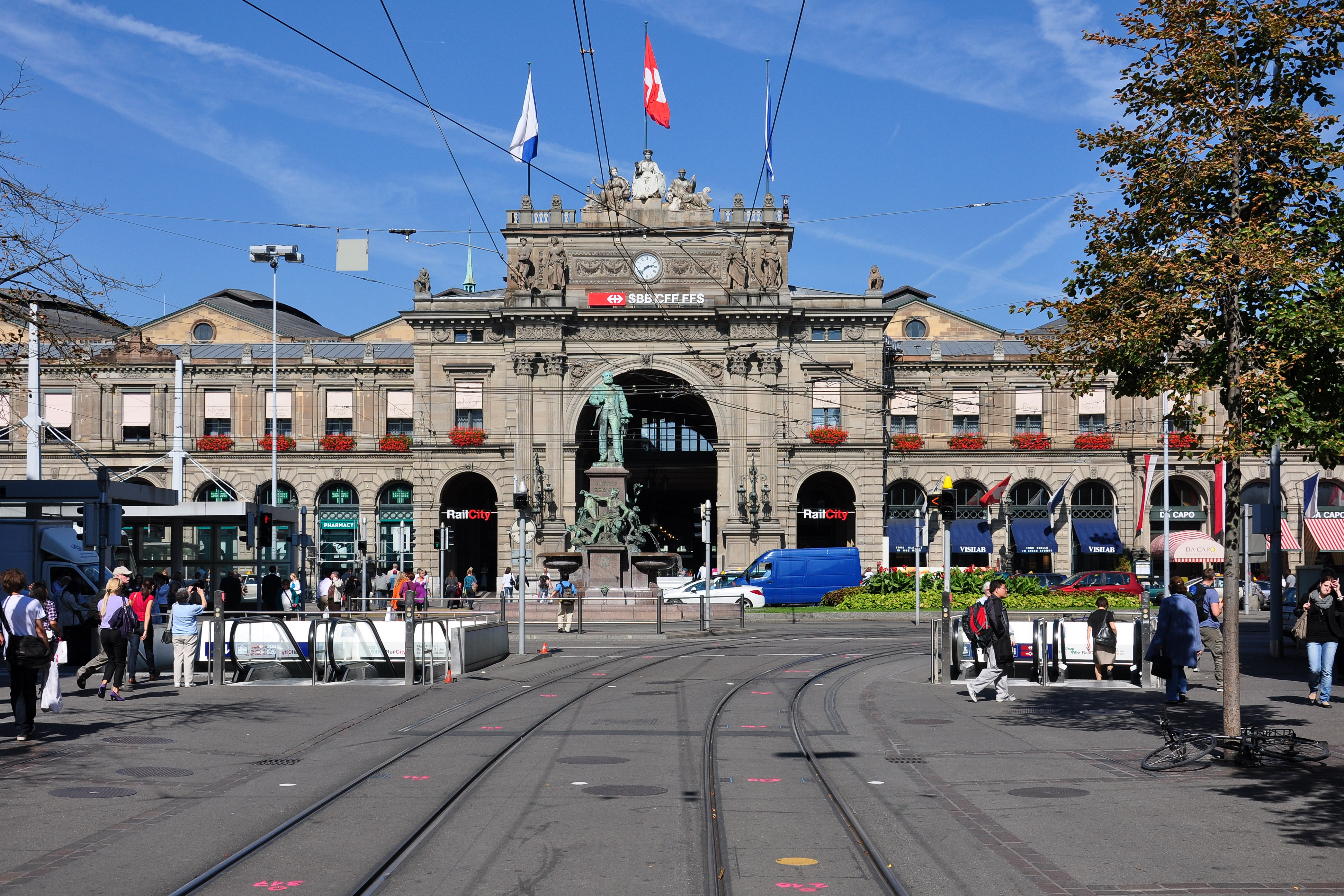
Estación central de Zúrich (1865-1871), de Jakob Friedrich Wanner
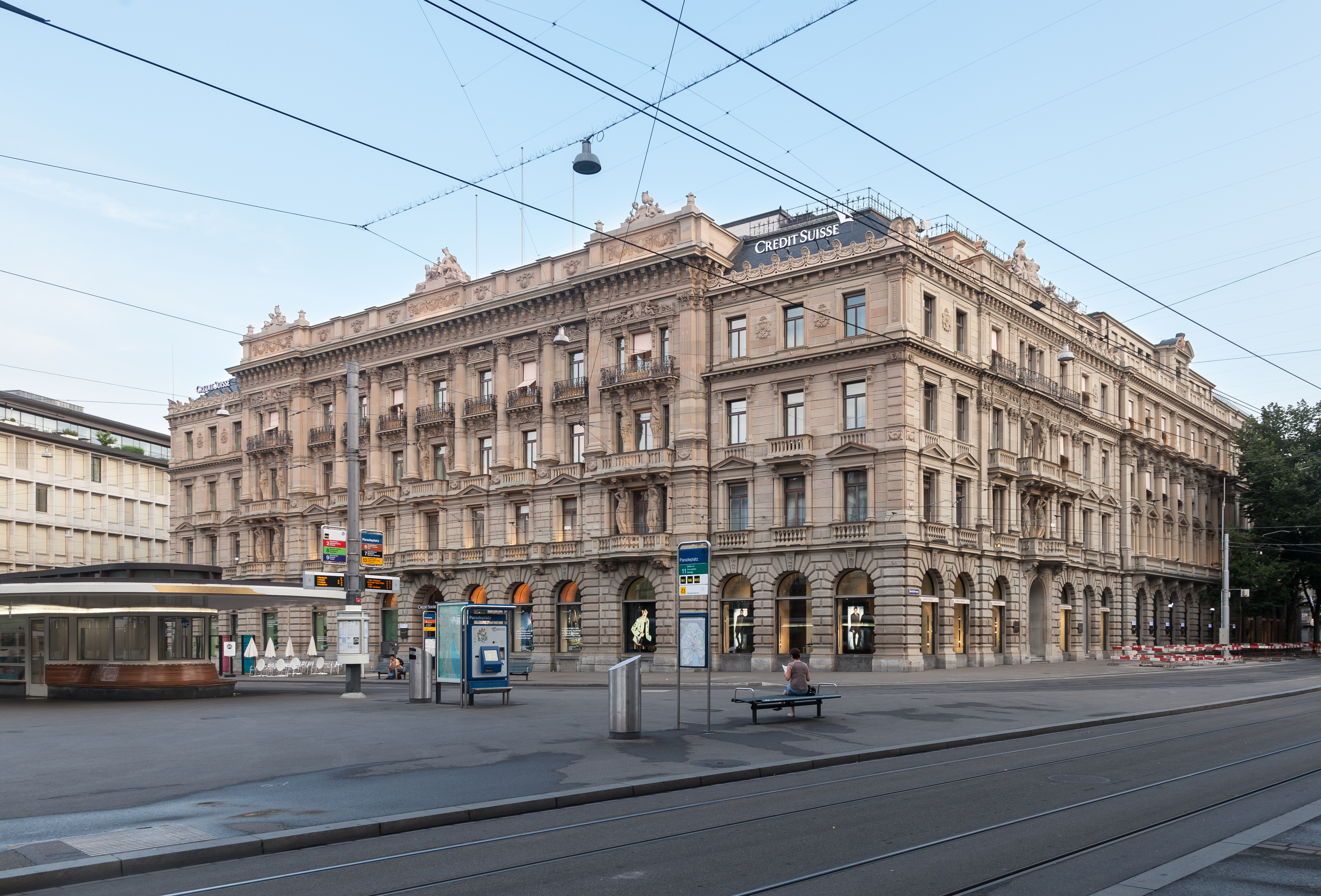
Sede del Crédit suisse (1873-1876) en Zurich, de Jakob Friedrich Wanner
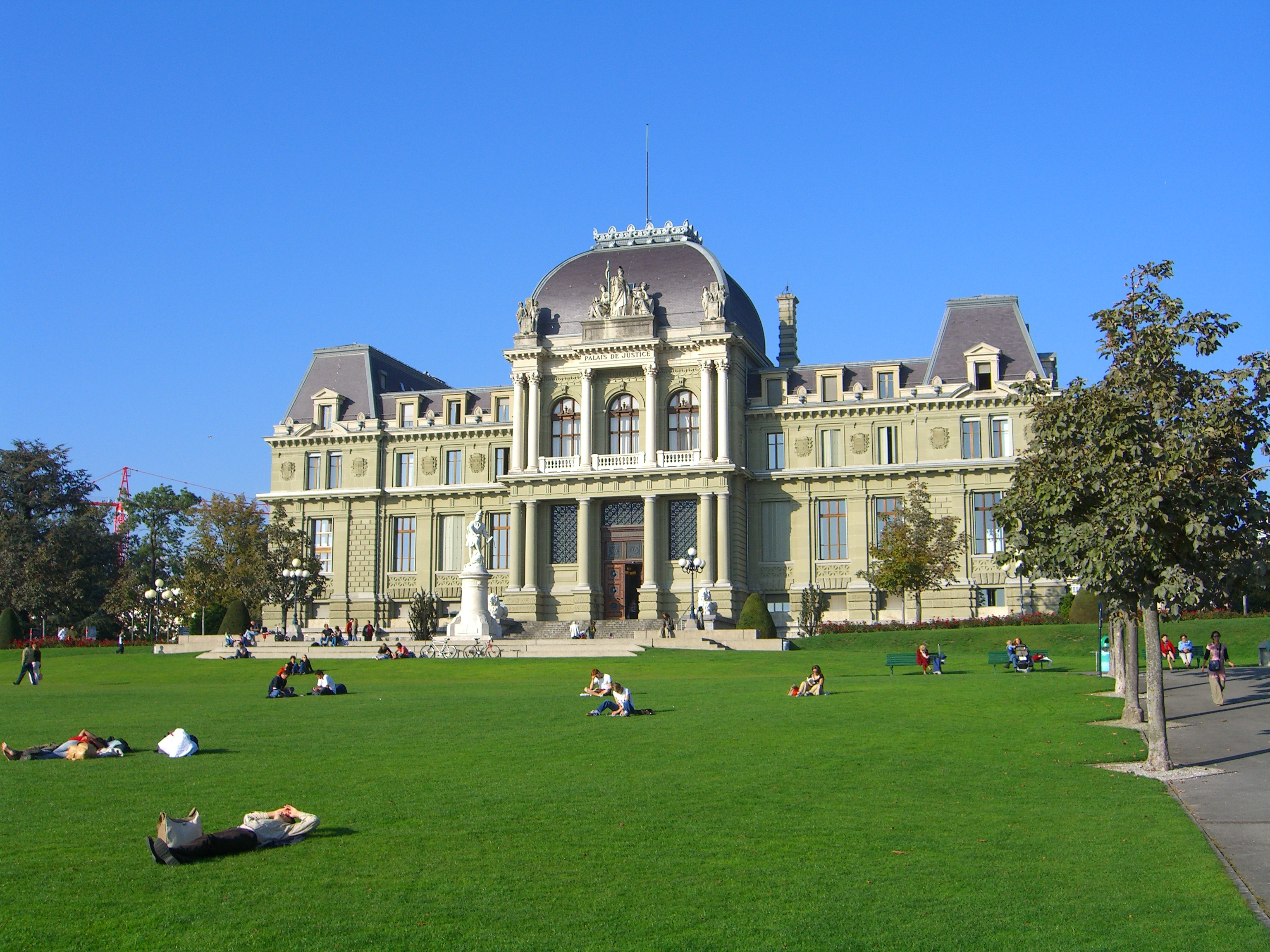
Palacio de Justicia de Lausana (1877-1886), antiguo Tribunal federal, obra de Benjamin Recordon
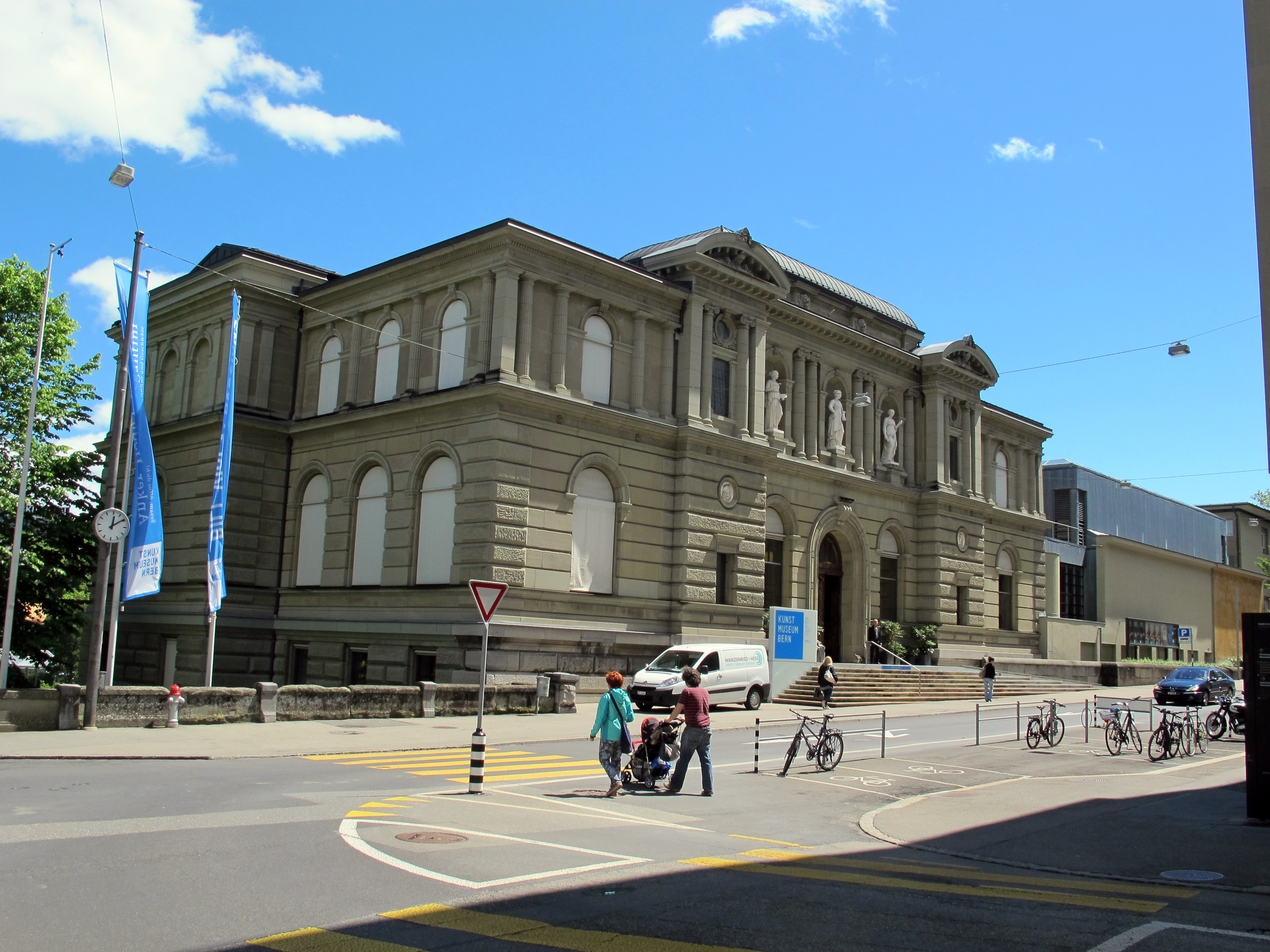
Museo de Bellas Artes de Berna (1876-1878), de Eugen Stettler

En Suiza también trabajaron arquitectos extranjeros de renombre: Pierre Joseph Edouard Deperthes (iglesia de Saints-Pierre-et-Paul en Berna), Eugène Viollet-le-Duc (iglesia escocesa de Lausana), George Edmund Street (iglesias inglesas en Mürren, Lausana y Vevey) así como Friedrich Schmidt (oficina principal de correos en Basilea). Los ingleses sir Joseph Paxton y George Henry Stokes construyeron la residencia Rothschild en Pregny-Chambésy (1858-1860) basándose en modelos franceses. 
Sin embargo, la influencia directa del historicismo francés no se impuso en Suiza hasta el último cuarto del siglo XIX, primero en la Suiza francófona, donde Jacques-Elisée Goss construyó villas, inmuebles de vivienda y edificios públicos (en especial, en Ginebra, el Grand Théâtre, 1874-1879), y poco después también en la Suiza alemana, donde Jakob Friedrich Wanner erigió el edificio del Credit Suisse en Paradeplatz en Zúrich (1872-1876). En un exuberante lenguaje neobarroco francés, los arquitectos vieneses Ferdinand Fellner y Hermann Helmer (Fellner und Helmer) crearon la Ópera (1890-1891) y la Tonhalle (1893-1895) también en Zúrich. Durante la segunda mitad del siglo XIX, los grandes hoteles, sobrecargados de mezclas de formas del Renacimiento tardío y del Barroco, encarnaron, junto a teatros y salas de conciertos, un historicismo de inspiración francesa. También pueden mencionarse el Grand Hôtel Schreiber (1874-1875) en Rigi Kulm, de Horace Édouard Davinet (1839-1922) y  la Oficina principal de Correos de Ginebra (1890-1892), de los hermanos John (1848-1894 y Marc Camoletti (1857-1940), así como obras de Theodor Gohl (1844-1910).
Debido a la conciencia de clase de la gran burguesía, al gusto por la ostentación, a la búsqueda de la originalidad y al optimismo de los últimos años de la alta situación económica, el historicismo no dejó de conquistar a finales del siglo XIX un estilo universal que simbolizaba gusto burgués, de inspiración romántico-ecléctica (casa burguesa). Bajo la dirección del arquitecto Heinrich Honegger-Näf, se erigió en Zúrich, cerca del lago, el Weisses Schloss (1890-1893), un complejo de silueta irregular y lenguaje formal ecléctico. En el Alpenquai (actualmente General-Guisan-Quai), Heinrich Ernst hizo construir el Rotes Schloss (1891-1893), un grupo de varias casas tipo castillo, repletas de elementos arquitectónicos de Luis XIII.
A pesar de ciertos enfoques regionalistas, el historicismo no constituyó en Suiza un verdadero estilo nacional, ni siquiera en los edificios oficiales o administrativos, muchos elegidos tras concursos concursos de arquitectura (también que se agrupan bajo la denominación de «estilo republicano»). A pesar de los colores nacionales, el Palacio Federal de Suiza de Berna, construido al estilo de un enorme hotel de la Belle Époque, también muestra que la cultura arquitectónica ecléctica del historicismo no fue, en última instancia, un fenómeno autóctono sino internacional, y que en este caso es simplemente el estilo del siglo XIX. Los grandes hoteles, teatros y salas de conciertos, con formas renacentistas tardías y barrocas, serán de un historicismo de inspiración francesa.

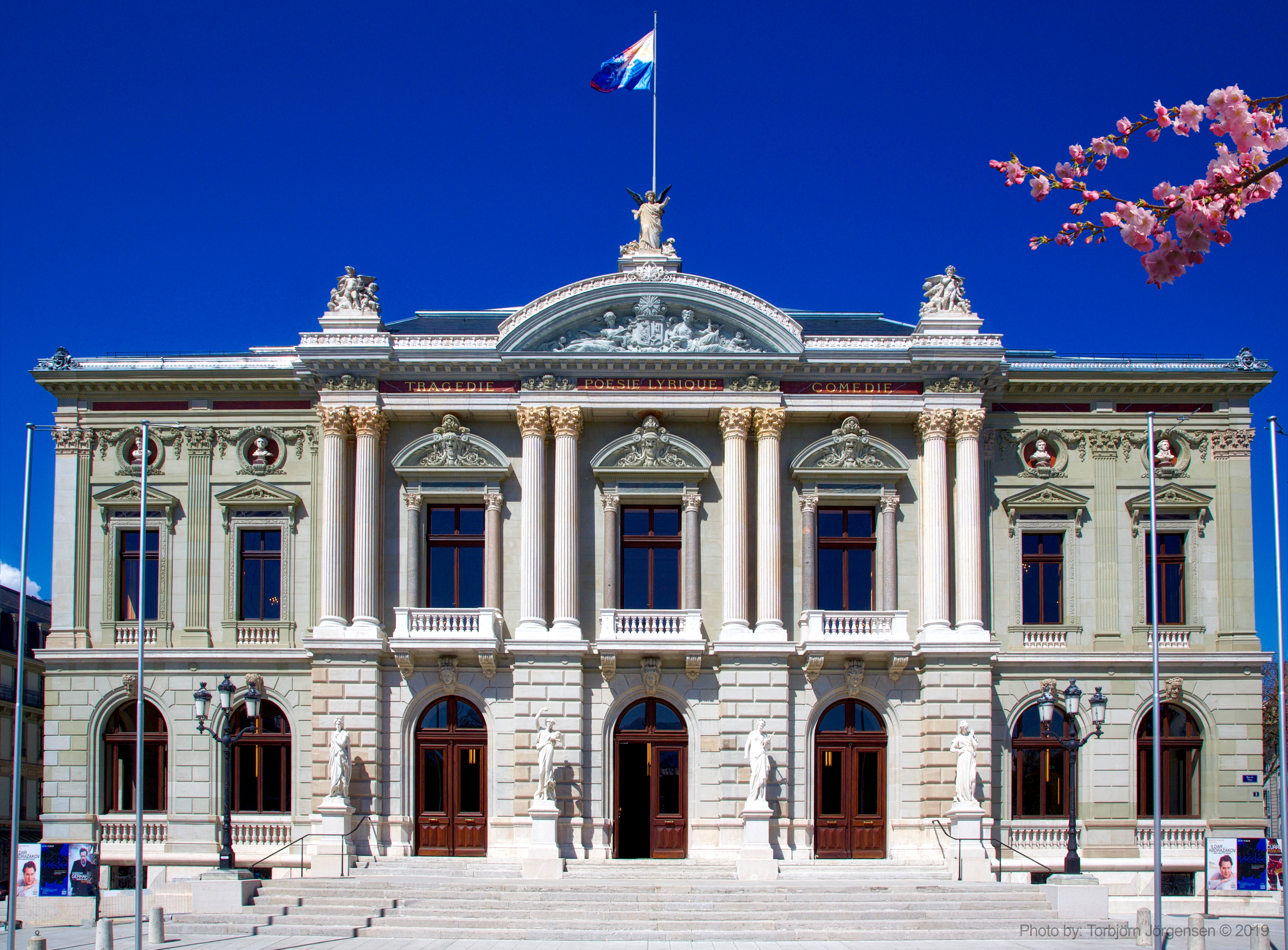
Gran Teatro de Ginebra (1873-1879), obra de  Jacques-Élysée Goss
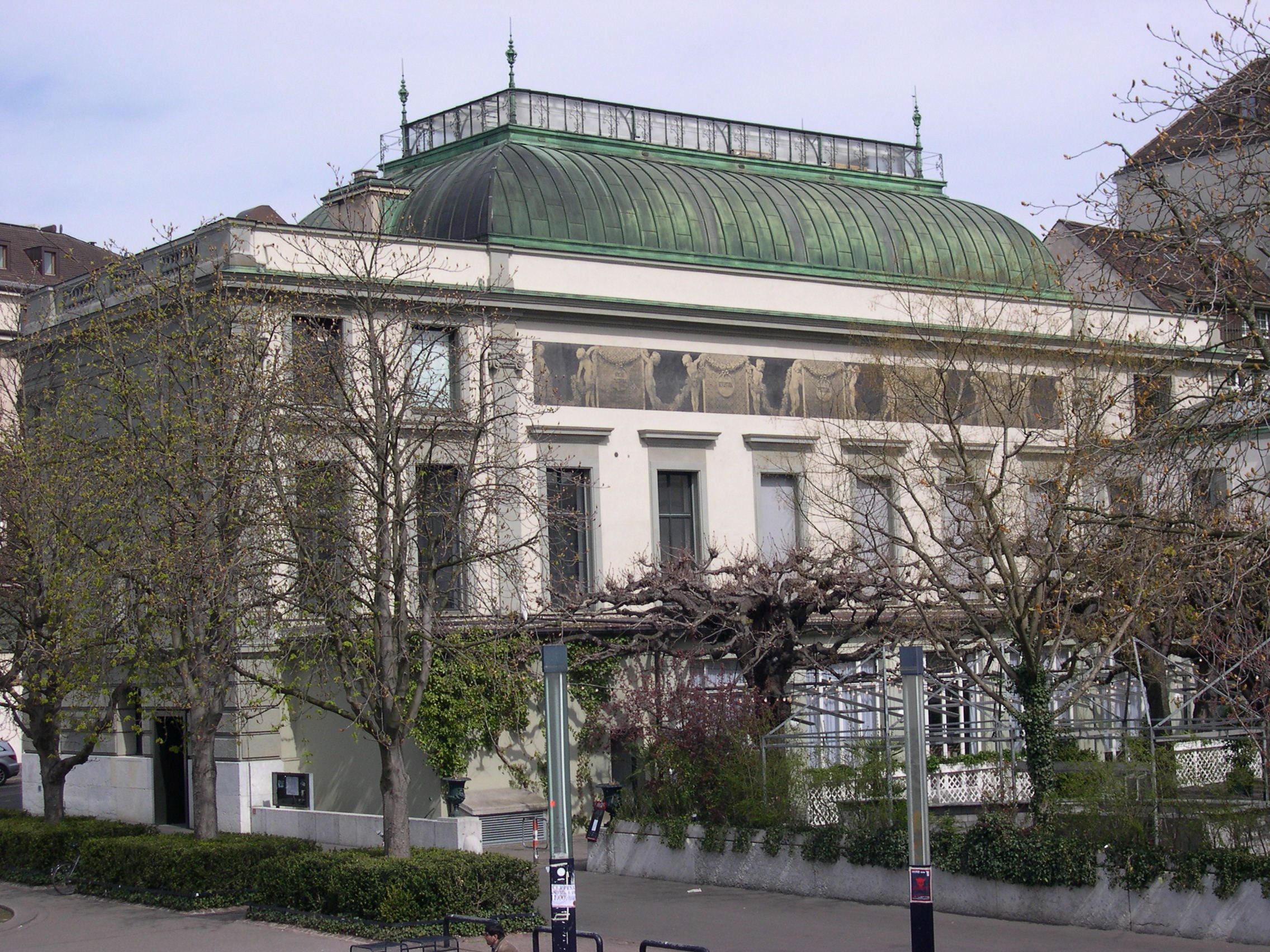
Kunsthalle (1869-1872) de Basilea, obra de Johann Jakob Stehlin-Burckhardt
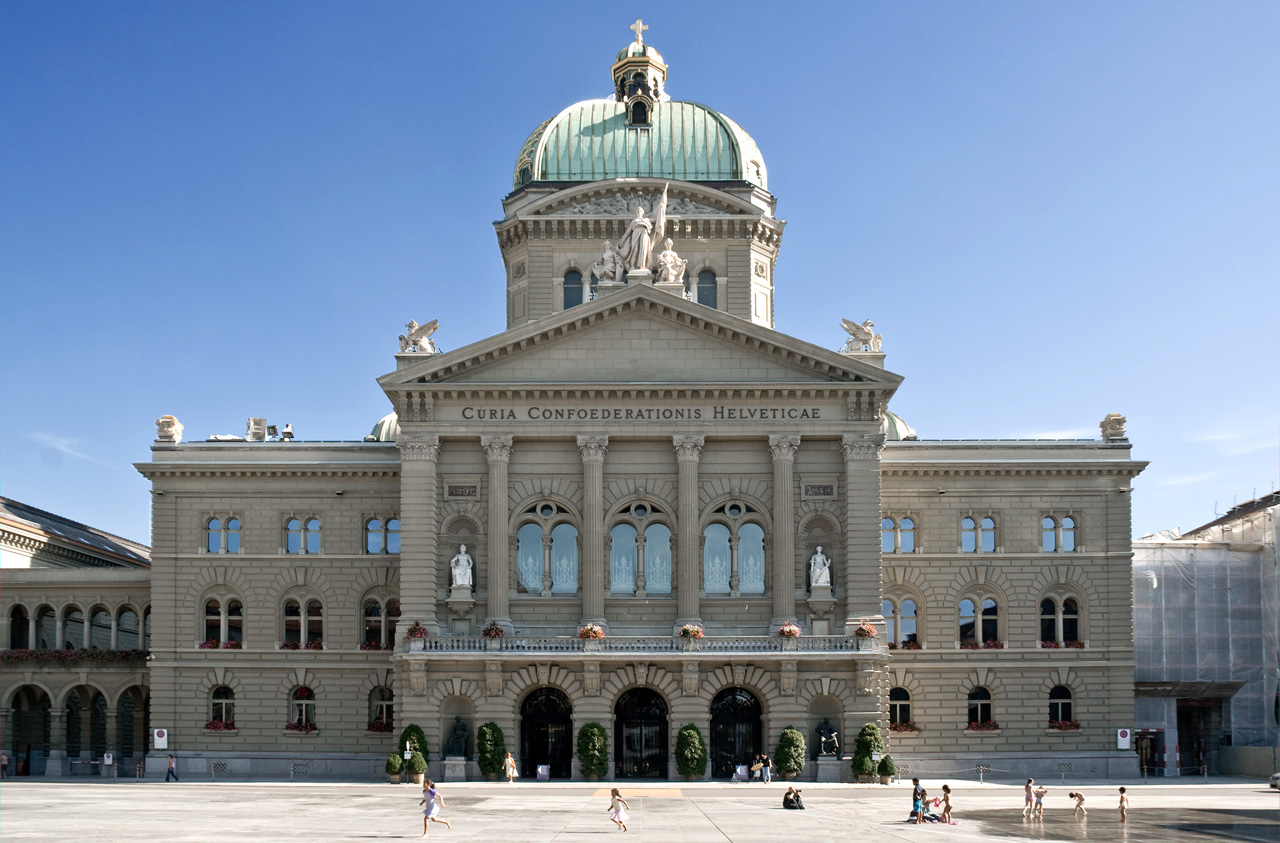
Palacio Federal de Suiza (1884-1902) en Berna, obra de  Hans Wilhelm Auer en estilo Beaux-Arts
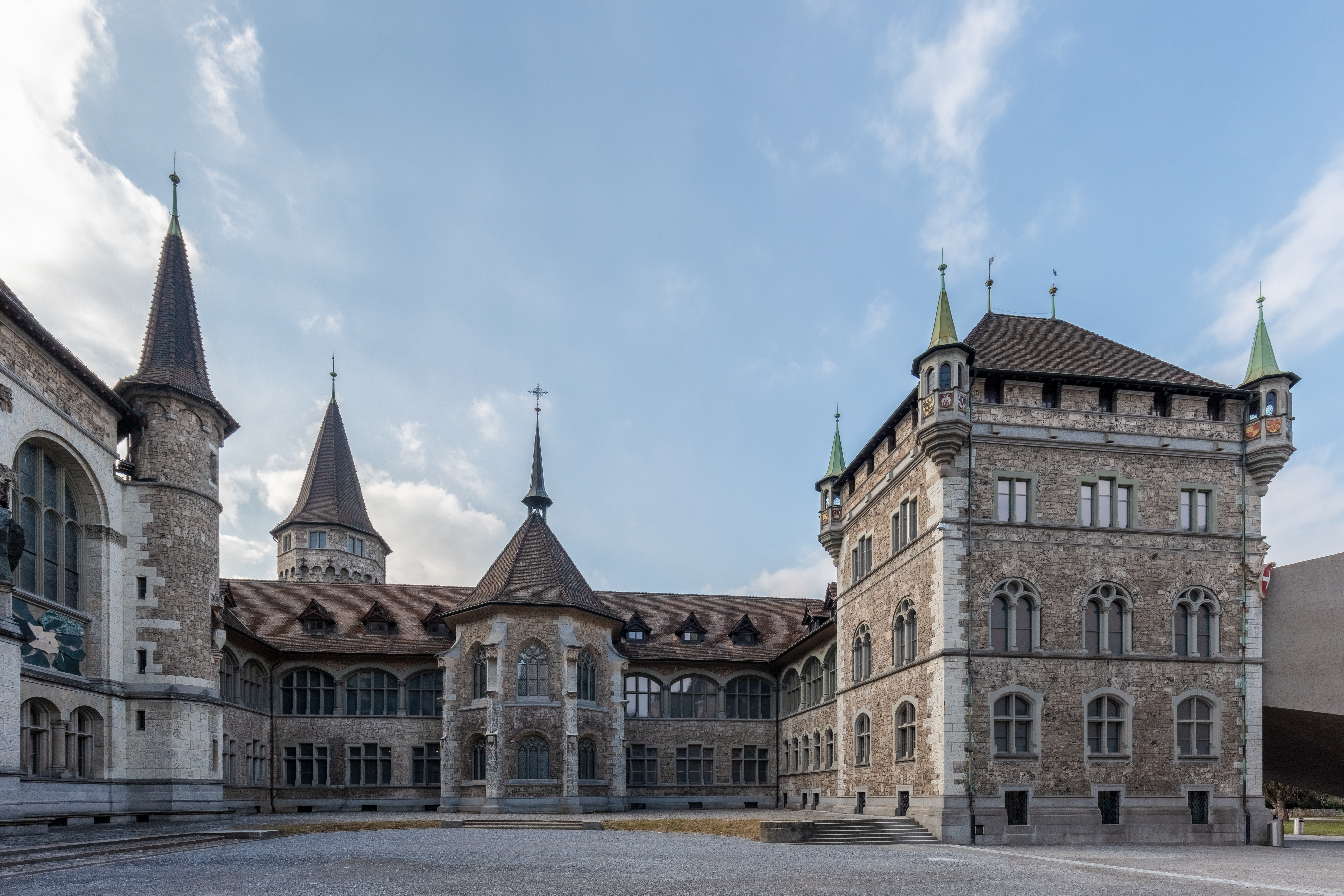
Museo Nacional Suizo (1892-1898) en Zurich, obra de  Gustav Gull
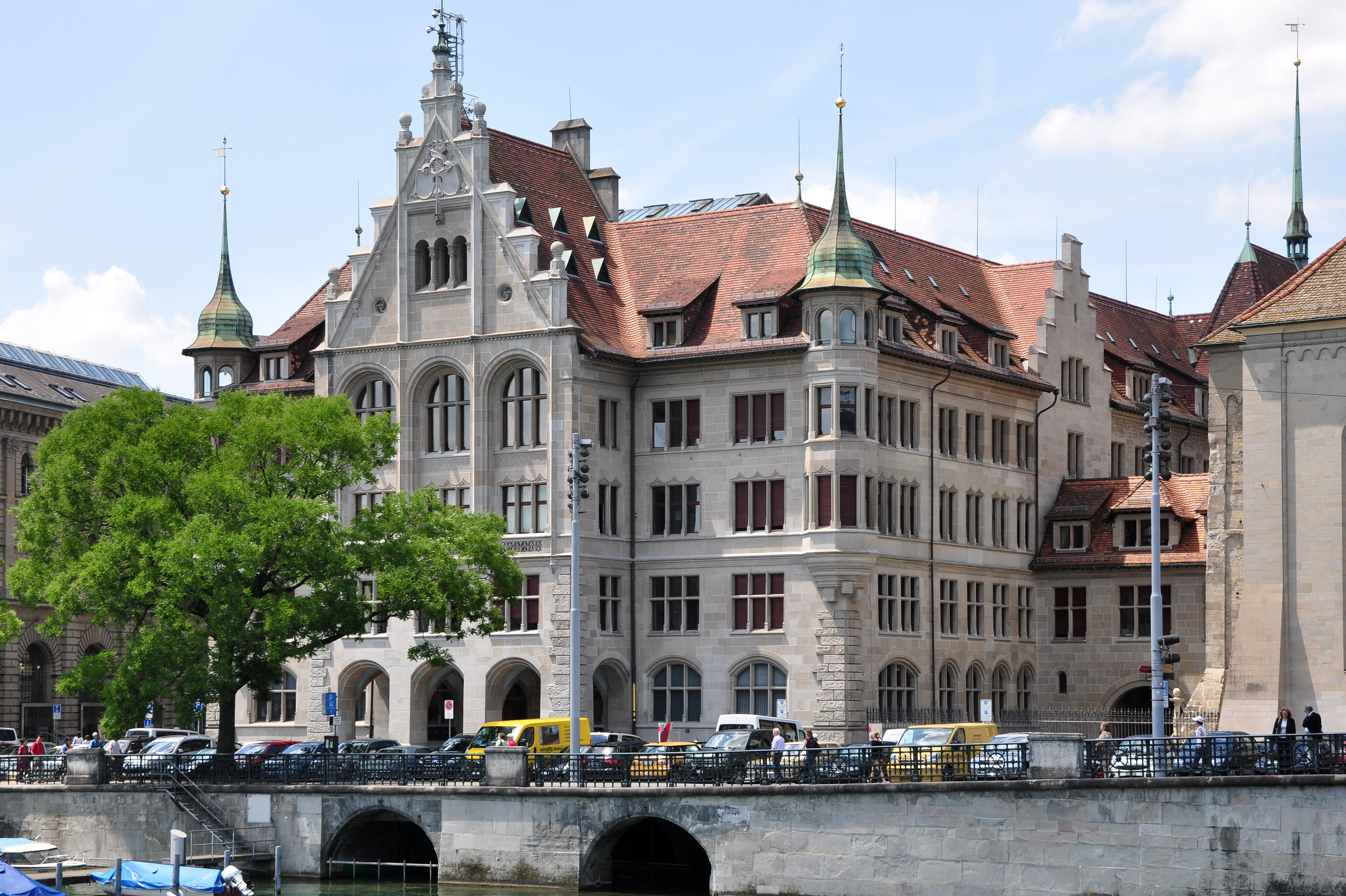
Stadthaus Zürich (1898-1901), obra de  Gustav Gull

Iglesias historicistas en Suiza
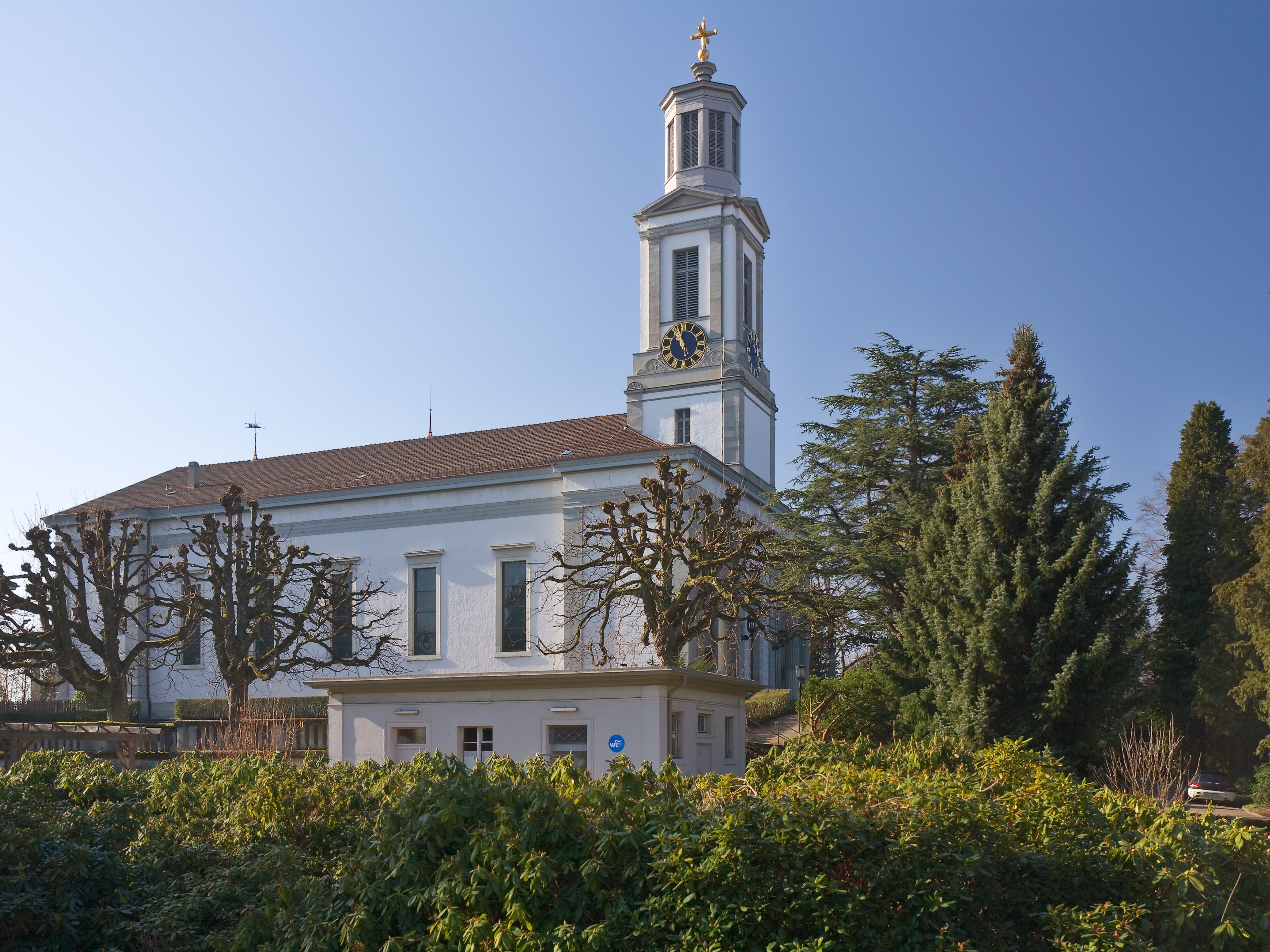
The Neumünsterkirche (1836-1839) en Zürich, obra neogótica de Leonhard Zeugheer
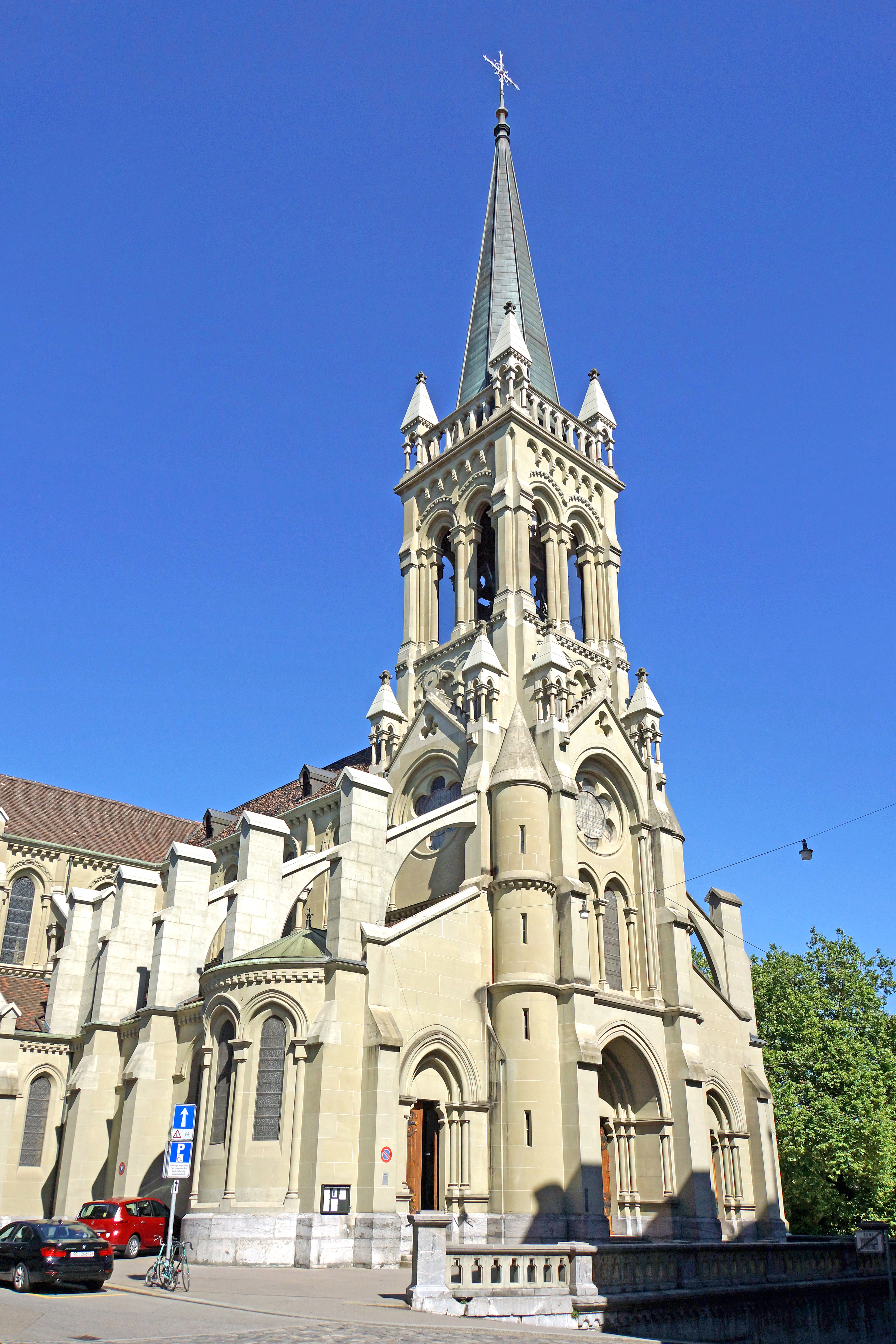
Iglesia de San Pedro y San Pablo (1858-1864) de Berna, obra neogótica del francés Édouard Deperthes
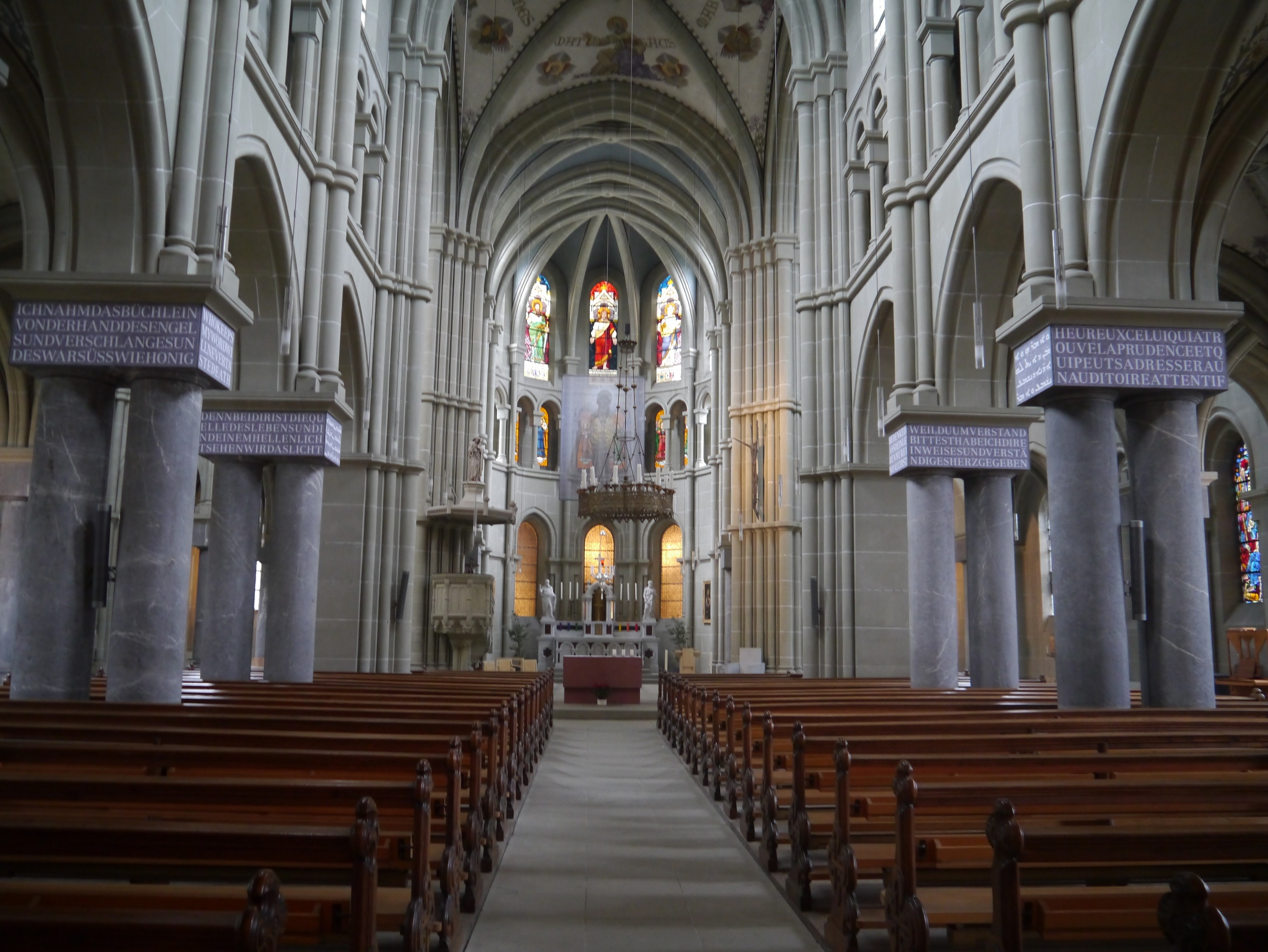
Interior de San Pedro y San Pablo de Berna
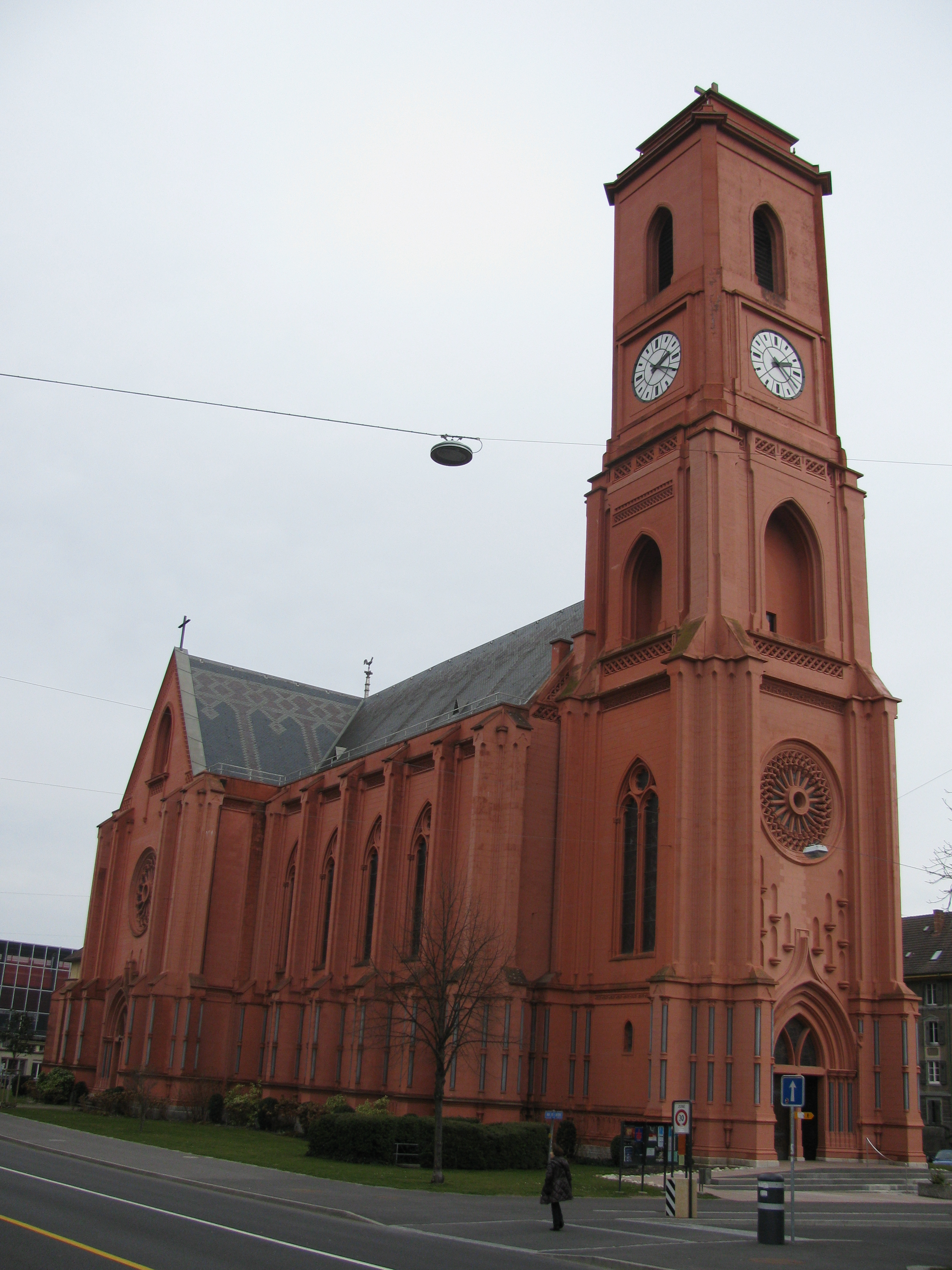
Basílica de Nuestra Señora (1897-1906) de Neuchâtel, obra neogótica de Guillaume Ritter
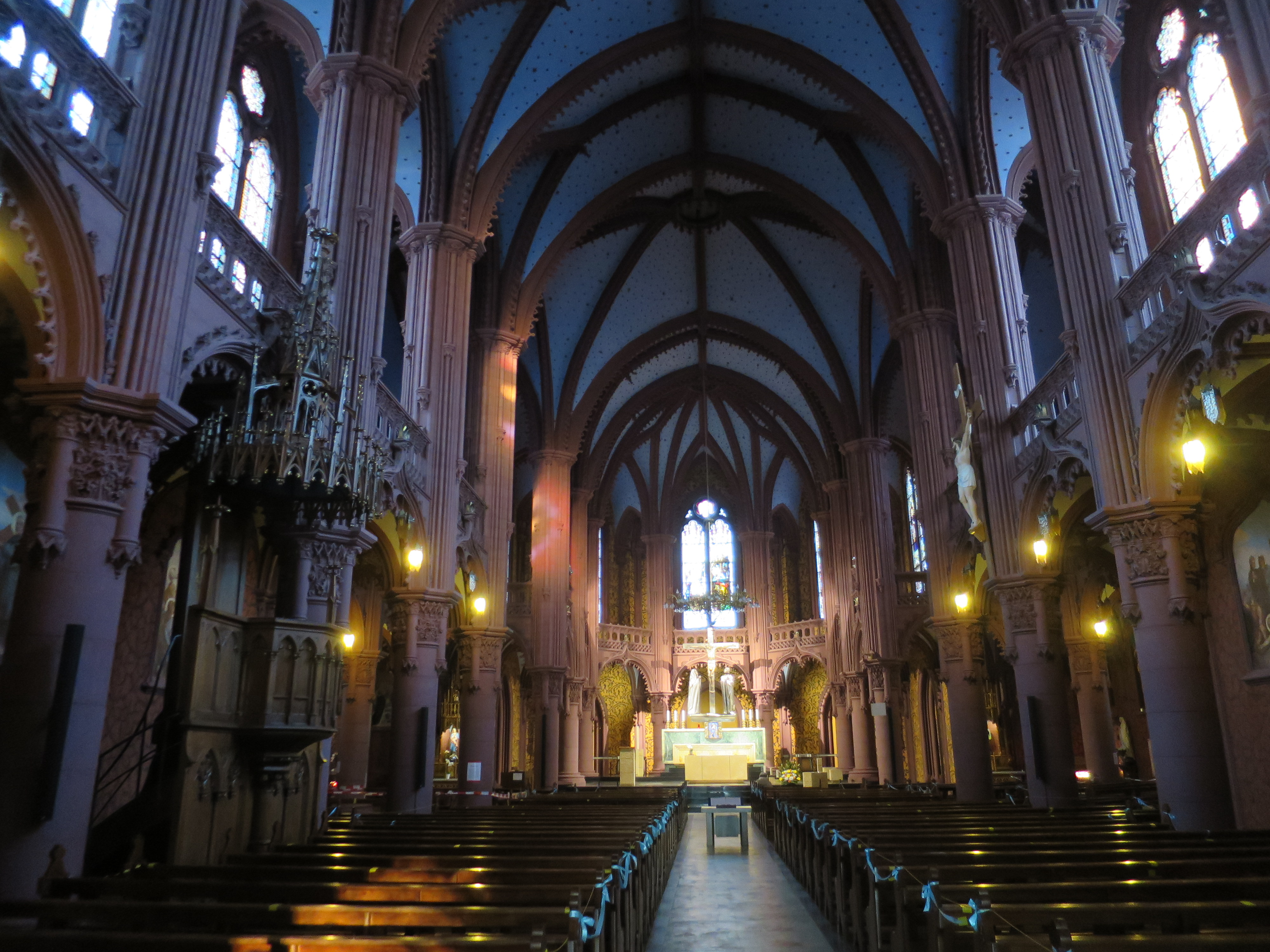
Interior de Nuestra Señora de Neuchâtel
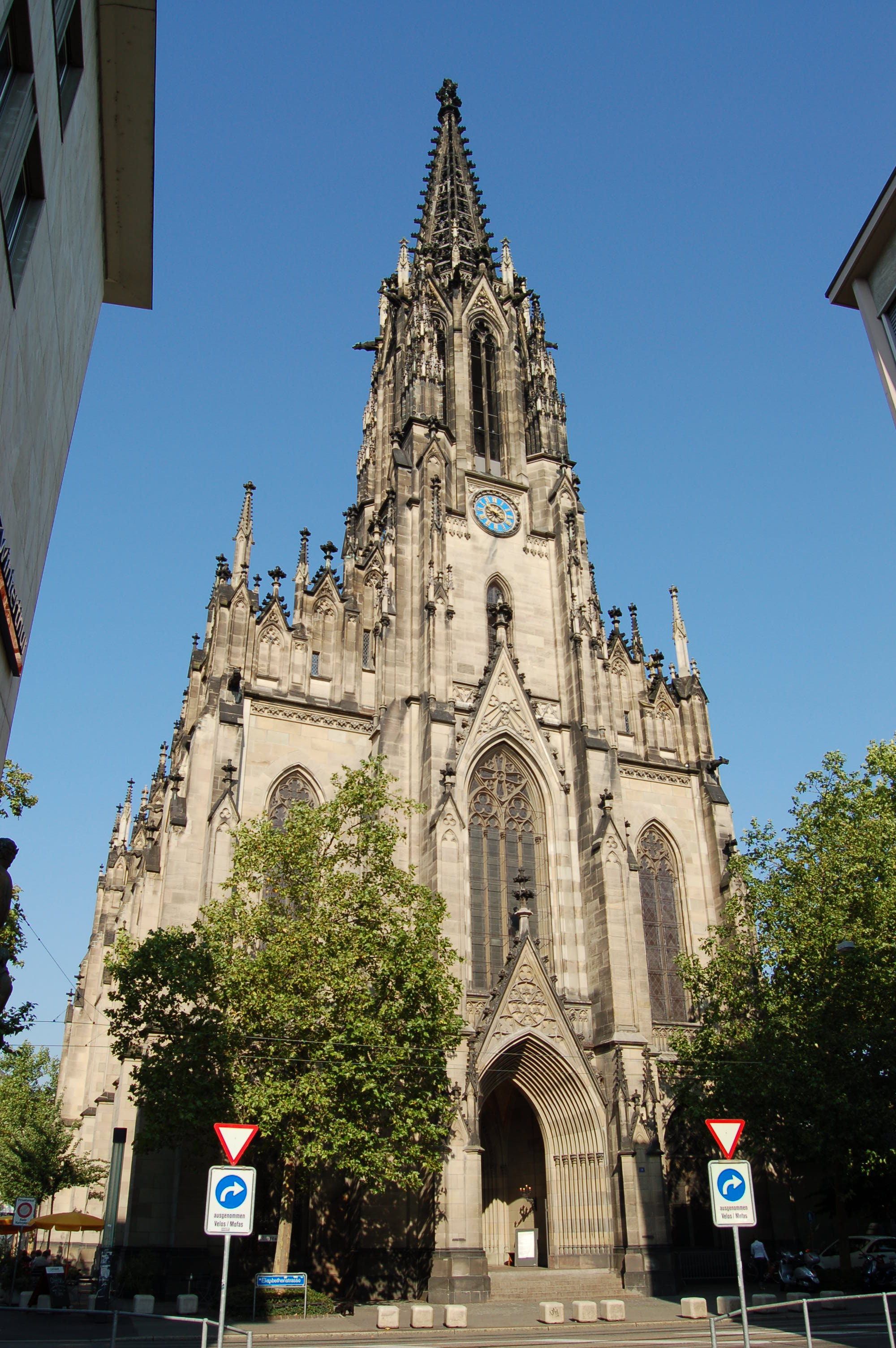
Iglesia de Santa Isabel (1857-1864) de (Basilea), obra de Ferdinand Stadler

### Art Nouveau (Jugendstil)
El Art nouveau (Jugendstil), un movimiento artístico internacional de vanguardia que se desarrolló entre 1880 y 1914 en las principales ciudades de Europa como reacción a las escuelas académicas, existió en Suiza con el estilo de abeto de La Chaux-de-Fonds. Es una ciudad relojera y el Art Nouveau fue presentado por los representantes comerciales y jefes relojeros. El estilo del abeto, que se originó en la Escuela de Arte de La Chaux-de-Fonds bajo el impulso de Charles L'Eplattenier, es específico de la región de las montañas de Neuchâtel, inspirado en la fauna y la flora del macizo del Jura, susceptible de adaptarse a la industria relojera, arquitectura y objetos cotidianos. Charles-Édouard Jeanneret (Le Corbusier)) estudió en esa escuela (iniciación a la naturaleza) e hizo su contribución a la Villa Fallet en 1906.
Se pueden encontrar ejemplos de edificios Art Nouveau en algunas otras ciudades y especialmente en Ginebra: el n.º 2 de la rue Pictet -de-Rochemont (1906), obra  de Édouard Chevallaz; el n.º 7 de la rue Pictet-de-Rochemont (Maison des Paons, 1902-1903) de Eugène Cavalli y Ami Golay; y el número 8 de la rue Pictet-de-Rochemont (Maison des Pans).
El movimiento Art Nouveau impulsó la creación de las Heimatschutz, cuya acción pretendía preservar las características pintorescas del patrimonio arquitectónico, urbano y paisajístico.

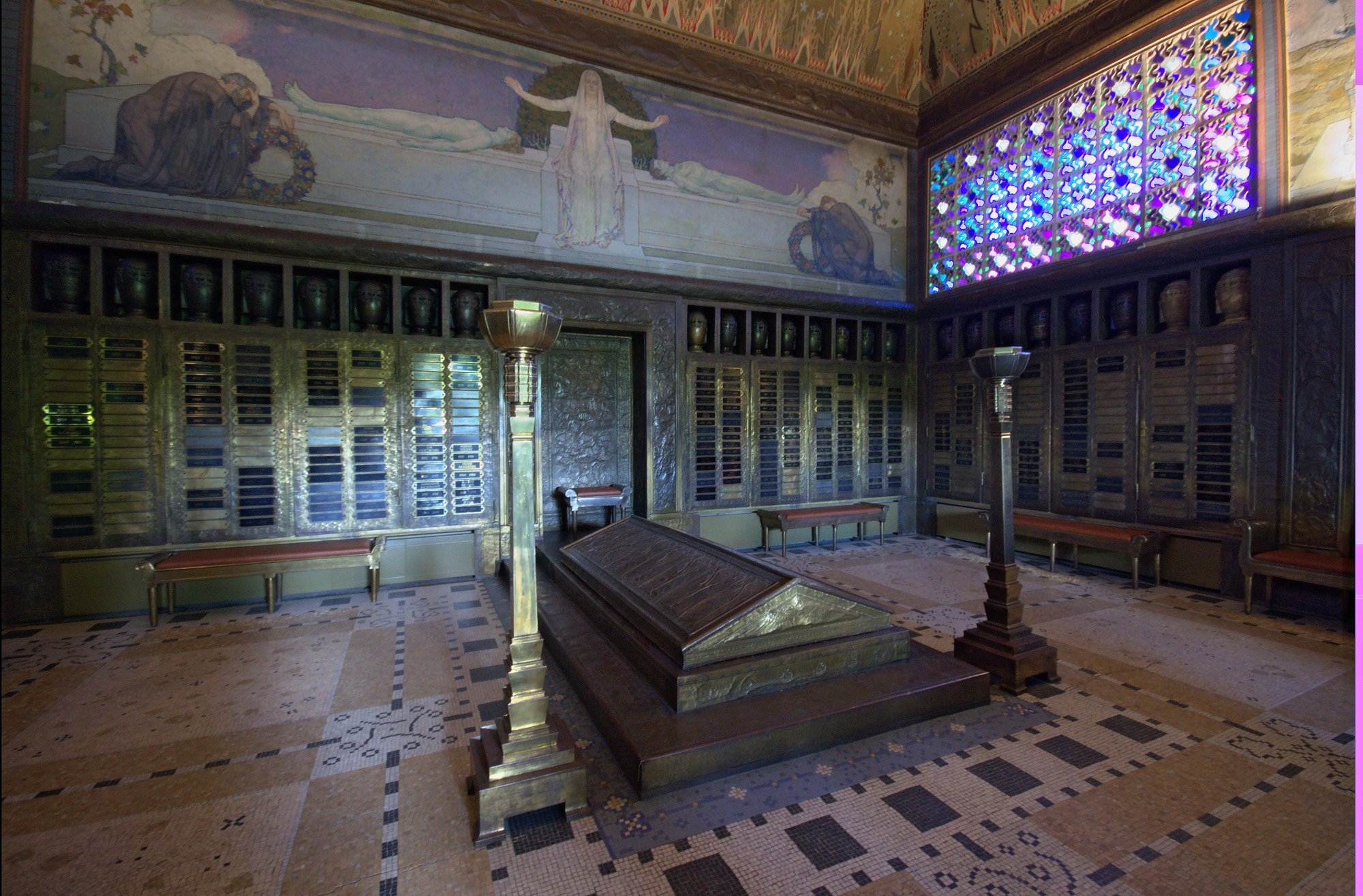
Interior del crematorio de La Chaux-de-Fonds

Art Nouveau fue un estilo de arte, arquitectura y decoración que fue popular desde la década de 1880 hasta aproximadamente 1914. Fue inspirado por formas y formas naturales y presentaba líneas curvas y formas fluidas. Era un estilo de arte «total», que abarcaba la arquitectura, el arte gráfico, el diseño de interiores y la mayoría de las artes decorativas, como joyas, muebles, textiles, platería y otros utensilios, e iluminación, así como las bellas artes. En la Suiza francesa fue conocido como Art Nouveau por la galería Siegfried Bing de la Maison de l’Art Nouveau en París. En la Suiza alemana era conocida como Jugendstil por la revista Jugend de Múnich, mientras que en la Suiza italiana era el Stile Liberty por los grandes almacenes de Liberty & Co.
Art Nouveau fue llevado a Suiza por diseñadores de toda Europa. El estilo se afianzó en los cantones industriales, pero también apareció en los centros turísticos de montaña y balnearios que atendían a los visitantes extranjeros. Mientras que algunos edificios Art Nouveau completos se encuentran dispersos por todo el país, la ciudad relojera industrial de La Chaux-de-Fonds fue un centro de estilo Art Nouveau. Uno de los líderes de este estilo en La Chaux-de-Fonds fue Charles l’Eplattenier, quien ayudó a desarrollar el local estilo sapin o estilo pino, llamado así debido a su intenso estudio de la naturaleza y de las formas naturales. L’Eplattenier diseñó figuras y elementos decorativos para el crematorio de la ciudad y diseñó el Museo de Bellas Artes de La Chaux-de-Fonds (Museo de Bellas Artes de La-Chaux-de-Fonds).

### Heimatstil

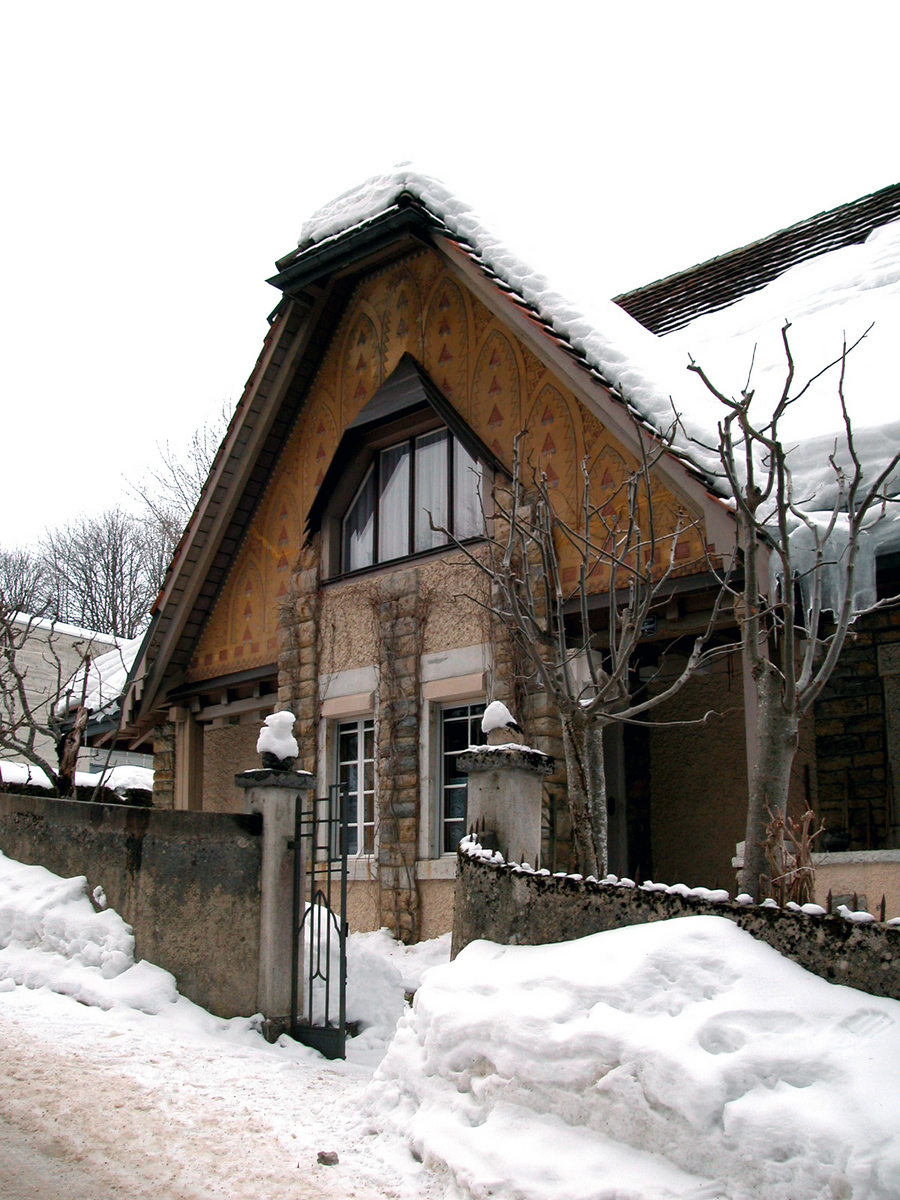
Villa Fallet, Le Corbusier's first commission, an example of Heimatstil and Art Nouveau

Al mismo tiempo que el Art Nouveau se estaba extendiendo a Suiza, una rama de la arquitectura moderna conocida como Heimatstil o Heimatschutzstil se estaba desarrollando en Alemania y la Suiza alemana. En contraste con el Art Nouveau, el Heimatstil fue una reacción a la industrialización y a la urbanización y quería volver a la vida tradicional. Este estilo se centró en el uso de elementos tradicionales en edificios modernos, preservando edificios históricos y paisajes urbanos, la vida rural tradicional y la agricultura. Particularmente en Suiza, la imagen de los Alpes, la ganadería alpina y la agricultura se convirtieron en una parte clave del movimiento.
Cada región de Suiza comenzó a incorporar materiales y diseños tradicionales locales en las casas modernas, edificios de apartamentos, hoteles, escuelas e incluso en edificios industriales. Los arquitectos Heimatstil incluyeron a Nicolaus Hartmann en Graubünden, a Armin Witmer-Karrer en Zürich, a Karl Indermühle en Berna, a Alphonse Laverrière en Lausanne y a Edmond Fatio en Ginebra. En La Chaux-de-Fonds, René Chapallaz y su discípulo más conocido Le Corbusier construyeron varios edificios que conectaron Heimatstil y Art Nouveau, incluyendo Villa Fallet, que fue el primer encargo de Le Corbusier.
Con el deseo de preservar lo tradicional, se creó la Swiss Heritage Society el 1 de julio de 1905 y en 1910 tenía más de 7000 miembros. La Sociedad publicó una revista mensual que incluía ejemplos de arquitectura «buena» y «mala» que reforzaba el uso de diseños tradicionales. Más tarde condujeron campañas políticas contra proyectos hidroeléctricos y autopistas y en 1962 pudieron incluir la protección del patrimonio natural y arquitectónico en la Constitución Federal Suiza. Desde 1972, la Heritage Society ha otorgado el Premio Wakker para reconocer a una comunidad por su excepcional trabajo de preservación.

## SigloXXy época contemporánea

### Arquitectura moderna

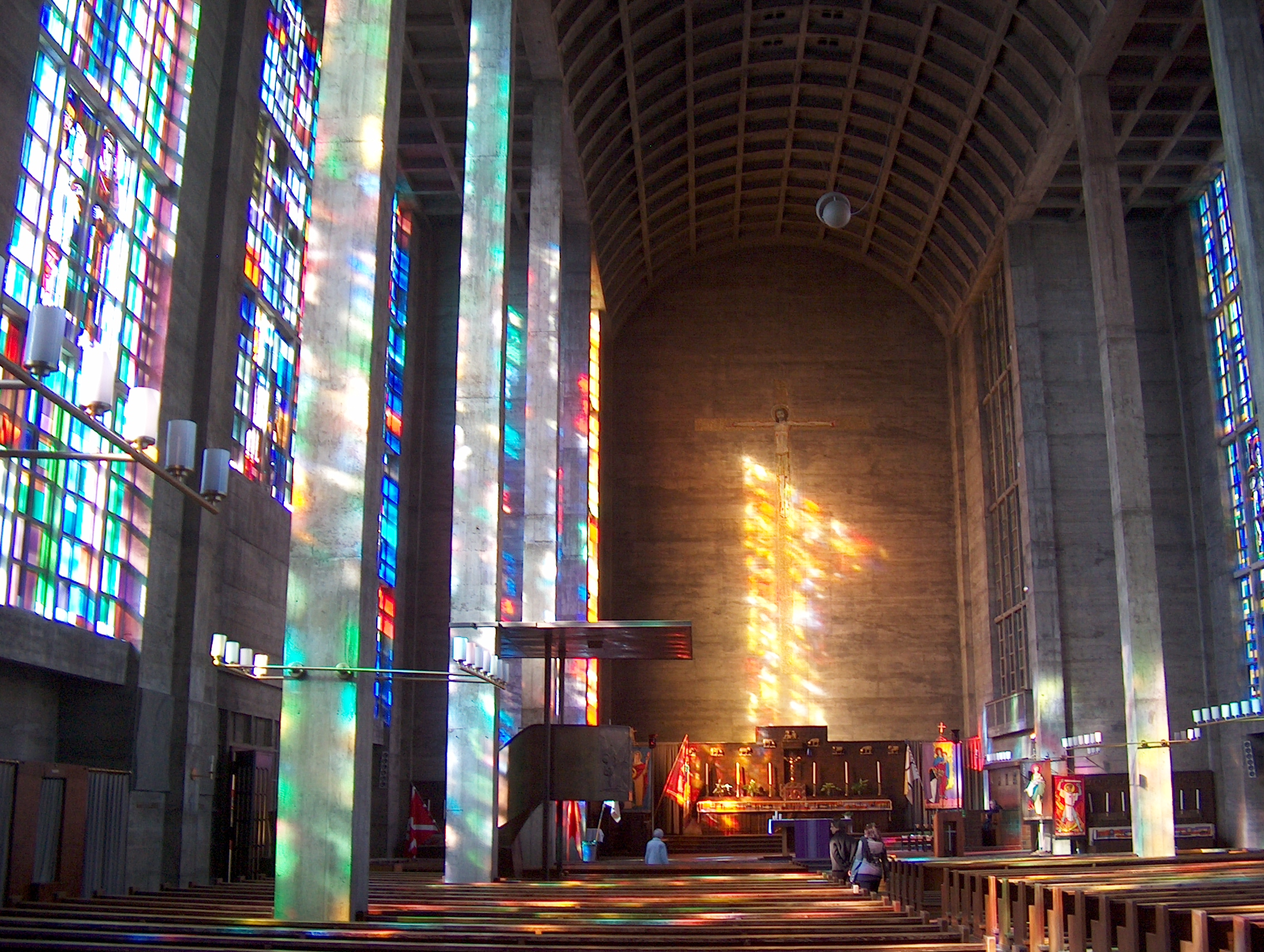
Iglesia de San Antonio en Basilea (1925-1927), de Karl Moser

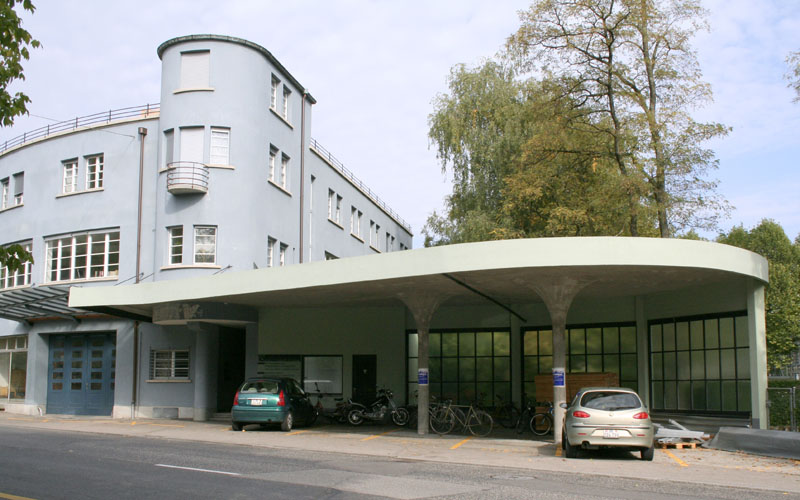
Garaje en Bienne (1928-1929)

La arquitectura moderna designa a un grupo de estilos de arquitectura que surgió en la primera mitad del siglo XX y se convirtió en dominante después de la Segunda Guerra Mundial. Se basó en las nuevas tecnologías de construcción, en particular en el uso del vidrio, acero y hormigón armado; y sobre el rechazo de la arquitectura neoclásica tradicional y de los estilos Beaux-Arts que fueron populares en el siglo XIX.
La primera escuela de arquitectura en Suiza fue la ETH Zurich Faculty of Architecture (ETHZ), que se inauguró en 1855. Los arquitectos formados en la escuela de Zúrich encontraron rápidamente trabajo en todo el país y en el mundo, diseñando edificios privados y públicos. Si bien la escuela inicialmente se centró en la arquitectura clásica, en 1915 Karl Coelestin Moser, uno de los primeros líderes en el movimiento moderno, fue nombrado profesor en ETHZ. En 1927 diseñó la iglesia de San Antonio en Basilea, que fue la primera iglesia de hormigón en Suiza. En la década de 1920, Hans Benno Bernoulli construyó la urbanización Wasserhaus, un nuevo asentamiento cooperativo a las afueras de Basilea.
Siguiendo el modelo del Deutscher Werkbund, en 1913 se fundó el Schweizerischer Werkbund (SWB) en Zúrich, que ayudó a extender la arquitectura moderna a la Suiza de habla alemana. Además, uno de los miembros fundadores del SWB fue el pintor Charles L’Eplattenier, que regresó a Yverdon-les-Bains y fundó una organización hermana francesa conocida como L’Œuvre (OEV). Ambas organizaciones alentaron la estrecha cooperación entre artistas, arquitectos, diseñadores y la industria, aunque difirieron en su enfoque de la producción en masa y el tradicionalismo. Ambas organizaciones continuaron publicando revistas e influyendo el diseño en el siglo XXI, aunque en 2003 la OEV fue absorbida por el SWB y se convirtió en un capítulo regional.
Charles-Édouard Jeanneret, conocido como Le Corbusier, arquitecto nacido en La Chaux-de-Fonds fue uno de los principales representantes del movimiento moderno que trabajando en Francia estará activo en todo el mundo. Le Corbusier estudió arte con Charles L’Eplattenier y René Chapallaz en La Chaux-de-Fonds y fue inicialmente influenciado por la participación de sus profesores en Art Nouveau, Heimatstil y L’Œuvre (OEV). Fue miembro de la OEV durante unos años antes de partir en 1918. En la década de 1920 desarrolló un estilo que utilizaba hormigón armado para crear un espacio ligero y abierto con fachadas sin peso que podían diseñarse y decorarse libremente. En Suiza, en sus inicios, construyó algunas villas entre 1905 y 1916 (villa Jeanneret-Perret y villa Schwob en particular). Luego, en 1923, la villa Le Lac, una pequeña casa para sus padres y, en 1931, el edificio Clarté en Ginebra, ambos declarados Patrimonio de la Humanidad. Con la villa Le Lac experimentó con tres de sus «cinco puntos de la arquitectura moderna»: la planta libre, la ventana corrida, aquí una ventana de 11 metros de largo, prefigurando la villa Savoye. En la década de 1940, comenzó a trabajar en planificación urbana y diseñó grandes edificios modulares de hormigón para oficinas y apartamentos, que culminaron en el diseño del complejo Chandigarh Capitol en Chandigarh en el recién formado estado indio en la década de 1950.
Bajo la dirección de arquitectos suizos, incluidos Le Corbusier, Hélène de Mandrot y Sigfried Giedion,el primer Congreso Internacional de Arquitectura Moderna (CIAM), se organizó en el Château de La Sarraz en junio de 1928 reuniendo a  28 arquitectos europeos. Le Corbusier publicó, sobre la base de las conclusiones del CIAM IV de 1933, la Carta de Atenas que será el texto fundacional de la arquitectura moderna y del urbanismo conocido como estilo internacional.. Con los años que el CIAM estuvo activo, formalizaron los principios arquitectónicos del movimiento moderno y los principios desarrollados de planificación urbana que se extendieron por todo el mundo.
Después de la Segunda Guerra Mundial, la arquitectura moderna se convirtió en el estilo dominante en todo el país. Al mismo tiempo, comenzó a dividirse en muchas formas diferentes y estilos regionales. En Tesino, un grupo de arquitectos como Tita Carloni, Luigi Snozzi, Bruno Reichlin, Fabio Reinhart y Mario Botta  desarrollaron un estilo basado en el Funcionalismo y Racionalismo e incorporaron contrastes a menudo con diseños geométricos y el uso de materiales locales. El Movimiento de los Grisones consiste en una serie de arquitectos suizos que construyen edificaciones modernas que se mezclan con las aldeas locales. Uno de los más famosos es Peter Zumthor, que construye edificios sencillos y con un uso mínimo de recursos. Otros arquitectos del Movimiento de los Grisones incluyen a Valerio Olgiati, Andrea Deplazes, Gion A. Caminada y Raphael Zuber.
El ingeniero Robert Maillart (1872-1940) fue un innovador en las técnicas del hormigón armado. Realizó obras notables, como el puente Salginatobel (1930) con un arco de tres articulaciones o para el edificio con losas de hongos para el depósito federal de granos en Altdorf (1912).

Arquitectura moderna en Suiza
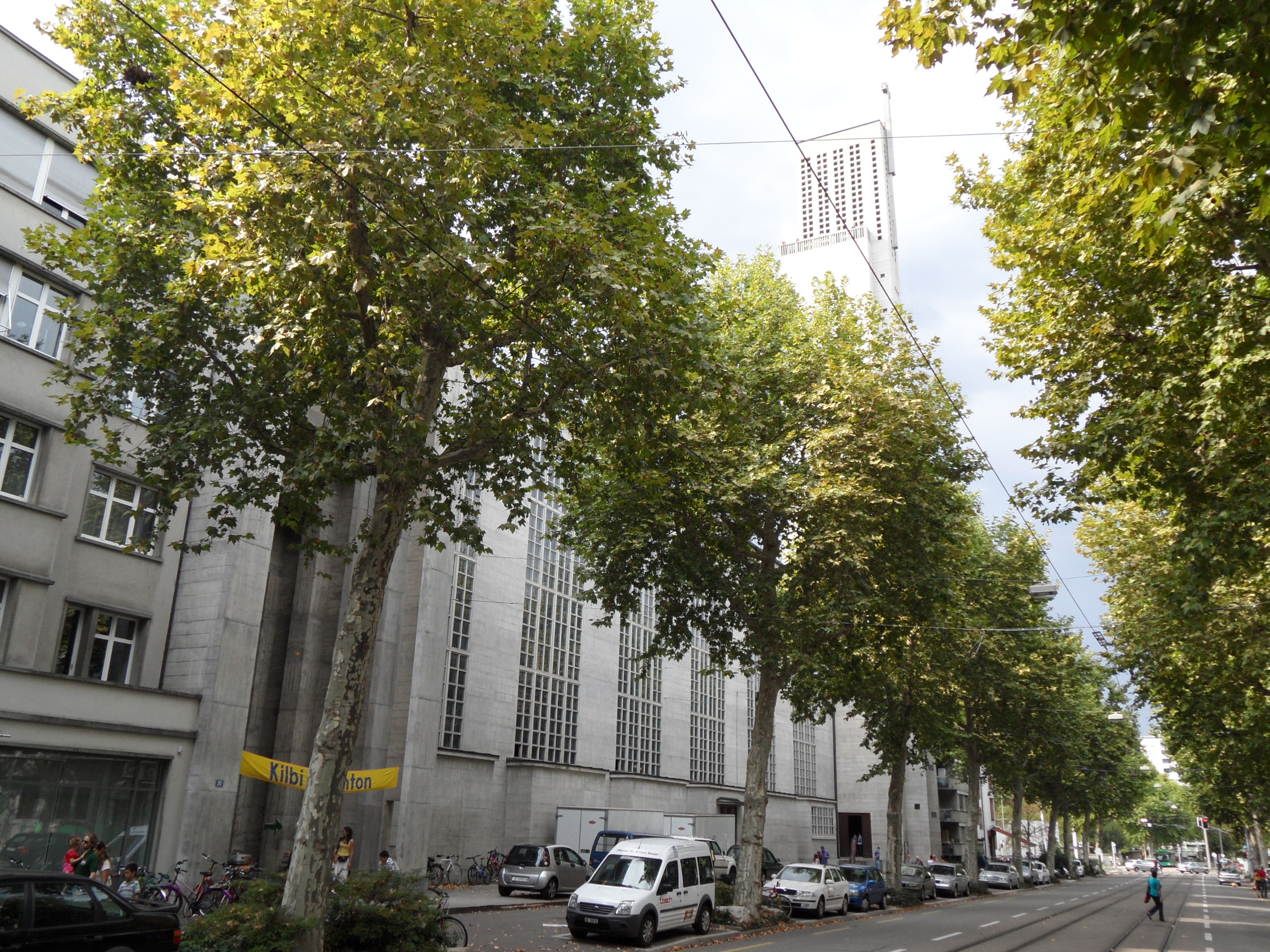
St. Antonius Church in Basel
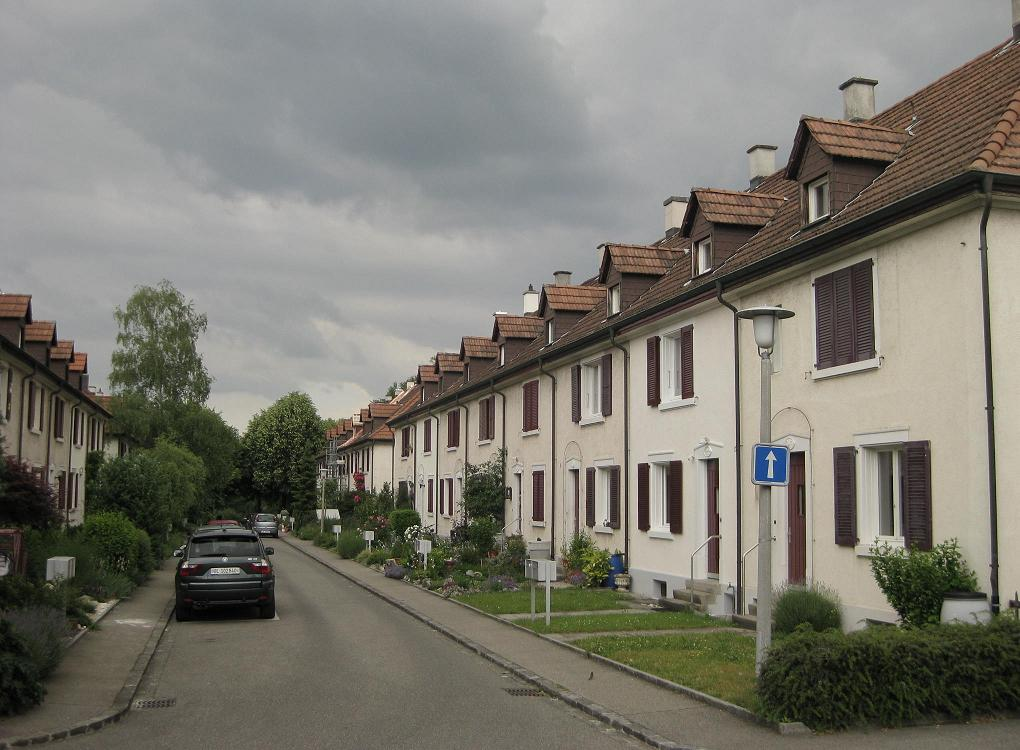
Wasserhaus terraced homes, an early cooperative housing development
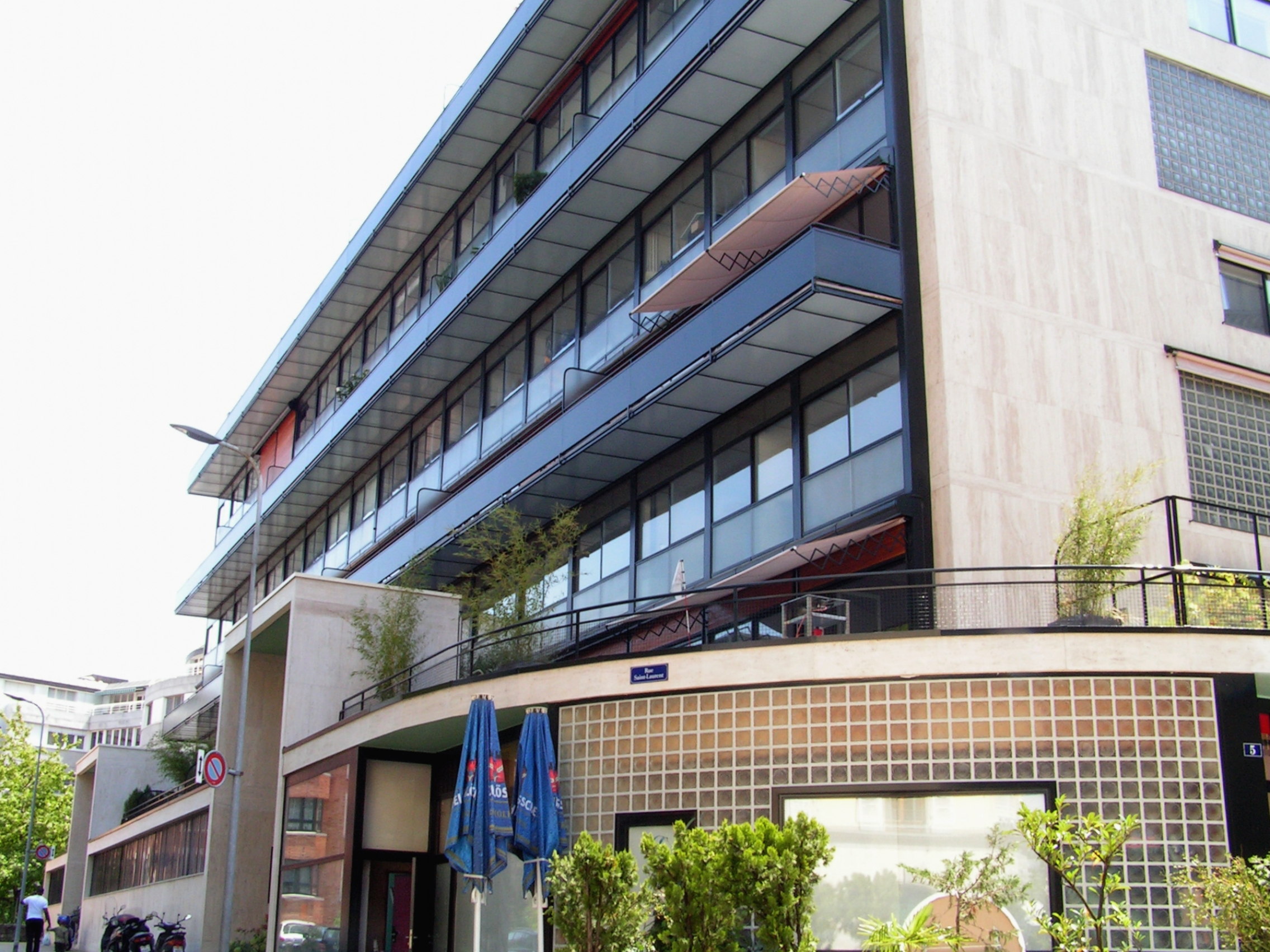
Immeuble Clarté in Genève, designed by Le Corbusier
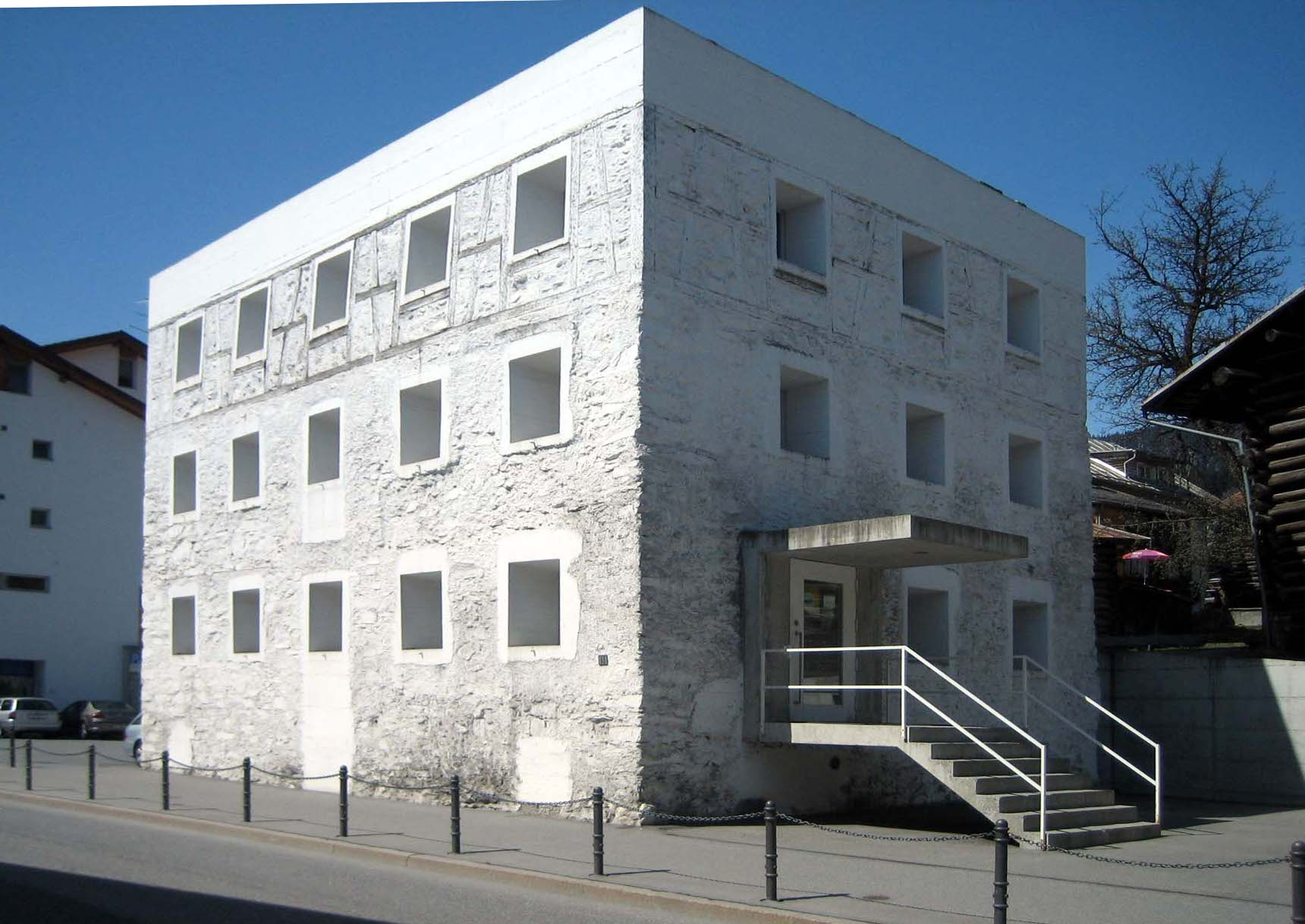
The Yellow House by Valerio Olgiati in Flims
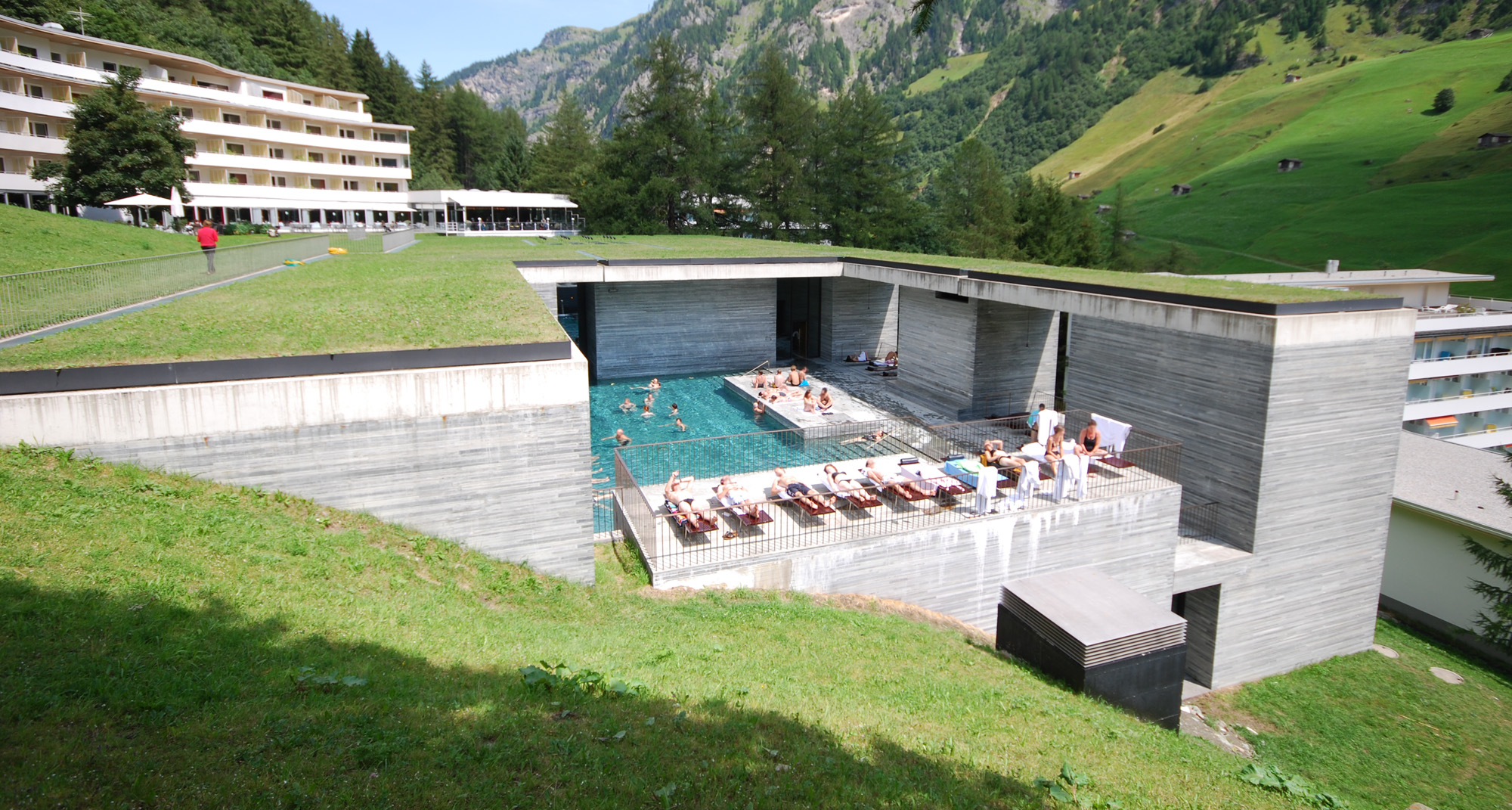
Therme Vals pool by Peter Zumthor
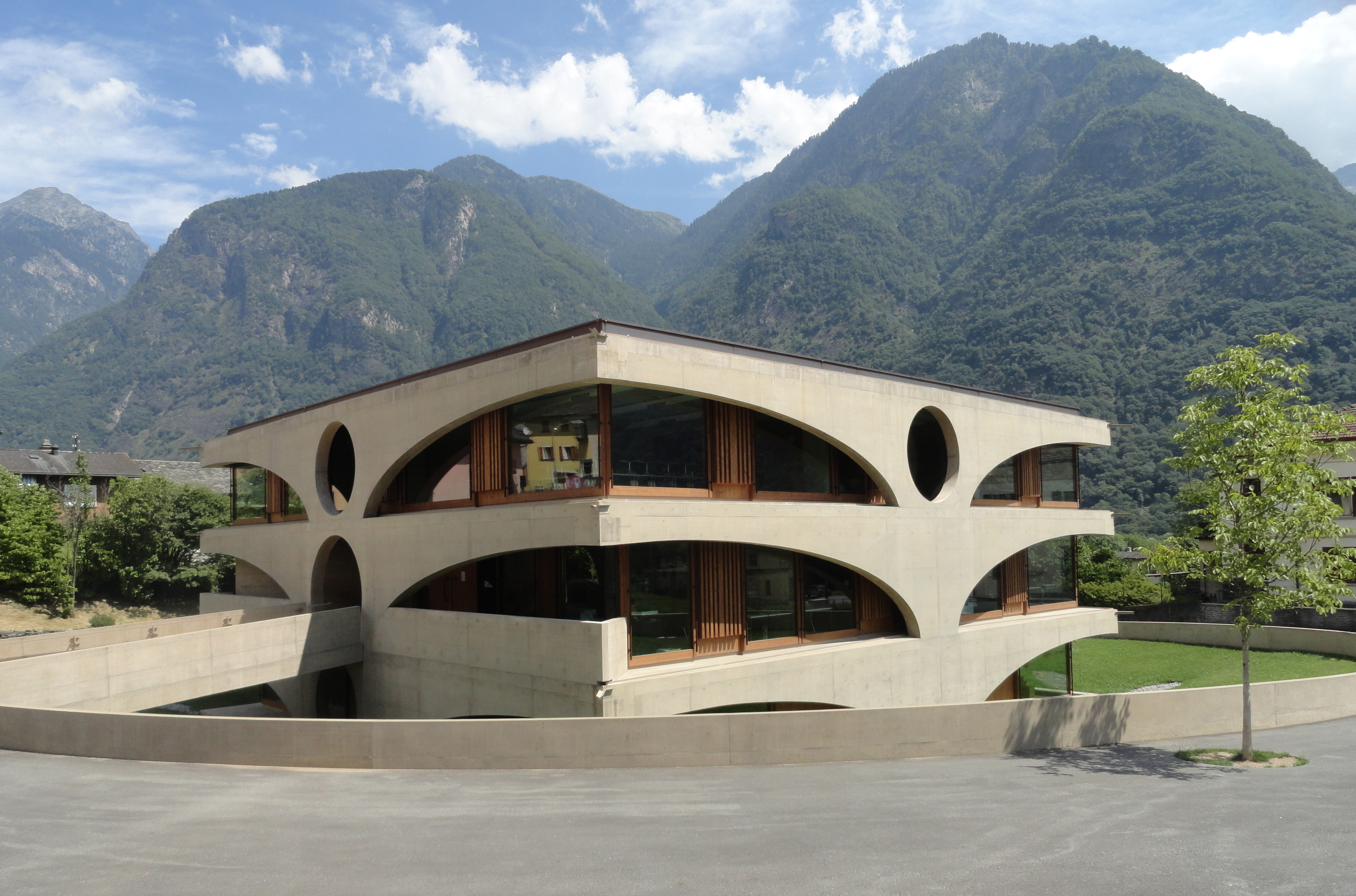
Edificio escolar de Grono

### Urbanismo y alojamiento

#### El crecimiento de las ciudades

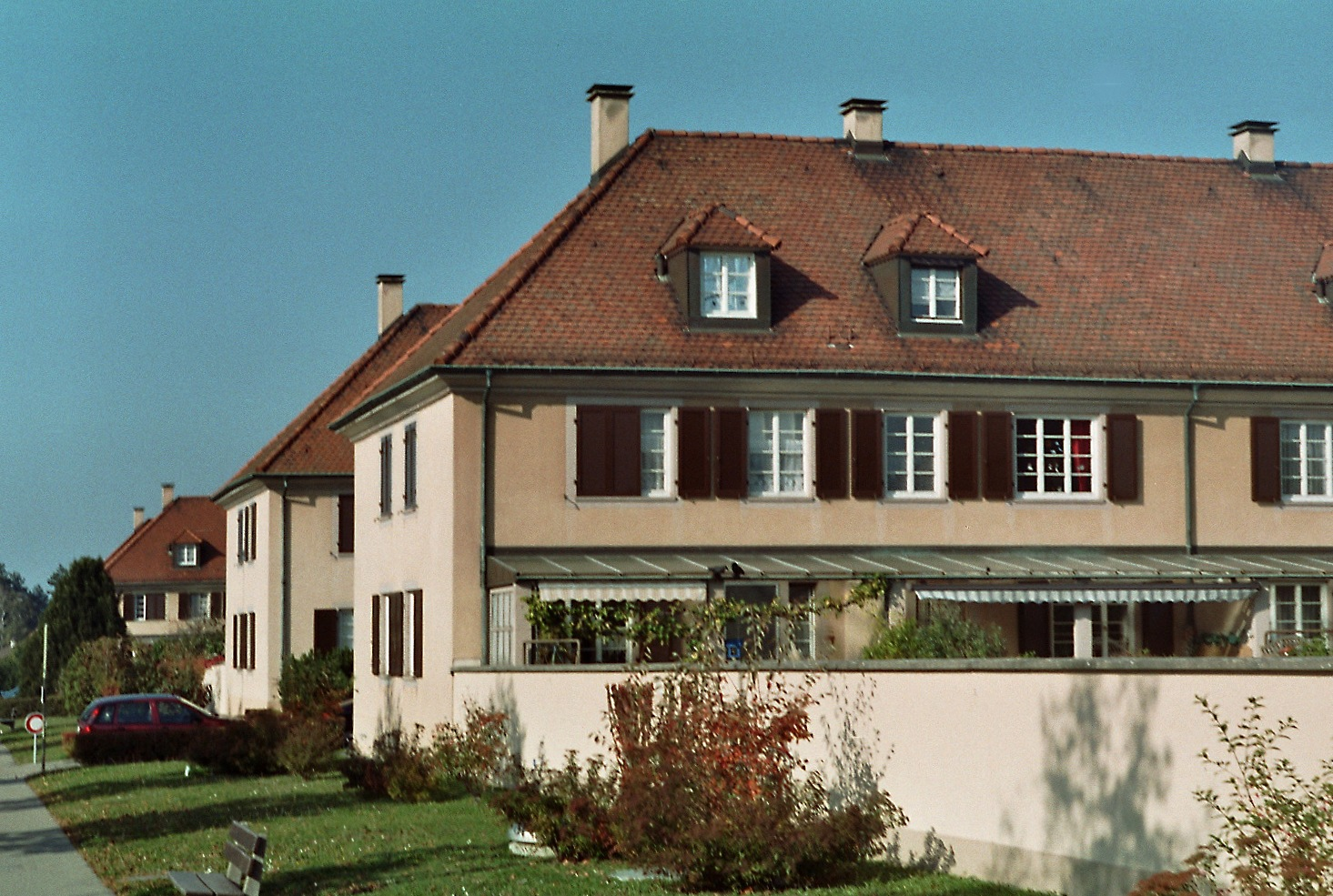
La urbanización Freidorf (1919-1921) en Muttenz, cerca de Basilea

En la década de 1910, la población abandonó el campo para irse a la ciudad, la vivienda estaba al borde de la insalubridad. Hans Bernoulli (1876-1959) introduce el urbanismo en Suiza con una presentación comparativa de veinte ciudades. El movimiento obrero fundó cooperativas para crear viviendas obreras según el modelo del Werkbund: una pequeña casa con jardín. El modelo económico realista será la casa adosada de dos o tres plantas y jardín. Por ejemplo, la urbanización Freidorf (1919-1921) en Muttenz es la síntesis entre el ideal de la ciudad jardín y el movimiento cooperativo [ 49 ]dirigida por Hannes Meyer (1889-1954), director de la Bauhaus entre 1928 y 1930.

#### Los treinta gloriosos – las ciudades satélite

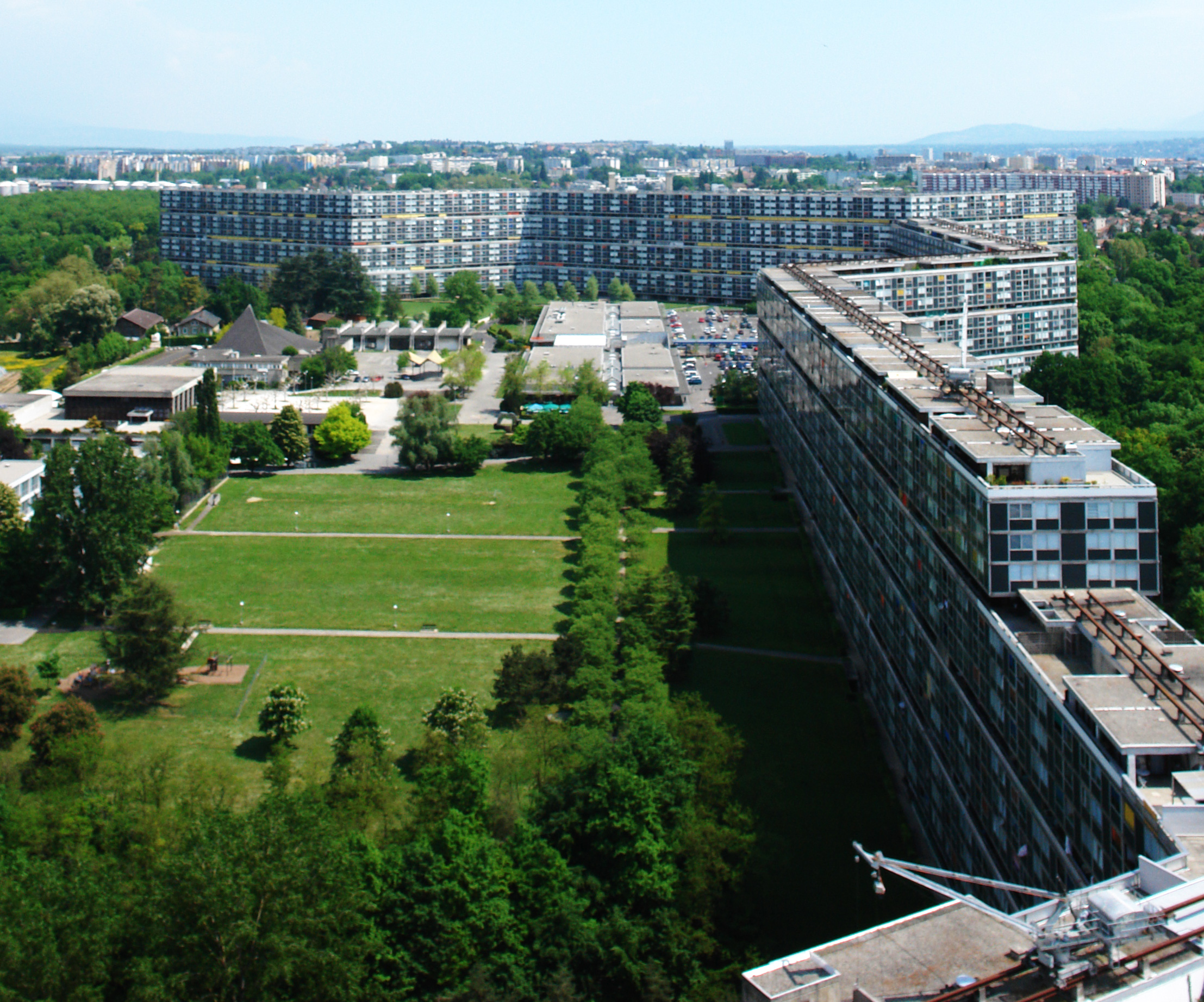
La ciudad del Lignon

El período entre 1945 y 1975 estuvo marcado por un fuerte desarrollo económico. Los trabajadores inmigrantes acudieron en masa y aumentó la necesidad de nuevas viviendas; se construyeron ciudades satélite en los suburbios de las grandes ciudades: Le Lignon (1962-1971), la ciudad de Meyrin en las afueras de Ginebra o los distritos de Berna-oeste (1958-1968). Georges Brera construyó la estación depuradora de aguas residuales de Aïre (Ginebra) en 1967.
La Cité Halen (1957-1961) de Atelier 5, cerca de Berna, es un ejemplo de casas unifamiliares adosadas para la clase media.

### Contemporáneo
A principios del siglo XXI, son muchos arquitectos suizos tenían reputación internacional: Mario Botta (1943),  Peter Zumthor (1943, premio Pritzker en 2009), Bernard Tschumi (1944), Diener & Diener (1950), Herzog & de Meuron (n. ambos en 1950, premio Pritzker en 2001).  Algunas de sus obras más destacadas son:
- Mario Botta: Banca del Gottardo, Lugano; Santa Maria degli Angeli chapel, Monte Tamaro; Museo Tinguely en Basilea (inaug. 1996): Ampliación de la Biblioteca Bodmeriana, (2000-2003), afueras de Gibebra.
- Peter Zumthor: Bündner Kunstmuseum, Chur; Caplutta Sogn Benedetg, Sumvitg (capilla de San Benedicto) (1985-1989); Home for Senior Citizens, Chur; Termas de Vals (1996); |Museo de Arte de Bregenz (1997).
- Gigon/Guyer: Kirchner Museum, Davos
- Ivano Gianola: Lugano Arte e Cultura LAC (2010-2015)
- Le Corbusier: Maison blanche, La Chaux-de-Fonds; Maison Clarté, Geneva; Villa Le Lac, Corseaux, Vevey; Pabellón Le Corbusier.

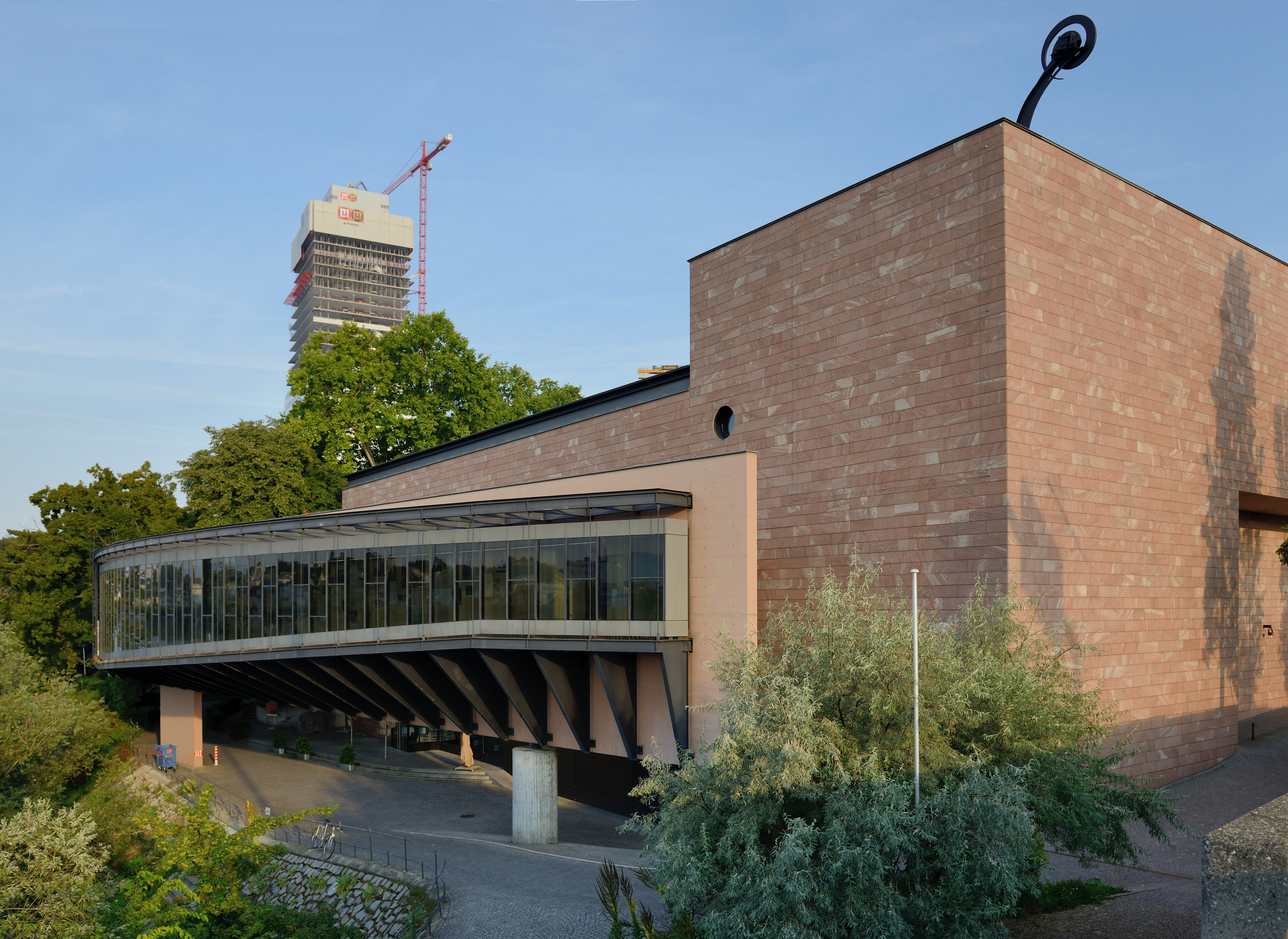
Museo Tinguely (inaug. 1996) en Basilea, obra de Mario Botta
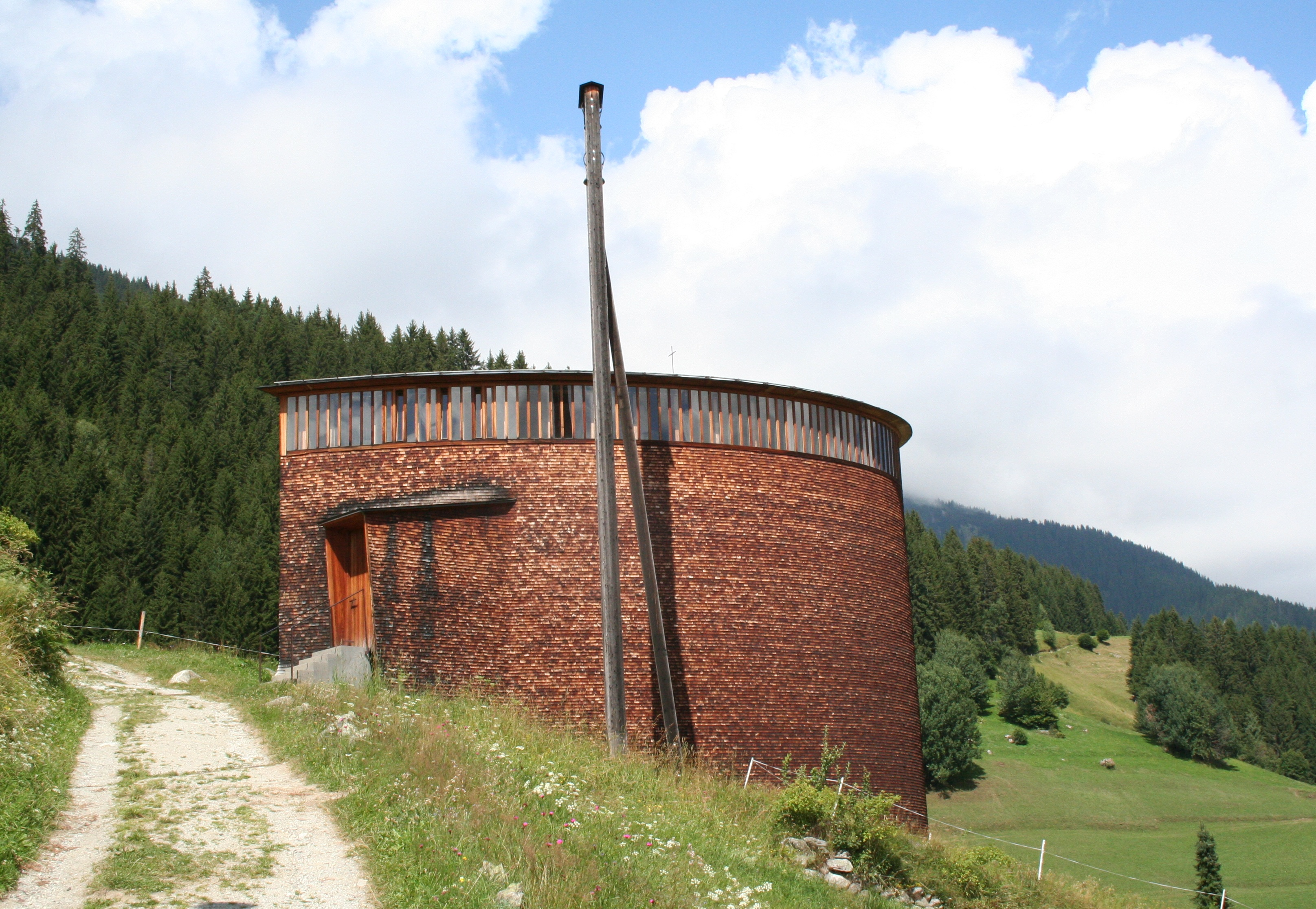
Caplutta Sogn Benedetg (1985-1989), Sumvitg, de Peter Zumthor
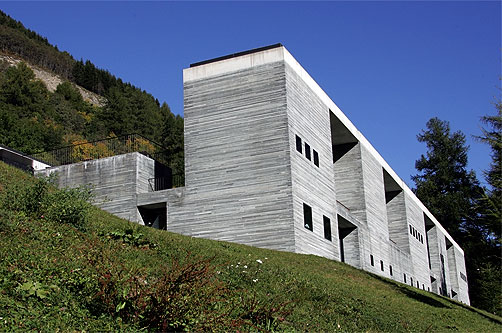
Termas de Vals (1996), de Zumthor
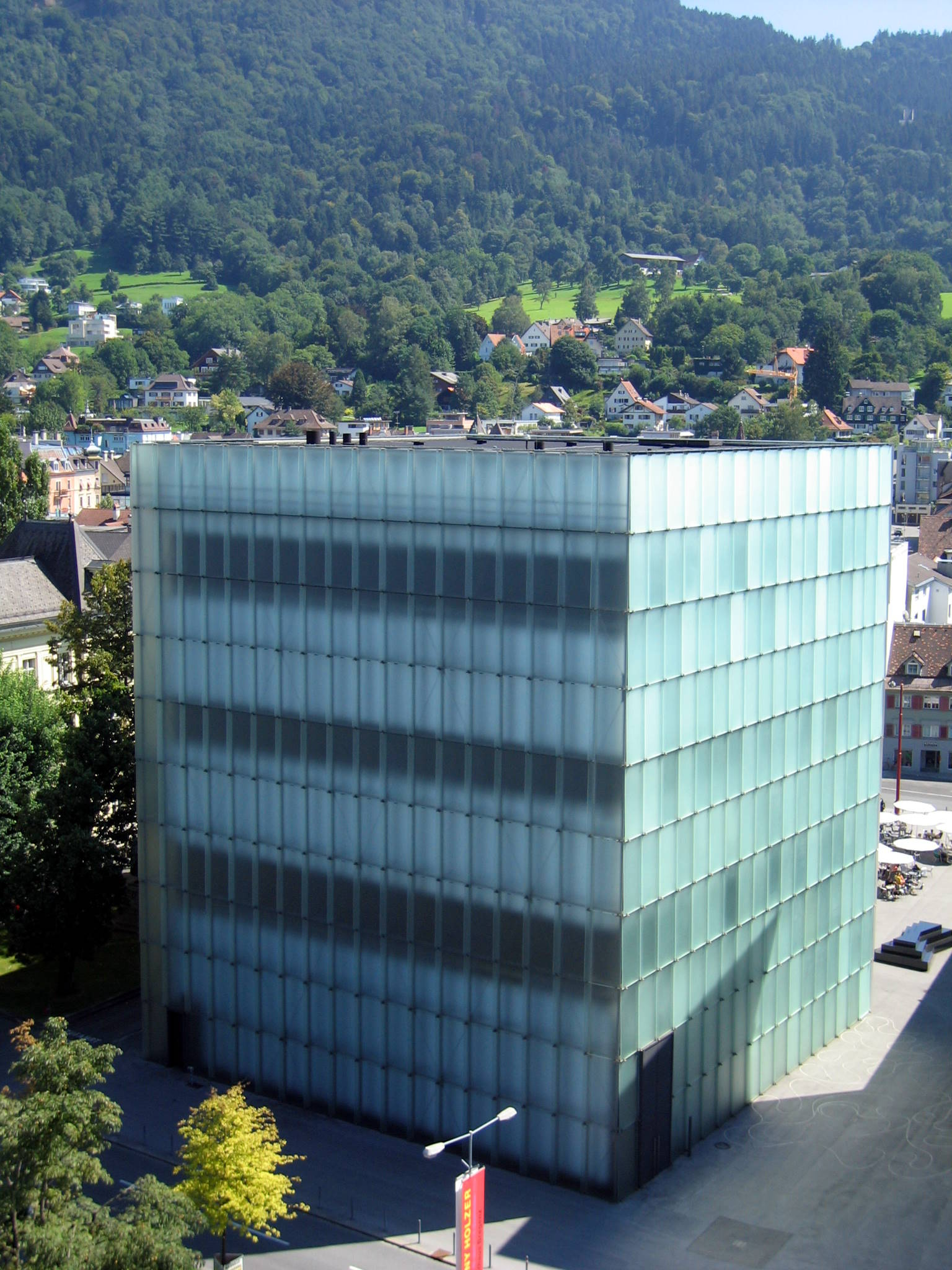
Museo de Arte de Bregenz (1997), de Zumthor
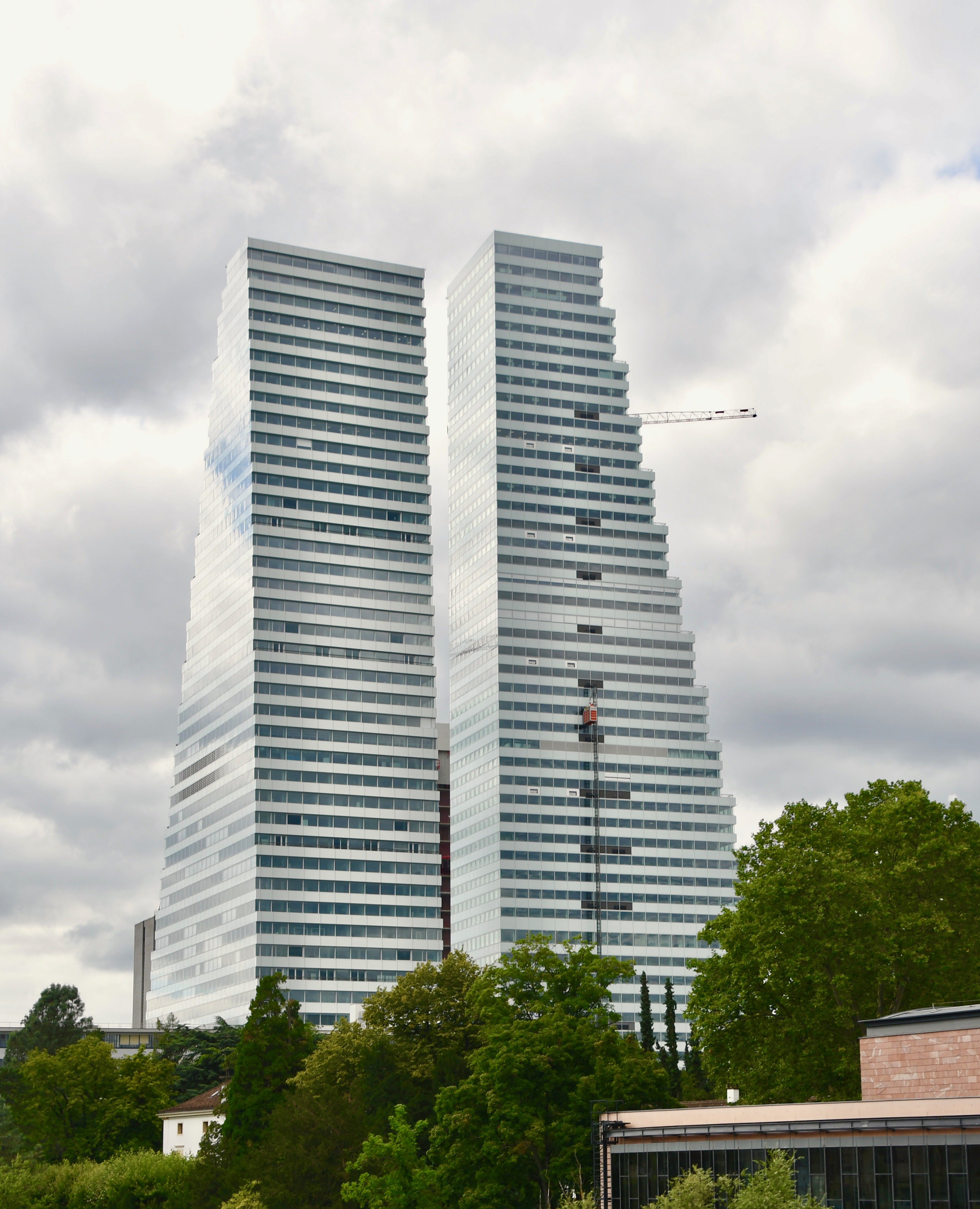
Torre Roche 1 (2012-2015) y 2 (2018-2022) en Basilea, obra de Zumthor
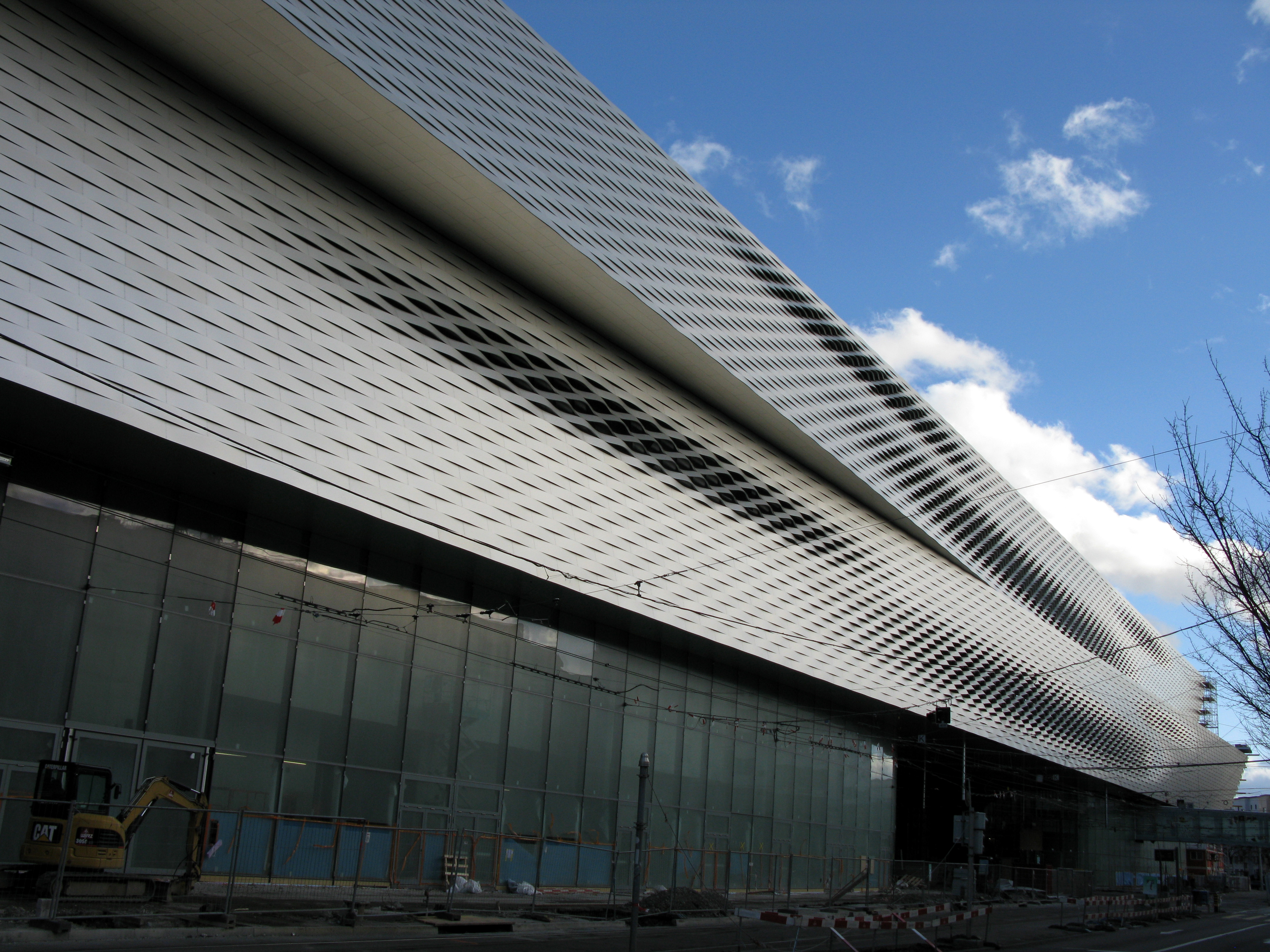
Messe Basel (2002-2013), Basilea - Herzog & de Meuron
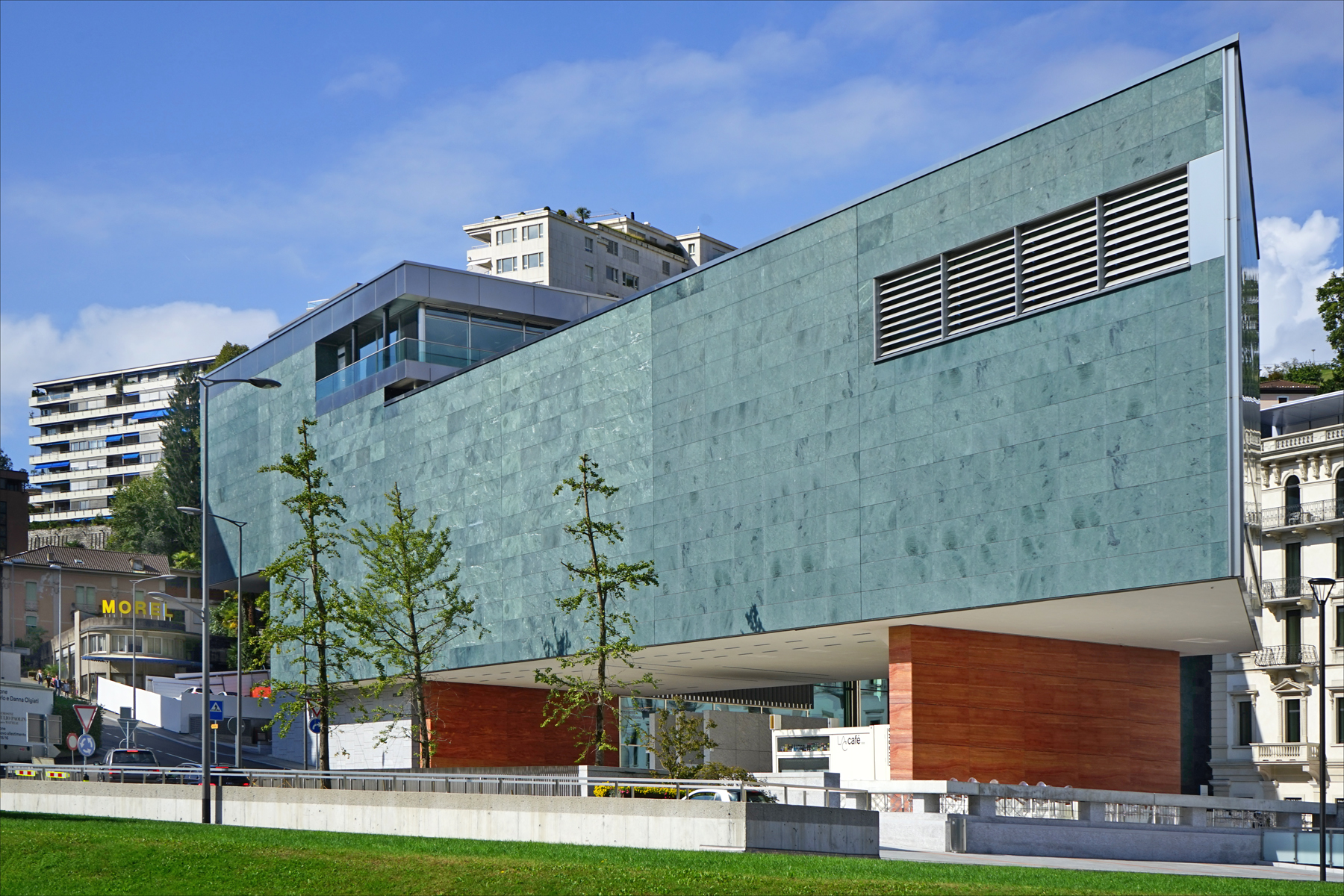
Lugano Arte e Cultura LAC (2010-2015), de Ivano Gianola

Y son también muchos arquitectos de fama internacional los que han realizado importantes encargos en el país:
- Renzo Piano: Fundación Beyeler (1994-1997), Riehen, Basel; Paul Klee Center (2005), Berna;

Heidi Weber Pavilion (Centre Le Corbusier), Zúrich,
- Santiago Calatrava: Bohl Bus/tram stop, St Gall; Emergency Services Center, St Gallen; Luzern Station Hall, Luzern (Lucerne); PTT Postal Center, Luzern (Lucerne), Stadelhofen Station, Zurich; Wohlen High School, Wohlen (near Zurich).
- Jean Nouvel: Centro de Cultura y Congresos de Lucerna (Kultur und Kongresszentrum Luzern', KKL) (1995-2000; inaugurado en parte en 1998) (Lucerna)

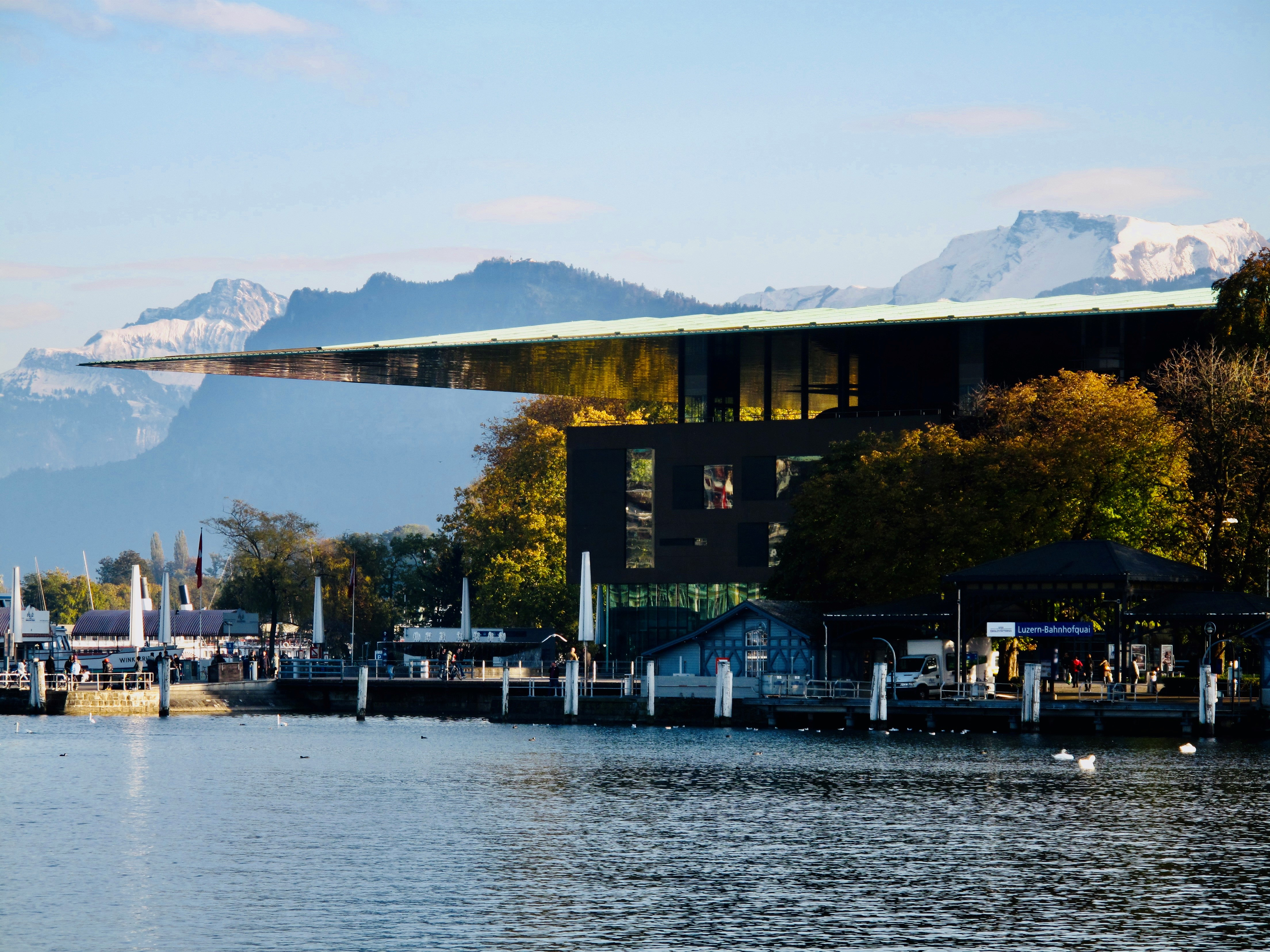
Centro de Cultura y Congresos de Lucerna (1995-2000), de Jean Nouvel
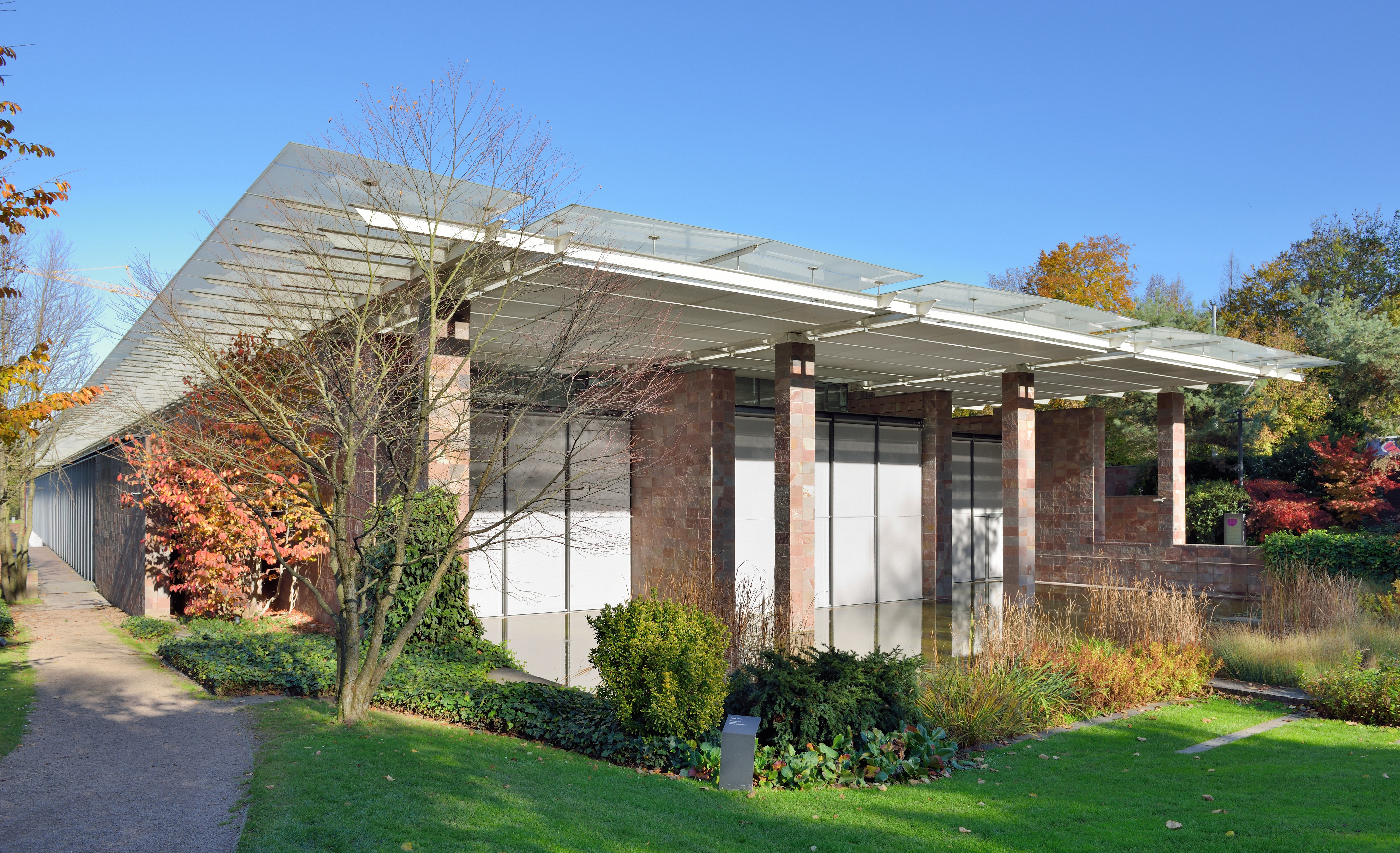
Fundación Beyeler (1994-1997), Riehen, Basel, de Renzo Piano
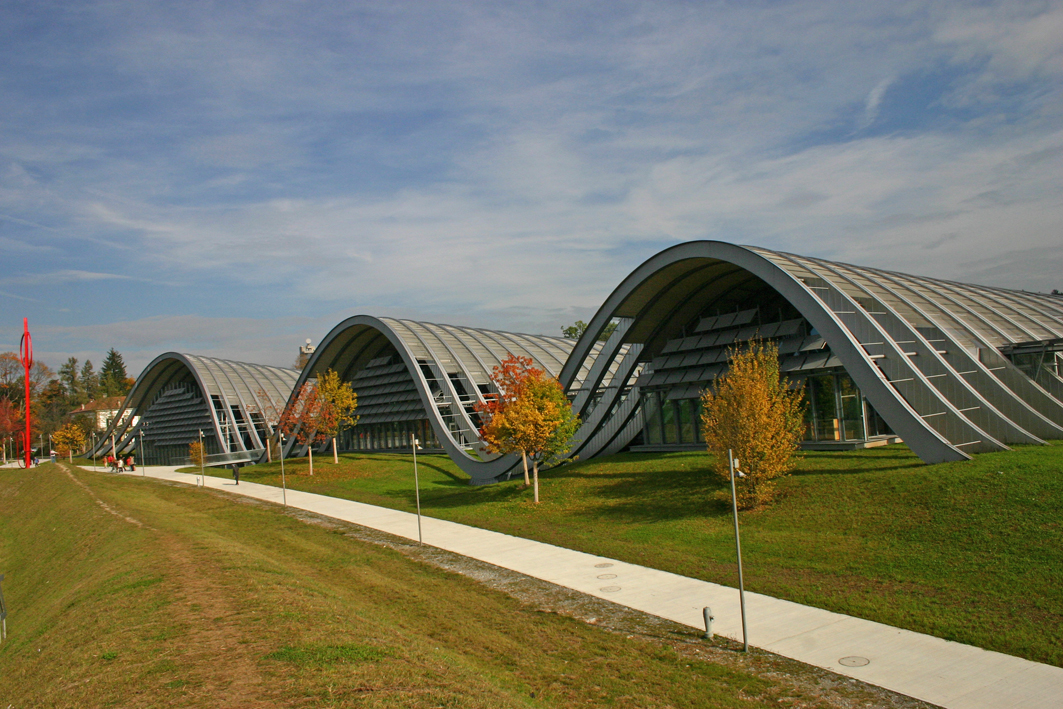
Zentrum Paul Klee en Berna (1999-2005), de Piano

- Kunstmuseum Basel
- El Bündner Kunstmuseum, en Graubünden. Con la ampliación (2014-2016) y la famosa renovación llevada a cabo por el estudio de arquitectura Barozzi Veiga,
- Museo Cantonal de Bellas Artes de Lausanne, inaugurado en el año 1841, es uno de los museos más antiguos de Suiza dedicado exclusivamente al arte. El museo alberga varias exposiciones temporales al año, que se crean con las más de 10 000 obras de la amplia colección.

## La protección del patrimonio edificado

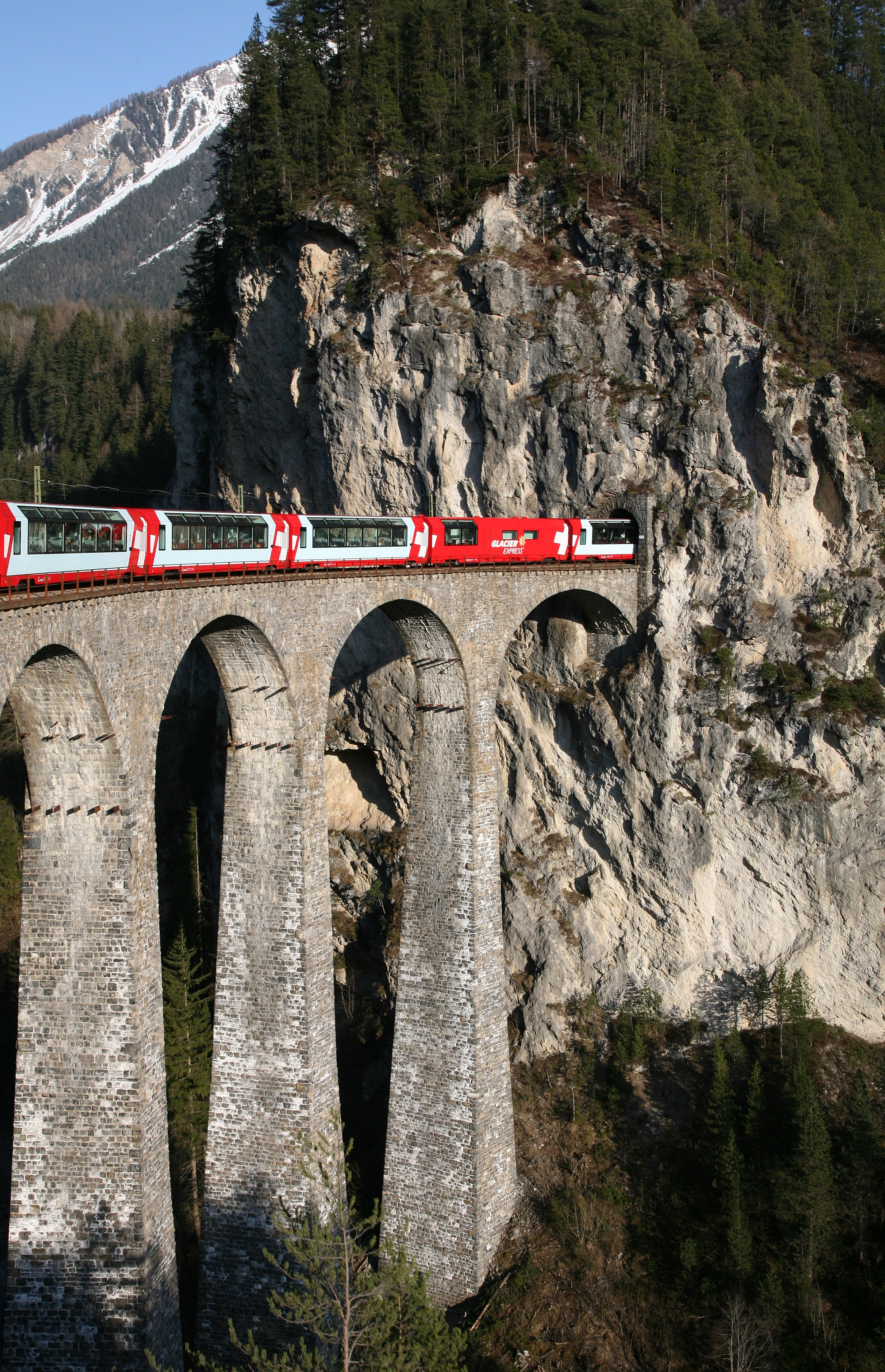
Viaducto Landwasser

La preocupación por la protección del patrimonio apareció en el país a finales del siglo XIX. El turismo estaba en auge y se criticaba la construcción de los nuevos hoteles y los ferrocarriles de montaña, y personalidades del mundo literario y artístico protestaban contra el exceso de anuncios publicitarios, contra el derribo de edificios históricos y la modernización de los cascos antiguos. Esas críticas y la lucha contra la demolición de parte de las murallas de Solothurn (Turnschanze) motivaron la fundación de la sociedad Heimatschutz (Patrimonio suizo.
Algunas de sus acciones fueron la lucha contra la construcción del tren de cremallera del Matterhorn, contra varias obras hidráulicas o por la conservación de las cataratas del Rin y del lago de Sils así como, posteriormente, la oposición a la construcción de determinados tramos de autopistas o la negativa de ver instalarse el patio de armas planeado en Rothenthurm. La sociedad Patrimoine suisse otorga desde 1972 el Premio Wakker cada año a una comuna distinguida en el campo de la conservación del patrimonio. Su compromiso es la preservación de los monumentos históricos de diferentes épocas, pero también el fomento de la arquitectura moderna de calidad en el contexto de las nuevas construcciones.
Los sitios culturales de Suiza que forman parte del Patrimonio Mundial de la UNESCO son ocho: en 1983 fueron designados el casco antiguo de Berna, la abadía de Saint-Gall y el convento benedictino de Saint-Jean-des-Sœurs en Mustair. Estos serán hasta el año 2000 los únicos sitios hasta la incorporación de los tres castillos de Bellinzona y luego, en 2007, de Lavaux, terrazas de viñedos  como ejemplo excepcional de la interacción entre el hombre y su entorno. Además, en 2008, el Ferrocarril Rético en los paisajes de Albula y Bernina con sus numerosas estructuras de ingeniería, puentes y túneles como el viaducto Landwasser. En 2009, La Chaux-de-Fonds y Le Locle se inscribieron como urbanismo relojero,· y luego, en 2011, se admitieron 111 asentamientos prehistóricos sobre pilotes en los Alpes, 56 de los cuales se encuentran a orillas del lagos, agua y pantanos de quince cantones suizos.